# Liste des monastères chrétiens, chartreuses, abbayes et prieurés en Belgique
La liste des monastères chrétiens, chartreuses, abbayes et prieurés en Belgique a pour but de recenser, sur le territoire de la Belgique, tous les monastères chrétiens, c'est-à-dire ceux qui correspondent à des chartreuses, des abbayes ou des prieurés, mais aussi ceux qui le sont au sens strict. Il est précisé à chaque fois : 
- la situation géographique de l'édifice, en mentionnant la province belge parmi les provinces suivantes : Province d'Anvers, Flandre-Orientale, Flandre-Occidentale, Brabant flamand, Brabant wallon, Province de Limbourg, Province de Namur, Province de Liège, Province de Luxembourg, Province de Hainaut, Région Bruxelles-Capitale ;
- quand a été fondé le monastère ;
- s'il s'agit d'une communauté de moniales ou de moines, et le rattachement éventuel de la fondation à un ordre, une congrégation, une fédération ou un groupement divers, comme aux chanoines réguliers de saint Augustin, à l'Ordre bénédictin, à l'Ordre cistercien, à l'Ordre cistercien de la stricte observance (trappiste), à l'Ordre des Prémontrés, à l'Ordre des Chartreux, à l'Ordre libanais maronite, aux Clarisses de la Première Règle, aux Clarisses Capucines, aux Colettines, aux Conceptionnistes, à l'Ordre de l'Annonciation de la Vierge Marie, à la Congrégation de l'Annonciation, aux Filles de l'Église, aux Écoliers du Christ, etc.

- Haut – A
- B
- C
- D
- E
- F
- G
- H
- I
- J
- K
- L
- M
- N
- O
- P
- Q
- R
- S
- T
- U
- V
- W
- X
- Y
- Z

## A
- Abbaye de l'Abbiette (Ath, Province de Hainaut), monastère de moniales cisterciennes fondé en 1232-1233.
- Abbaye Notre-Dame de Saint-Benoît d'Achel (village Achel, Hamont-Achel, Province de Limbourg), monastère de moines trappistes fondé en 1846.
- Abbaye d'Affligem (section Hekelgem, Affligem, Brabant flamand), monastère de moines bénédictins fondé en 1085.
- Monastère d'Alost (Alost, Flandre-Orientale), monastère fondé en 1856 par des moniales Colettines.
- Abbaye d'Aldeneik (Maaseik, Province de Limbourg), monastère fondé en 728 par les deux sœurs Herlinde et Relinde, qui deviennent alors moniales bénédictines.
- Prieuré d'Amay (Amay, Province de Liège), monastère bénédictin fondé en 1925 pour une communauté qui déménage à Chevetogne en 1939.
- Abbaye d'Andenne (Andenne, Province de Namur), monastère bénédictin mixte puis exclusivement féminin, fondé vers 692 par sainte Begge.
- Prieuré d'Anseremme (section Anseremme, Dinant, Province de Namur), monastère dépendant de l'abbaye de Saint-Hubert en Ardenne, établi au XVe siècle.
- Abbaye du Val Notre-Dame de Antheit (section Antheit, Wanze, Province de Liège), monastère de moniales cisterciennes fondé un peu après 1180.
- Abbaye Saint-Michel d'Anvers (près d'Anvers, Province d'Anvers), monastère de chanoines prémontrés fondé en 1124.
- Chartreuse Sainte-Sophie-de-Constantinople d'Anvers (Anvers, Province d'Anvers), monastère de Chartreux fondé en 1625.
- Monastère d'Anvers (Anvers, Province d'Anvers), monastère fondé en 1461 par des moniales Colettines.
- Abbaye d'Argenton (section Lonzée, Gembloux, Province de Namur), monastère de moniales cisterciennes fondé en 1229.
- Monastère d'Arlon (Arlon, Province de Luxembourg), monastère fondé en 1900 par des moniales Colettines.
- Abbaye d'Aulne (section Gozée, Thuin, Province de Hainaut), monastère de moines bénédictins fondé par saint Landelin en 657.
- Abbaye d'Averbode (section Averbode, Montaigu-Zichem, Brabant flamand), monastère de chanoines prémontrés fondé en 1134.
- Abbaye d'Aywiers (section Couture-Saint-Germain, Lasne, Brabant wallon), monastère de moniales cisterciennes fondé vers 1215.

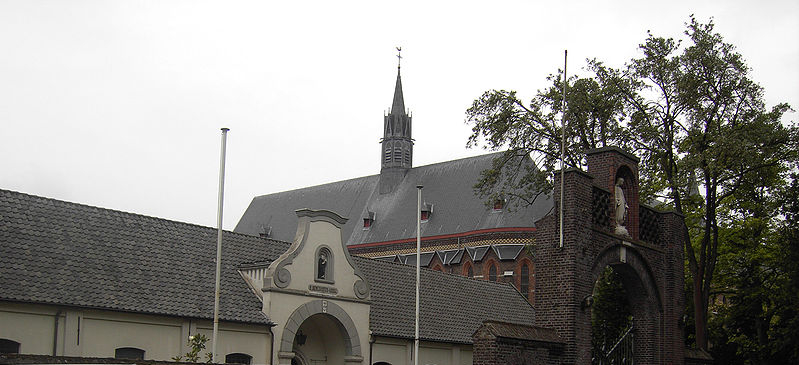
2009 : portail d'entrée de l'abbaye Notre-Dame de Saint-Benoît d'Achel en activité.
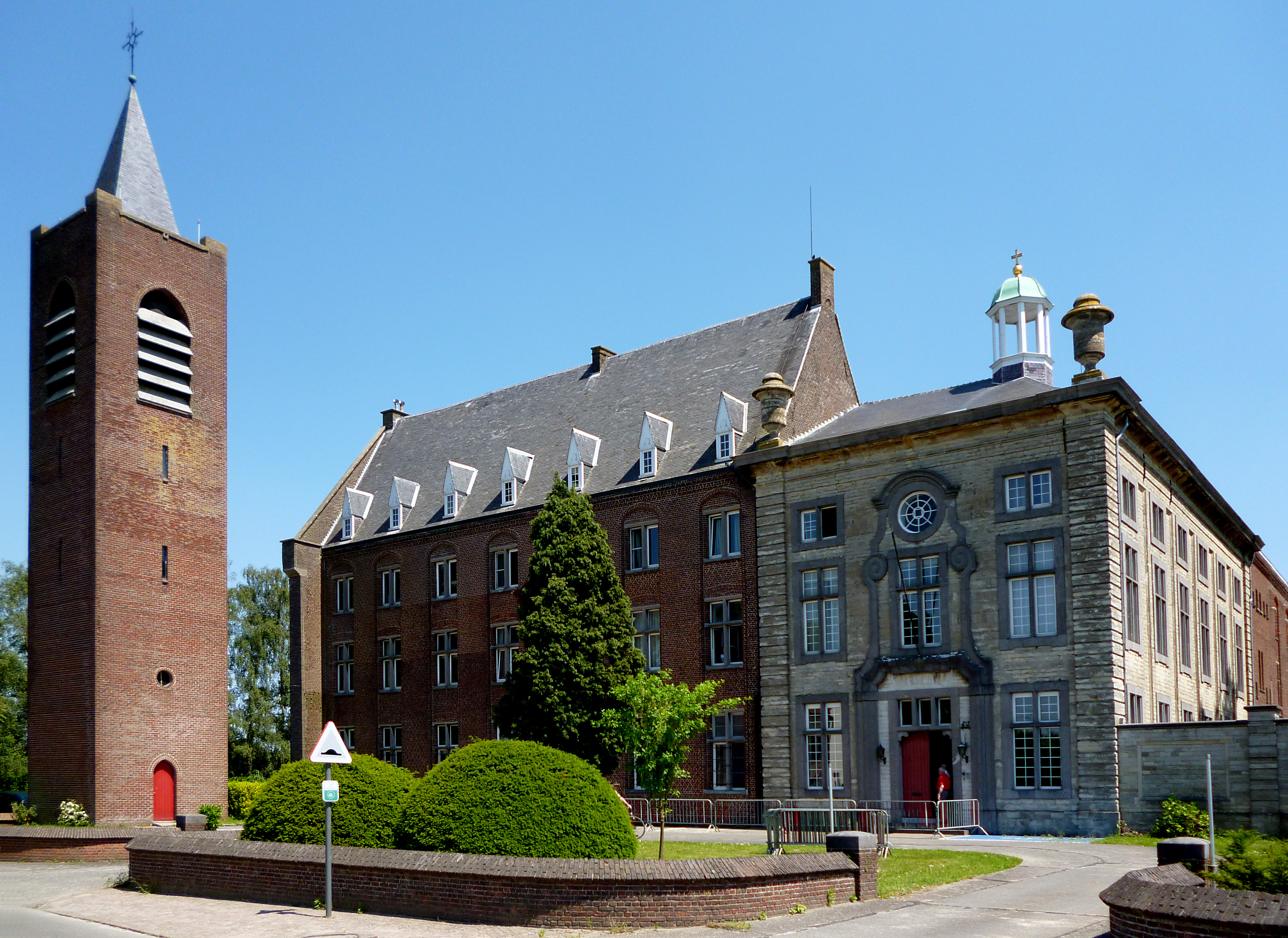
2012 : abbaye d'Affligem en activité.
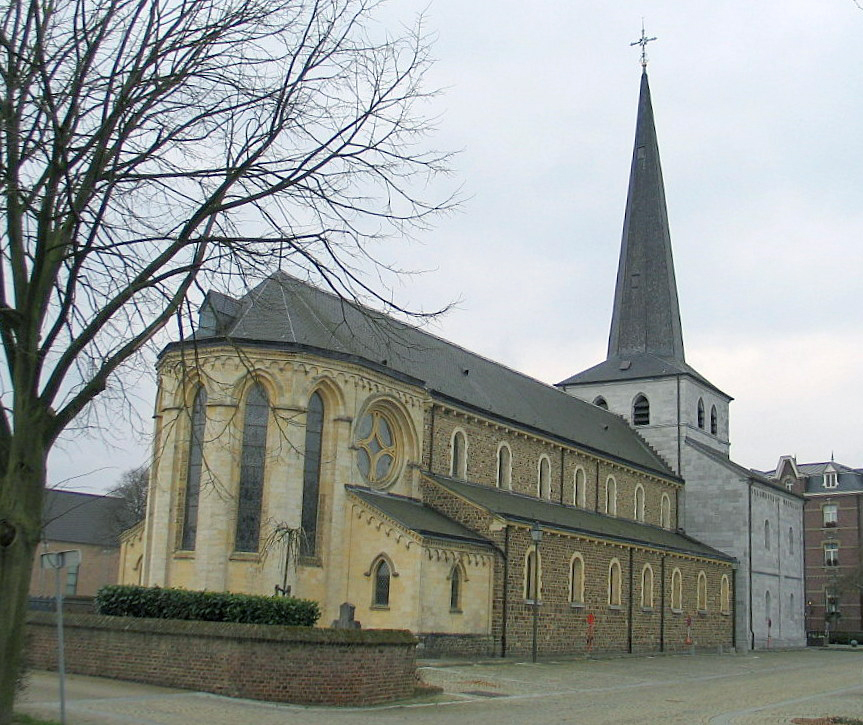
2007 : ancienne abbatiale d'Aldeneik de l'abbaye partiellement détruite.
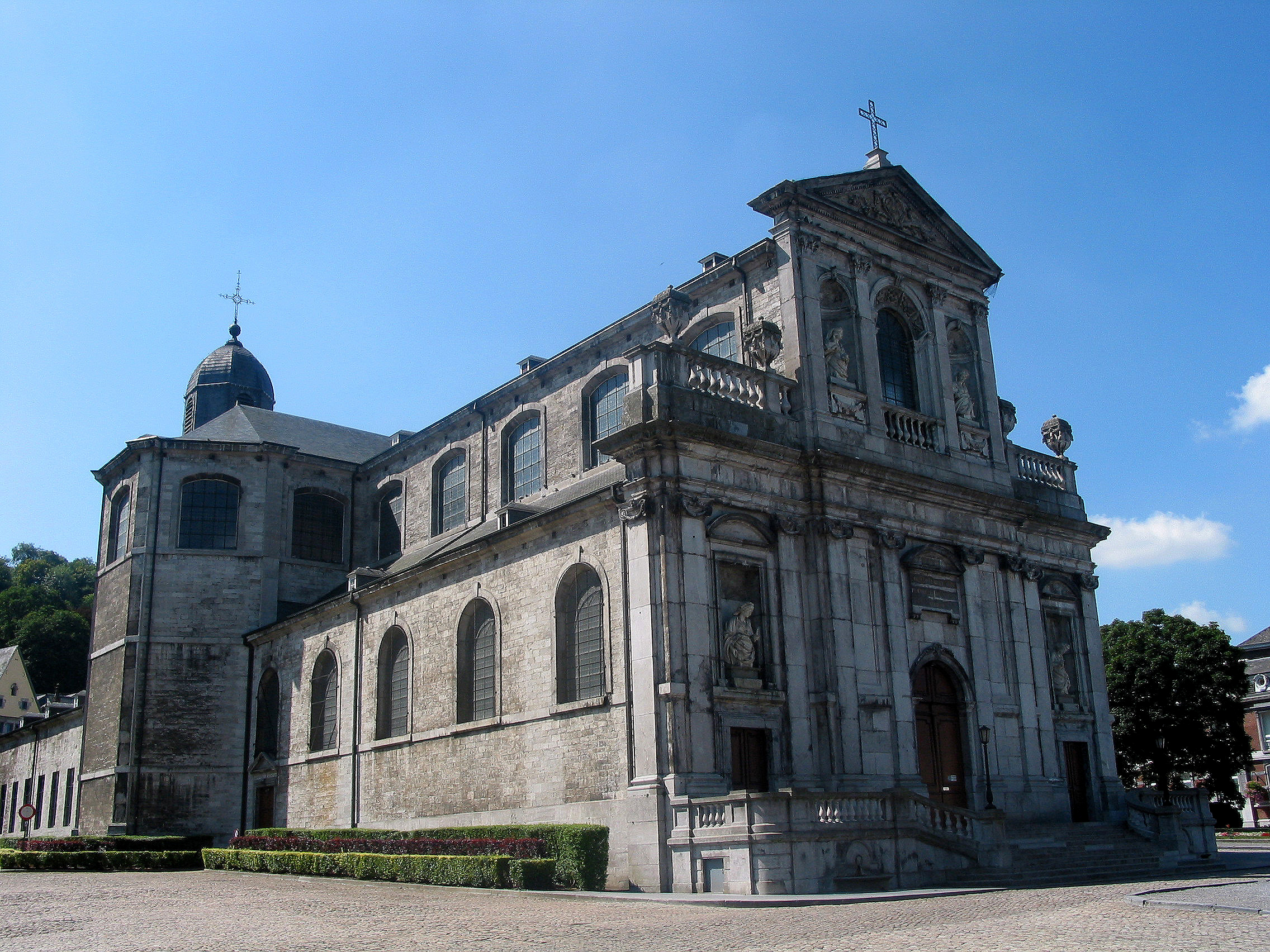
2005 : ancienne abbatiale d'Andenne de l'abbaye partiellement détruite.
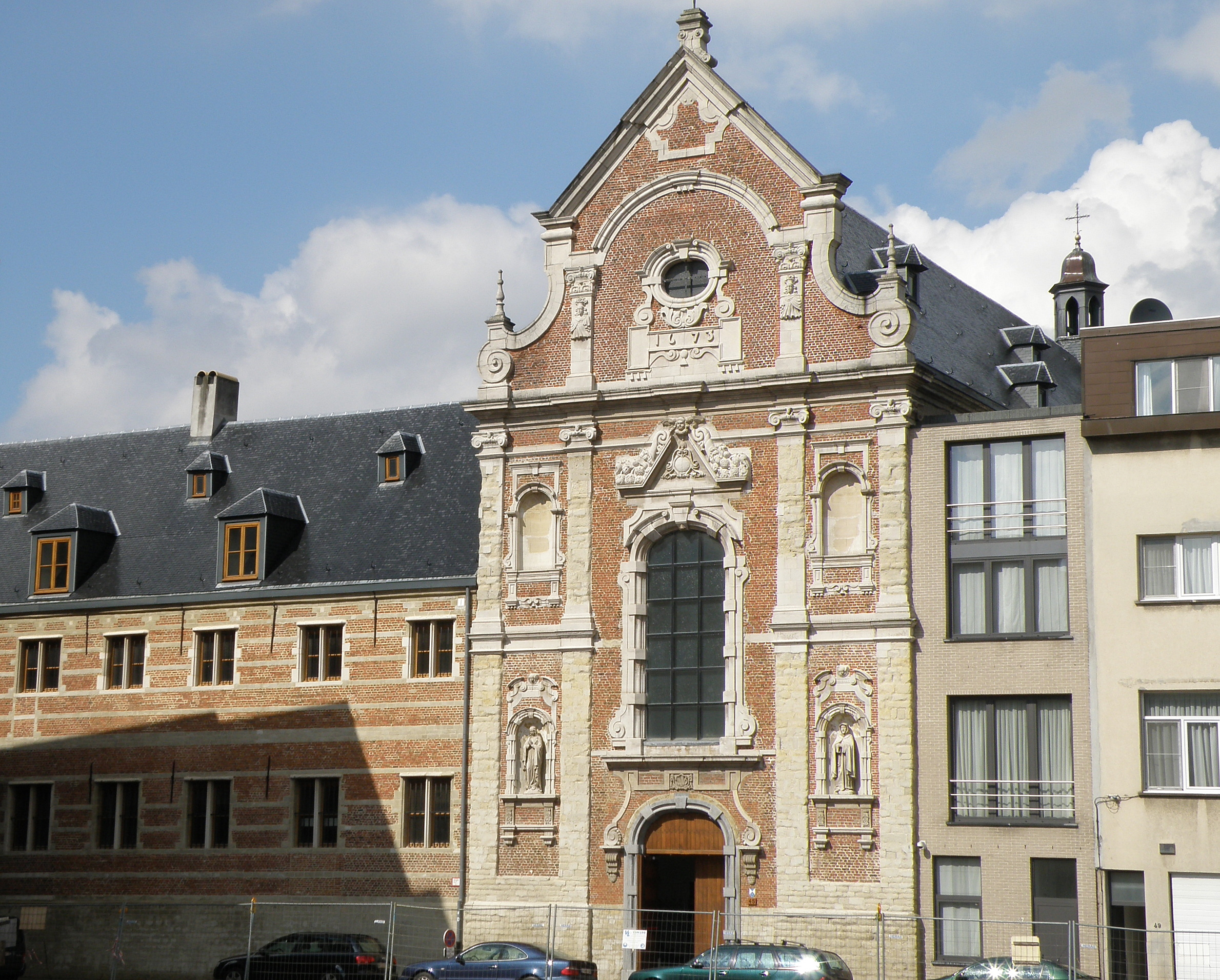
2011 : ancienne chartreuse Sainte-Sophie-de-Constantinople d'Anvers, couvent de Capucines aujourd'hui.
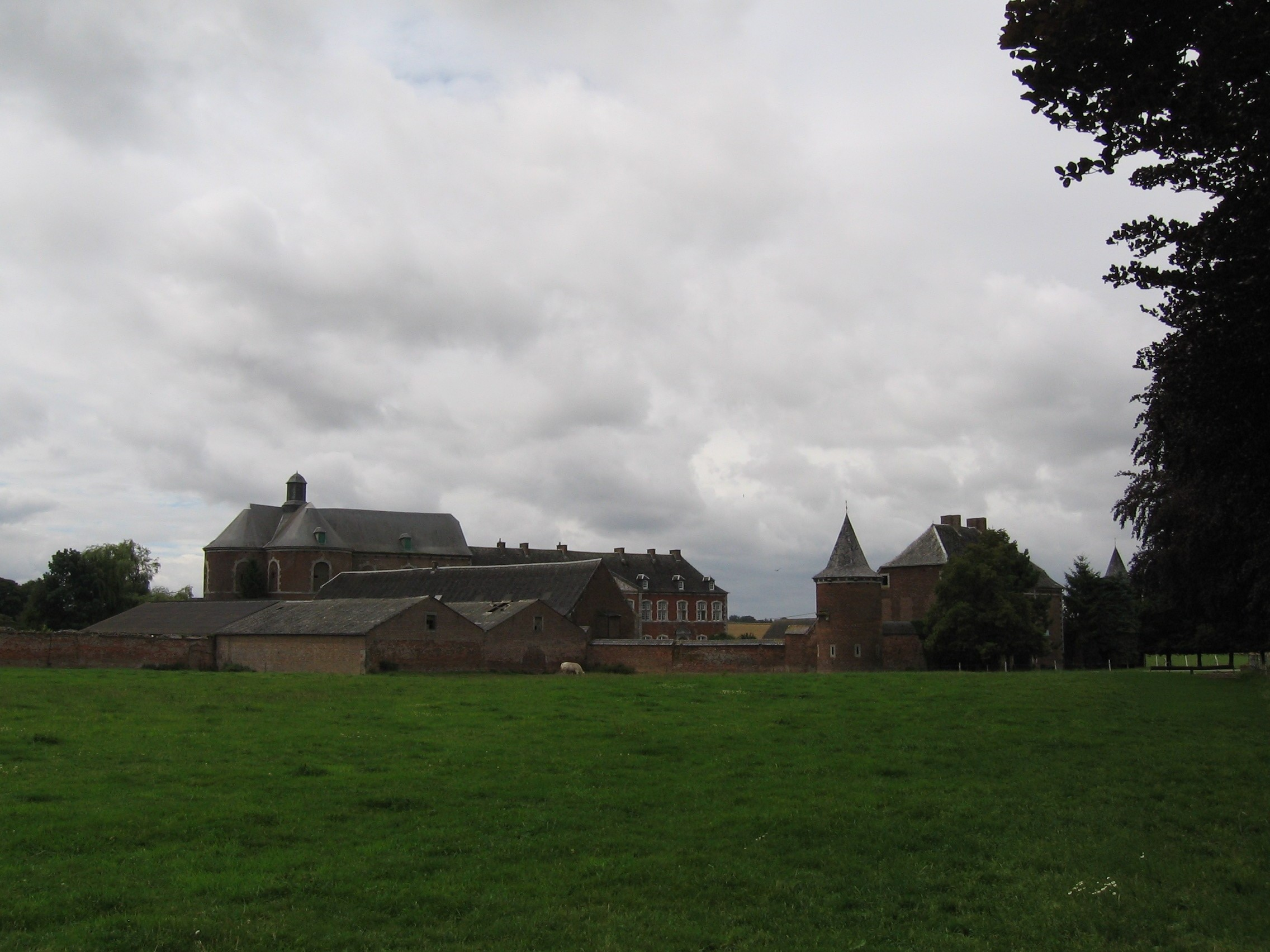
2011 : ancienne abbaye d'Argenton désaffectée.
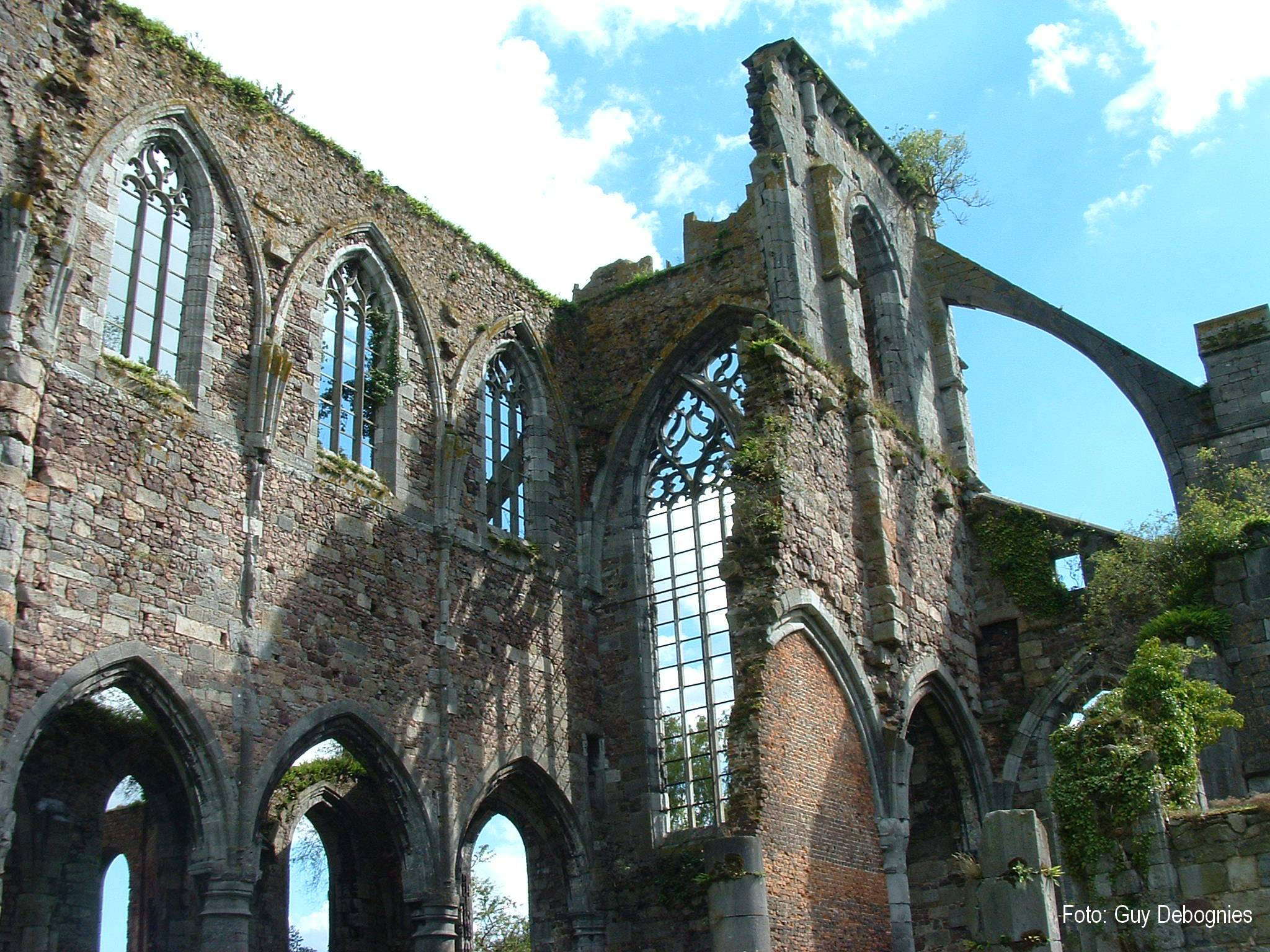
2005 : ancienne abbaye d'Aulne en ruines.
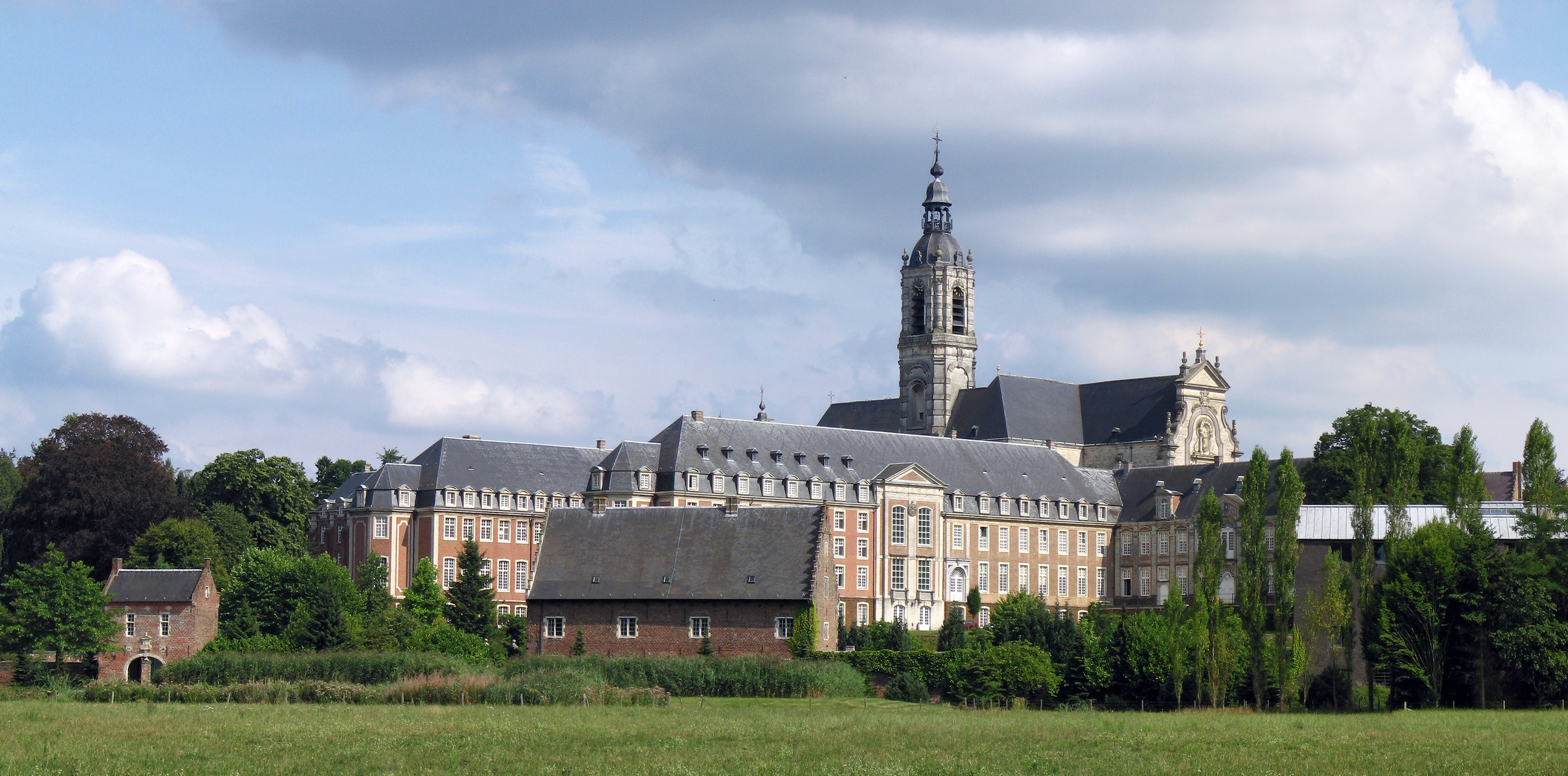
2009 : abbaye d'Averbode en activité.
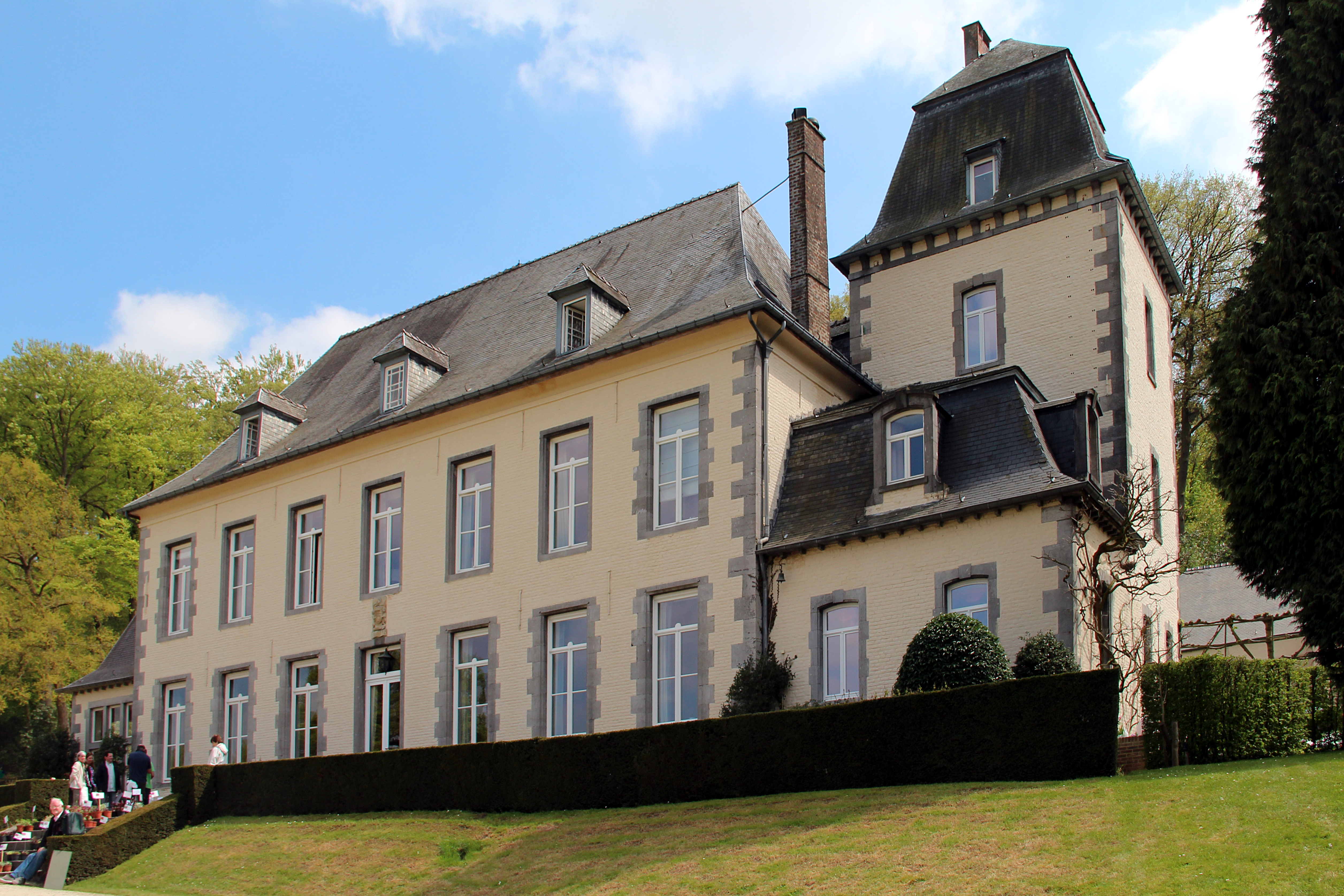
2013 : ancien palais abbatial d'Aywiers de l'abbaye partiellement détruite.

## B
- Prieuré de Saint-Antoine en Barbefosse (section Havré, Mons, Province de Hainaut), monastère fondé en 1415 par les Antonins.
- Prieuré de Basse-Wavre (Wavre, Brabant-Wallon), prieuré fondé au XIe siècle par l'abbaye d'Affligem.
- Monastère de Bastogne (Bastogne, Province de Luxembourg), monastère ayant regroupé une communauté de moniales Conceptionnistes.
- Abbaye de Baudeloo (section Sinaai, Saint-Nicolas, Flandre-Orientale), monastère de bénédictins fondé en 1197, déplacé à Gand pour échapper à l'insécurité des temps.
- Prieuré de Beaufays (Chaudfontaine, Province de Liège), monastère fondé en 1123, constituant un couvent double jusqu'au milieu du XIIIe siècle.
- Monastère de Beaumont (Beaumont, Province de Hainaut), monastère fondé en 1854 par des moniales Colettines.
- Abbaye de Beaupré (section Grimminge, Grammont, Flandre-Orientale), monastère cistercien fondé en 1228.
- Abbaye de Beaurepart (Liège, Province de Liège), monastère fondé au début du XIIIe siècle pour l'Ordre des frères mineurs.
- Abbaye de Bélian, dit aussi Abbaye de Bethléem (section Mesvin, Mons, Province de Hainaut), monastère fondé en 1244 pour des chanoinesses augustiniennes.
- Monastère de Berlaymont (faubourg Argenteuil, Bruxelles-Capitale)
- Prieuré de Bernardfagne (Ferrières, Province de Liège), monastère guillemite fondé en 1248.
- Prieuré Notre-Dame de Béthanie, monastère occupé par des bénédictines missionnaires.
- Chartreuse de Bois-Saint-Martin (section Lierde-Saint-Martin, Lierde, Flandre orientale), monastère de Chartreux fondé en 1328.
- Abbaye de Bois-Seigneur-Isaac (section Ophain-Bois-Seigneur-Isaac, Braine-l'Alleud, Brabant wallon), monastère de moines maronites depuis 2010.
- Abbaye de Bonne-Espérance (section Vellereille-les-Brayeux, Estinnes, Province de Hainaut), monastère de chanoines prémontrés fondé en 1130.
- Abbaye de Bon Secours (Péruwelz, Province de Hainaut), monastère de moniales cisterciennes fondé en 1904.
- Abbaye de Boneffe (village Boneffe, Éghezée, Province de Namur), monastère de moniales cisterciennes fondé en 1227.
- Abbaye de Bonheiden (Bonheiden, Province d'Anvers), monastère de moniales bénédictines en activité fondé en 1965.
- Monastère de Boom (Boom, Province d'Anvers), monastère fondé en 1895 par des moniales Colettines.
- Abbaye Saint-Bernard de Bornem (Bornem, Province d'Anvers), monastère fondé en 1836 par les moines cisterciens de l'abbaye d'Hemiksem, par essaimage.
- Abbaye Notre-Dame-de-Nazareth de Brecht (Brecht, Province d'Anvers), monastère fondé en 1230 et destiné à des moniales cisterciennes en 1236.
- Abbaye Notre-Dame de Brialmont (section Tilff, Esneux, Province de Liège), monastère de moniales trappistines fondé en 1934, à Sorée.
- Abbaye Saint-Gérard de Brogne (section Saint-Gérard, Mettet, Province de Namur), monastère de moines bénédictins fondé par Gérard de Brogne en 919.
- Abbaye Sainte-Godelieve de Bruges (Bruges, Flandre-Occidentale), monastère dévasté lors de la révolution française mais ayant retrouvé ses moniales en 1808.
- Béguinage de Bruges (appelé aussi monastère de la Vigne) (Bruges, Flandre-Occidentale), monastère fondé en 1245 par des bénédictines.
- Monastère de Bruges (Bruges, Flandre-Occidentale), monastère fondé en 1224 par des moniales Colettines.
- Abbaye Saint-André de Bruges (voir à Abbaye Saint-André de Zevenkerken).
- Chartreuse du Val-de-Grâce de Bruges (Bruges, Flandre-Occidentale), monastère fondé en 1318 par un groupe de nobles et de magistrats.
- Chartreuse de Bruxelles (Bruxelles, Bruxelles-Capitale), monastère fondé en 1588 par des chartreux venus de la chartreuse de Scheut.
- Monastère de Bruxelles (Bruxelles, Bruxelles-Capitale), monastère fondé en 1503 par des moniales Colettines.

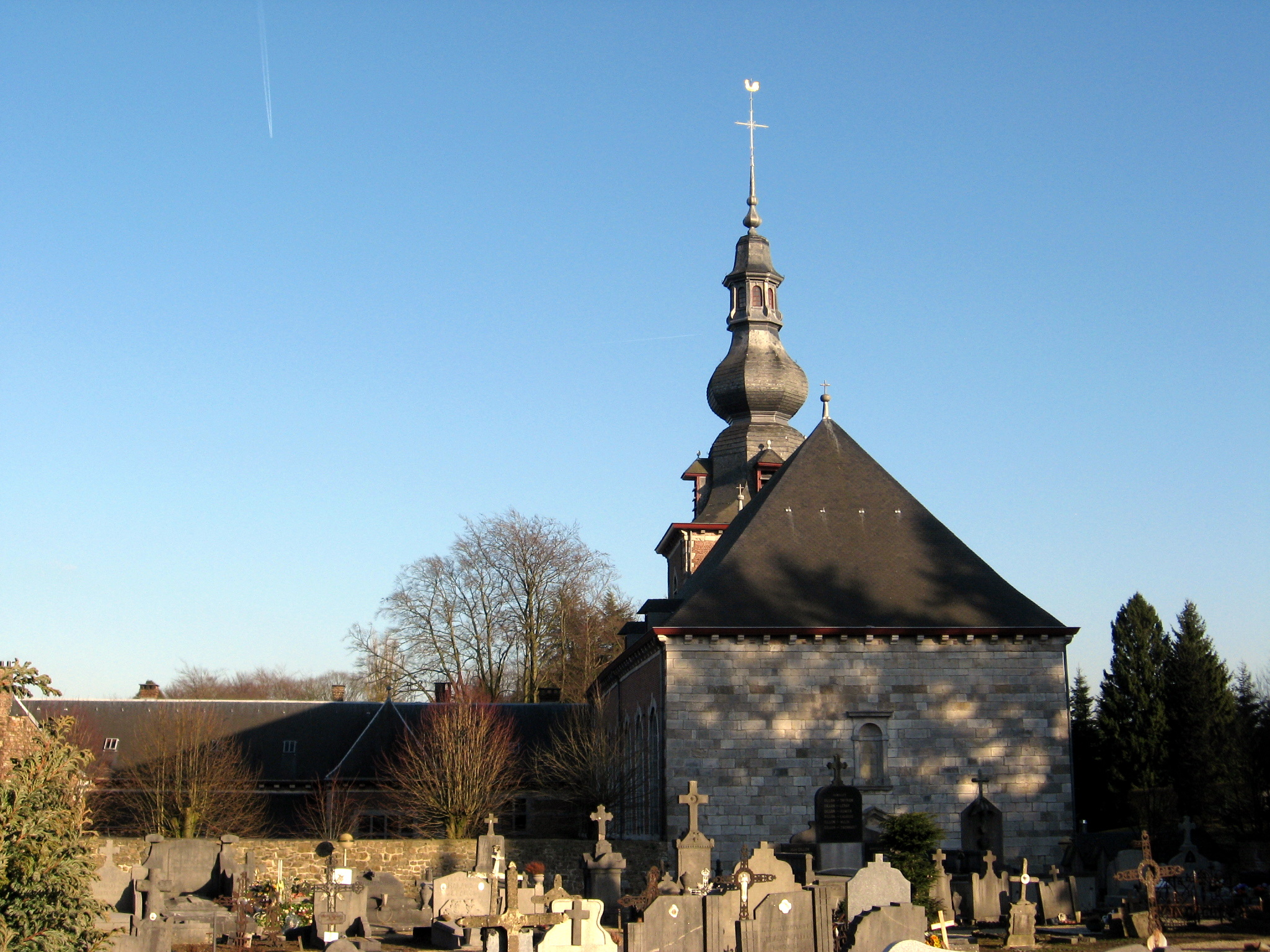
2011 : ancienne église conventuelle du prieuré de Beaufays désaffecté.
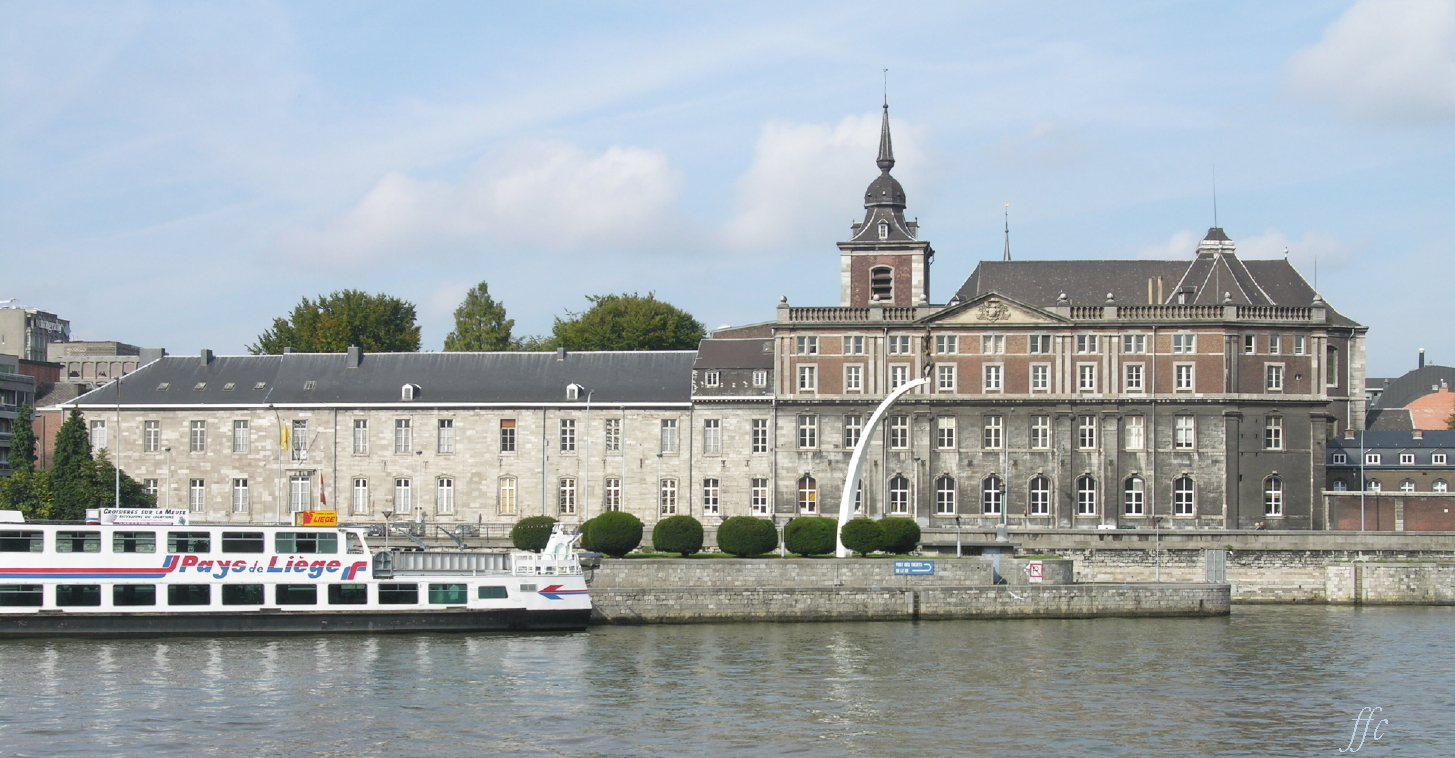
2007 : ancienne abbaye de Beaurepart désaffectée.
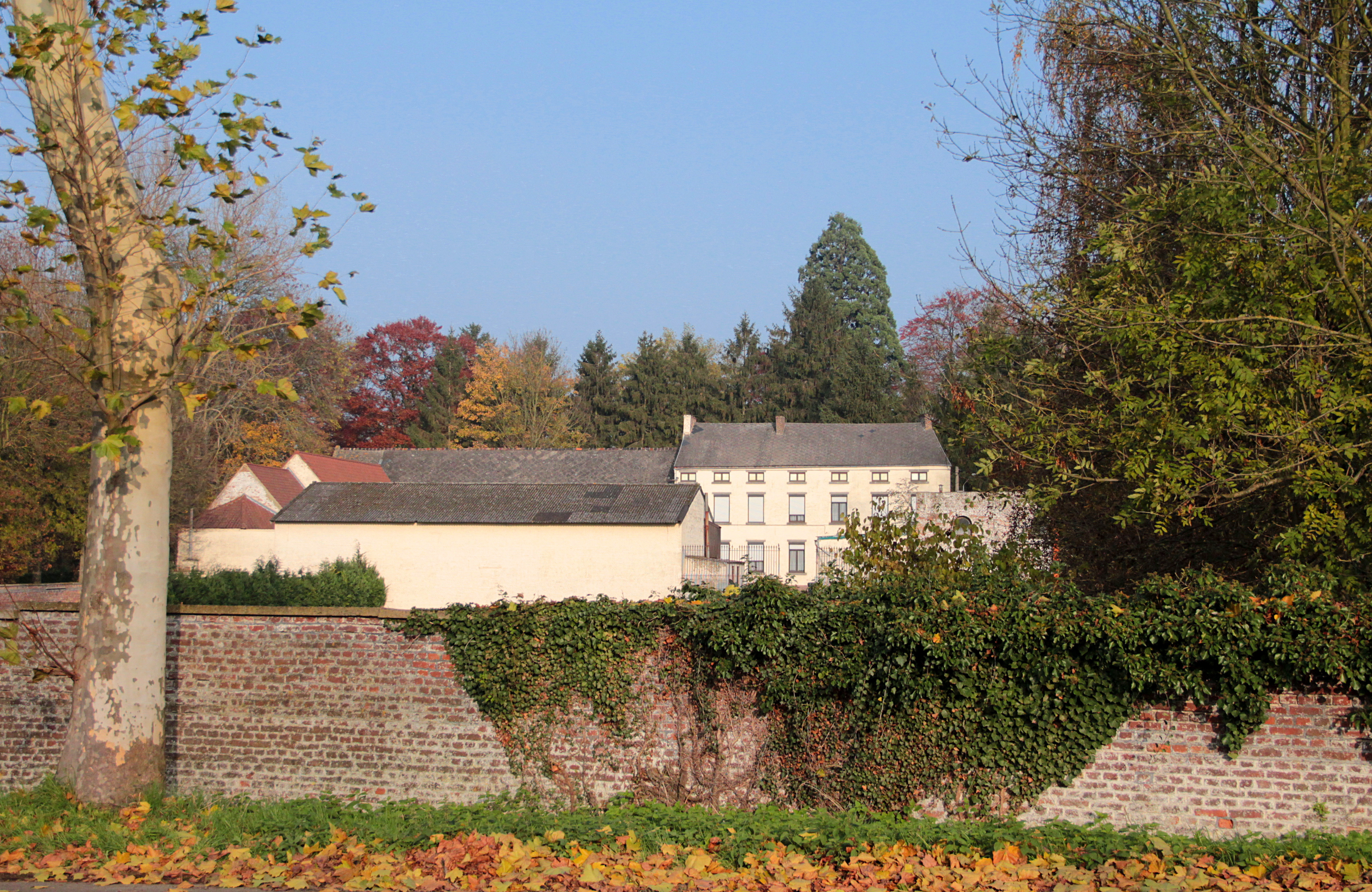
2012 : ancienne abbaye de Bélian désaffectée.
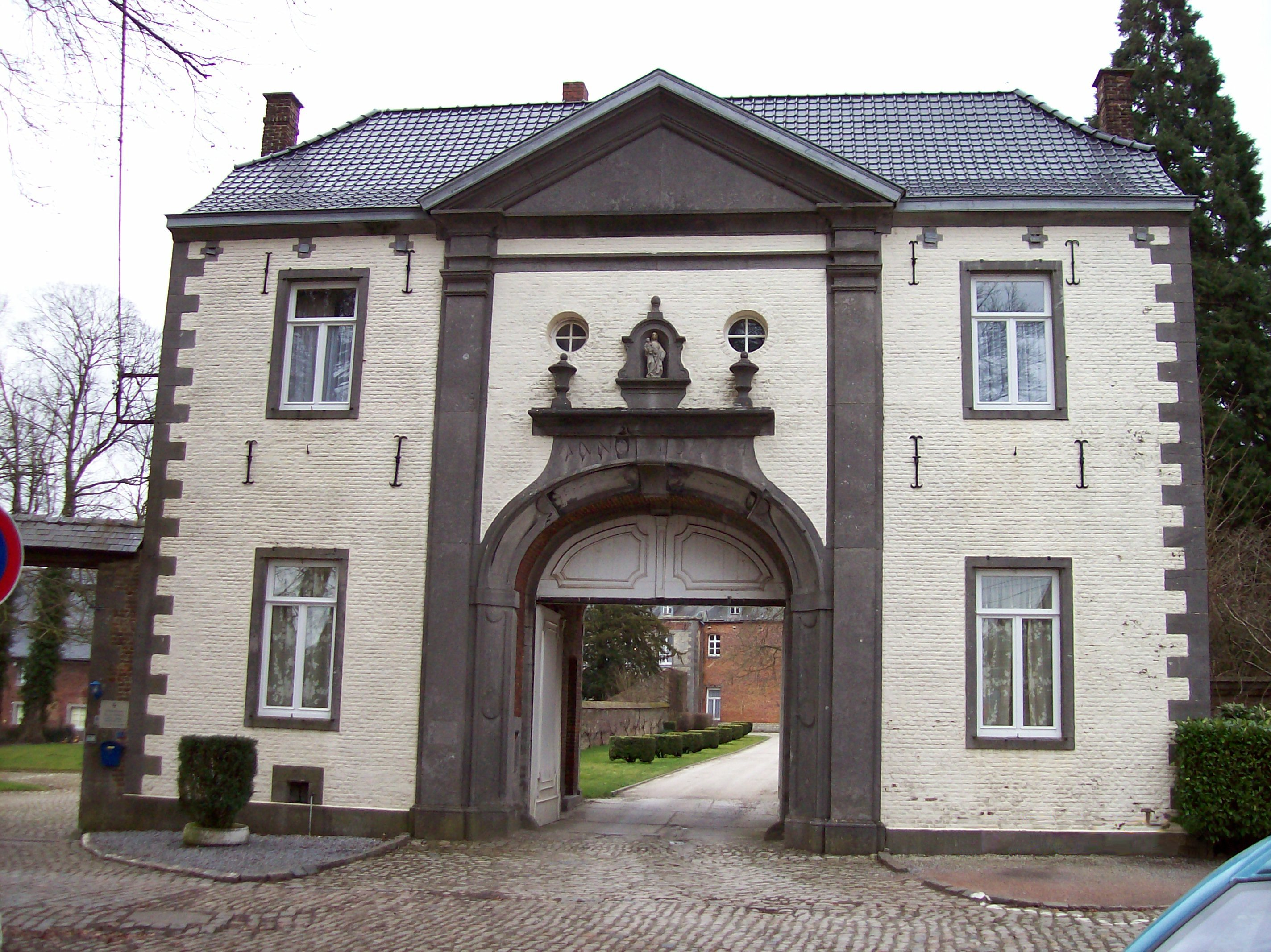
2008 : entrée principale du monastère maronite de Bois-Seigneur-Isaac désaffecté.
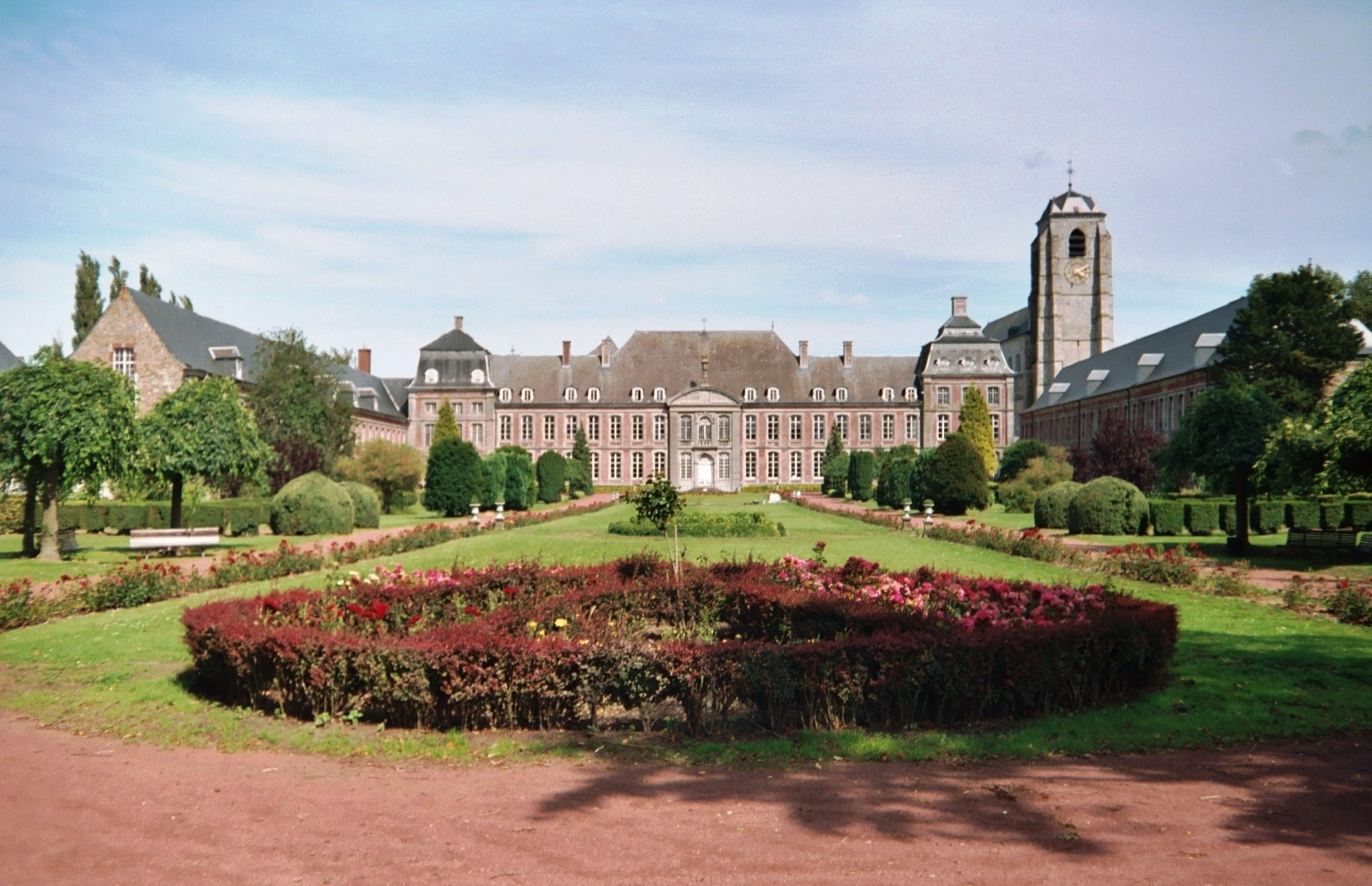
2004 : ancienne abbaye de Bonne-Espérance désaffectée.
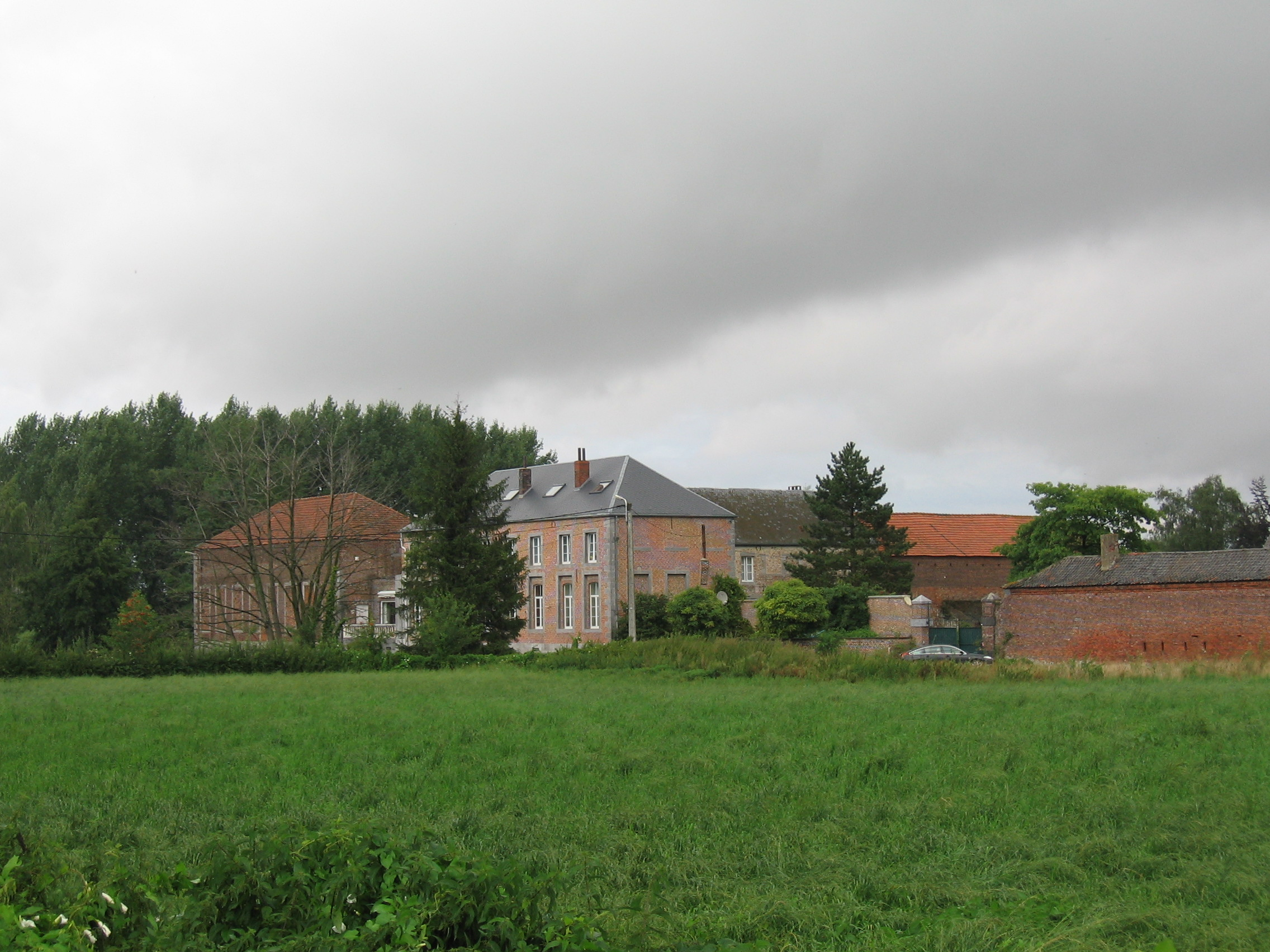
2009 : ancien palais abbatial de Boneffe de l'abbaye partiellement détruite.
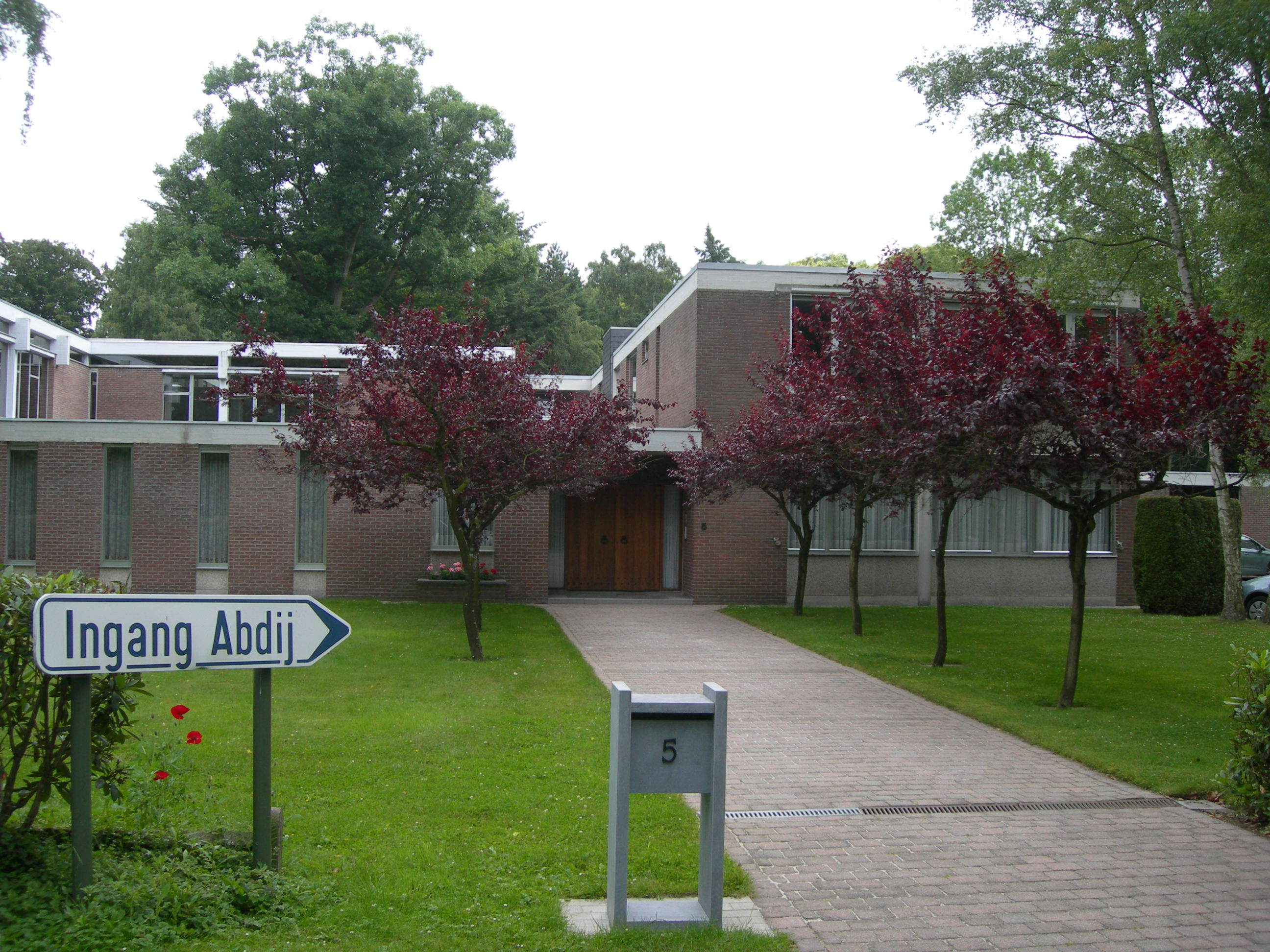
2013 : abbaye de Bonheiden en activité.
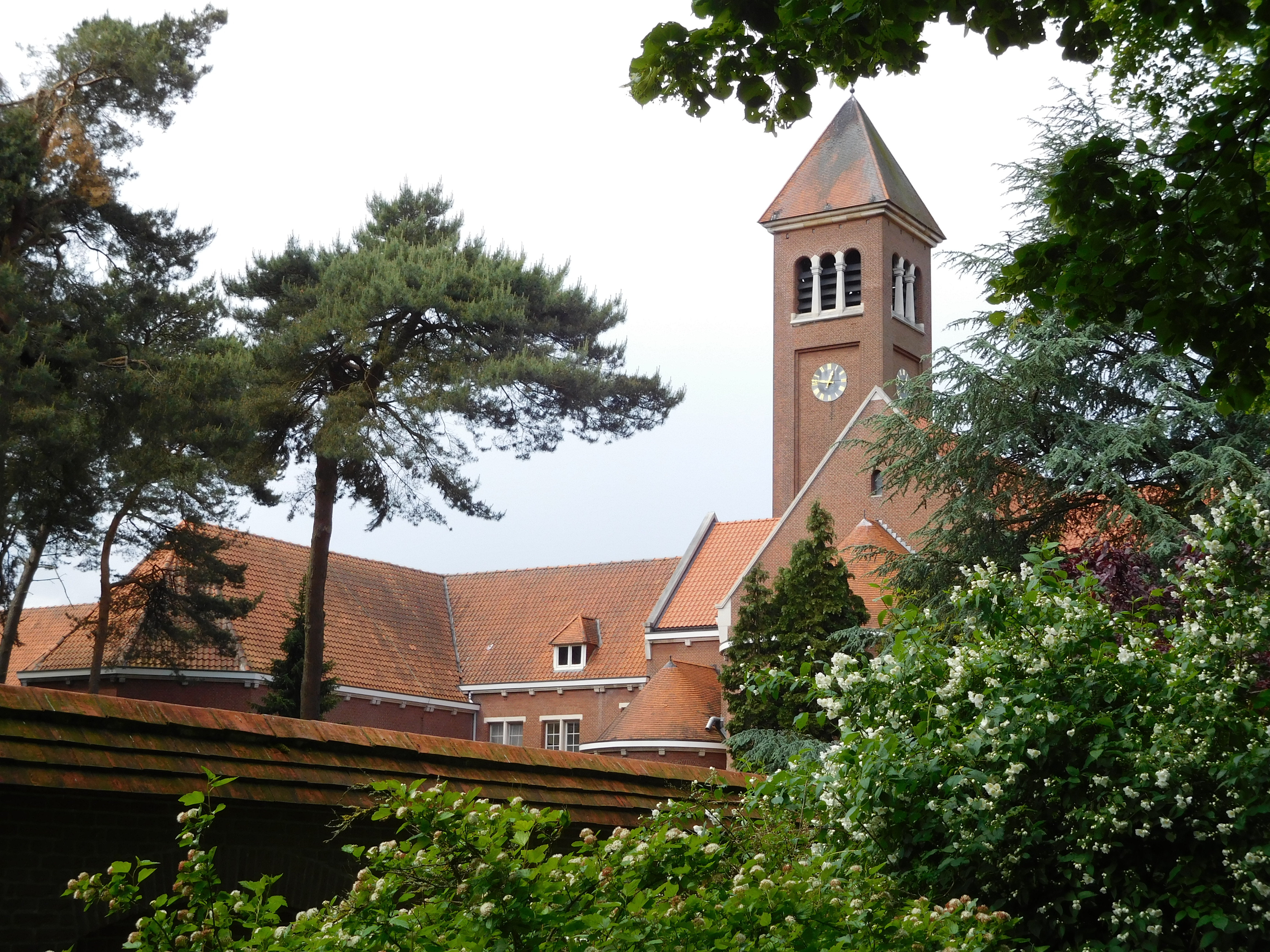
2014 : vue d'ensemble de l'abbaye Notre-Dame-de-Nazareth en activité.
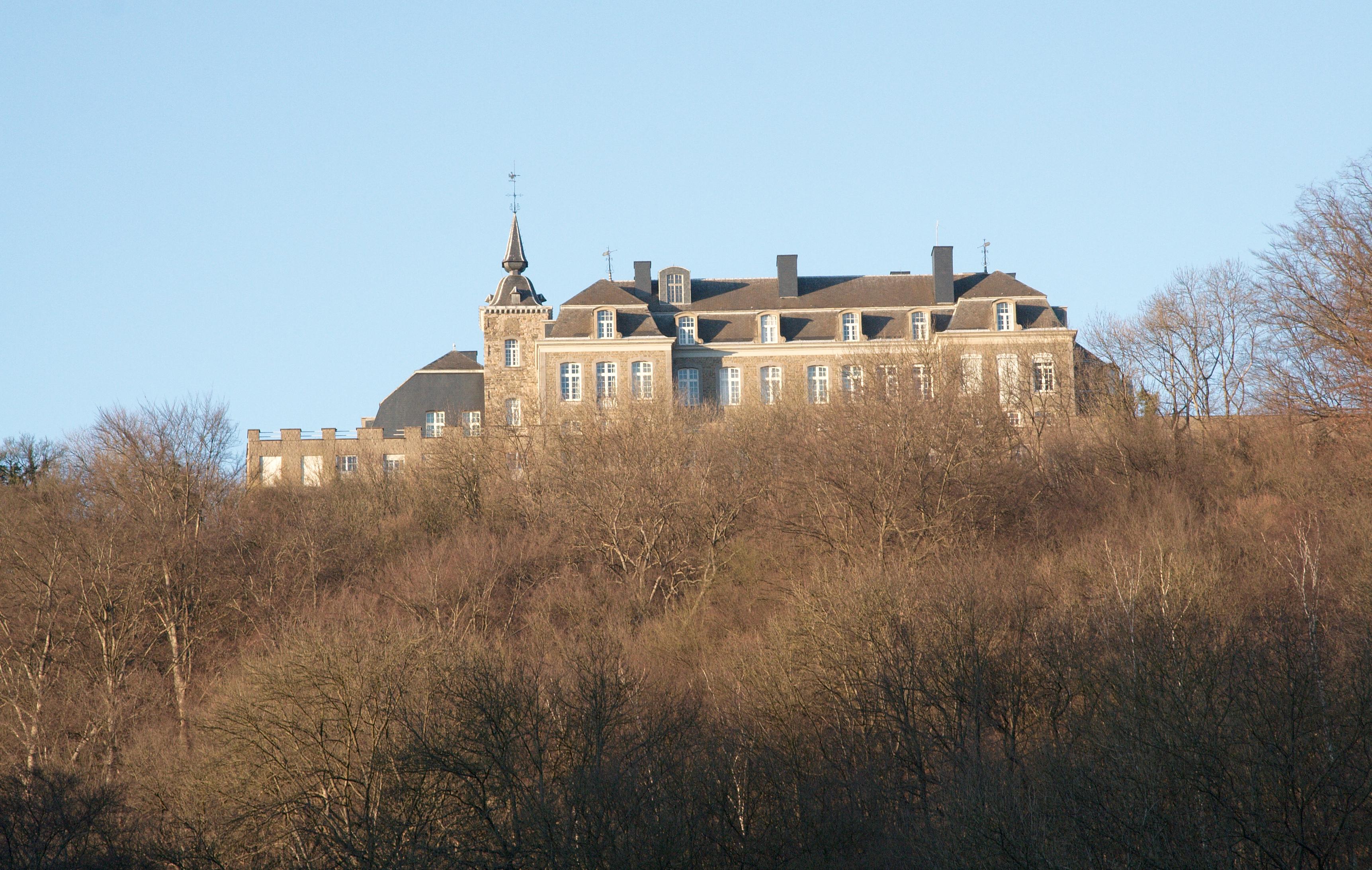
2008 : abbaye Notre-Dame de Brialmont en activité.
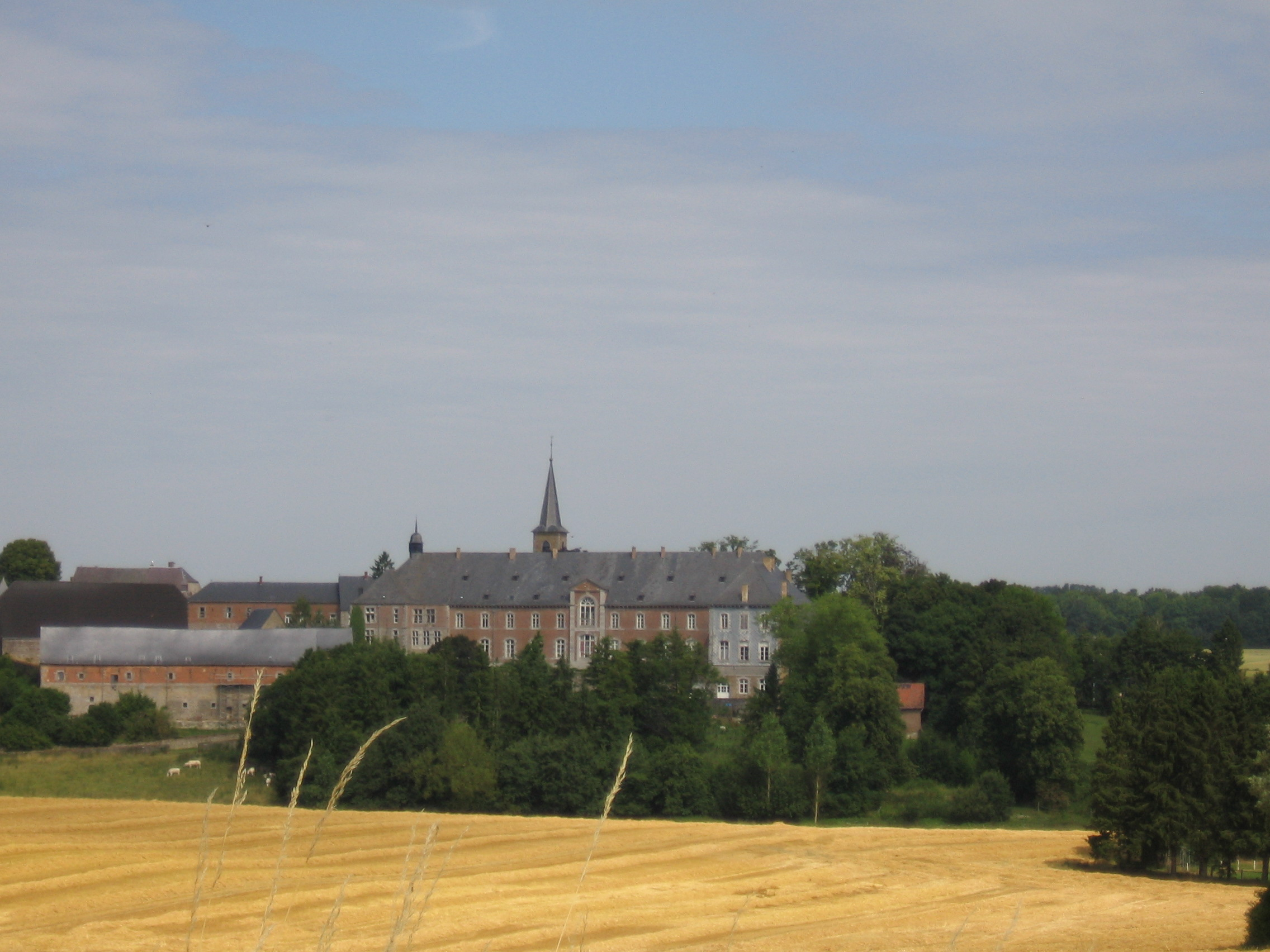
2009 : ancienne abbaye Saint-Gérard de Brogne partiellement détruite.
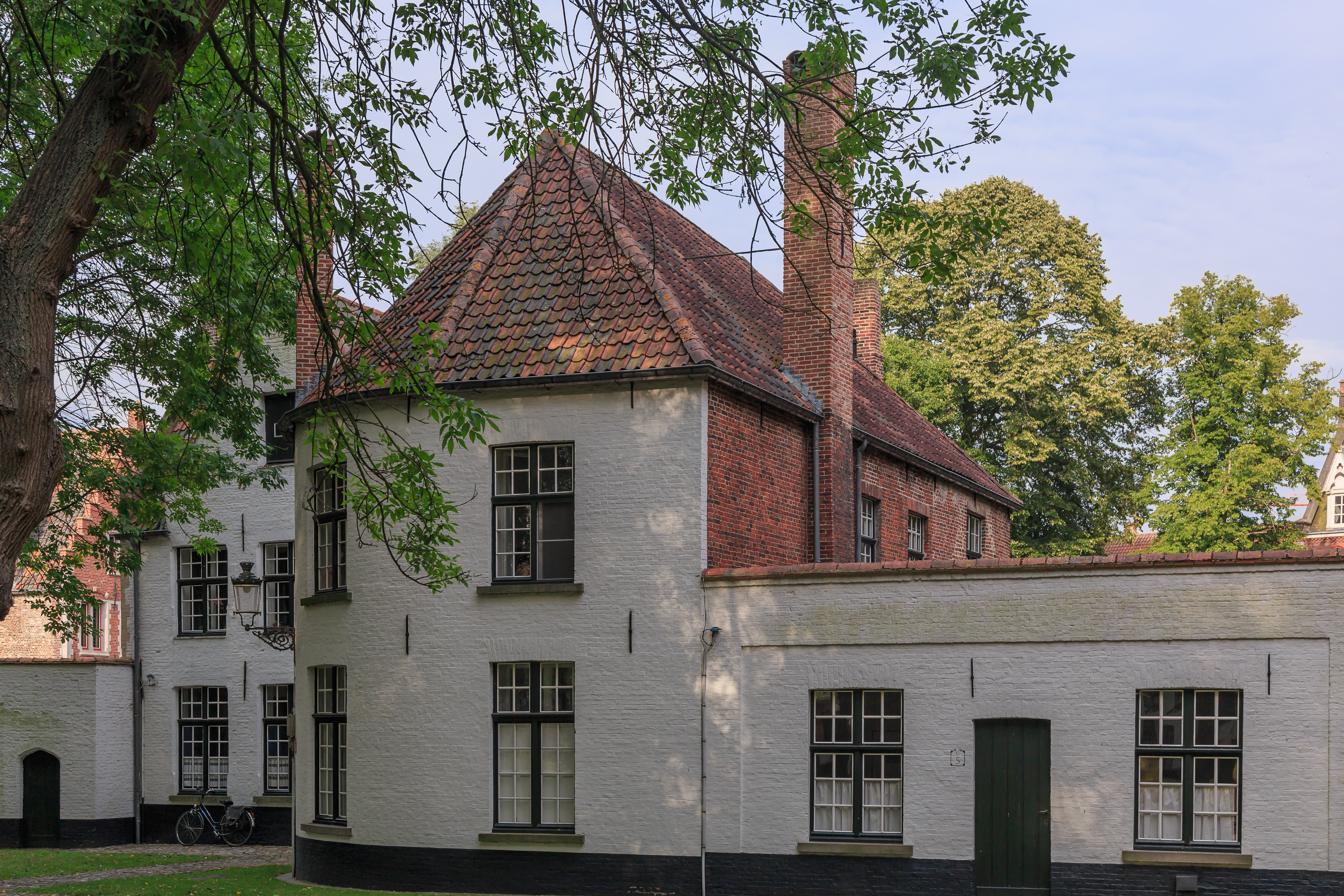
2014 : façade du béguinage de Bruges, ou monastère de la vigne, en activité.
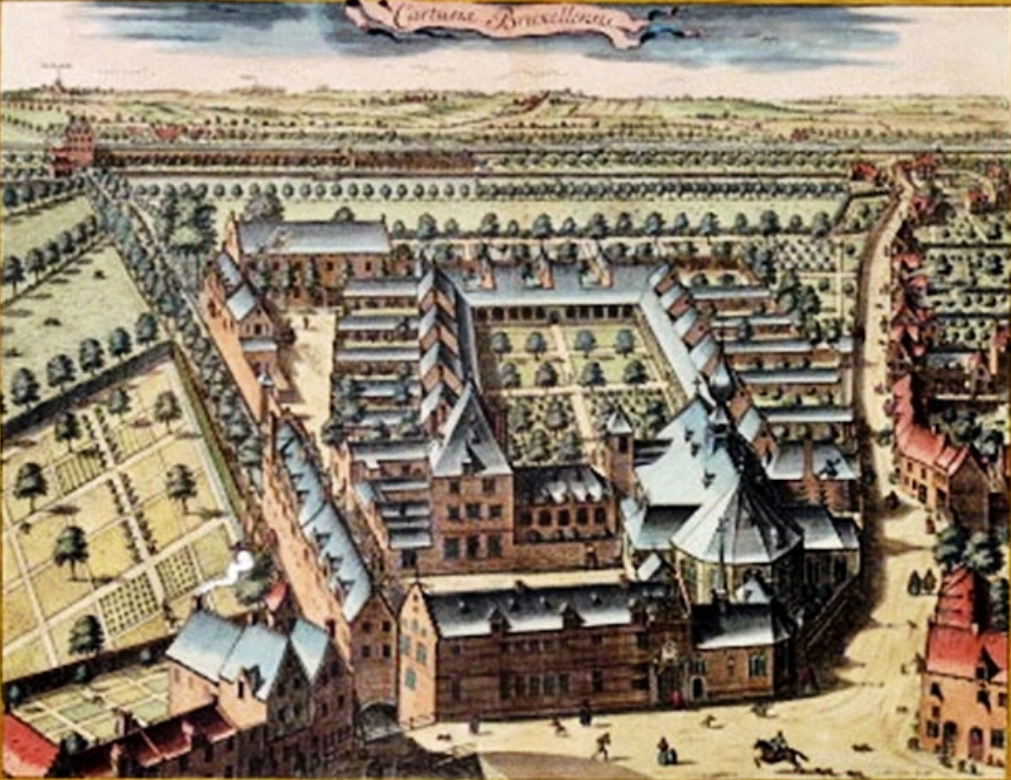
XVIIIe siècle : gravure de l'ancienne chartreuse de Bruxelles, disparue.

## C
- Abbaye de la Cambre (Ixelles, Bruxelles-Capitale), monastère fondé en 1201 pour des moniales cisterciennes nobles.
- Abbaye de Cambron (section Cambron-Casteau, Brugelette, Province de Hainaut), monastère de moines cisterciens fondé en 1148.
- Prieuré de Celle (Pont-à-Celles, Province de Hainaut), monastère fondé en 670 par saint Amand, administré à partir du XIIIe siècle par les prémontrés de l'abbaye de Parc.
- Chartreuse de Chercq (village section Chercq, Tournai, Province de Hainaut), monastère fondé en 1375 sous le nom de Chartreuse du Mont-Saint-André.
- Abbaye de Chevetogne (village Chevetogne, Ciney, Province de Namur), monastère bénédictin fondé en 1939 par Lambert Beauduin.
- Abbaye Notre-Dame-de-la-Paix de Chimay (Chimay, Province de Hainaut), monastère de moniales trappistines fondé en 1919.
- Monastère de Ciney (Ciney, Province de Namur), monastère fondé en 1925 par des moniales Colettines.
- Abbaye de Clairefontaine (hameau Clairefontaine, Arlon, Province de Luxembourg), monastère cistercien de moniales nobles fondé en 1247 par Ermesinde de Luxembourg.
- Abbaye Notre-Dame de Clairefontaine (lieu-dit de Cordemois, Bouillon, Province de Luxembourg), monastère de moniales cisterciennes fondé en 1933.
- Monastère Saint-André de Clerlande (Ottignies-Louvain-la-Neuve, Brabant wallon), monastère de moines bénédictins fondé en 1970 par l’abbaye Saint-André de Zevenkerken.
- Prieuré de Conques (Herbeumont, Province de Luxembourg), monastère de moines cisterciens fondé en 1694 par l'abbé d'Orval Charles de Bentzeradt.
- Prieuré de Corsendonk (Oud-Turnhout, Province d'Anvers), monastère de chanoines augustins fondé en 1393.
- Abbaye de Cortenbergh (Cortenbergh, Brabant flamand), monastère de moniales bénédictines fondé en 1090.
- Abbaye du Coudenberg (Bruxelles, Bruxelles-Capitale), monastère fondé par les chanoines réguliers de saint Augustin en 1313.
- Monastère de Courtrai (Courtrai, Flandre-Occidentale), monastère fondé en 1843 par des moniales Colettines.

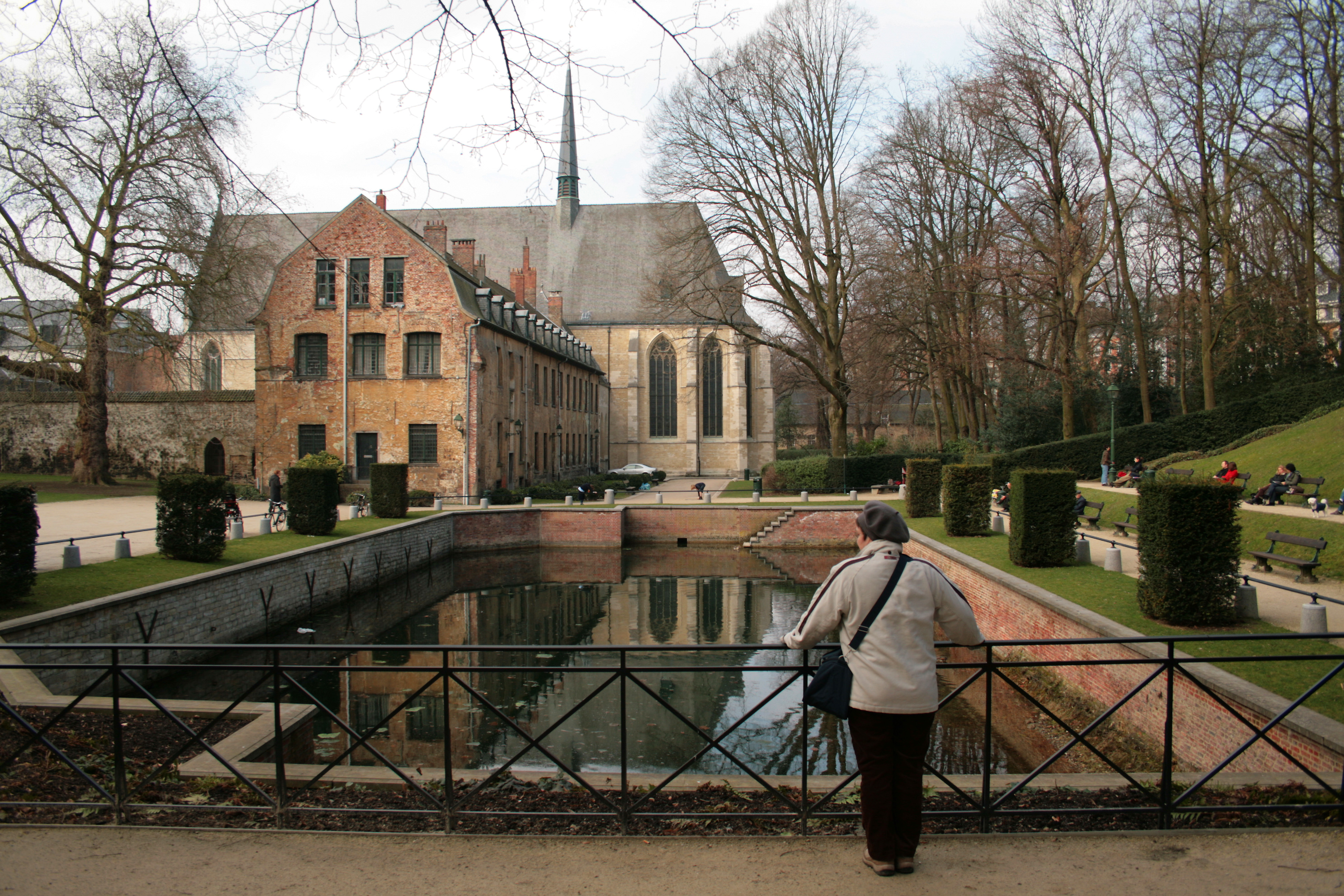
2009 : ancienne abbatiale de la Cambre, mais prieuré en activité.
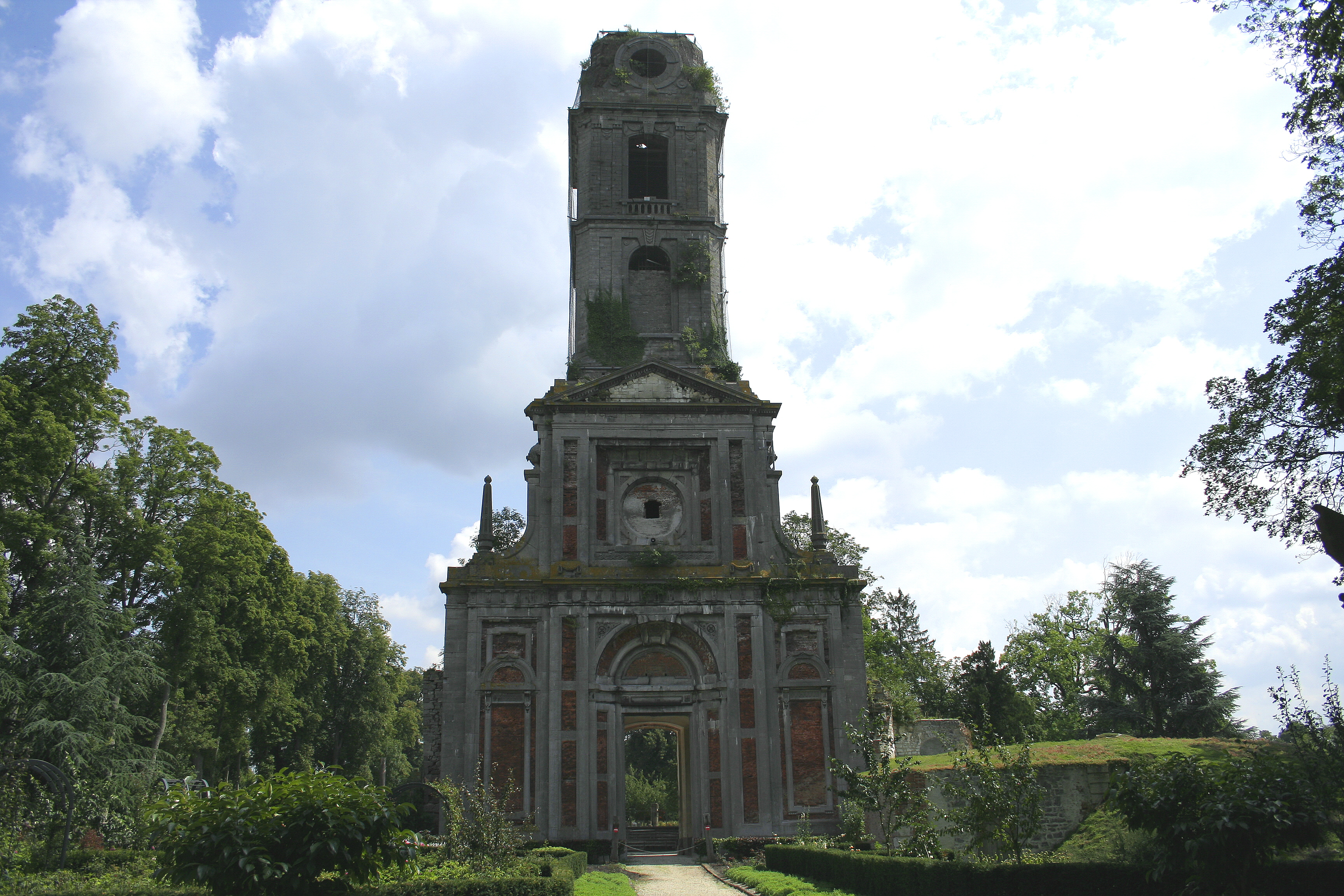
2007 : ancienne abbatiale de Cambron de l'abbaye désaffectée.
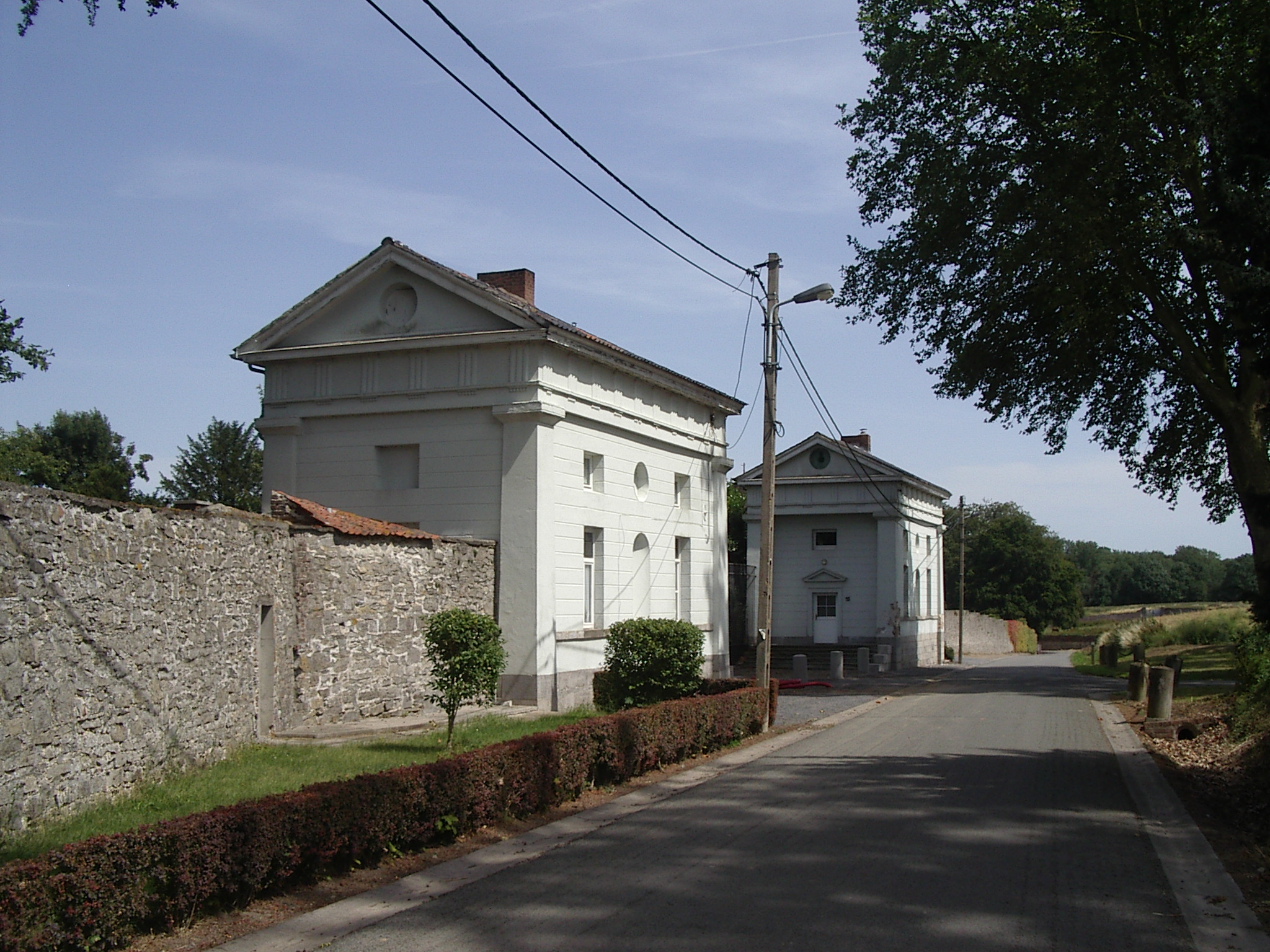
2011 : enceinte de l'ancienne chartreuse de Chercq en ruines.
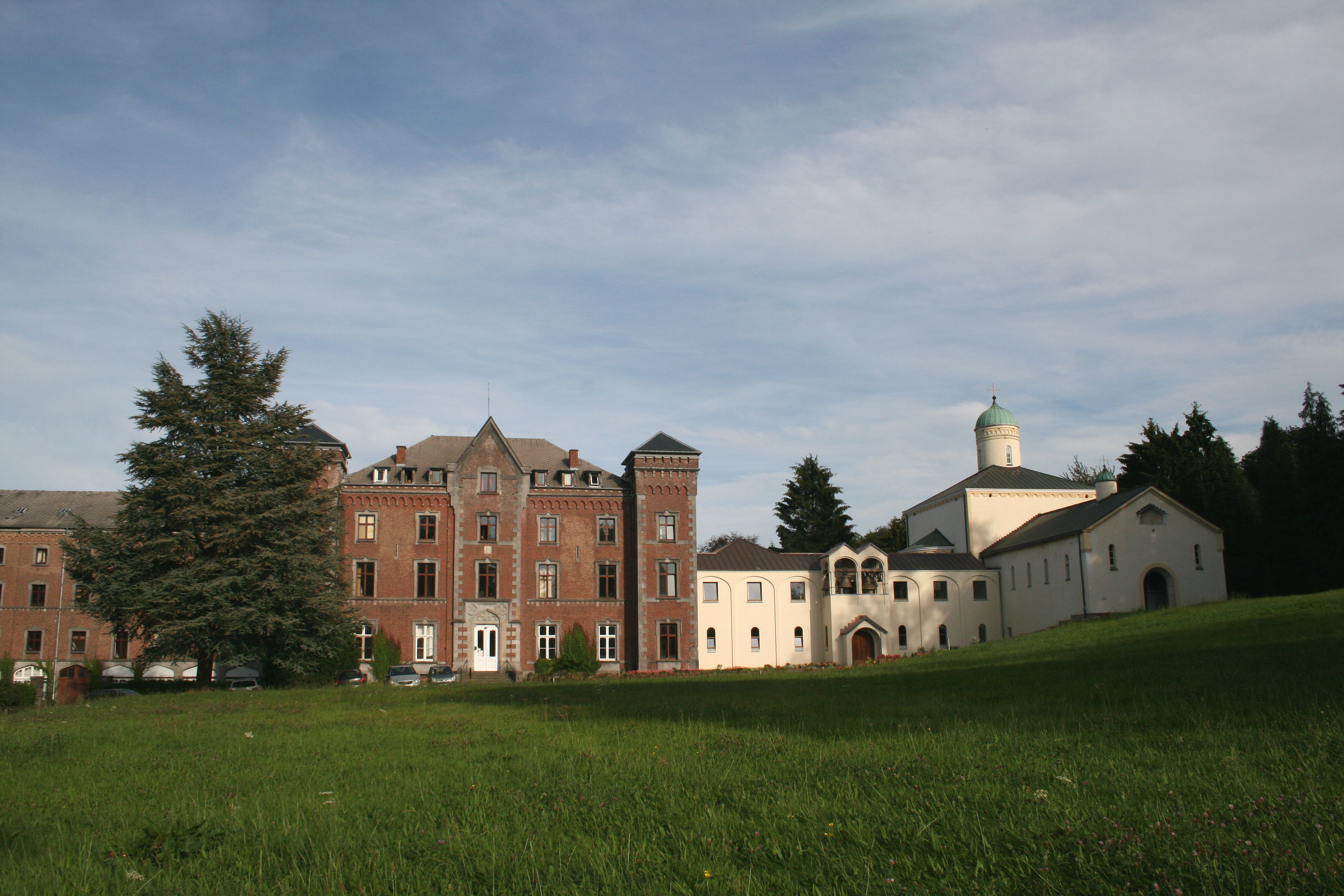
2011 : abbaye de Chevetogne en activité.
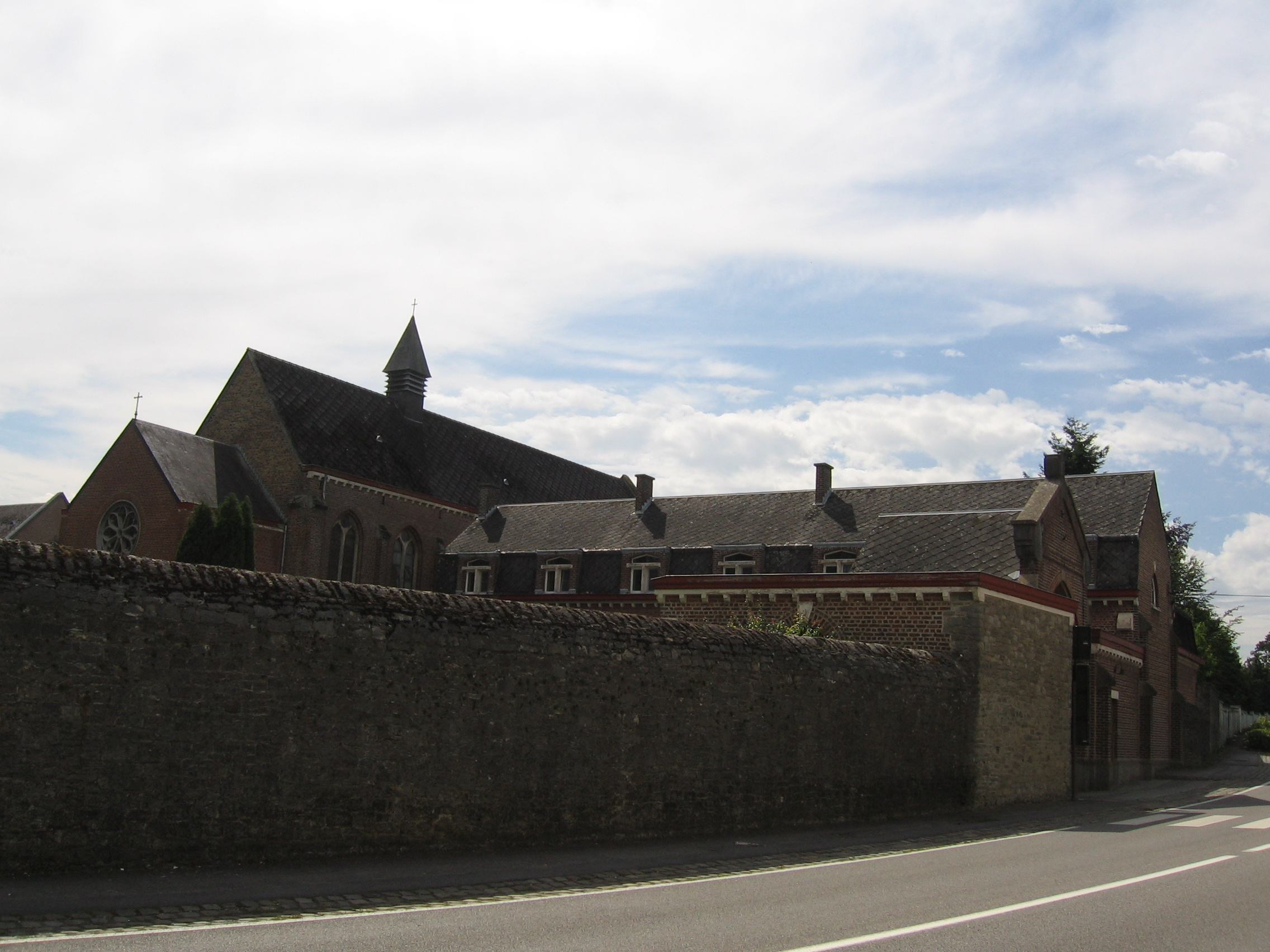
2011 : abbaye Notre-Dame-de-la-Paix de Chimay en activité.
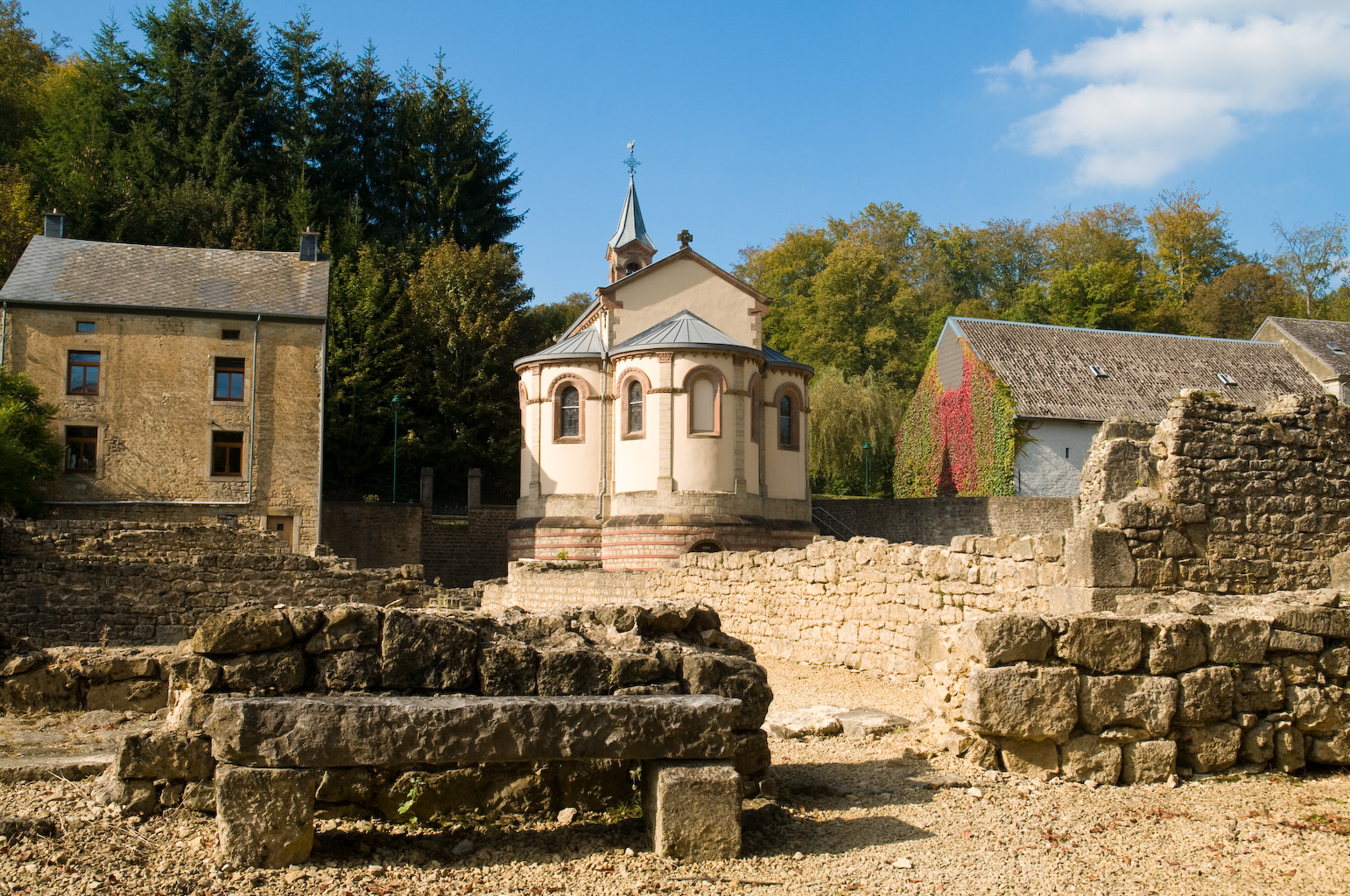
2011 : ancienne abbaye de Clairefontaine en ruines.
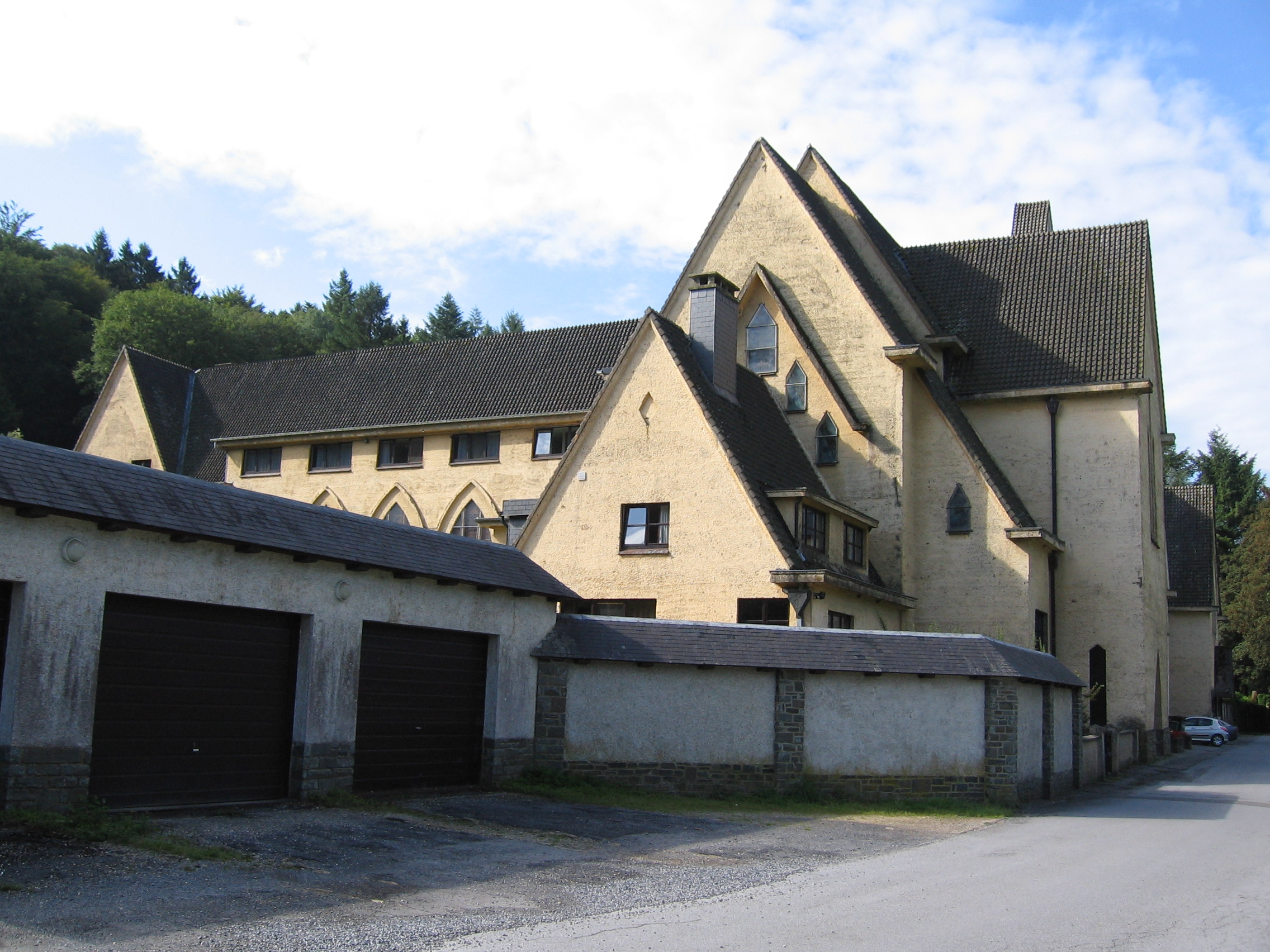
2010 : abbaye Notre-Dame de Clairefontaine fermée en 2017.
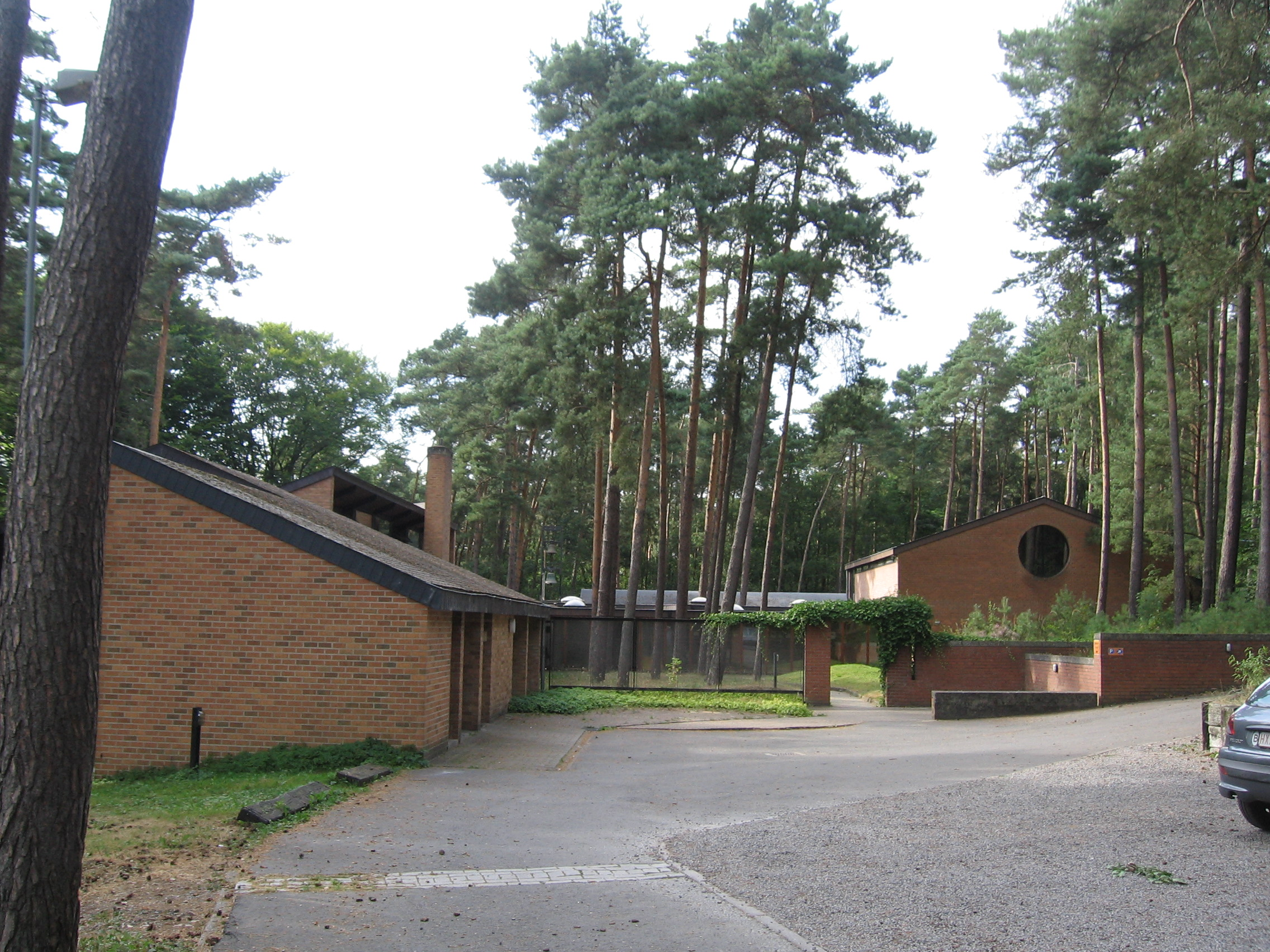
2012 : monastère Saint-André de Clerlande, prieuré en activité.
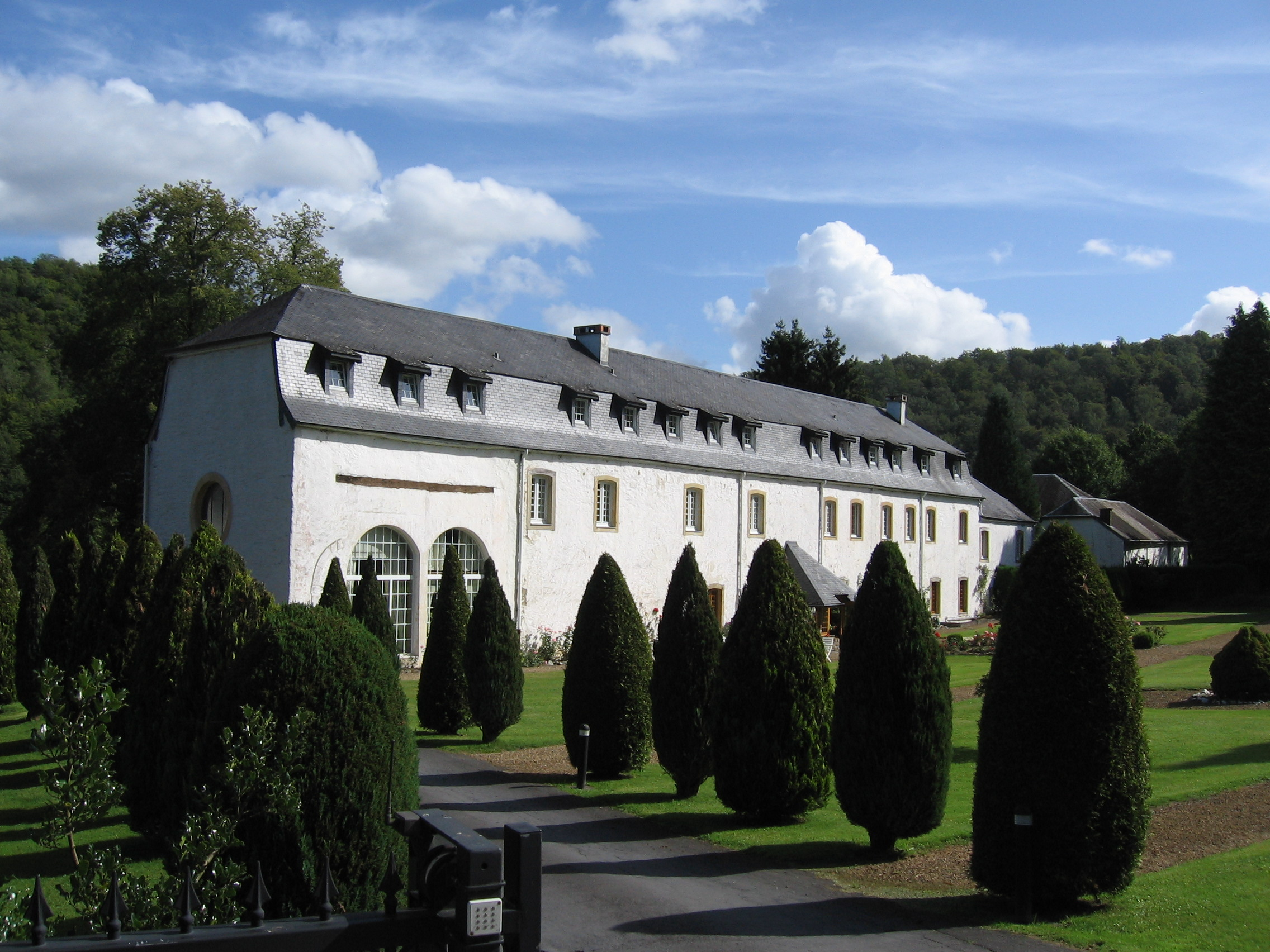
2012 : ancien prieuré de Conques partiellement détruit.
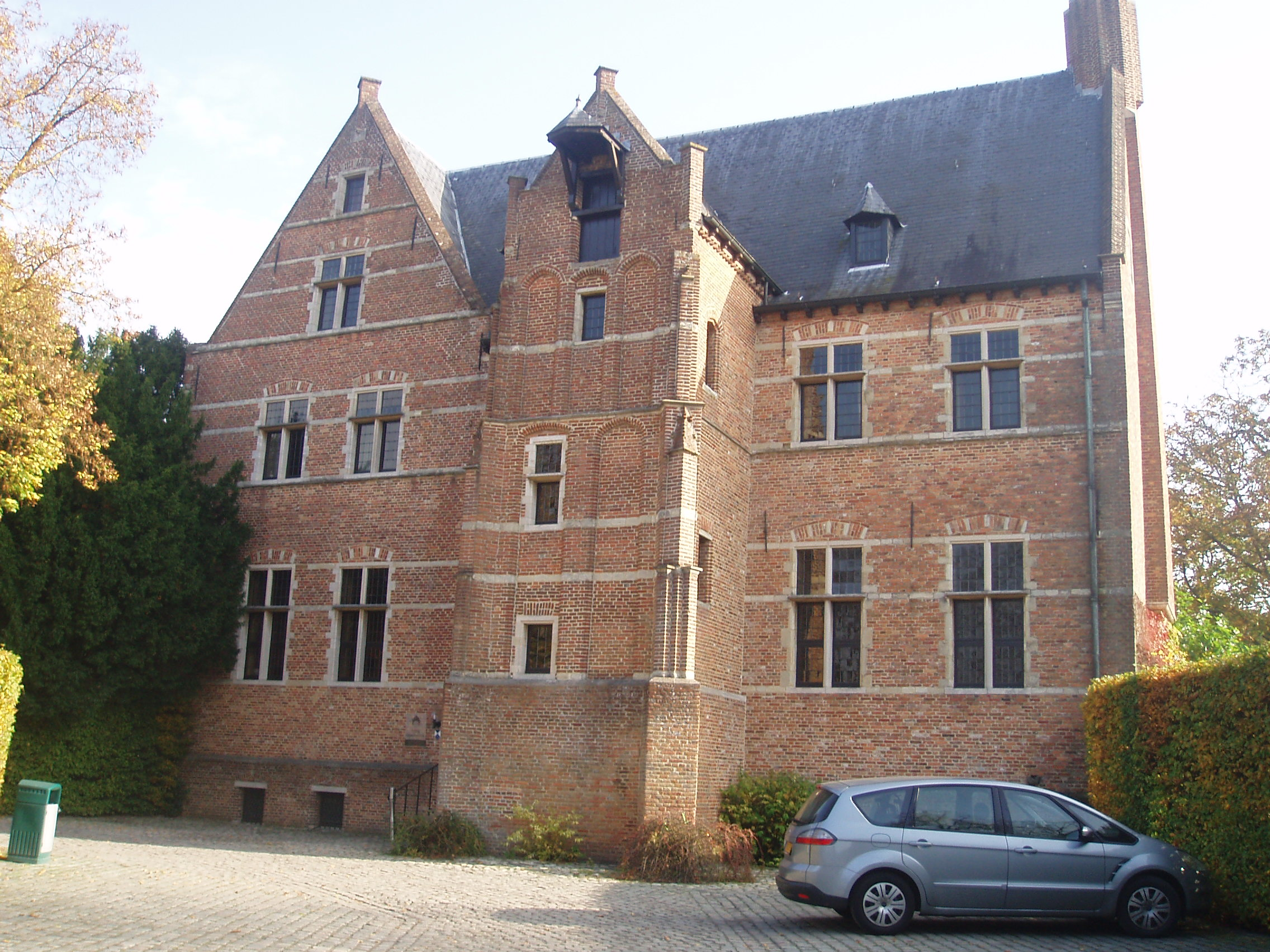
2012 : ancien prieuré de Corsendonk désaffecté.
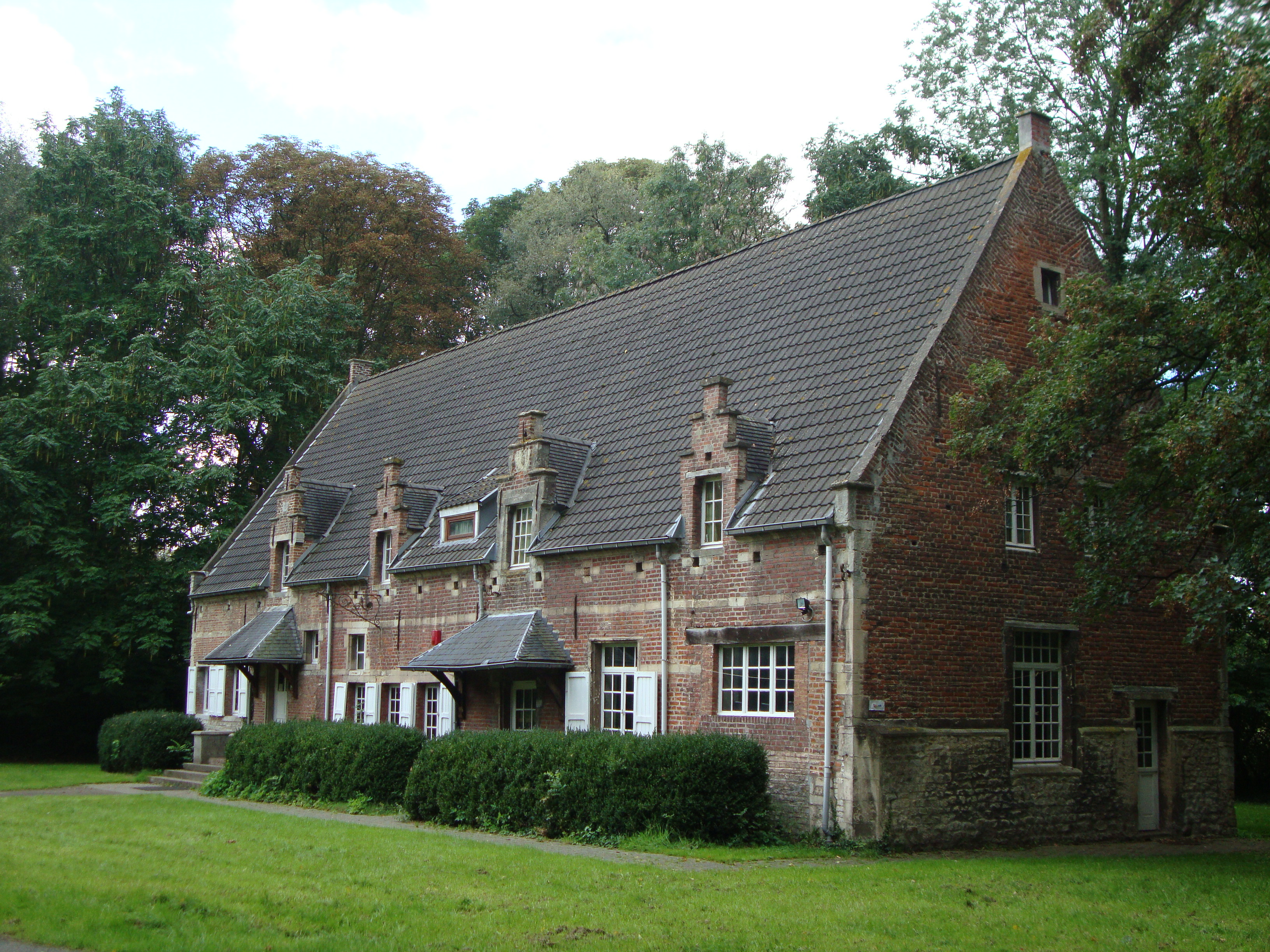
2011 : bâtiment appartenant à l'abbaye de Cortenbergh en activité.
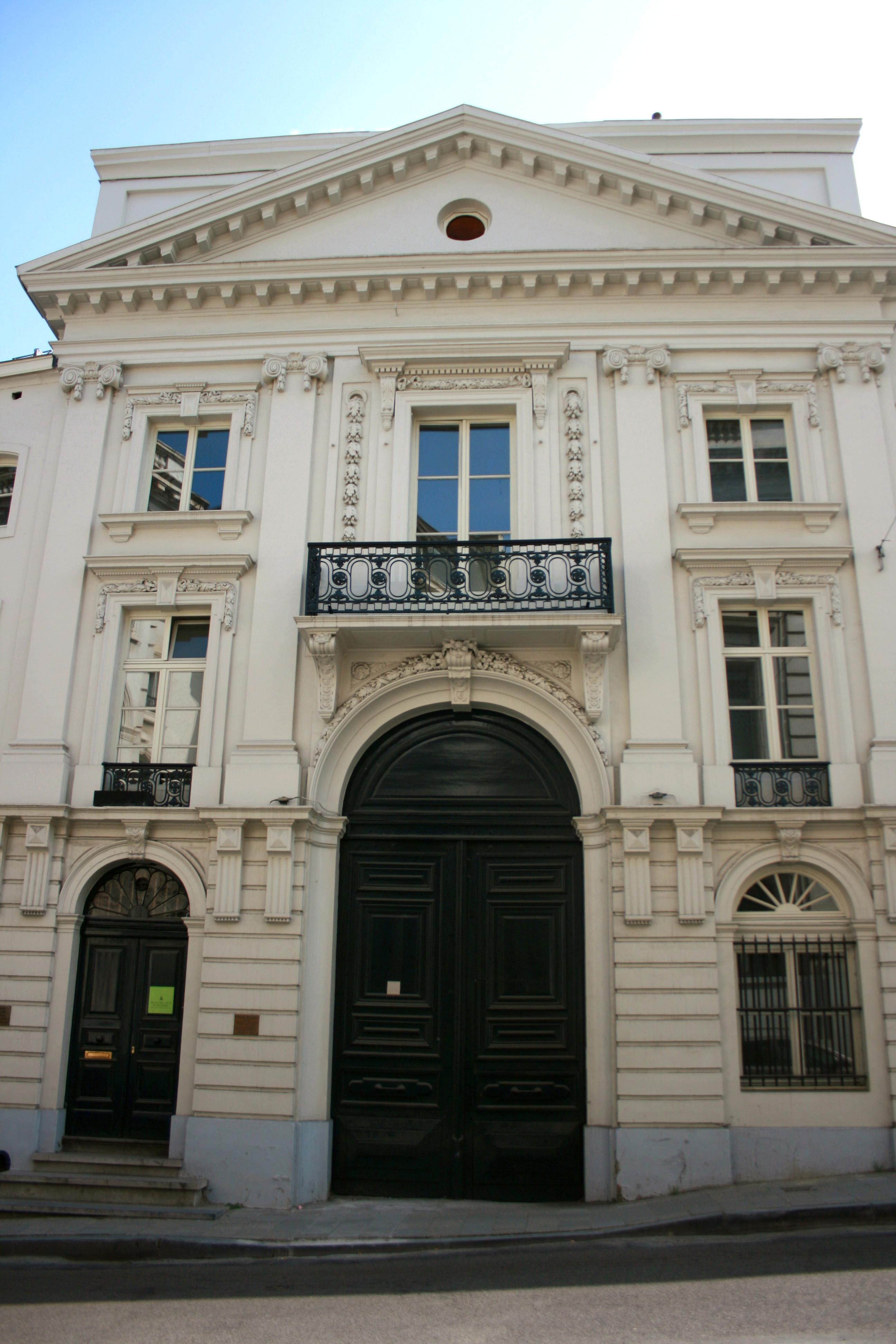
2010 : entrée de l'ancienne abbaye du Coudenberg désaffectée.

## D
- Abbaye de Dieleghem (d'abord section Wolvertem, Meise, Brabant flamand, puis Jette, Bruxelles-Capitale), monastère fondé en 1095, à l'origine augustin.
- Abbaye Notre-Dame des Dunes (Coxyde puis Bruges, Flandre-Occidentale), monastère bénédictin fondé en 1127, cistercien à partir de 1138.

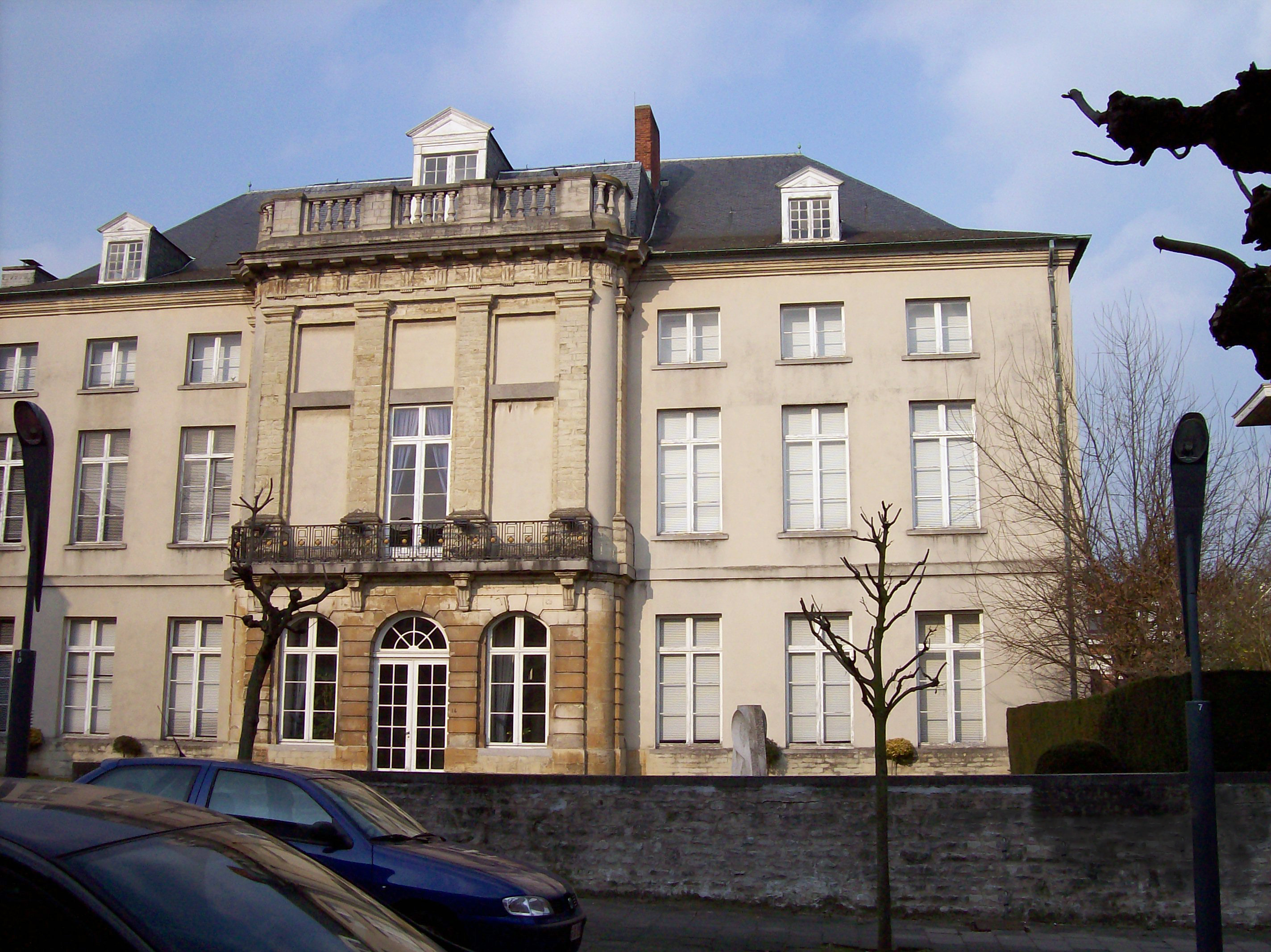
2008 : palais abbatial de l'ancienne abbaye de Dieleghem partiellement détruite.
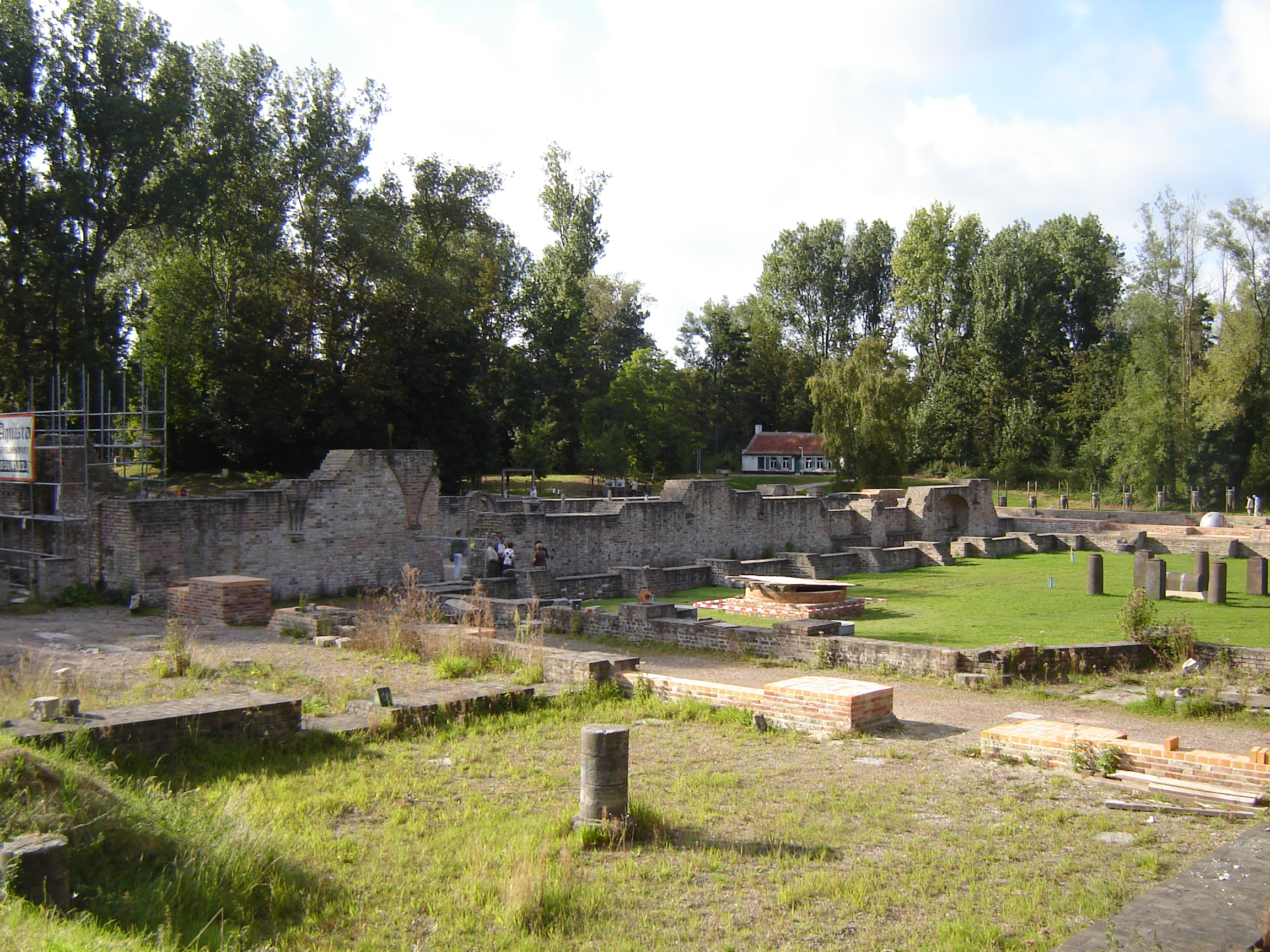
2007 : ancienne abbaye Notre-dame des Dunes en ruines.

## E
- Monastère de la Sainte-Trinité d'Eecloo (Eeklo, Flandre-Occidentale), monastère fondé en 1893 par des moniales Colettines.
- Abbaye Saint-Sauveur d'Eename (Audenarde, Flandre-Orientale), monastère de moines bénédictins fondé en 1063.
- Monastère d'Enghien (Enghien, Province de Hainaut), monastère fondé en 1881 par des moniales Colettines.
- Abbaye d'Épinlieu (près de Mons, Province de Hainaut), monastère de moniales cisterciennes fondé en 1216.
- Prieuré d'Ermeton-sur-Biert (section Ermeton-sur-Biert, Mettet, Province de Namur), monastère de 1936, racheté par des moniales en 1942, aujourd'hui bénédictines.
- Prieuré de l'Ermite (Braine-l'Alleud, Brabant wallon), monastère de chanoinesses augustiniennes fondé à la fin du XIVe siècle par Jeanne, duchesse de Brabant.
- Abbaye d'Eversham (section Oostvleteren, Vleteren, Flandre-Occidentale), monastère qui n'existe plus aujourd'hui.

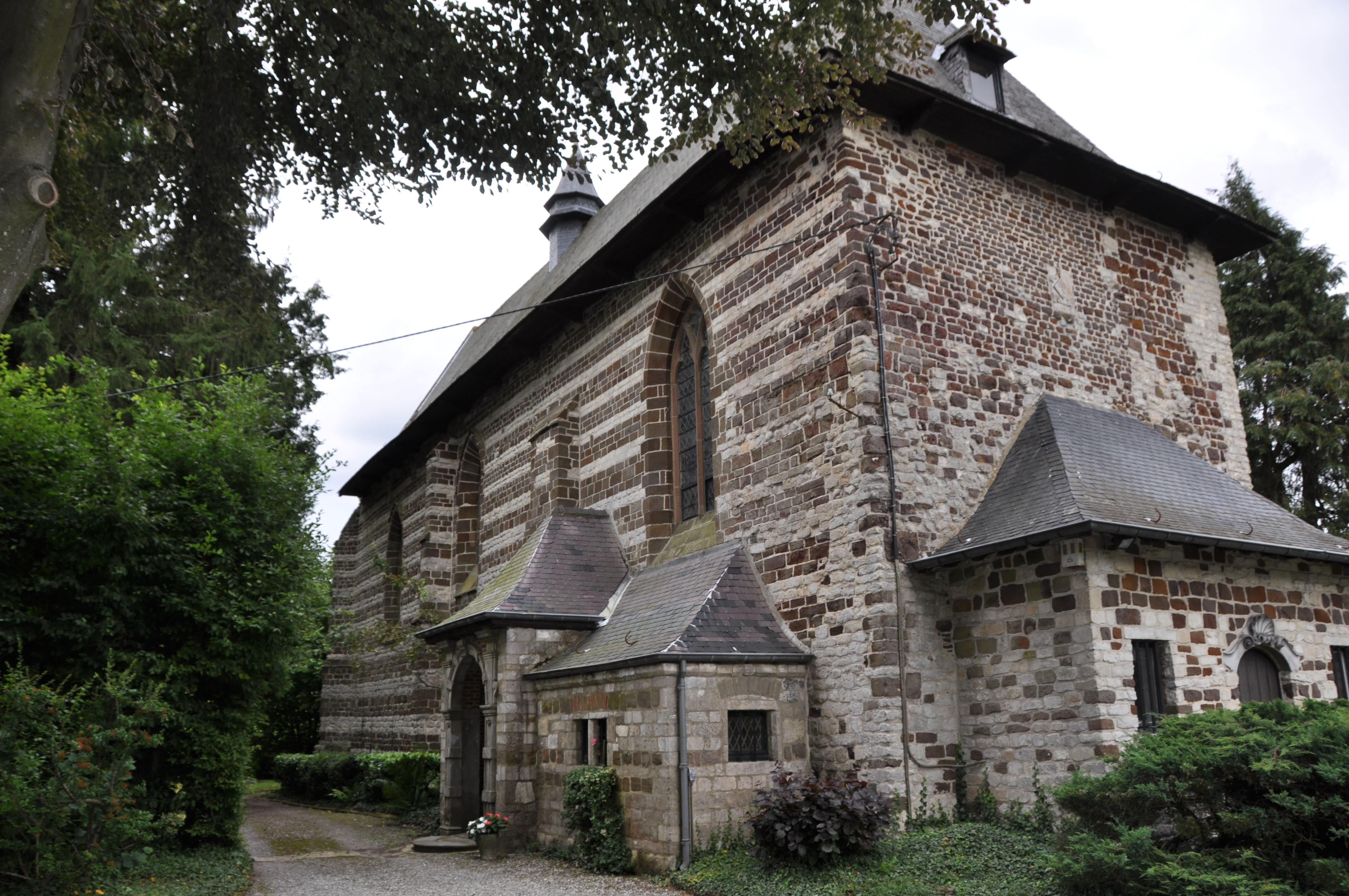
2010 : chapelle de l'Ermite, vestige de l'ancien prieuré partiellement détruit.

## F
- Monastère de Feluy (section Feluy, Seneffe, Province de Hainaut), monastère trappiste.
- Abbaye de Flône (section Flône, Amay, Province de Liège), monastère de chanoines augustins fondé en 1189.
- Abbaye de Floreffe (Floreffe, Province de Namur), monastère de chanoines fondé en 1121 par Norbert de Xanten, se rattachant à l'Ordre des Prémontrés.
- Abbaye de Florennes (Florennes, Province de Namur), monastère fondé en 1027 par des moines bénédictins.
- Abbaye de Florival (Grez-Doiceau, Brabant wallon), monastère de moniales bénédictines fondé vers 1096.
- Abbaye de Forest (Forest, Bruxelles-Capitale), monastère de moniales nobles bénédictines fondé en 1105.
- Prieuré de Frasnes-Lez-Gosselies, (section Frasnes-lez-Gosselies, Les Bons Villers, Province de Hainaut), monastère bénédictin dépendant d'Affligem qui date de 1099.
- Abbaye Saint-Nicolas de Furnes (Furnes, Flandre-Occidentale), monastère de chanoines prémontrés fondé en 1120 par des Augustins.

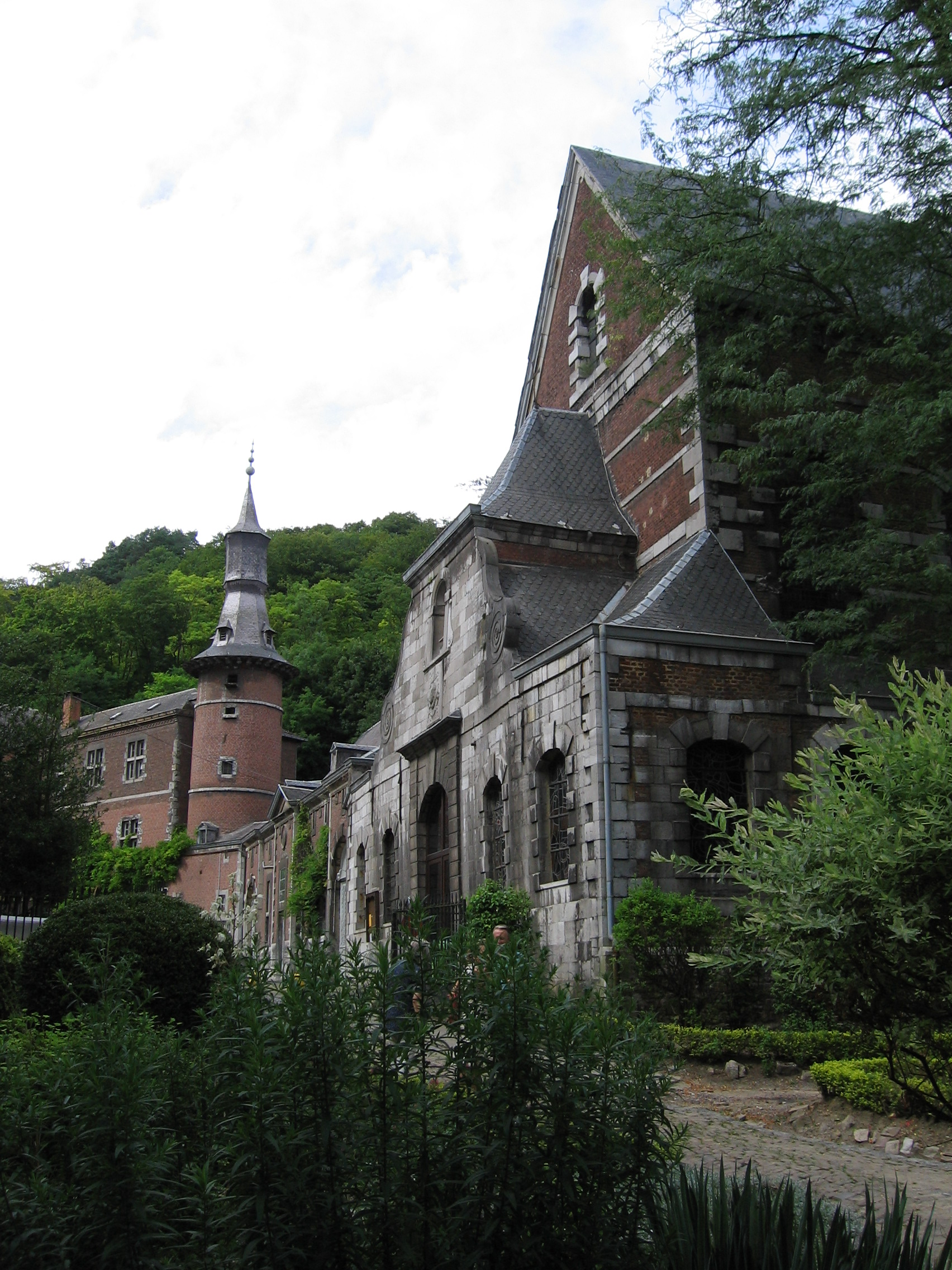
2008 : église et colombier de l'ancienne abbaye de Flône désaffectée.
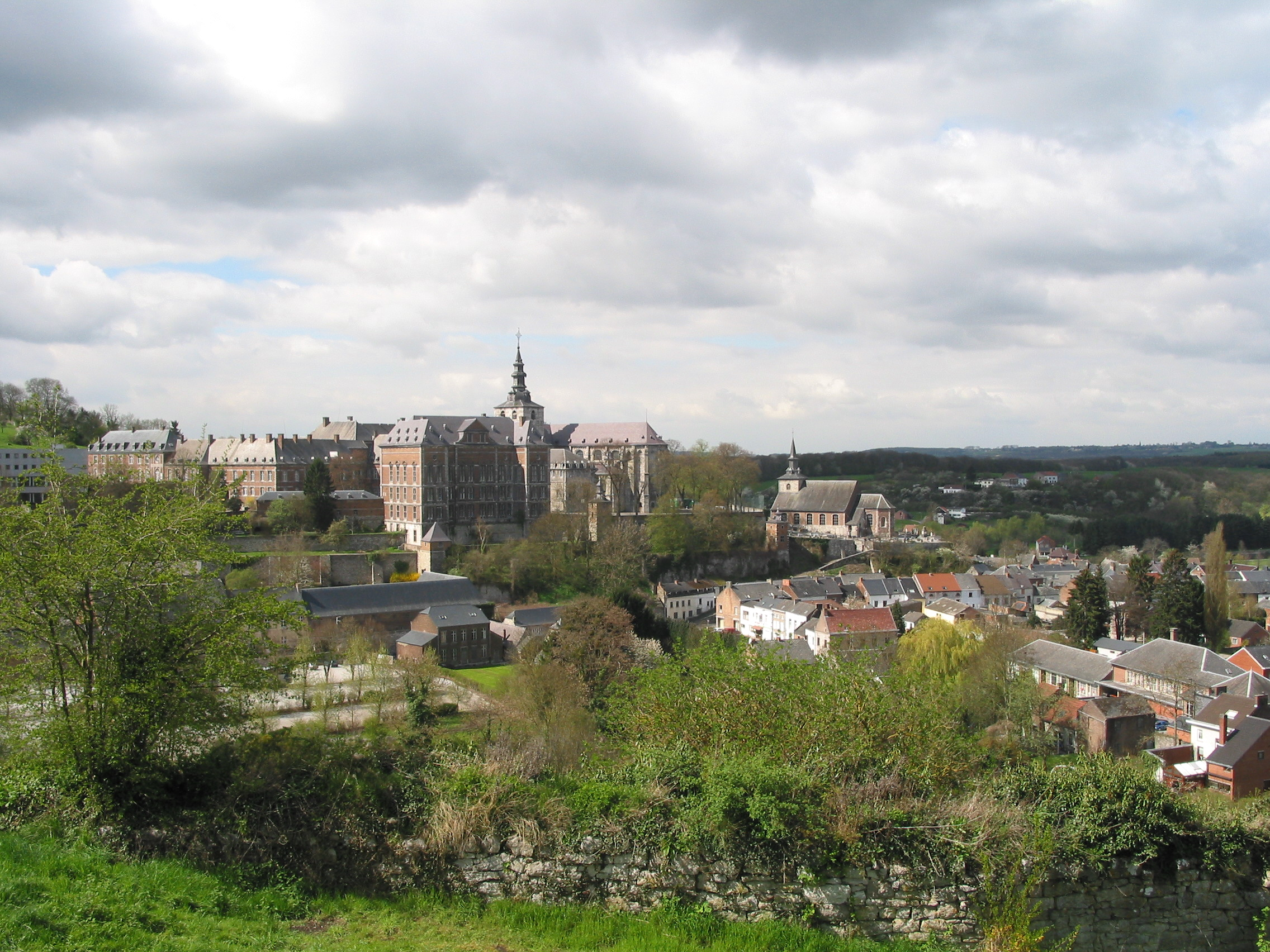
2005 : ancienne abbaye de Floreffe désaffectée.
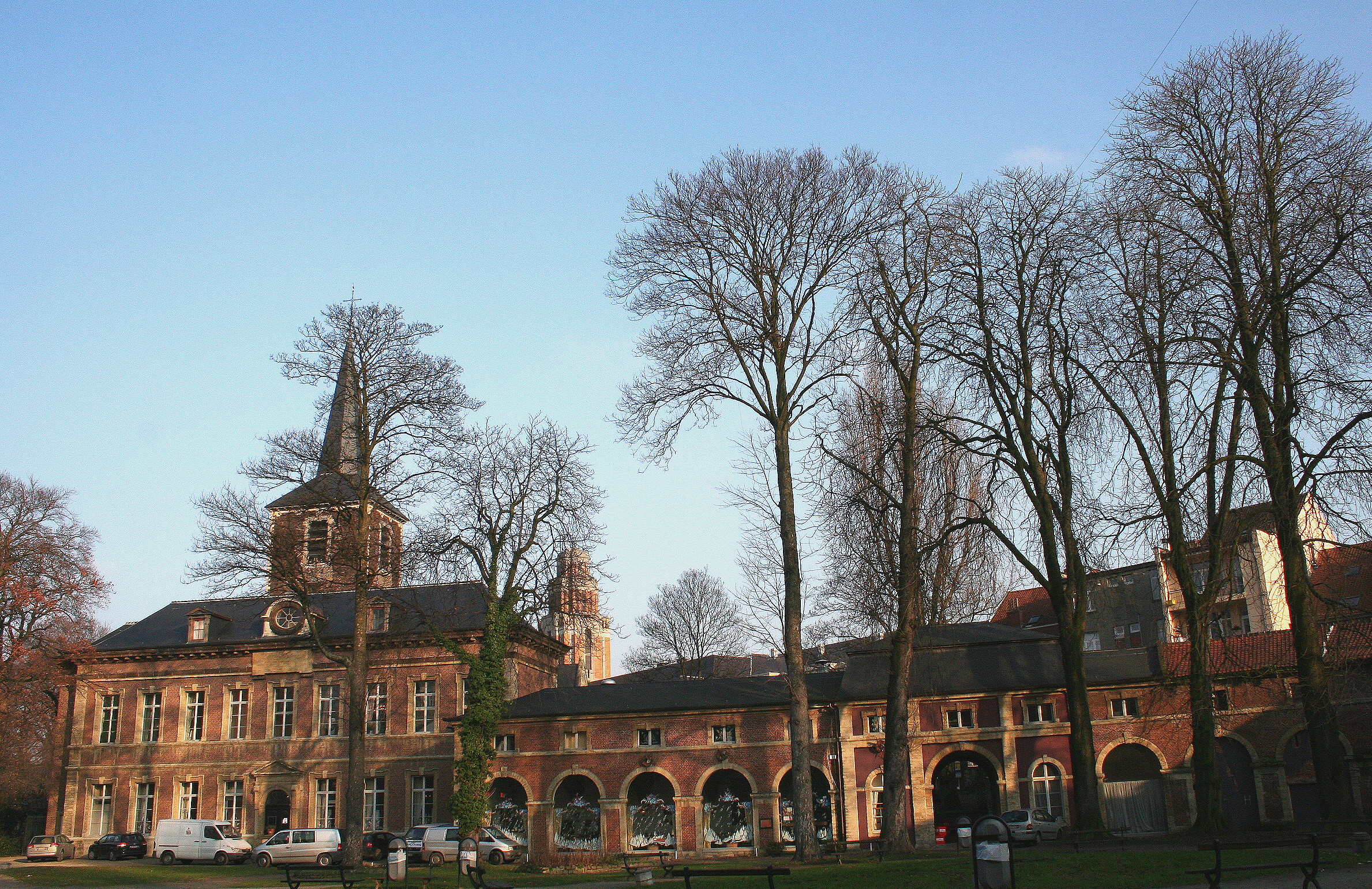
2006 : ancienne abbaye de Forest désaffectée.
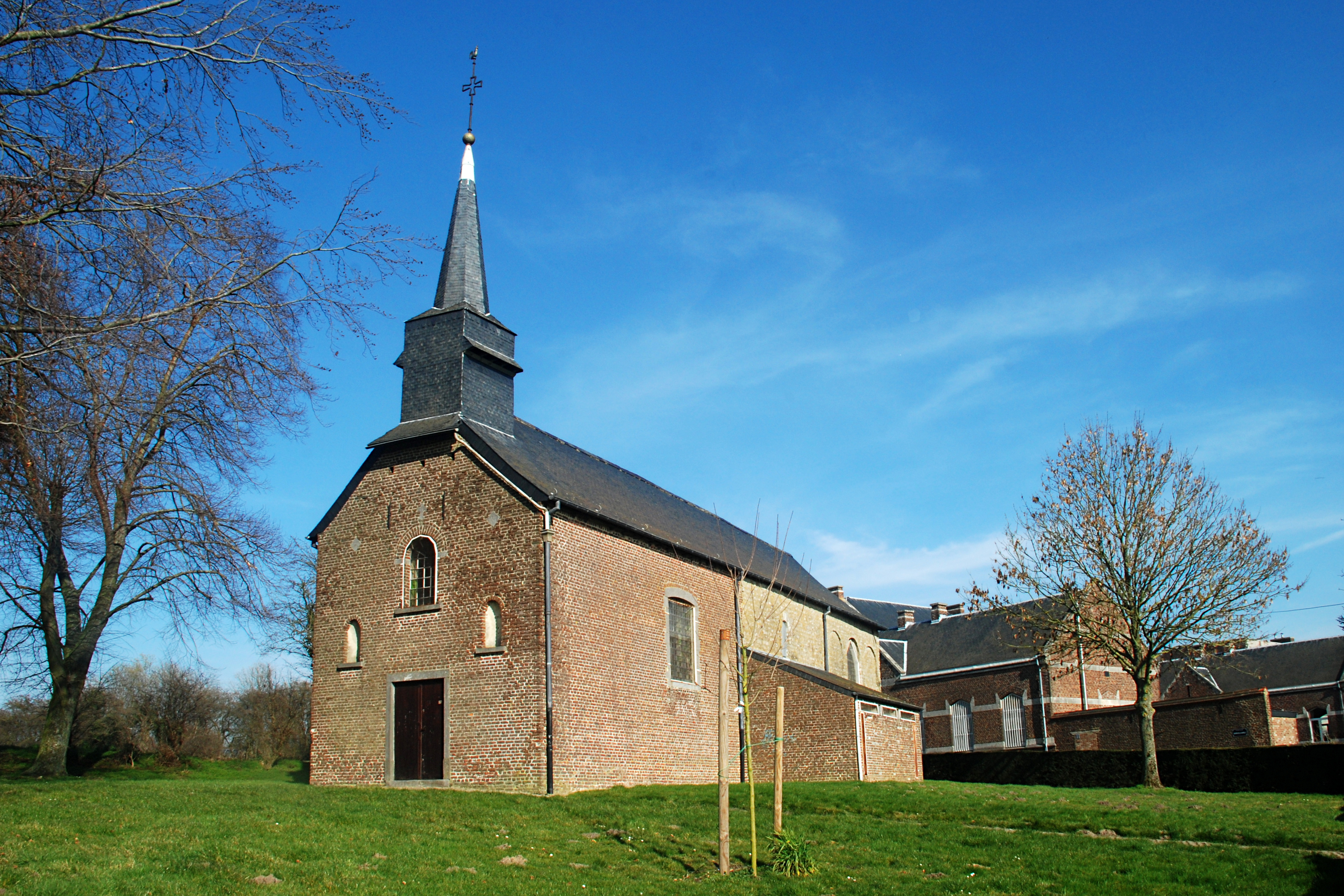
2014 : chapelle du prieuré de Frasnes-Lez-Gosselies partiellement détruit.

## G
- Abbaye Saint-Bavon de Gand (Gand, Flandre-Orientale), monastère fondé au milieu du VIIe siècle par saint Amand.
- Abbaye Saint-Pierre de Gand (Gand, Flandre-Orientale), monastère bénédictin rival de Saint-Bavon, fondé indirectement par saint Amand dans la seconde moitié du VIIe siècle.
- Chartreuse Notre-Dame-du-Val-Royal de Gand (quartier Roygem (nl), Gand, Flandre-Orientale), monastère de chartreux fondé en 1328 par un chanoine de la collégiale de Bruges.
- Monastère de Gand (Gand, Flandre-Orientale), monastère fondé en 1225 par des moniales Colettines.
- Monastère de Geel (Geel, Province d'Anvers), monastère fondé en 1629 par des moniales de l'Ordre de l'Annonciation de la Vierge Marie, supprimé en 1965.
- Abbaye de Gembloux (Gembloux, Province de Namur), monastère fondé en 936 par saint Guibert de Gembloux, qui y introduit la règle de Saint-Benoît.
- Prieuré de Gempe (hameau de Gempe, Tielt-Winge, Brabant flamand), monastère fondé en 1219 par le chevalier Renier d’Udekem, transformant son château de Pellenberg.
- Monastère de Genk (Genk, Province de Limbourg), monastère fondé en 1930 par des moniales Colettines.
- Abbaye de Géronsart (section Jambes, Namur, Province de Namur), monastère de chanoines réguliers de saint Augustin fondé en 1128.
- Abbaye de Ghislenghien (section Ghislenghien, Ath, Province de Hainaut), monastère de moniales bénédictines fondé en 1126 par Ide de Chièvres.
- Abbaye Sainte-Godelieve de Gistel (Gistel, Flandre-Occidentale), monastère fondé par la fille de Godelieve au XIe siècle.
- Prieuré de Godinne (section Godinne, Yvoir, Province de Namur), monastère fondé au XVe siècle.
- Monastère de Grammont (Grammont, Flandre-Orientale), monastère fondé en 1841 par des moniales Colettines.
- Abbaye Sainte-Wivine de Grand-Bigard (section Grand-Bigard, Dilbeek, Brabant flamand), monastère de moniales bénédictines fondé en 1133.
- Abbaye de Grandpré (section Faulx-les-Tombes, Gesves, Province de Namur), monastère cistercien fondé en 1231.
- Abbaye de Grimbergen (Grimbergen, Brabant flamand), monastère de chanoines prémontrés fondé en 1128.
- Prieuré de Groenendael (lieu-dit de Groenendael, Hoeilaart, Brabant flamand), fondé en 1343 en tant que monastère de chanoines réguliers de saint Augustin.
- Abbaye de Groeninge (Courtrai, Flandre-Occidentale), monastère de moniales cisterciennes fondé en 1237 à Marke.

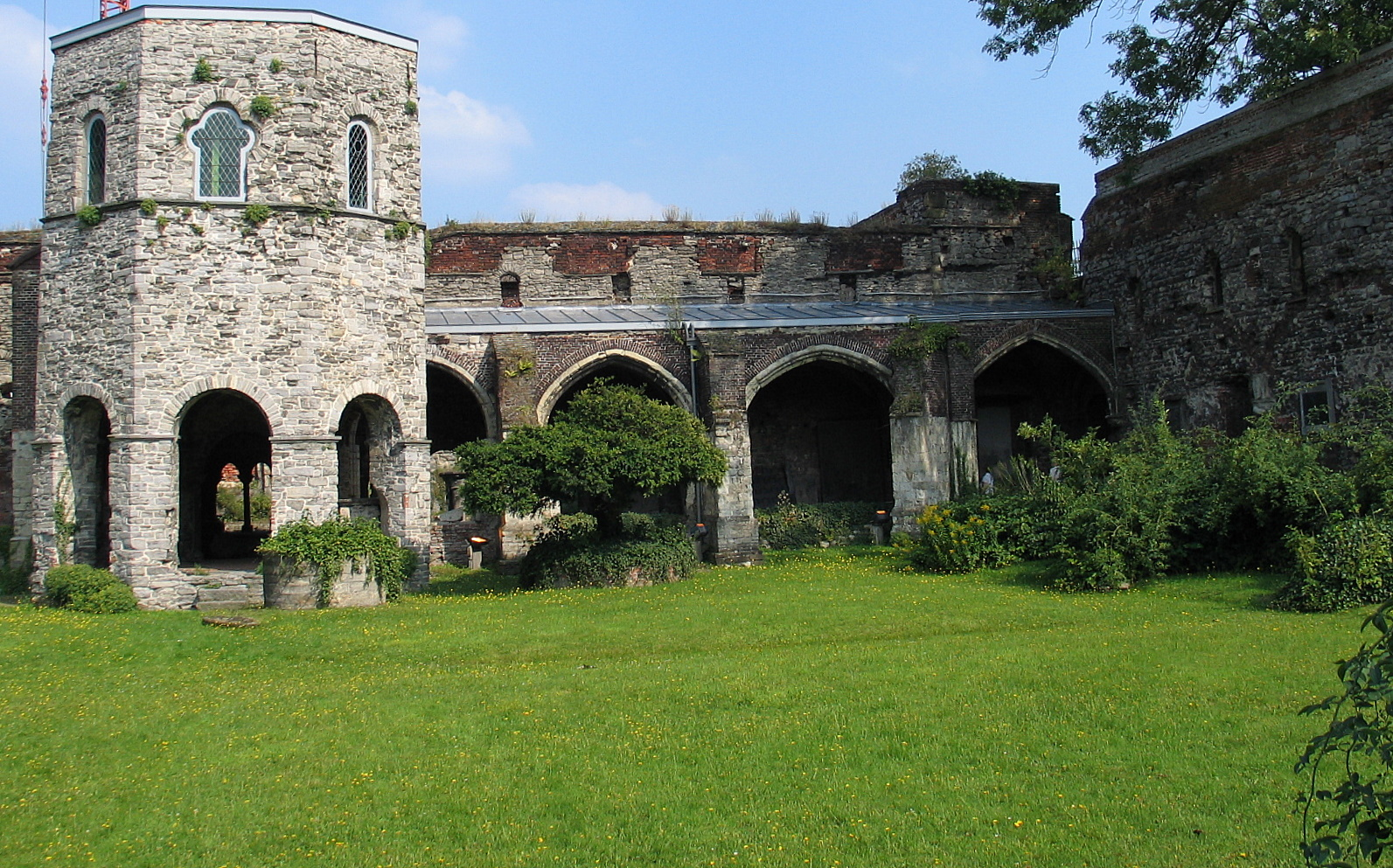
2008 : cloître de l'ancienne abbaye Saint-Bavon de Gand en ruines.
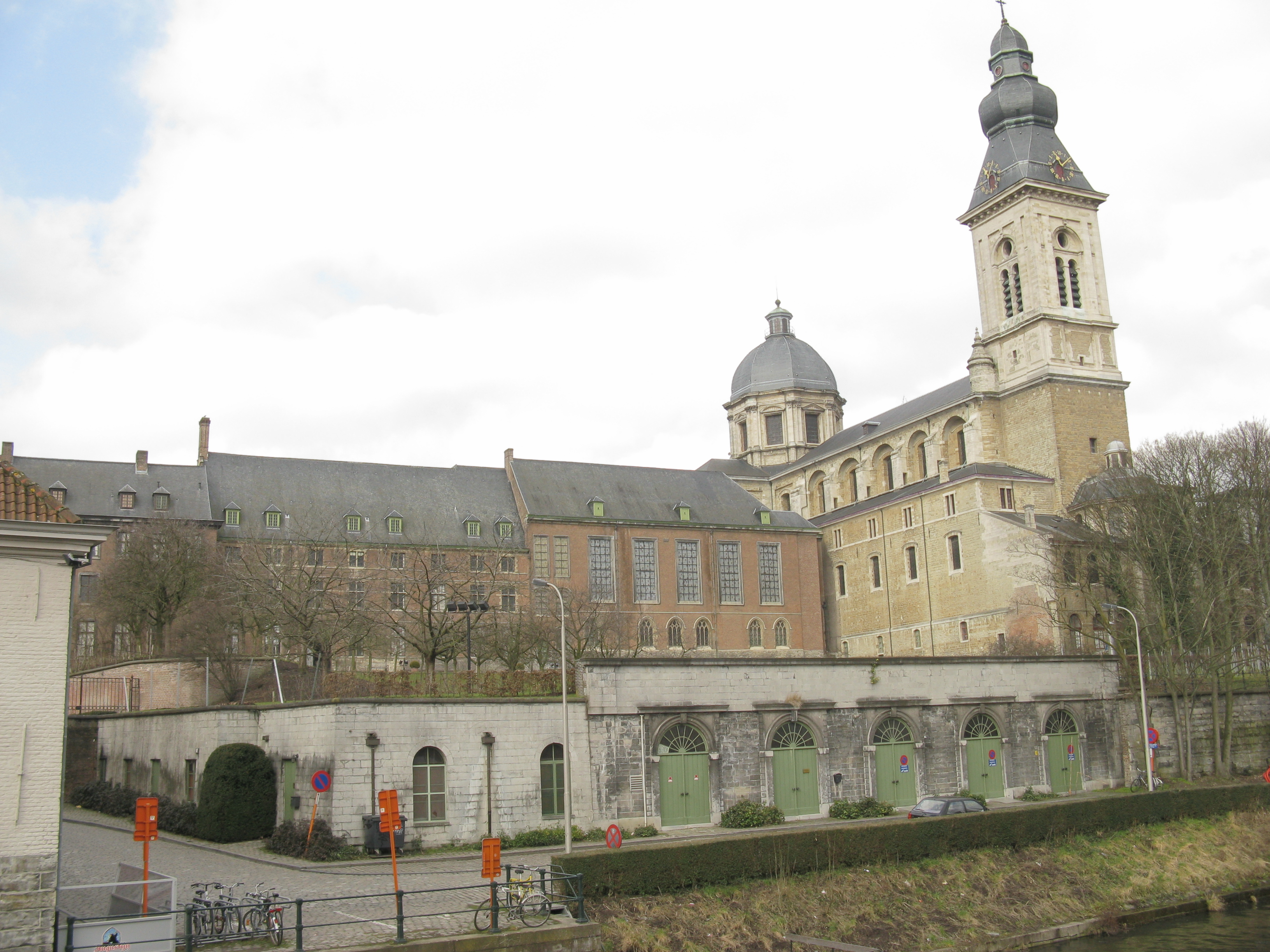
2010 : ancienne abbaye Saint-Pierre de Gand partiellement détruite.
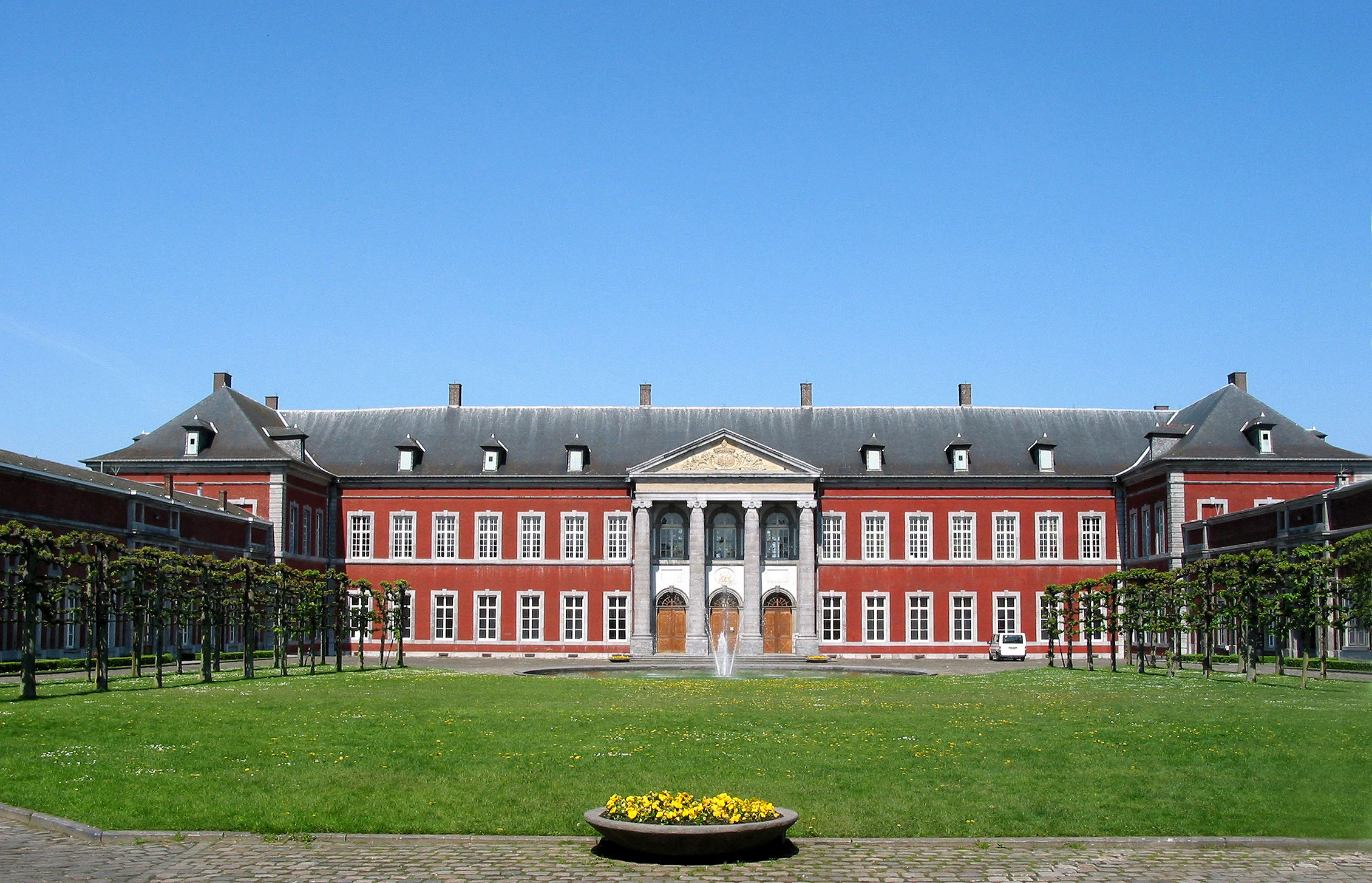
2005 : ancienne abbaye de Gembloux désaffectée.
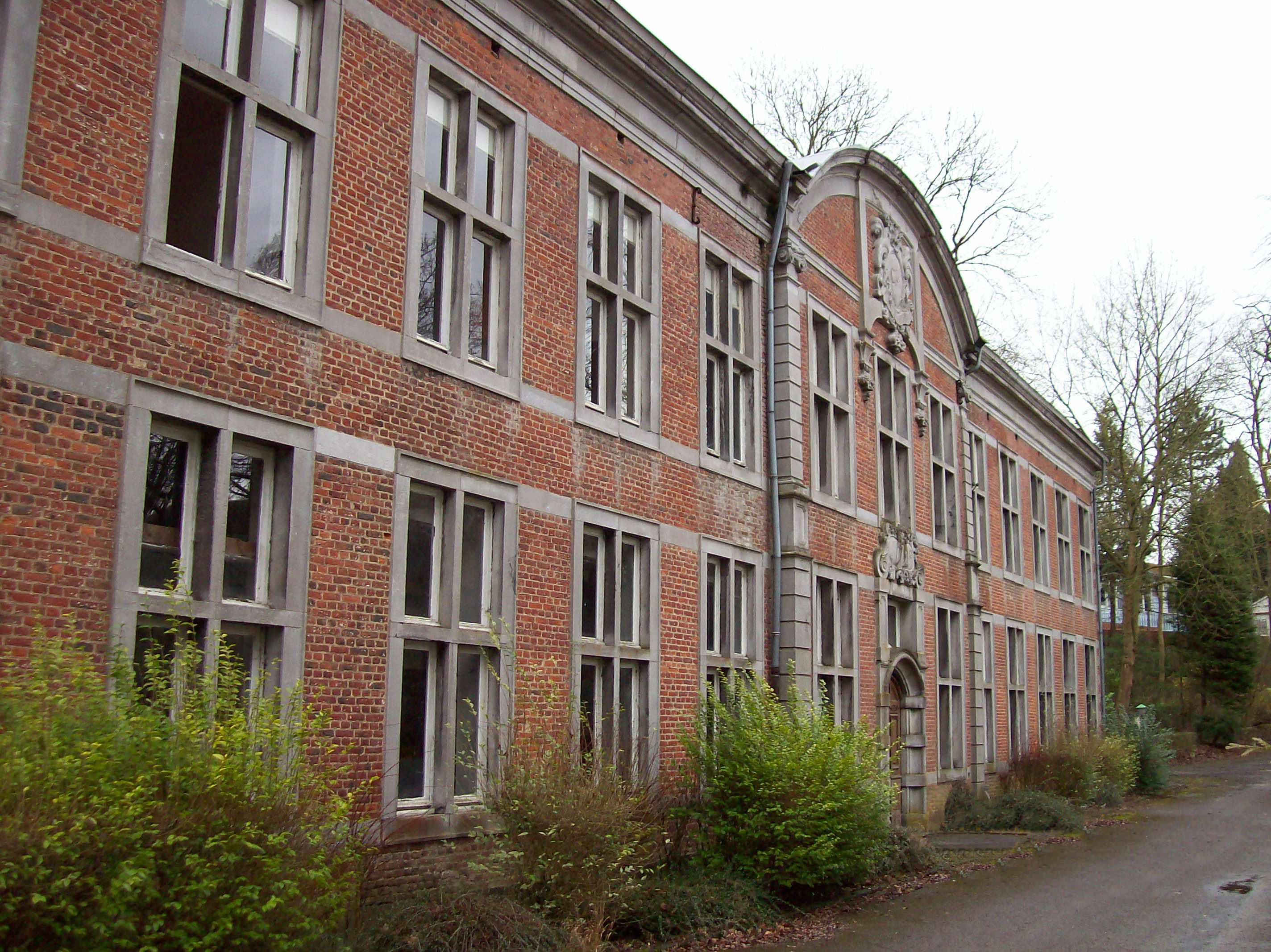
2008 : palais abbatial de l'ancienne abbaye de Géronsart partiellement détruite.
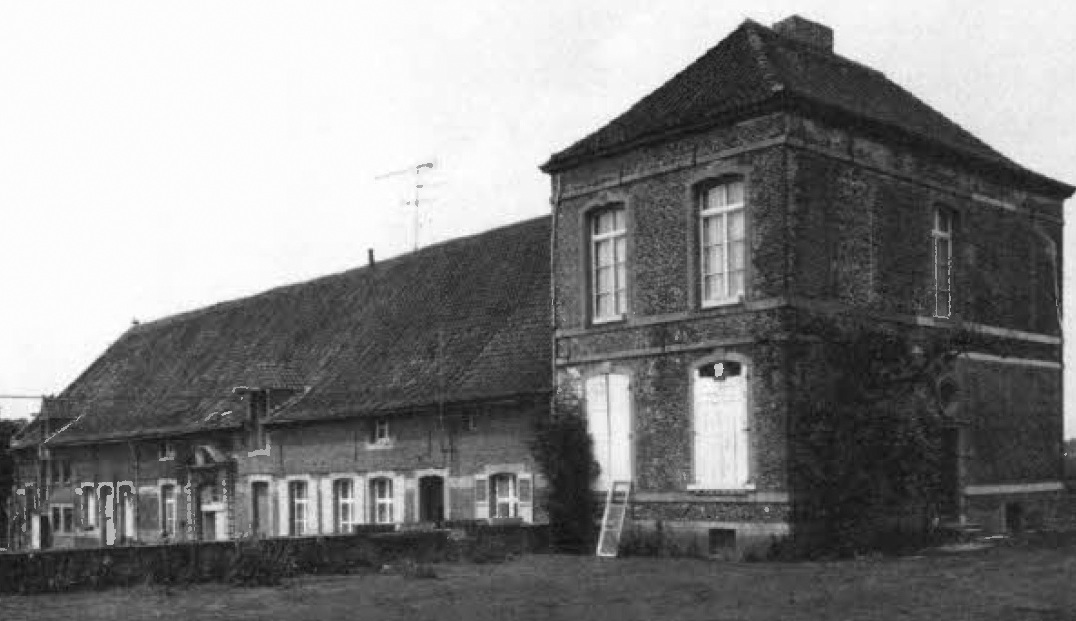
2014 : ancienne abbaye de Ghislenghien partiellement détruite.
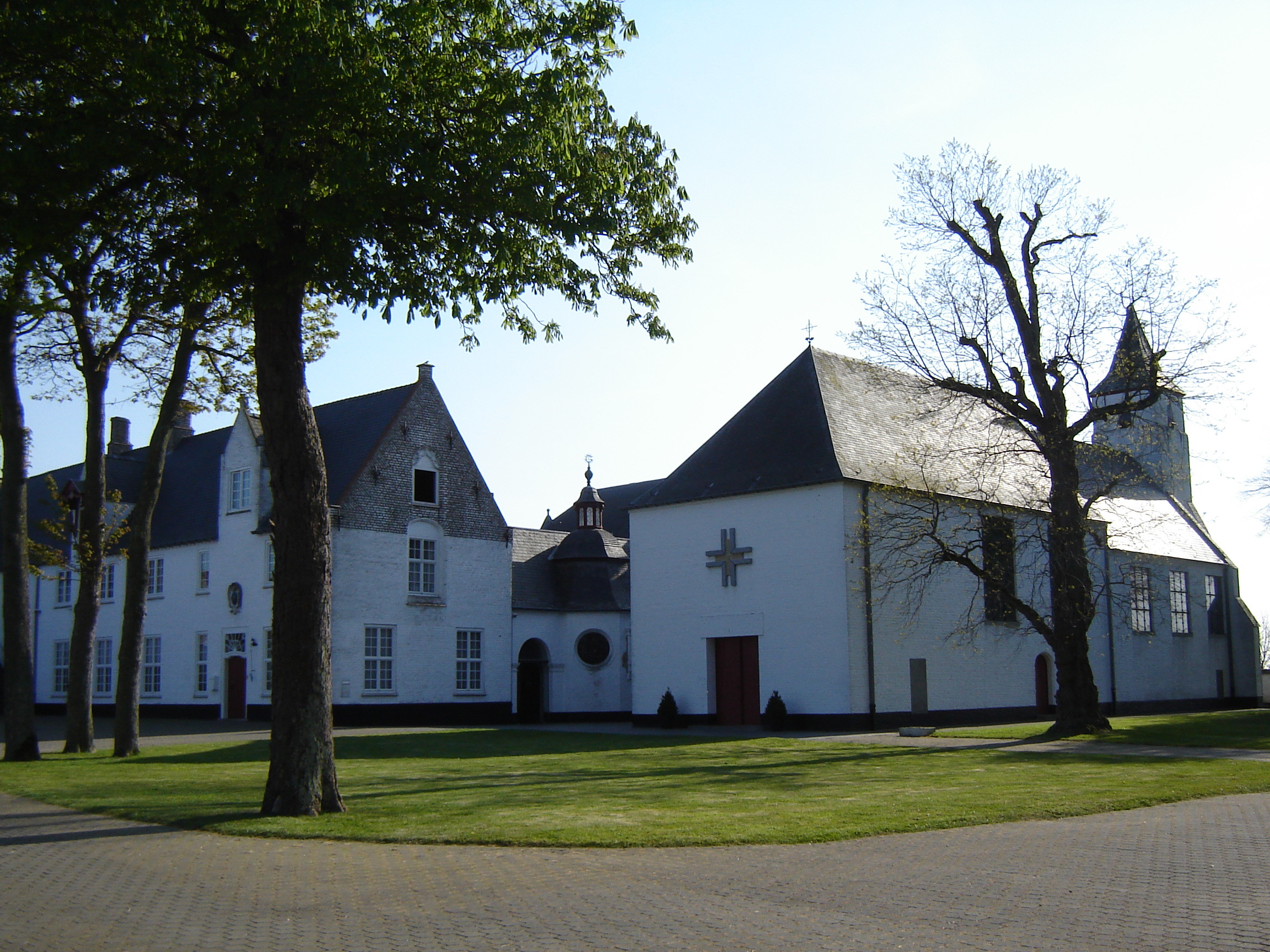
2007 : abbaye Sainte-Godelieve de Gistel en activité.
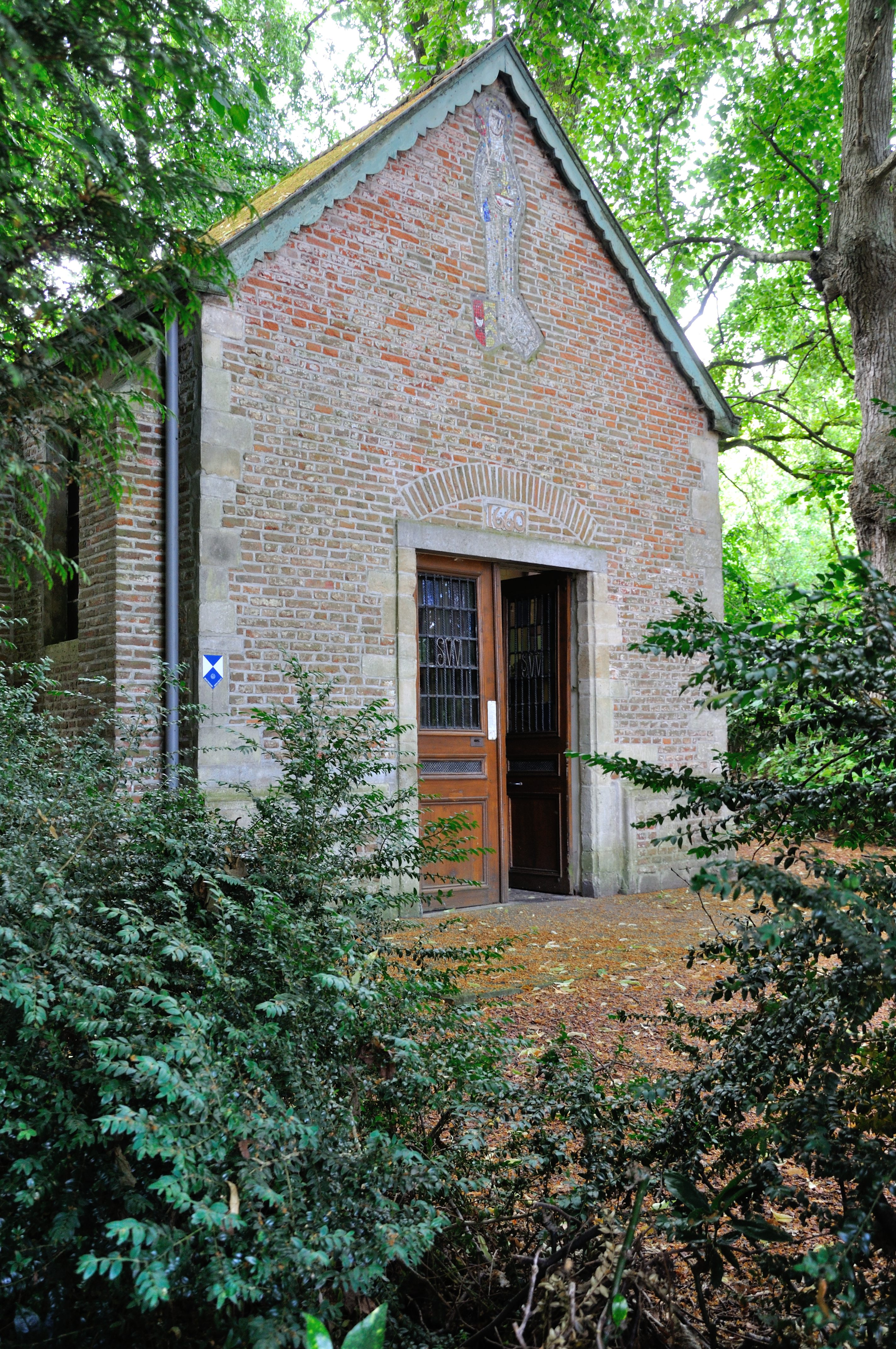
2009 : chapelle de l'ancienne abbaye Sainte-Wivine partiellement détruite.
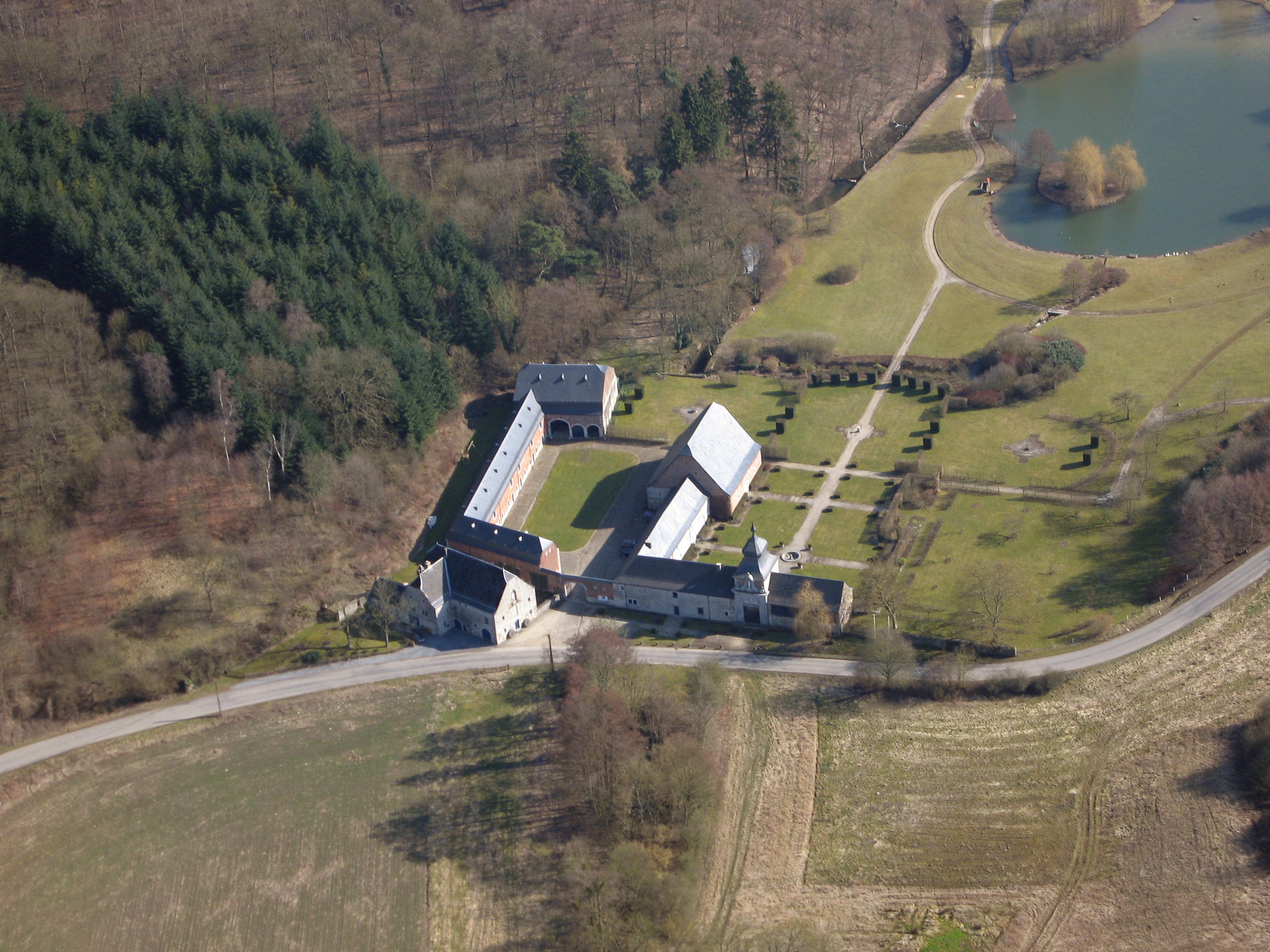
2006 : vue aérienne de l'ancienne abbaye de Granpré désaffectée.
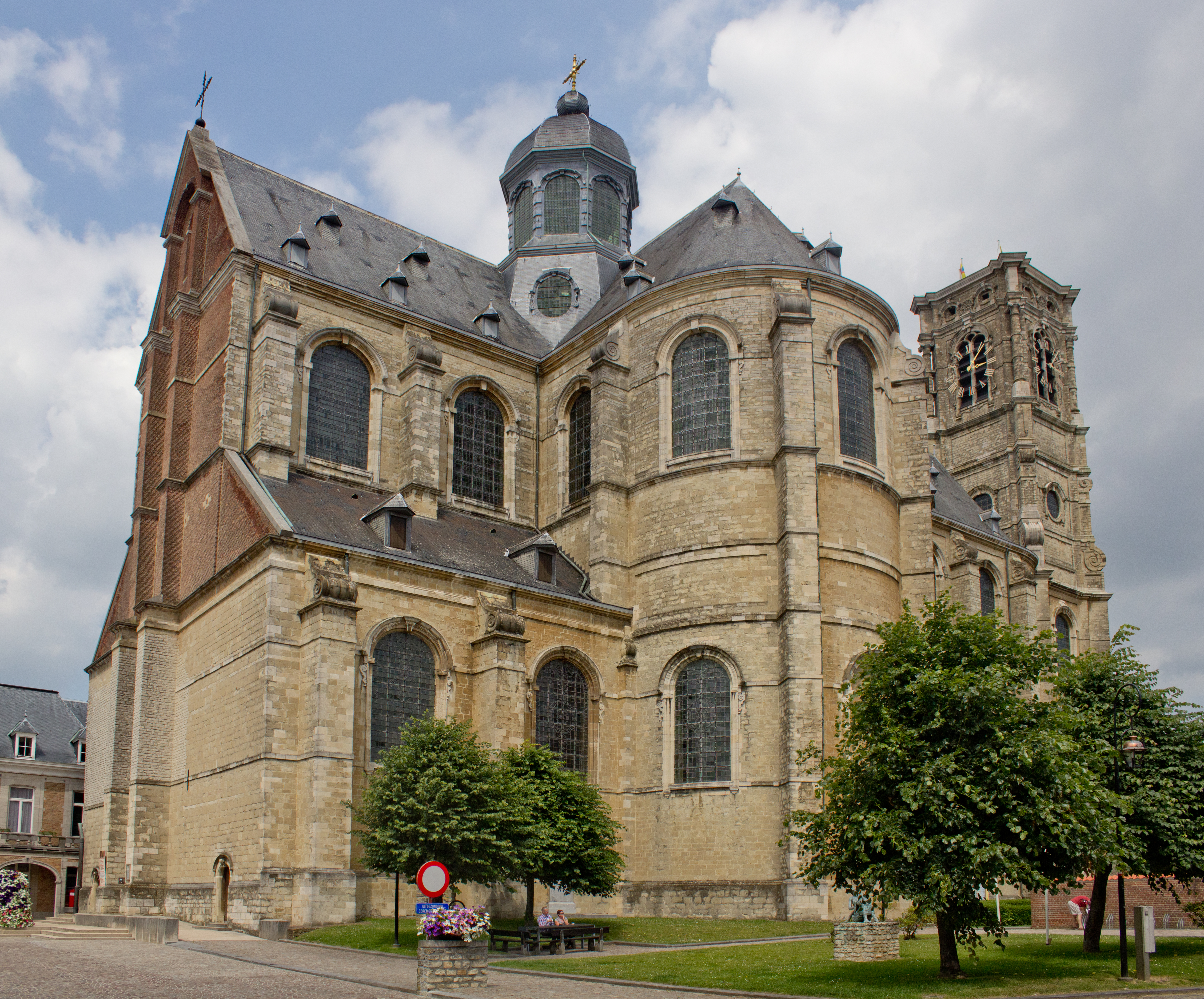
2014 : abbatiale de l'abbaye de Grimbergen en activité.
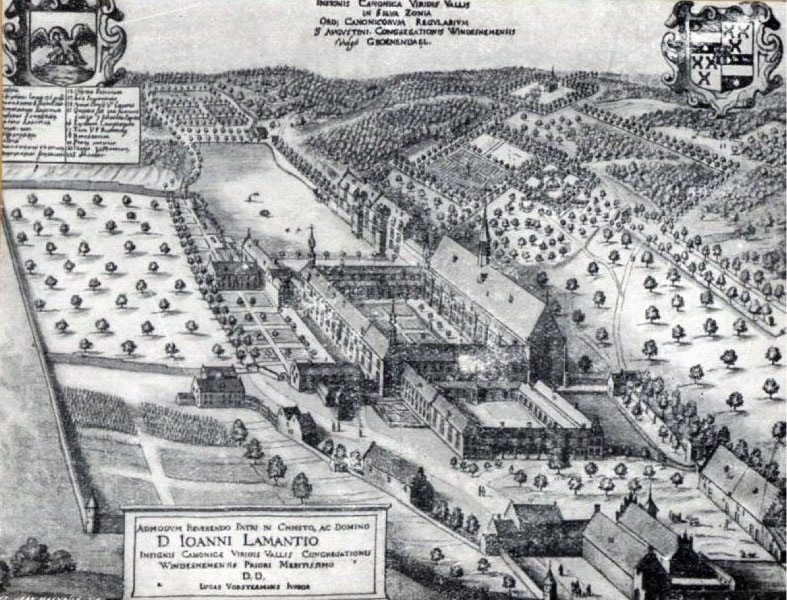
1657 : ancien prieuré de Groenendael partiellement détruit.
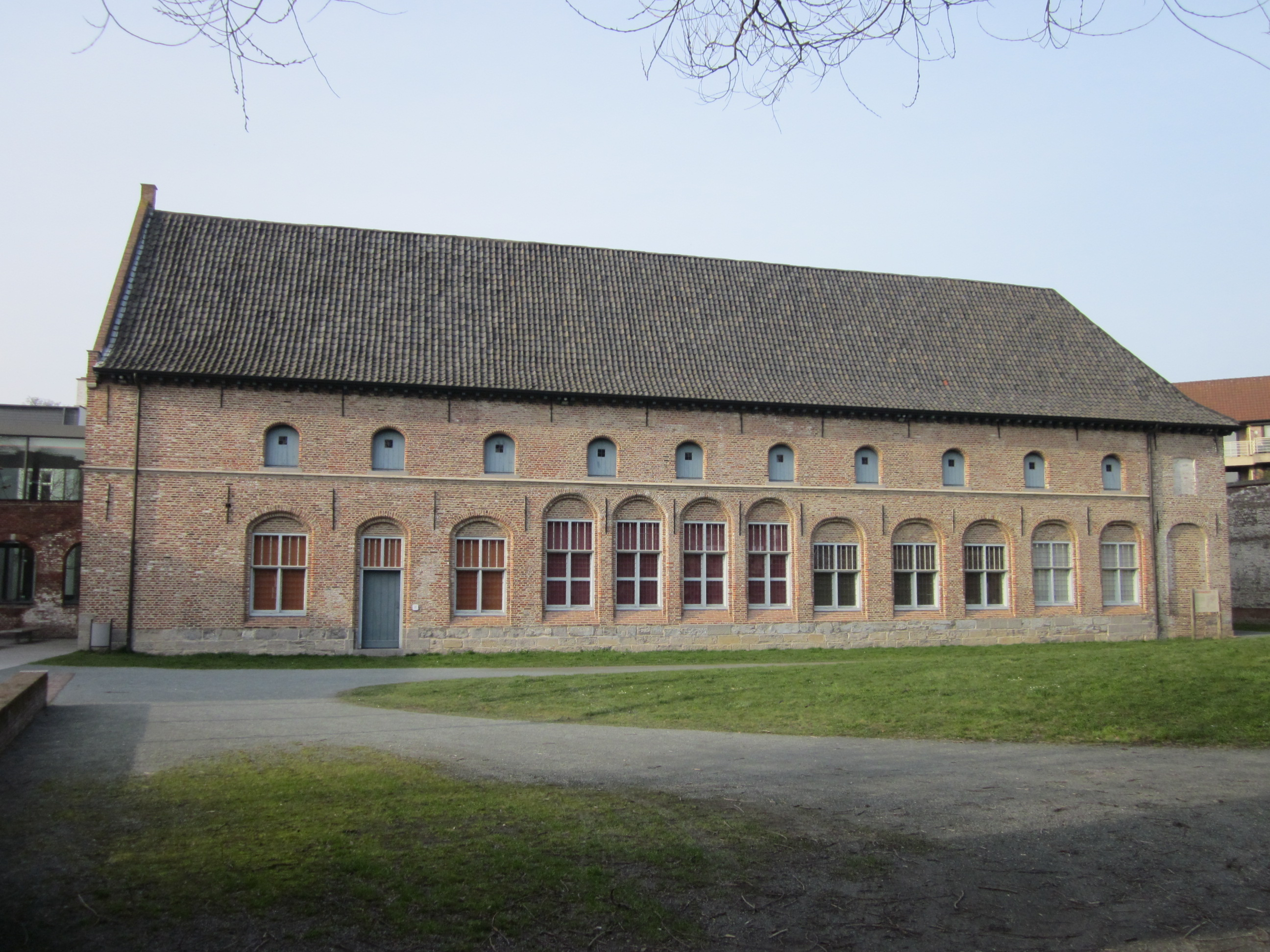
2013 : dortoir de l'ancienne abbaye de Groeninge désaffectée.

## H
- Monastère de Hannut (Hannut, Province de Liège), monastère fondé en 1930 par des moniales Colettines.
- Monastère d'Hasselt (Hasselt, Province de Limbourg), monastère fondé en 1899 par des moniales Colettines.
- Chartreuse de Hérinnes-lez-Enghien (Hérinnes-lez-Enghien (en néerlandais Herne), Brabant flamand), monastère fondé en 1314 par des moines chartreux.
- Abbaye d'Hastière (section Hastière-par-delà, Hastière, Province de Namur), monastère fondé par le comte Wigéric de Namur, cité dans une charte de 911.
- Prieuré de Heigne (hameau de Heigne, section Jumet, Charleroi, Province de Hainaut), monastère établi en 1231 par les moines de l'abbaye de Lobbes.
- Abbaye de Herkenrode (section Kuringen, Hasselt, Province de Limbourg), monastère de moniales fondé en 1182, rattaché à l'Ordre cistercien en 1217.
- Prieuré des célestins d'Heverlee, à Heverlee. prieuré fondé en 1525 et fermé en 1794. L'Ordre religieux fut supprimé en 1778.
- Abbaye d'Heylissem (Hélécine, Brabant wallon), monastère de chanoines prémontrés fondé vers 1130.
- Abbaye Sainte-Agathe de Hocht (lieu-dit de Hocht, Lanaken, Province de Limbourg), monastère de moines cisterciens fondé en 1182, puis de moniales cisterciennes en 1217.
- Abbaye d'Houtem (section Houtem, Furnes, Flandre-Occidentale), monastère qui possédait un presbytère prémontré datant de 1686, mais complètement disparu aujourd'hui.
- Monastère Notre-Dame d'Hurtebise (Saint-Hubert, Province de Luxembourg), monastère fondé en 1935 par des moniales bénédictines de la congrégation de l'Annonciation.
- Abbaye Saint-Victor de Huy (Huy, Province de Liège), monastère de moniales clunisiennes fondé au XIIe siècle par Ermesinde de Luxembourg, veuve d'Albert II de Dabo-Moha.
- Monastère de Huy (Huy, Province de Liège), monastère fondé en 1892 par des moniales Colettines.

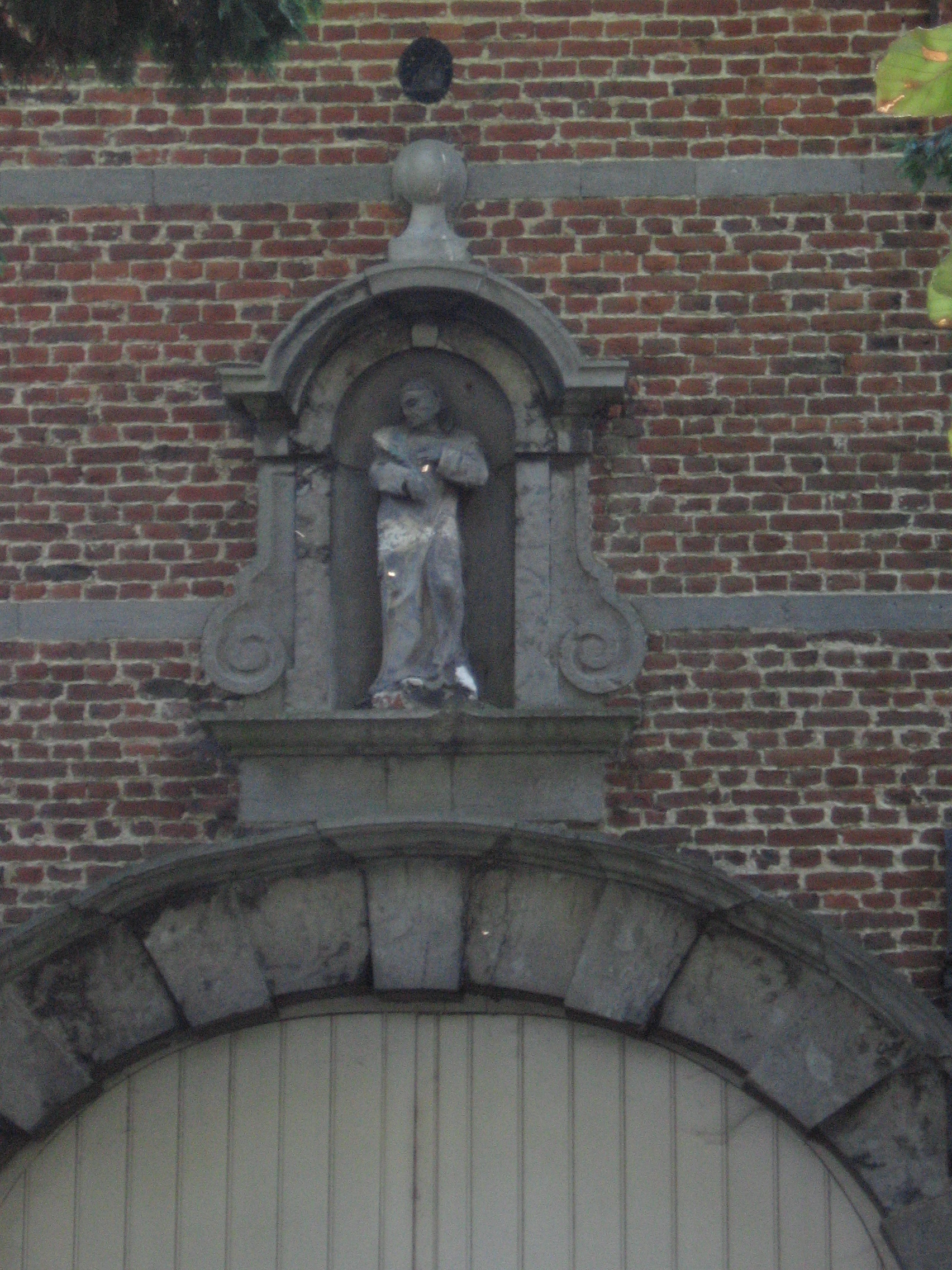
2008 : portail de l'ancienne chartreuse de Hérinnes-lez-Enghien désaffectée.
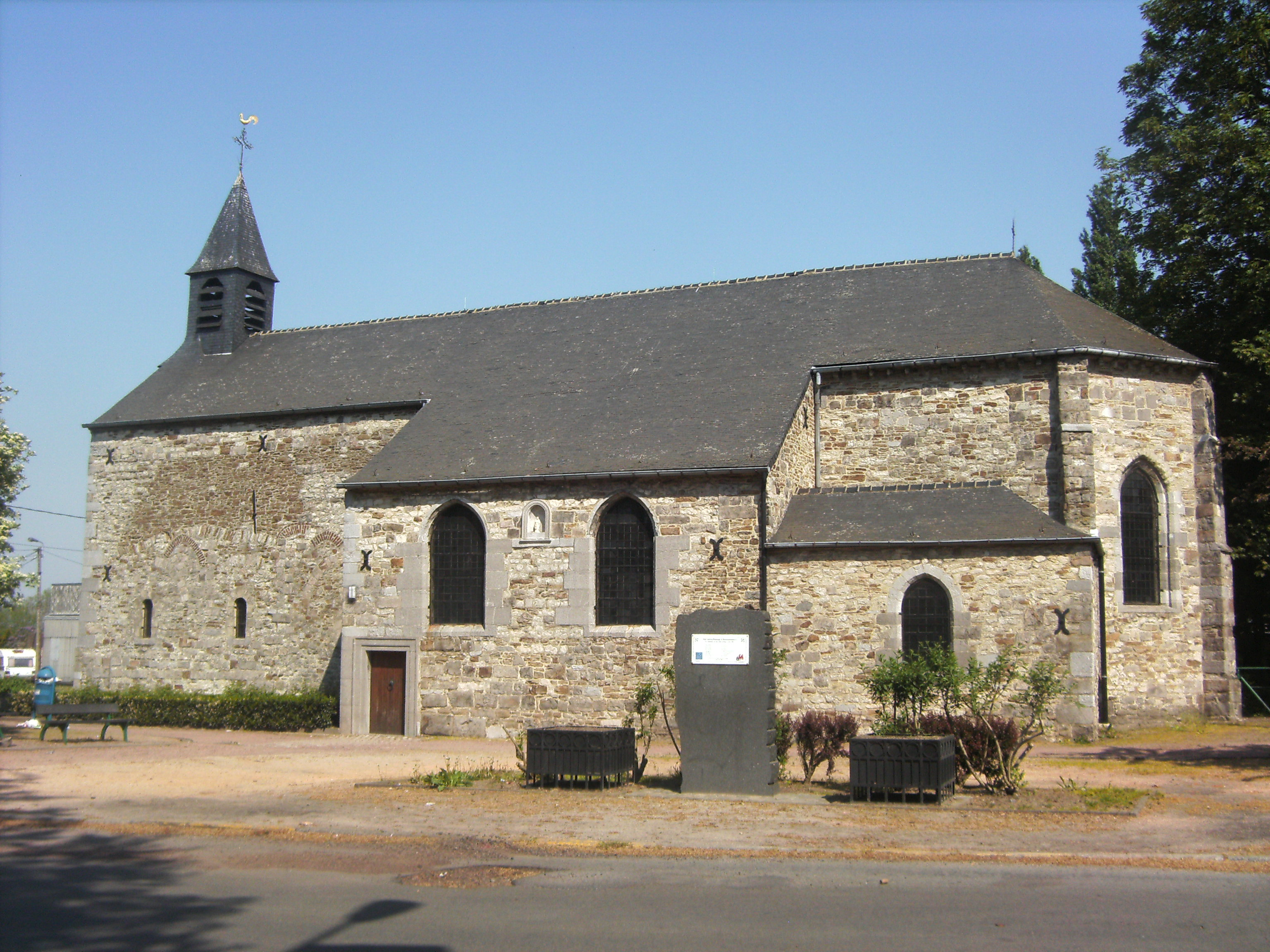
2011 : chapelle Notre-Dame de Heigne, témoignage de l'ancien prieuré.
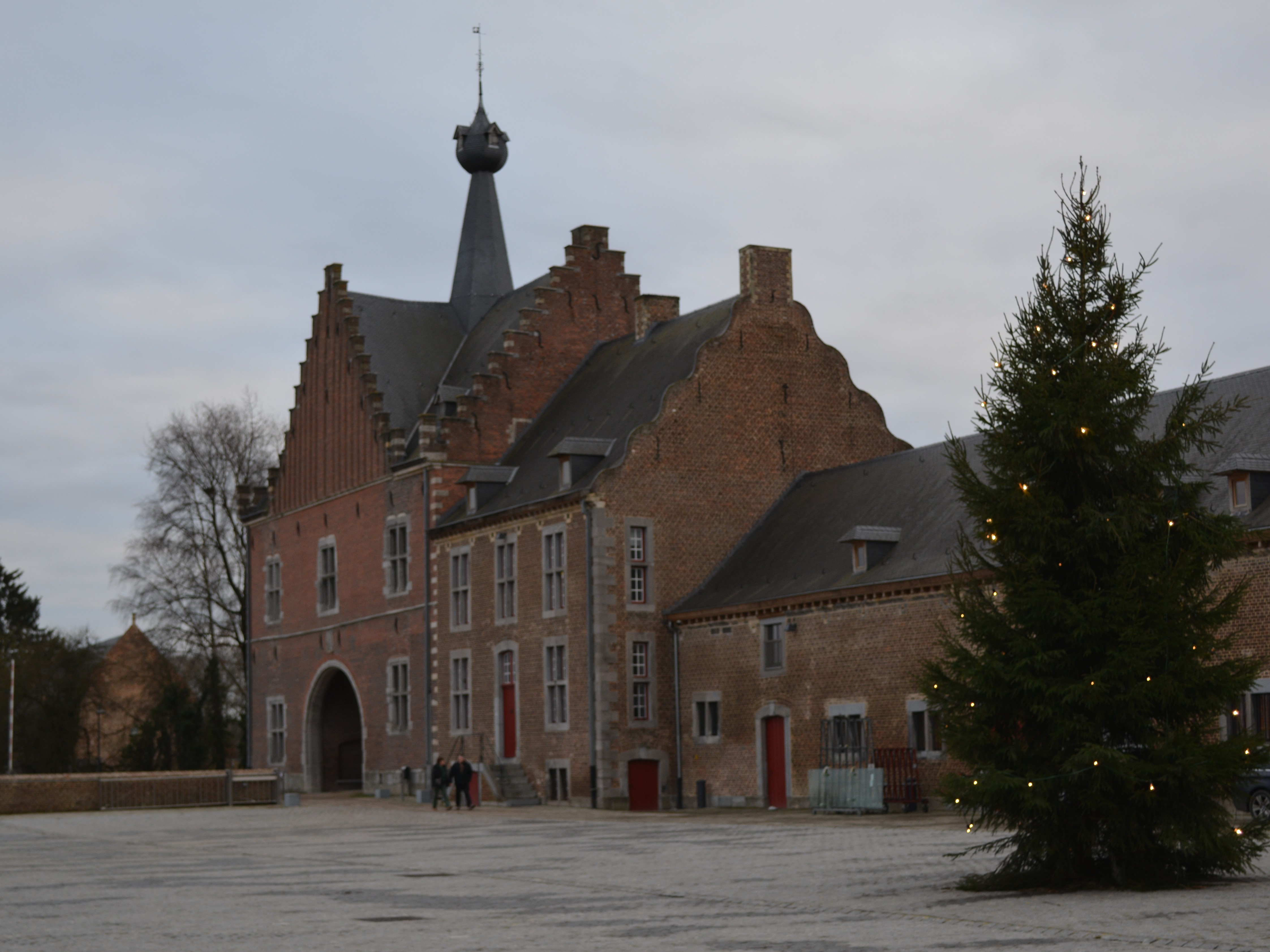
2013 : entrée de l'ancienne abbaye d'Herkenrode partiellement détruite.
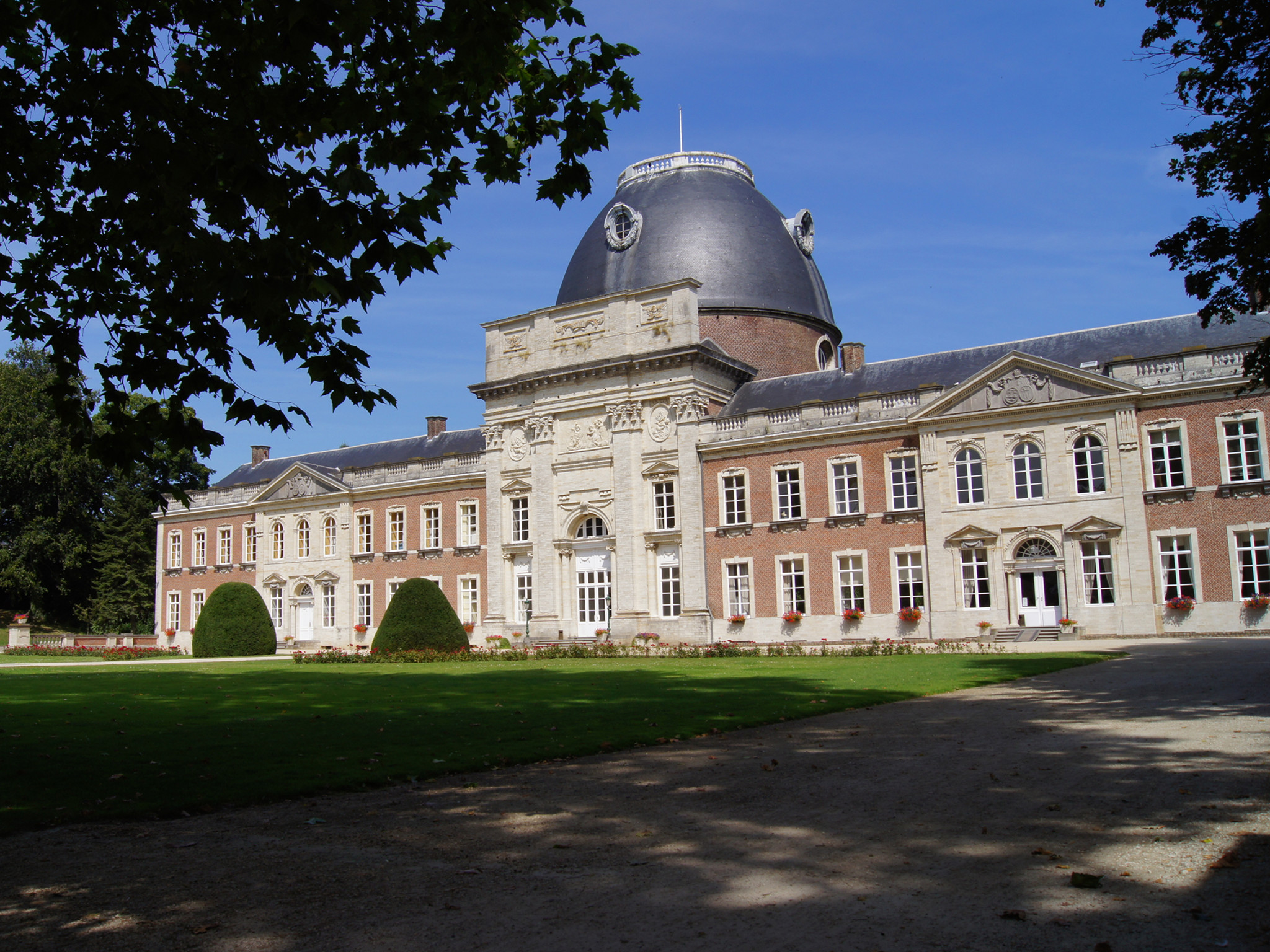
2013 : palais abbatial de l'ancienne abbaye d'Heylissem partiellement détruite.
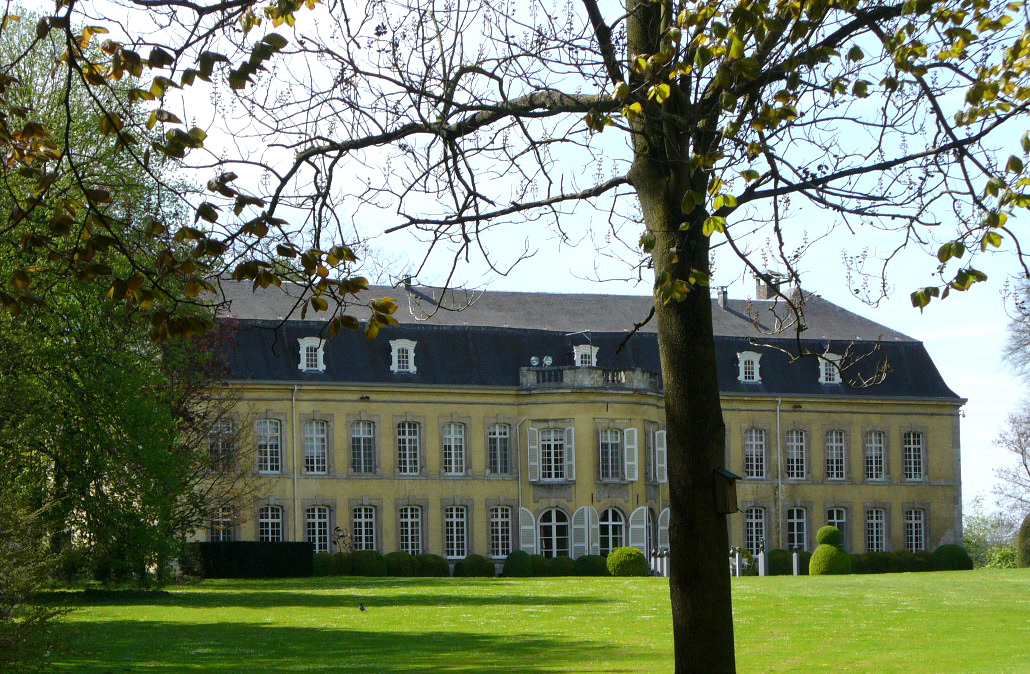
2008 : palais abbatial de l'ancienne abbaye de Hocht partiellement détruite.
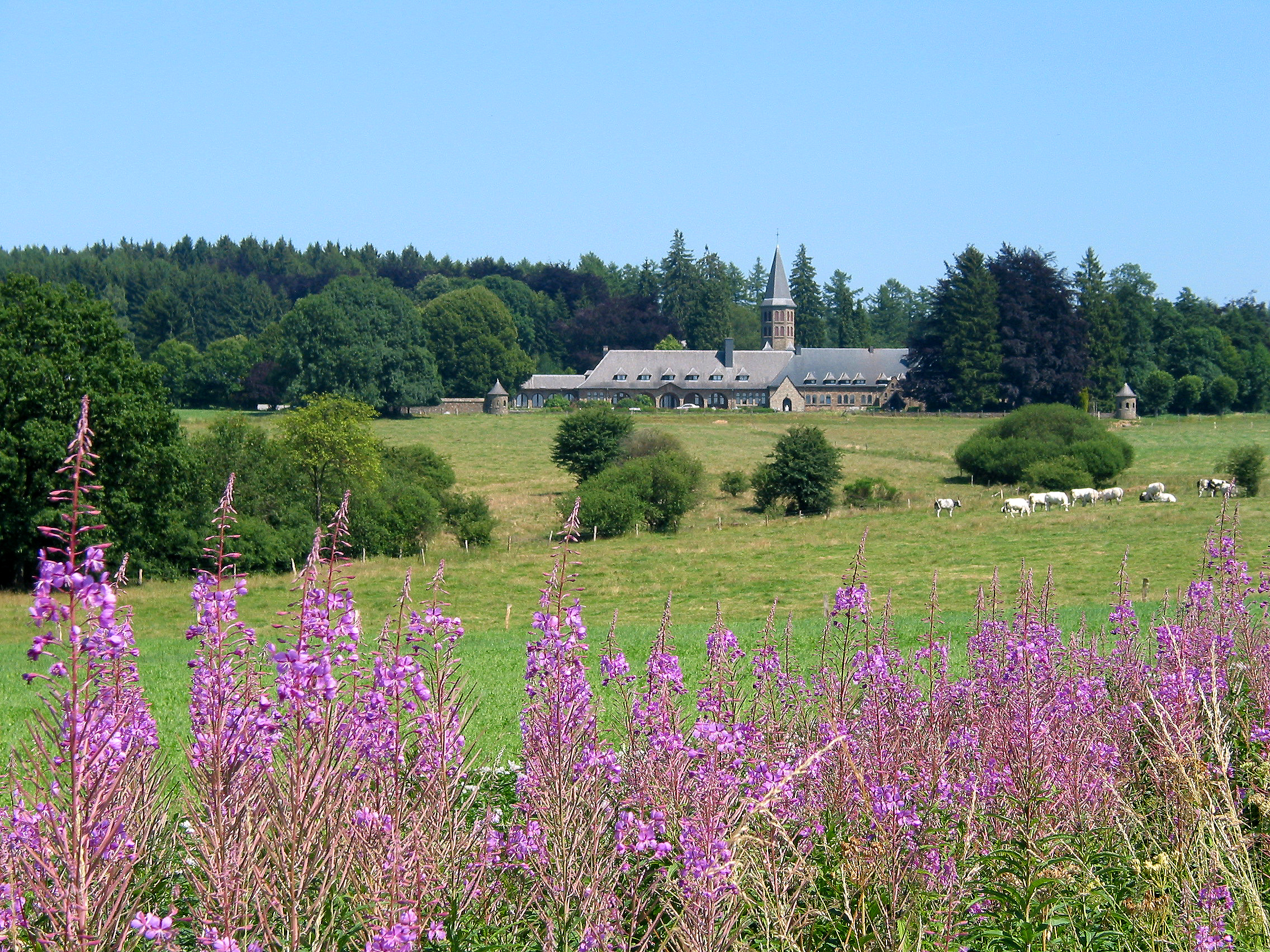
2005 : vue d'ensemble du monastère d'Hurtebise en activité.

## J
- Abbaye du Jardinet (Walcourt, Province de Namur), monastère de moniales cisterciennes fondé en 1232.

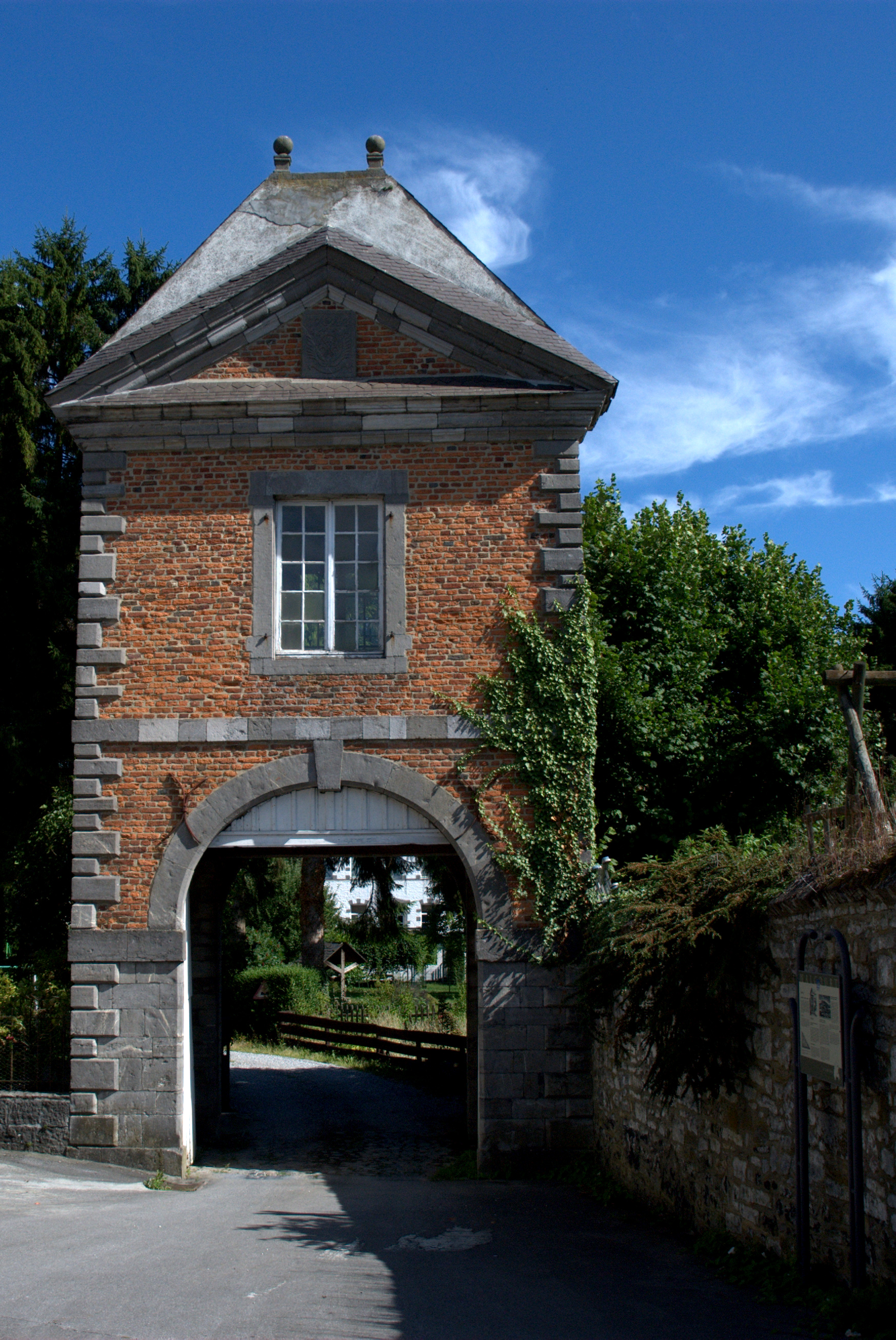
2009 : portail d'entrée de l'ancienne abbaye du Jardinet partiellement détruite.

## K
- Prieuré Notre-Dame de Klaarland (hameau Lozen, Bocholt, Province de Limbourg), monastère de six moniales trappistines fondé en 1970 tout d'abord à Kiewit.
- Prieuré de Kolen

## L
- Abbaye de La Byloke (Gand, Flandre-Orientale), monastère de moniales cisterciennes fondé en 1215.
- Monastère de La Louvière (La Louvière, Province de Hainaut), monastère fondé en 1925 par des moniales Colettines.
- Abbaye de La Nouvelle-Plante (Ypres, mais établie à l'origine à Roesbrugge, Flandre-Occidentale), monastère transféré à Ypres en 1558.
- Abbaye de La Paix de Jésus (Blandain, Province de Hainaut), monastère bénédictin fondé en 1904.
- Abbaye Notre-Dame de Leffe (quartier Leffe, Dinant, Province de Namur), monastère de l’ordre des Prémontrés fondé en 1152.
- Abbaye de la Paix Notre-Dame de Liège (Liège, Province de Liège), monastère bénédictin fondé en 1627.
- Abbaye Saint-Jacques de Liège (Liège, Province de Liège), monastère de moines bénédictins fondé au XIe siècle.
- Abbaye Saint-Laurent de Liège (Liège, Province de Liège), monastère de moines bénédictins fondé en 1026
- Abbaye du Val des Écoliers de Liège (quartier Outremeuse, Liège, Province de Liège), monastère fondé au XIIIe siècle par les Écoliers du Christ.
- Chartreuse de Liège (ou Chartreuse des douze apôtres du Mont-Cornillon, Liège, Province de Liège), monastère fondé en 1360 par des moines chartreux.
- Chartreuse Sainte-Catherine de Lierre (Lierre, Province d'Anvers), monastère fondé en 1543 par des moines chartreux.
- Monastère de Lierre (Lierre, Province d'Anvers), monastère fondé en 1836 par des moniales Colettines.
- Abbaye Saint-Pierre de Lo (section Lo, Lo-Reninge, Flandre-Occidentale), monastère de l'ordre des chanoines réguliers de saint Augustin fondé vers 1200.
- Abbaye Saint-Pierre de Lobbes (Lobbes, Province de Hainaut), monastère de moines bénédictins initié vers 654 par saint Landelin puis réellement fondé par Ursmer en 680.
- Abbaye Sainte-Gertrude de Louvain (Louvain, Brabant flamand), monastère augustin puis bénédictin, fondé en 1202 (ou 1206) par le duc Henri II de Brabant (ou Henri Ier de Brabant)[note 2].
- Monastère de Louvain (Louvain, Brabant flamand), monastère fondé en 1838 par des moniales Colettines.
- Chartreuse Sainte-Marie-Madeleine-sous-la-Croix de Louvain (Louvain, Brabant flamand), monastère de Chartreux fondé en 1491 par Marguerite d'York.
- Monastère de Lokeren (Lokeren, Flandre-Orientale), monastère fondé en 1870 par des moniales Colettines.

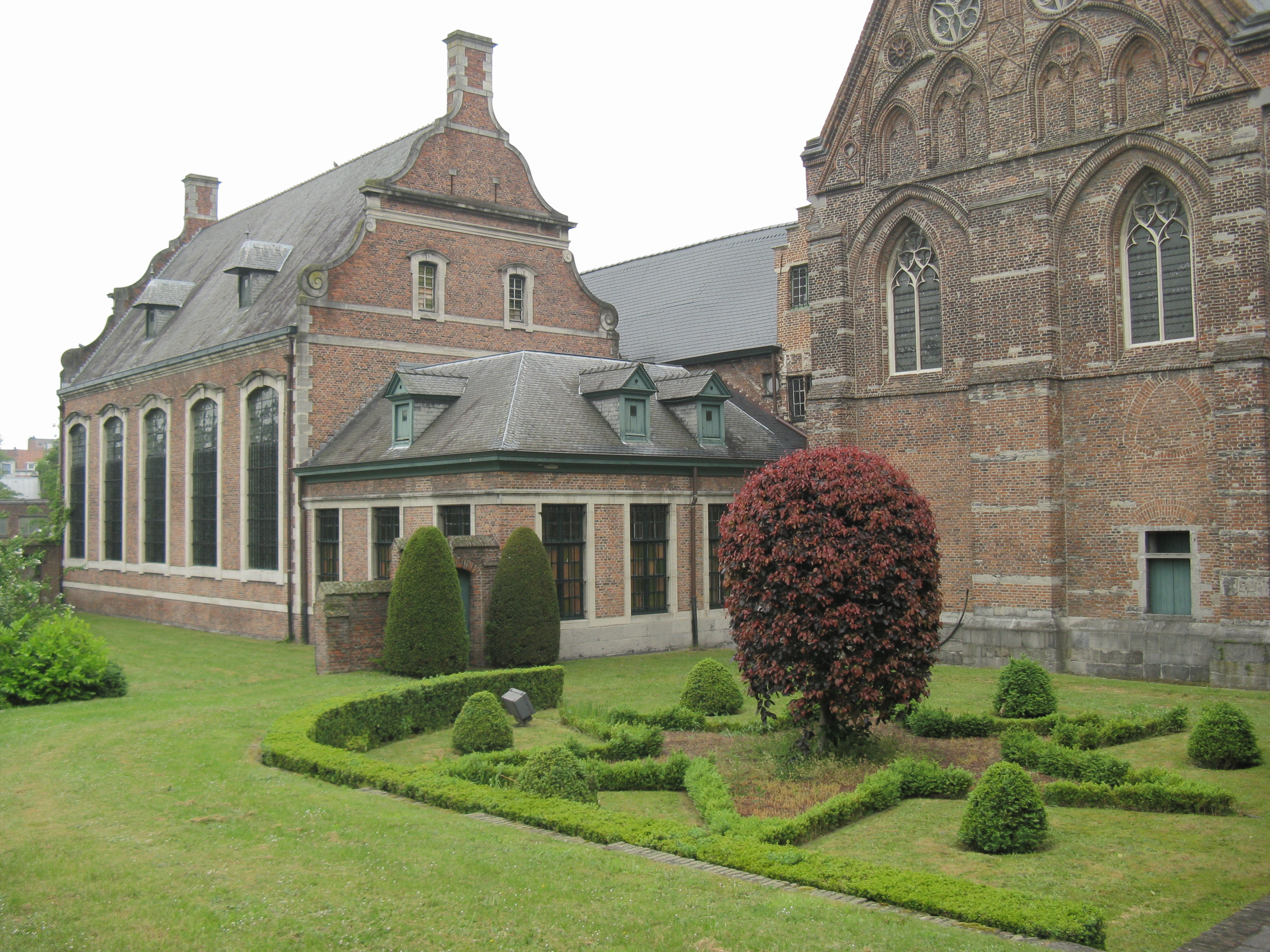
2012 : ancienne abbaye de La Byloke désaffectée.
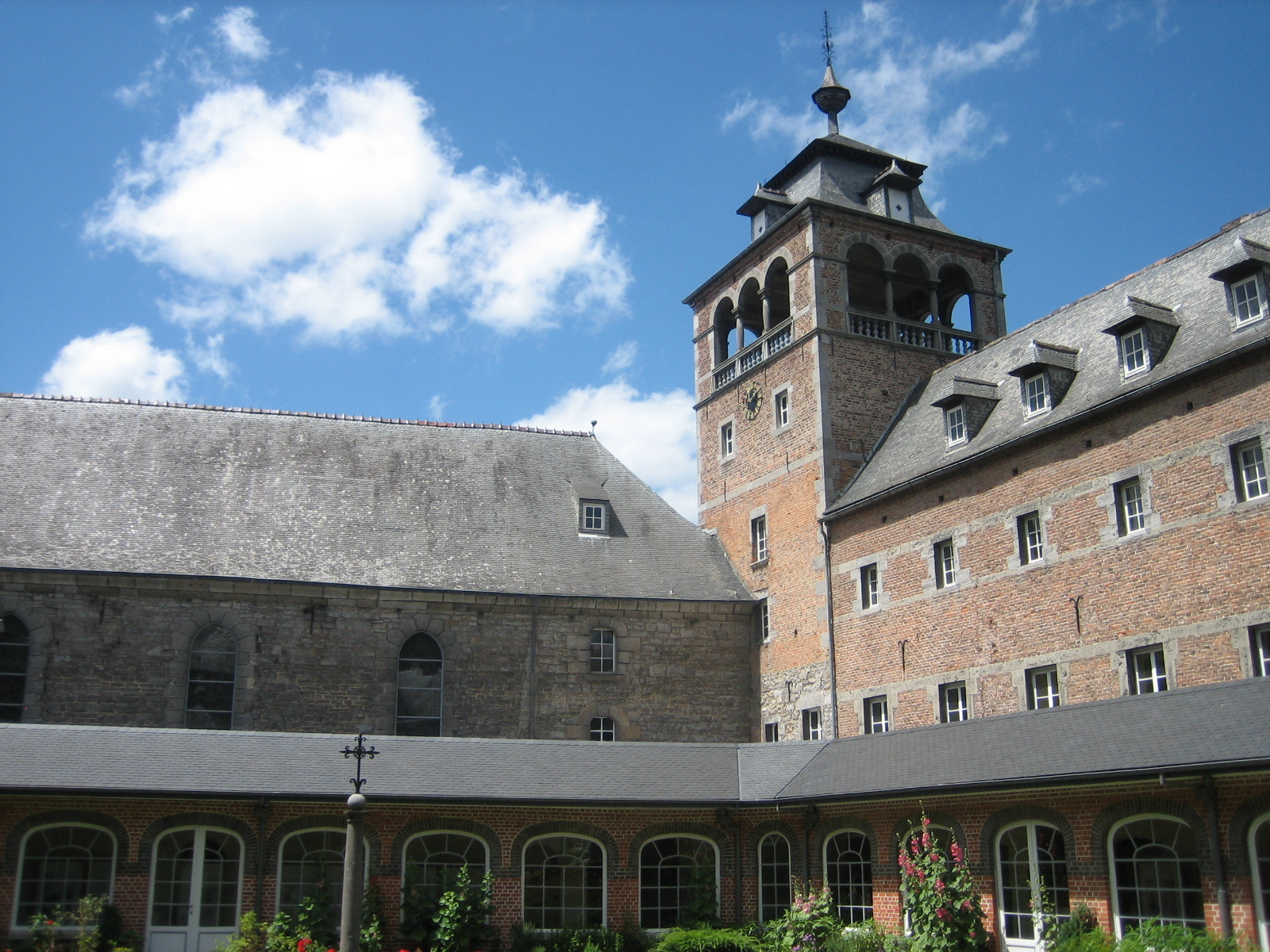
2007 : abbaye Notre-Dame de Leffe en activité.
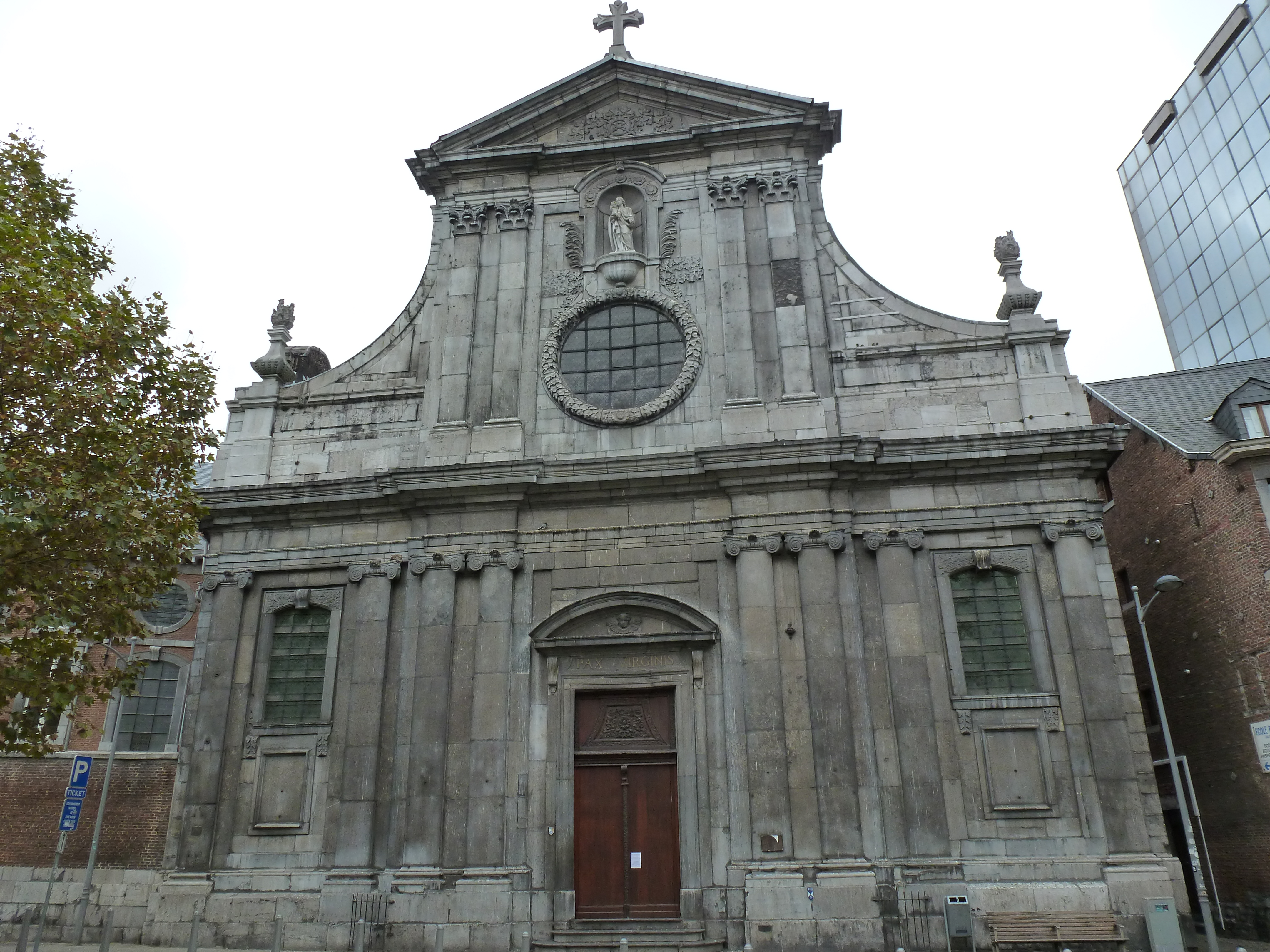
2012 : abbatiale de l'abbaye de la Paix Notre-Dame de Liège en activité.
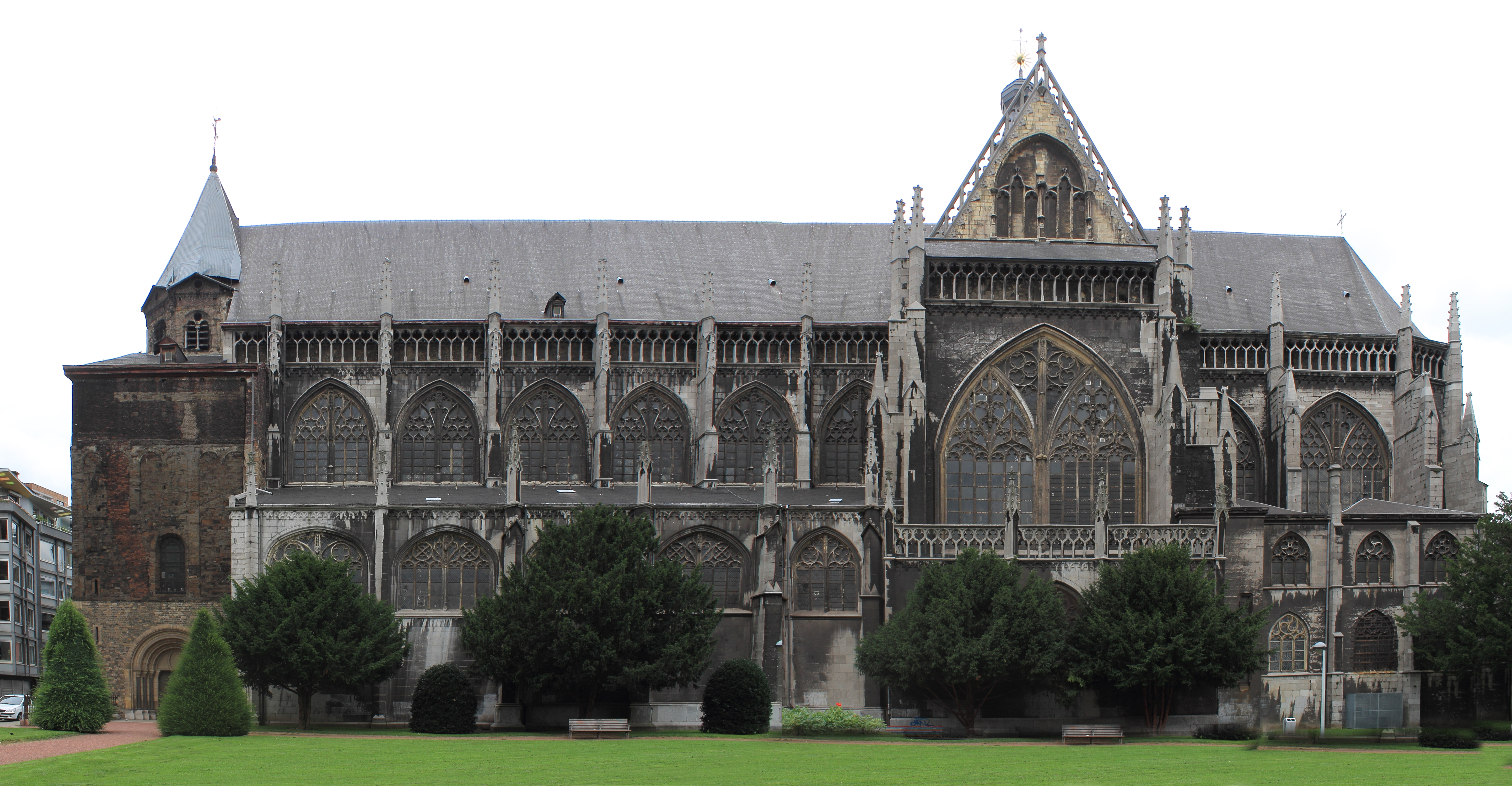
2012 : église de l'ancienne abbaye Saint-Jacques de Liège partiellement détruite.
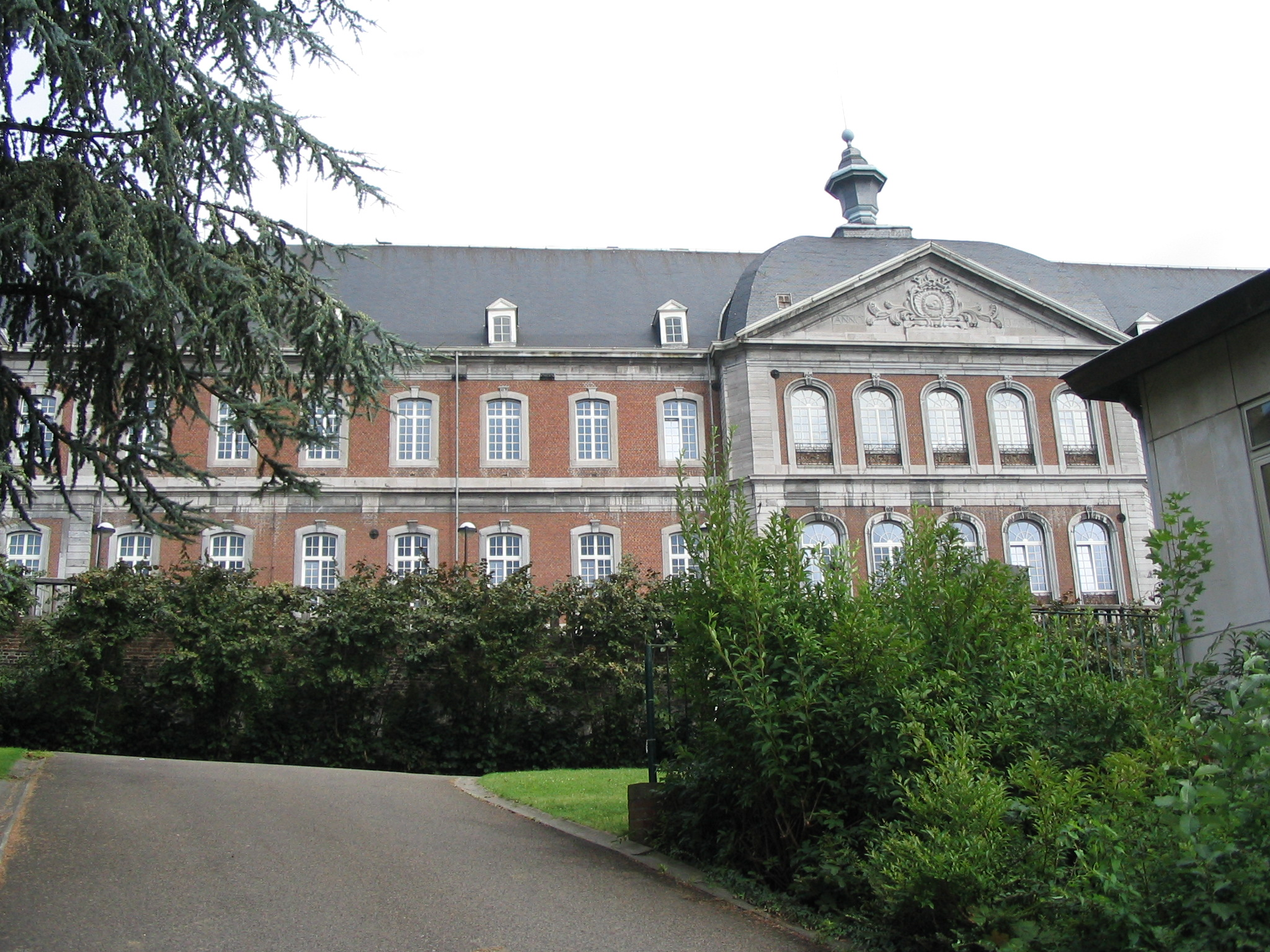
2009 : vue arrière de l'ancienne abbaye Saint-Laurent de Liège désaffectée.
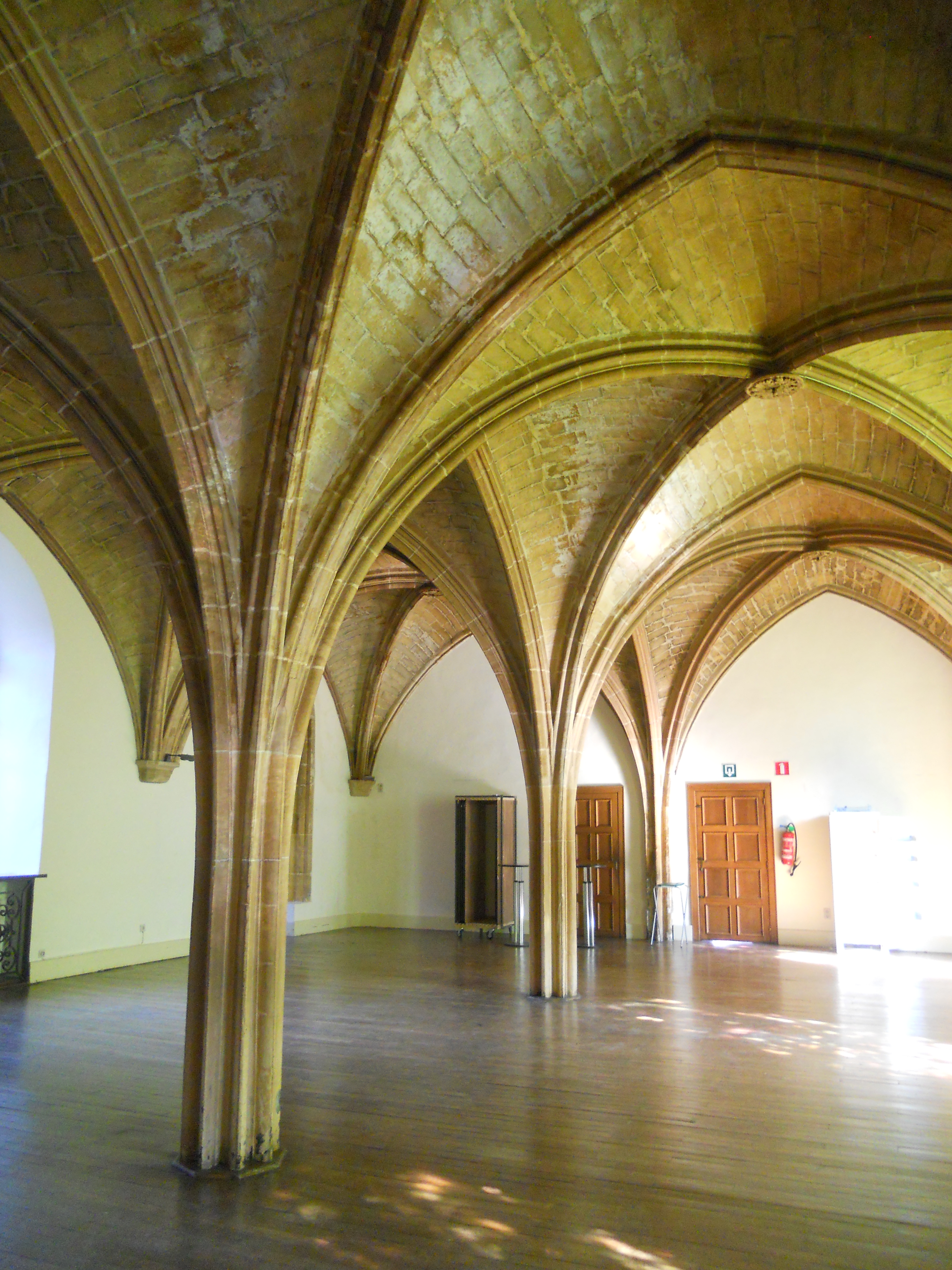
2014 : salle capitulaire de l'ancienne abbaye du Val des Écoliers de Liège désaffectée.
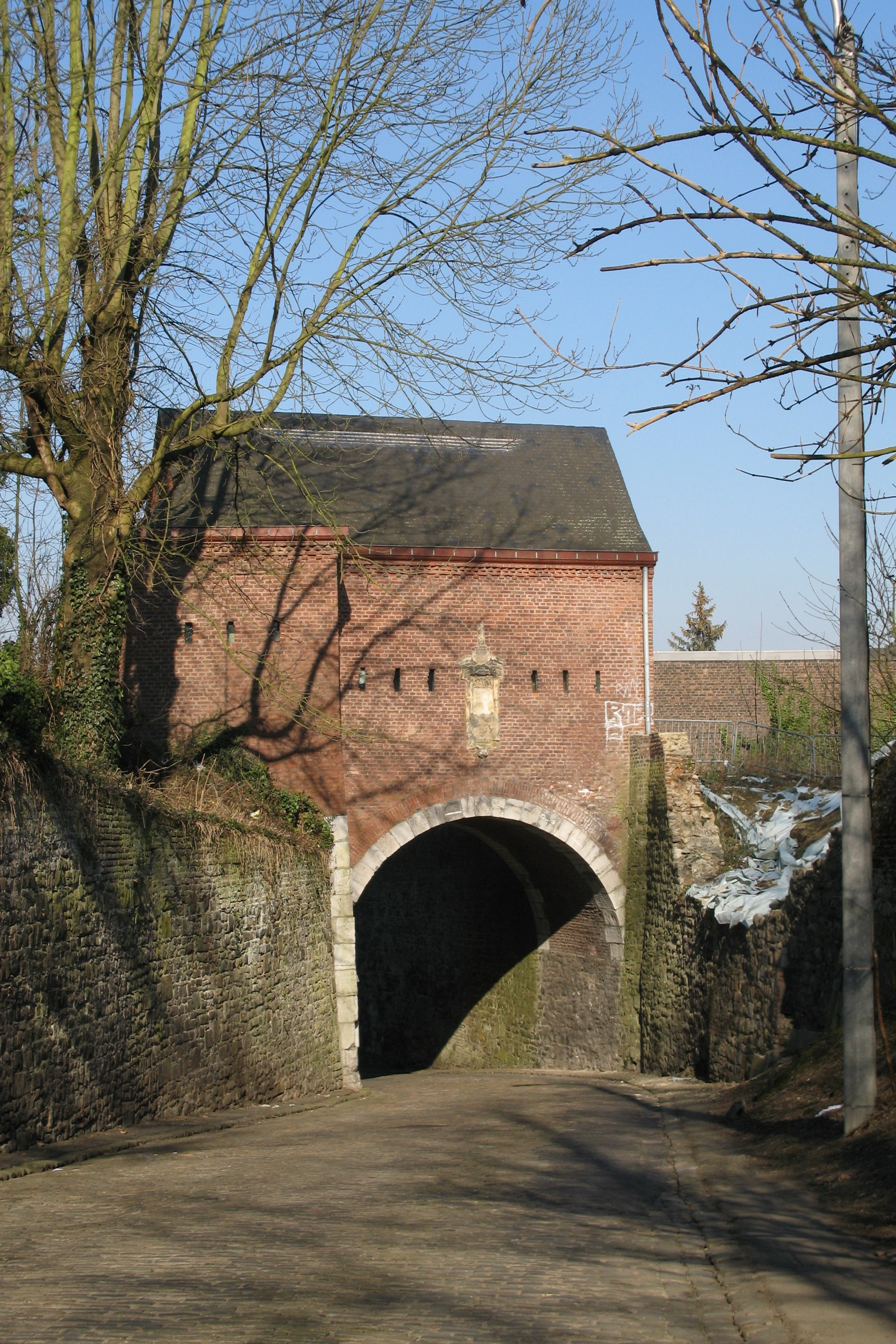
2010 : partie de la forteresse de la chartreuse de Liège désaffectée.
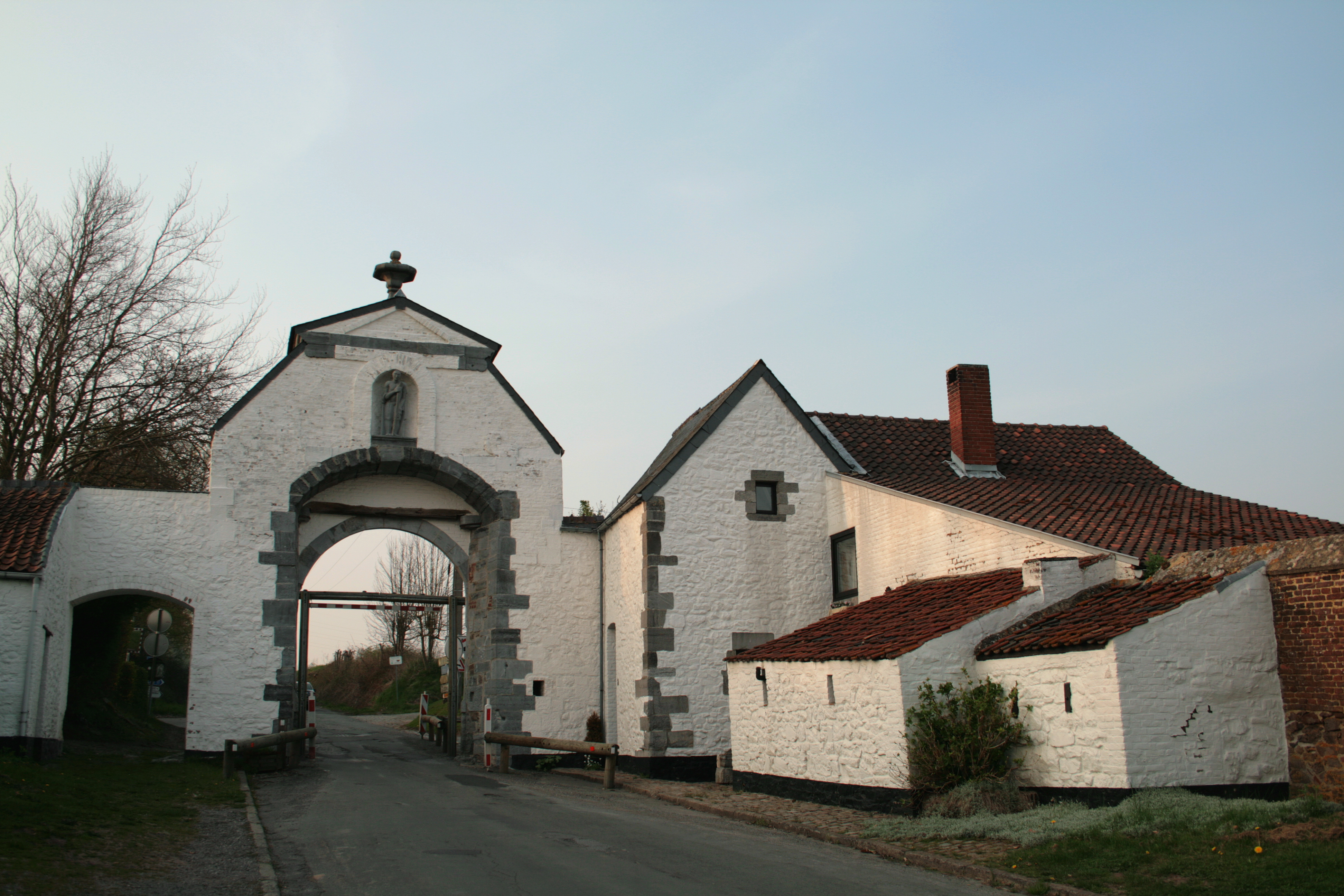
2009 : portail d'enceinte de l'ancienne abbaye de Lobbes partiellement détruite.

## M
- Abbaye de Maagdendale (Audenarde, Flandre-Orientale), monastère de moniales cisterciennes fondé au XIIIe siècle.
- Abbaye Saint-Trudon de Male (quartier Male, Bruges, Flandre-Occidentale)
- Monastère de Malines (Malines, Province d'Anvers), monastère fondé en 1500 par des moniales Colettines.
- Abbaye de Malmedy (Malmedy, Province de Liège), monastère de moines inspirés par saint Colomban, fondé entre 647 et 650 par saint Remacle.
- Abbaye Saint-Berthuin de Malonne (section Malonne, Namur, Province de Namur), monastère dont l'abbatiale est construite aux XVIIe et XVIIIe siècles.
- Monastère de Malonne (section Malonne, Namur, Province de Namur).
- Abbaye de Marche-les-Dames (section Marche-les-Dames, Namur, Province de Namur), monastère fondé en 1103 et rattaché à l’ordre cistercien un siècle plus tard.
- Abbaye de Maredret (village Maredret, Anhée, Province de Namur), monastère fondé en 1893 et affilié à la congrégation de l'Annonciation.
- Abbaye de Maredsous (section Denée, Anhée, Province de Namur), monastère fondé en 1872 et affilié à la congrégation de l'Annonciation.
- Abbaye de Saint-Médard (Tournai, Province de Hainaut), monastère qui remplace aujourd'hui l'ancienne abbaye Saint-Nicolas-des-Près.
- Monastère de Merksem (district Merksem, Anvers, Province d'Anvers), monastère fondé en 1629 par des moniales de l'Ordre de l'Annonciation de la Vierge Marie.
- Abbaye de Messines (Messines, Flandre-Occidentale), monastère bénédictine dont la crypte romane, située sous l'église de Messines, date de 1065.
- Abbaye de Milen (Saint-Trond, Province de Limbourg)
- Abbaye du Val des Écoliers de Mons (Mons, Province de Hainaut), monastère fondée par les Écoliers du Christ.
- Abbaye du Mont César (Louvain, Brabant flamand), monastère bénédictin fondé en 1899 par Maredsous et affilié à la congrégation de Subiaco.
- Abbaye du Mont Cornillon (quartier Amercœur, Liège, Province de Liège)
- Chartreuse du Mont-Saint-André (près de Tournai, Province de Hainaut), voir à Chartreuse de Chercq.
- Abbaye de Moulins-Warnant (Anhée, Province de Namur), monastère cistercien d'abord fondé en 1233 pour des moniales, puis confié ensuite à des moines, en 1414.
- Abbaye de Munsterbilzen (section Munsterbilzen, Bilzen, Province de Limbourg), monastère de moniales bénédictines fondé en 670 par sainte Landrade.

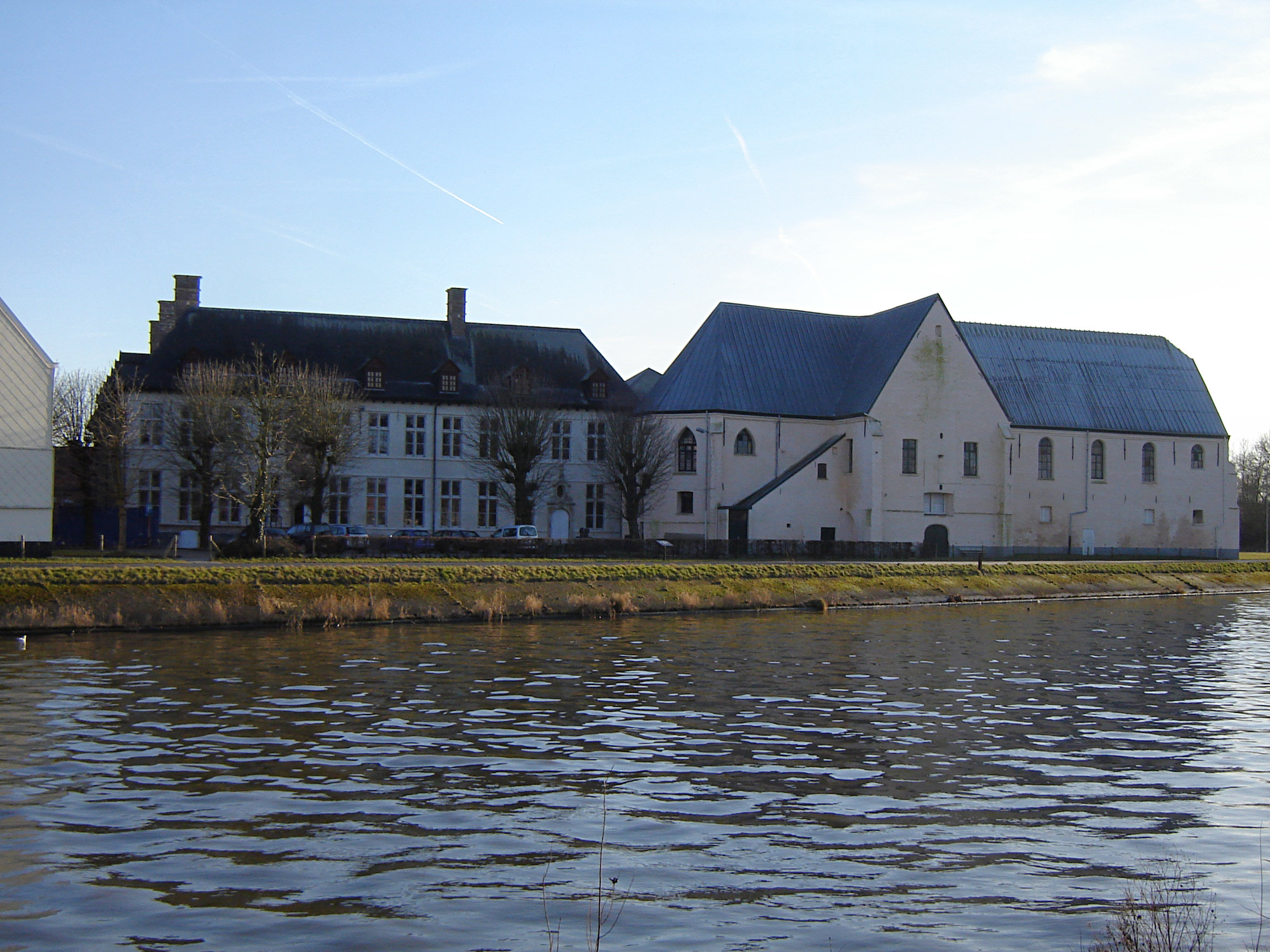
2009 : ancienne abbaye de Maagdendale partiellement détruite.
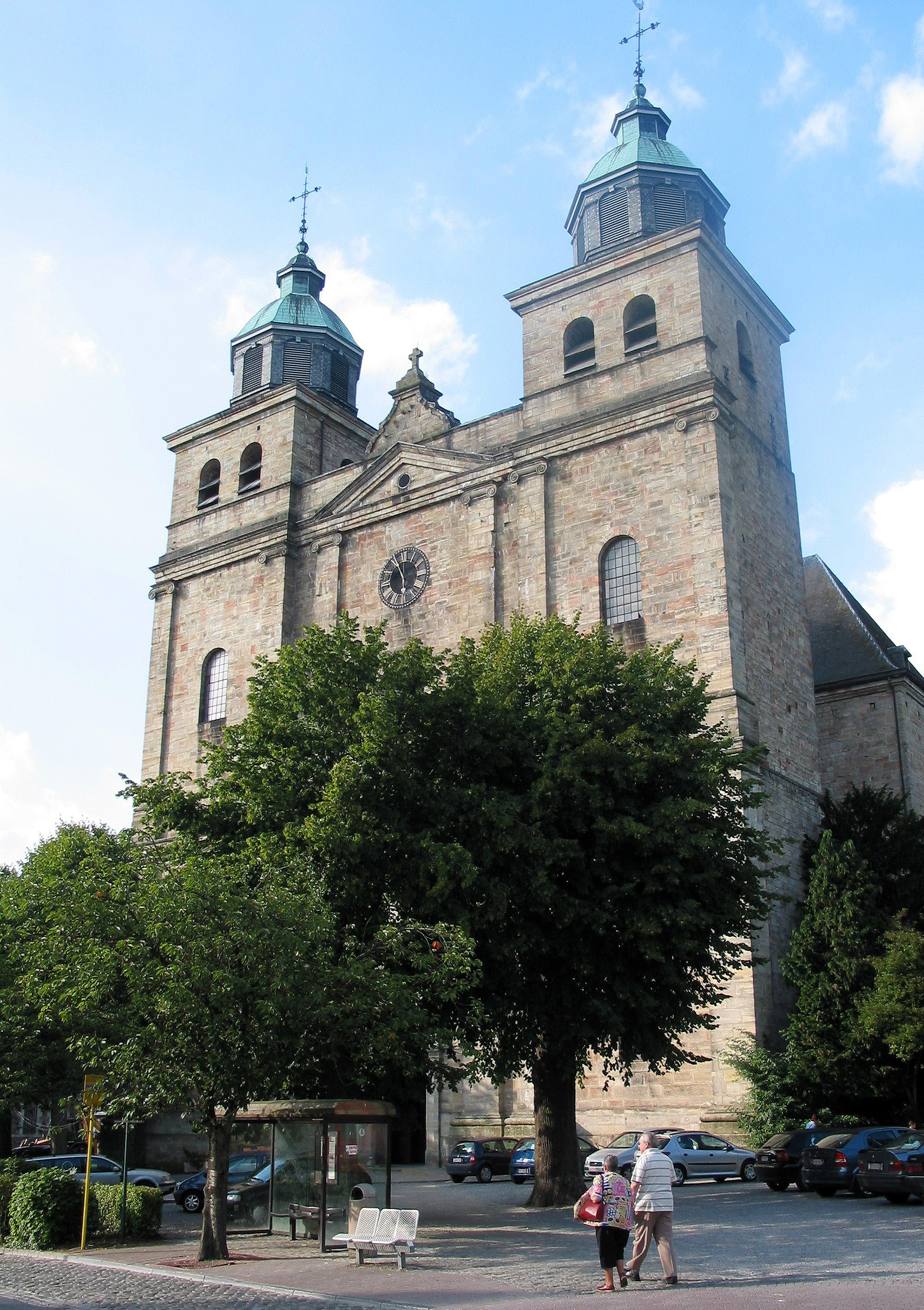
2005 : ancienne abbatiale de Malmedy, abbaye partiellement détruite.
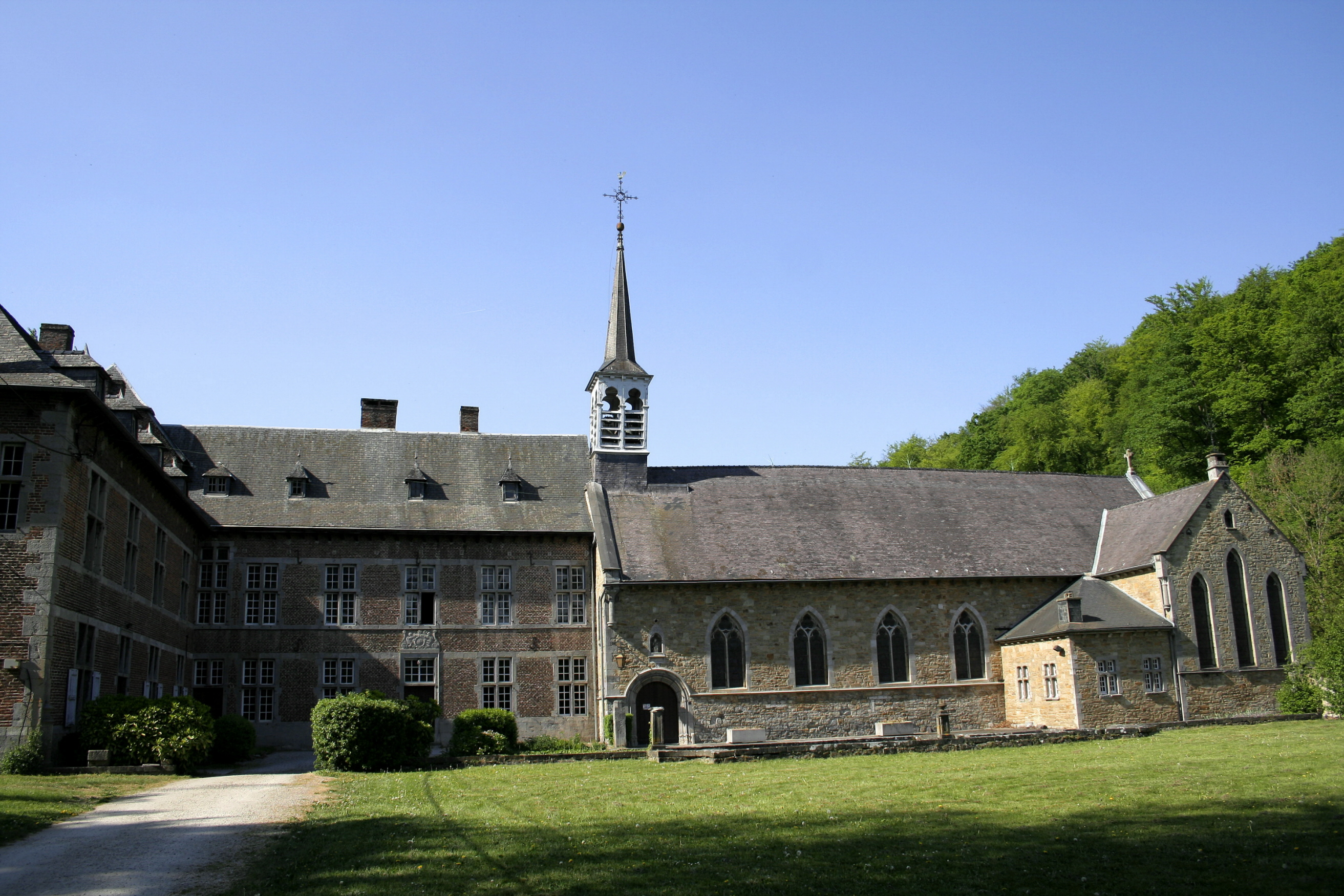
2007 : ancienne abbaye de Marche-les-Dames désaffectée.
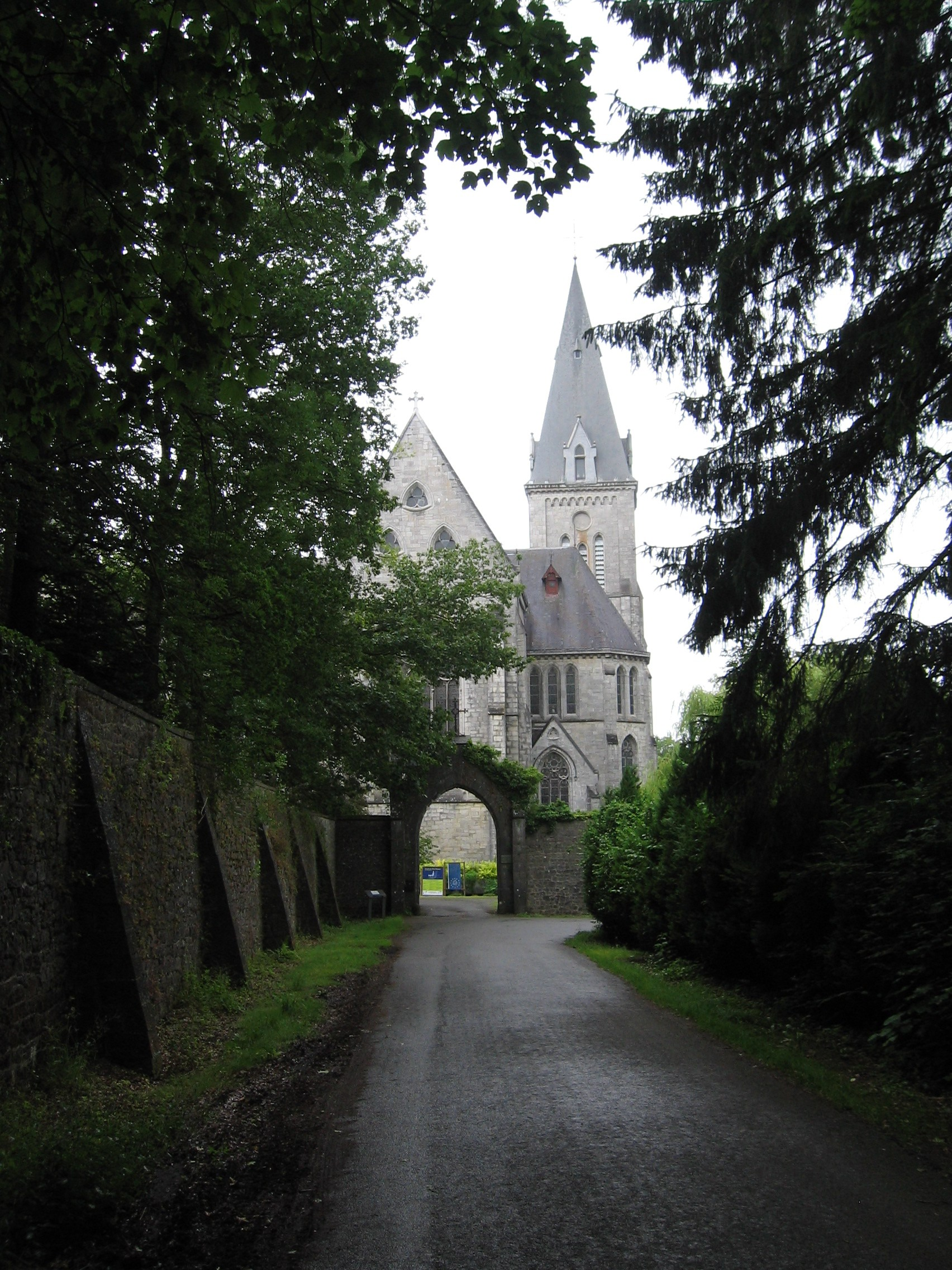
2012 : portail de l'abbaye de Maredret en activité.
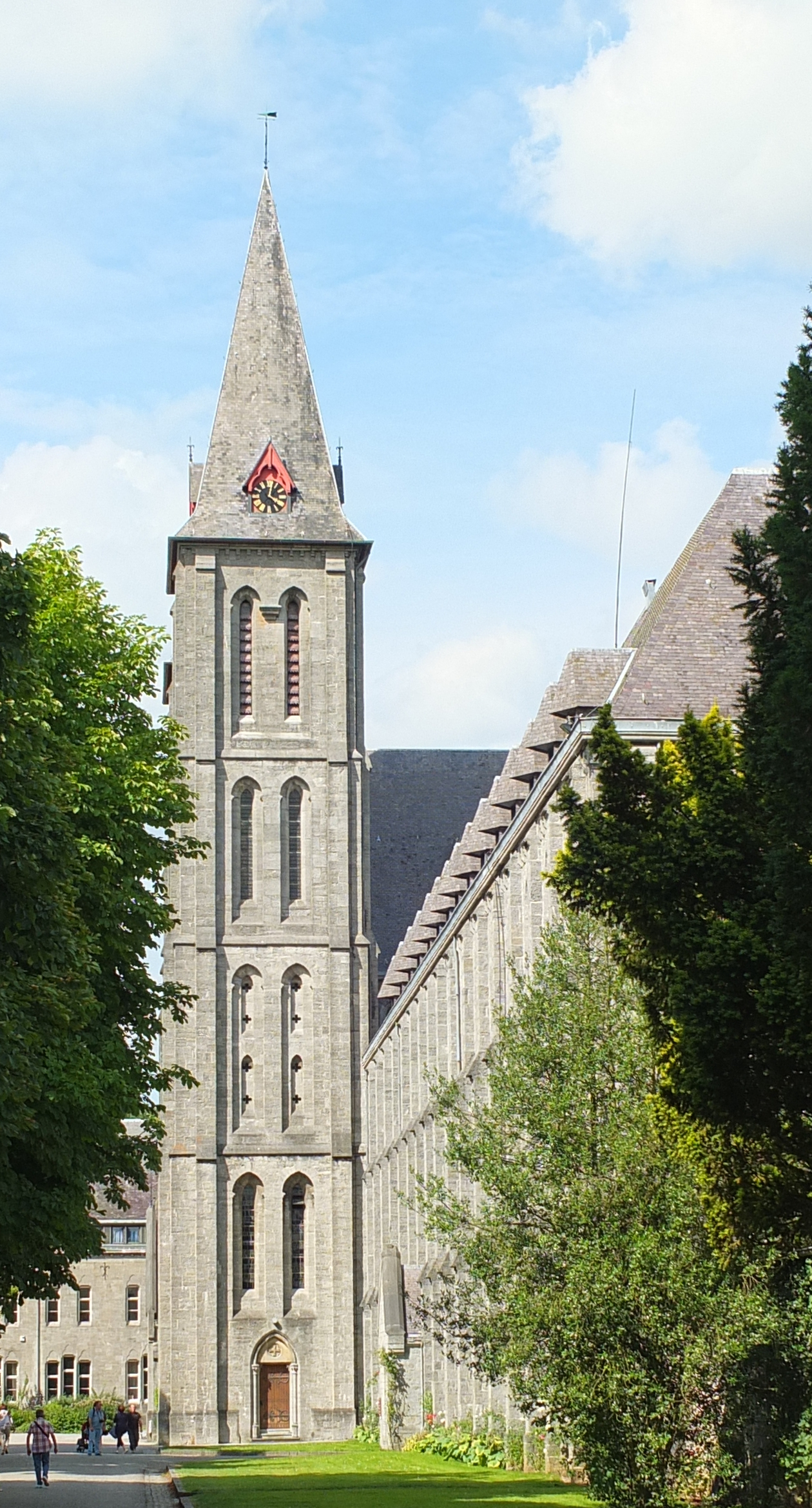
2013 : abbatiale vue de côté de l'abbaye de Maredsous en activité.
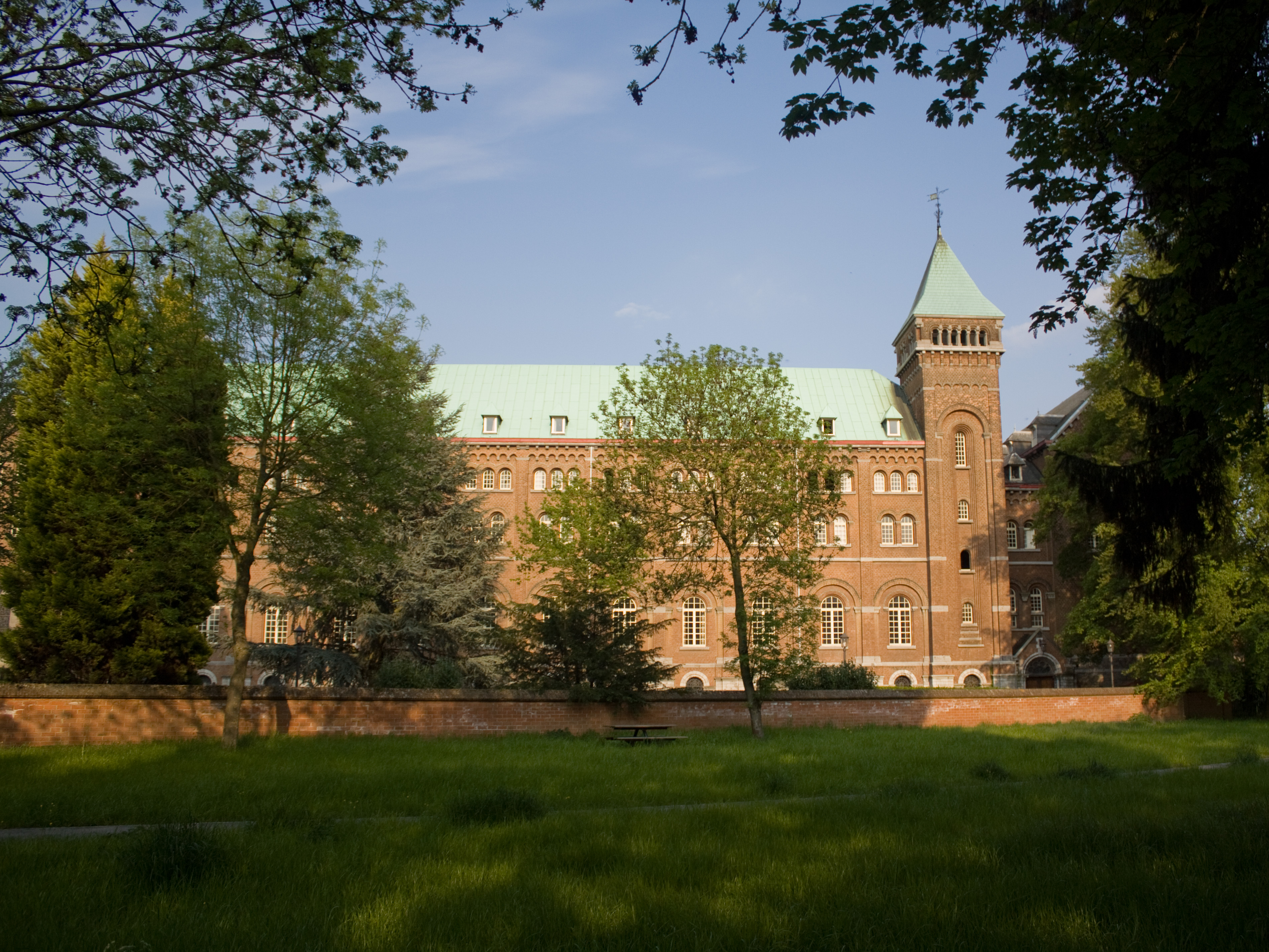
2014 : abbaye du Mont-César en activité.
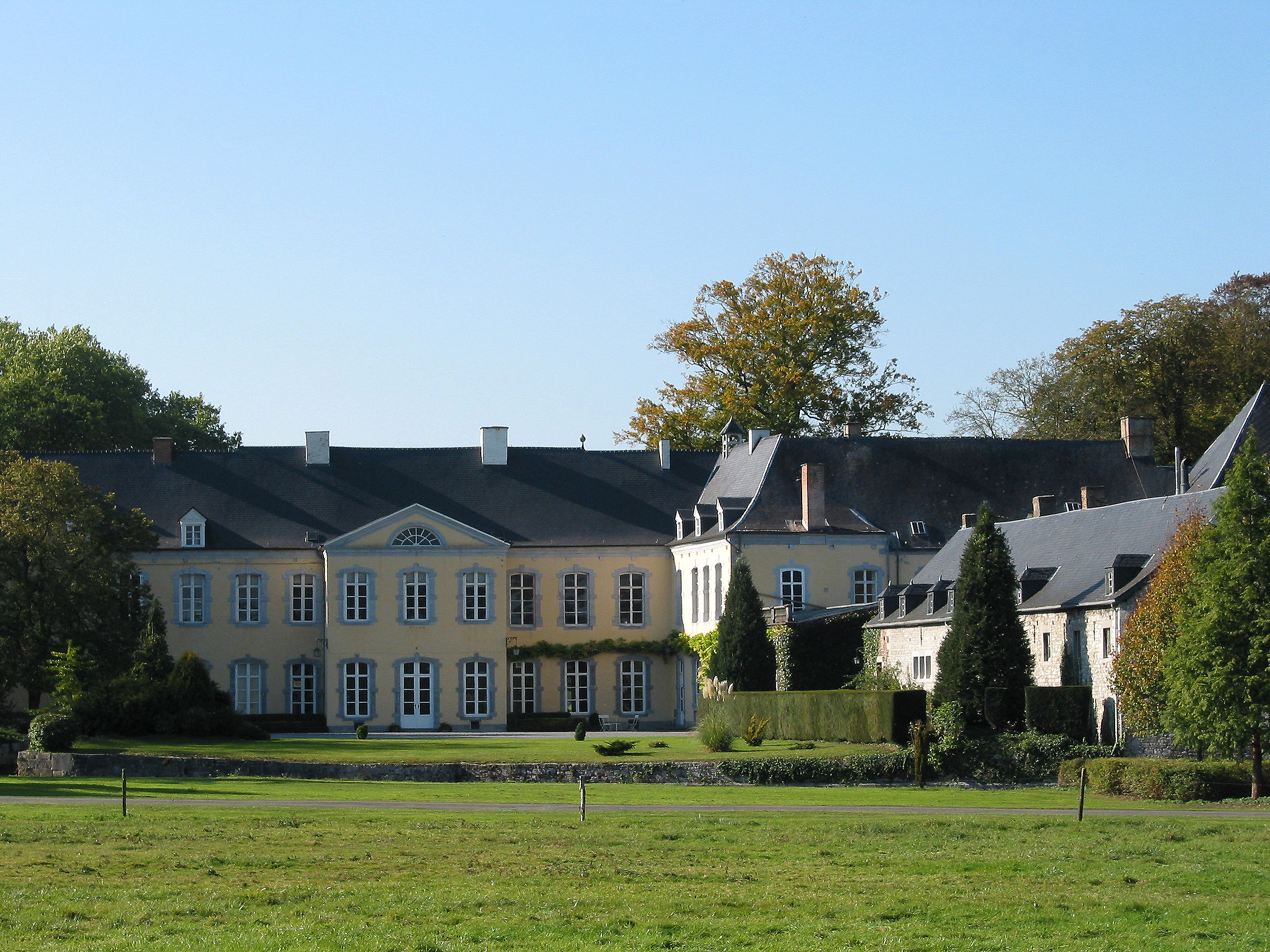
2006 : ancienne abbaye de Moulins-Warnant partiellement détruite.
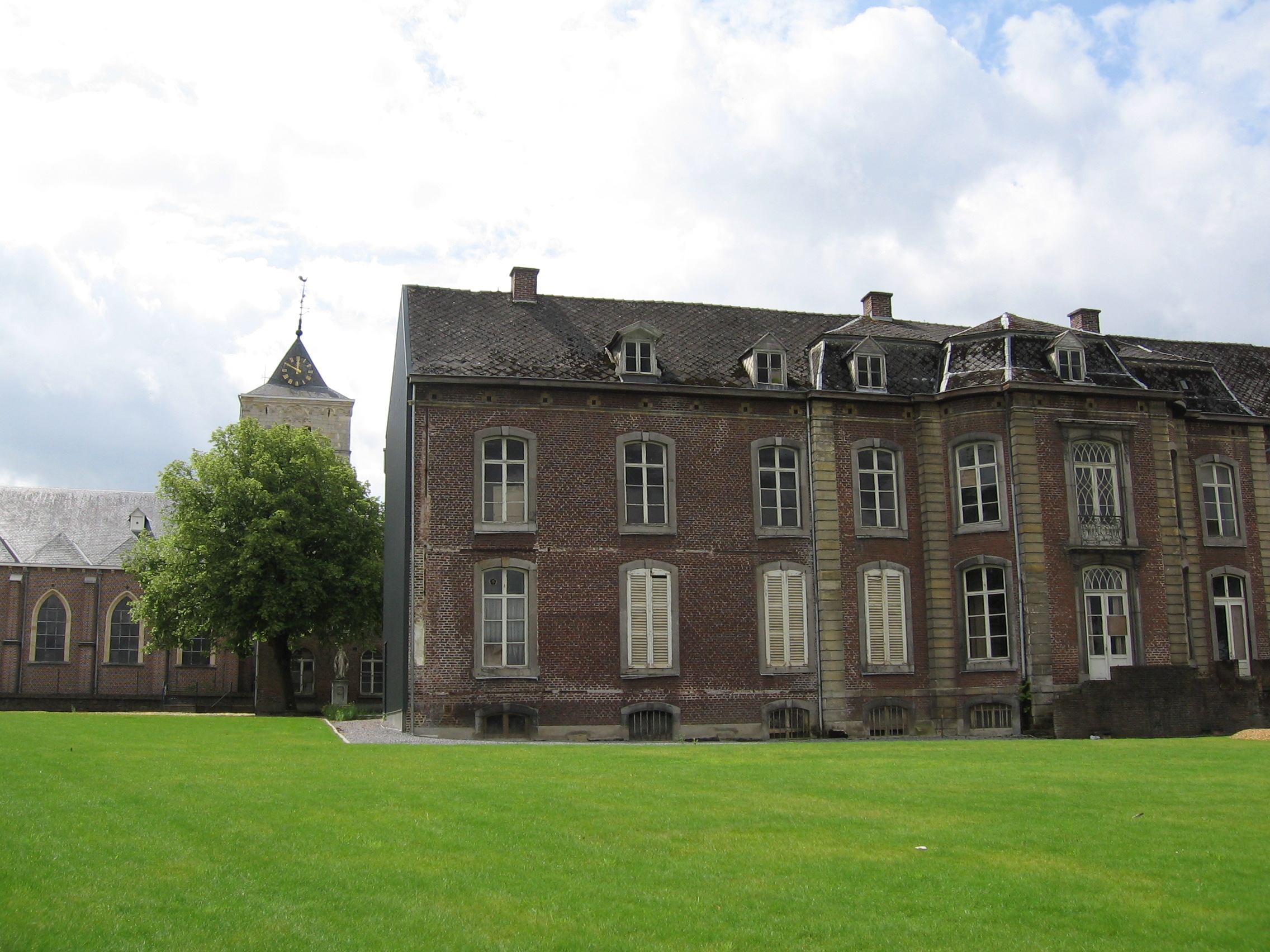
2012 : ancien palais abbatial de Munsterbilzen, abbaye désaffectée.

## N
- Abbaye de la Paix Notre-Dame de Namur (Namur, Province de Namur), monastère fondé par des Bénédictines de Douai en 1613.
- Monastère de Namur (faubourg Saint-Servais, Namur, Province de Namur), monastère fondé en 1911 par des moniales Colettines.
- Abbaye du Neufmoustier (quartier Neufmoustier, Huy, Province de Liège), monastère fondé vers 1100 par une communauté devenue augustinienne en 1133.
- Abbaye du Nouveau-Bois (Lokeren puis section Gentbrugge, Gand, Flandre-Orientale), monastère fondé en 1215 par une communauté de cisterciennes.
- Abbaye de la Nouvelle-Plante (Roesbrugge puis Ypres, Flandre-Occidentale), monastère existant sous le patronage de Notre-Dame.
- Monastère de Nieuport (Nieuport, Flandre-Occidentale), monastère fondé en 1876 par des moniales Colettines.
- Abbaye de Nieuwenbosch (Gand, Flandre-Orientale), monastère implanté à Lokeren en 1215 et devenu cistercien.
- Abbaye de Ninove (Ninove, Flandre-Orientale), monastère prémontré fondé en 1137.
- Abbaye de Nivelles (Nivelles, Brabant wallon), monastère de moniales, à l'origine, fondé par Itte Idoberge avec le concours de l'évêque saint Amand, vers 648-650.
- Abbaye de Nizelles (section Ophain-Bois-Seigneur-Isaac, Braine-l'Alleud, Brabant wallon), monastère de moines cisterciens, d'abord prieuré puis abbaye en 1441.

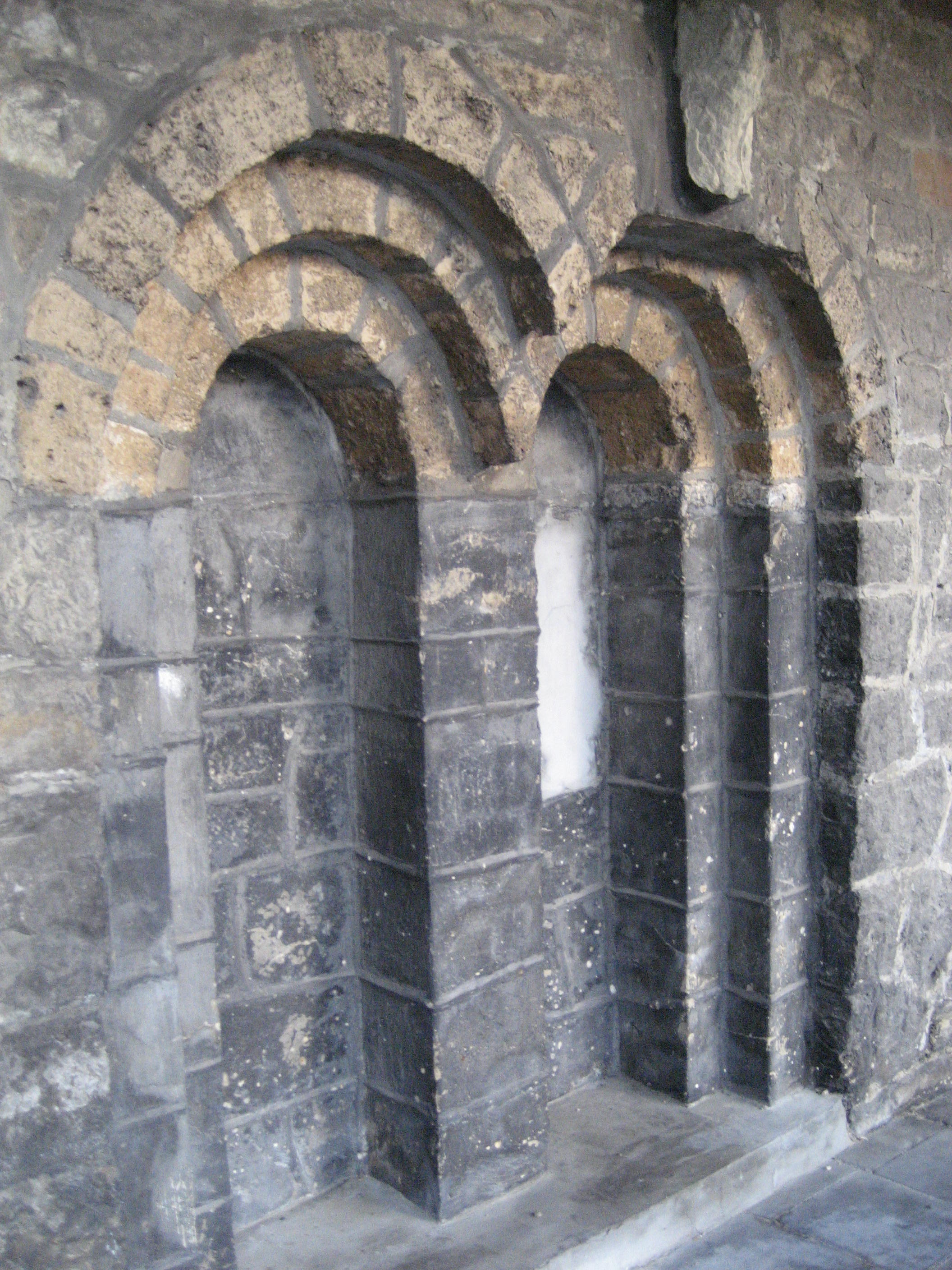
2008 : voûtes du cloître de l'ancienne abbaye du Neufmoustier partiellement détruite.
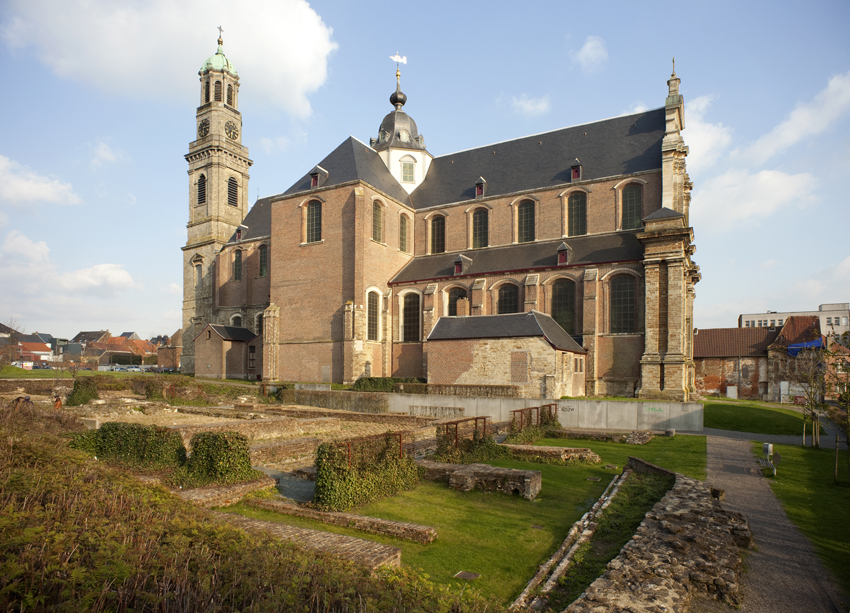
2010 : abbatiale de l'ancienne abbaye de Ninove partiellement détruite.
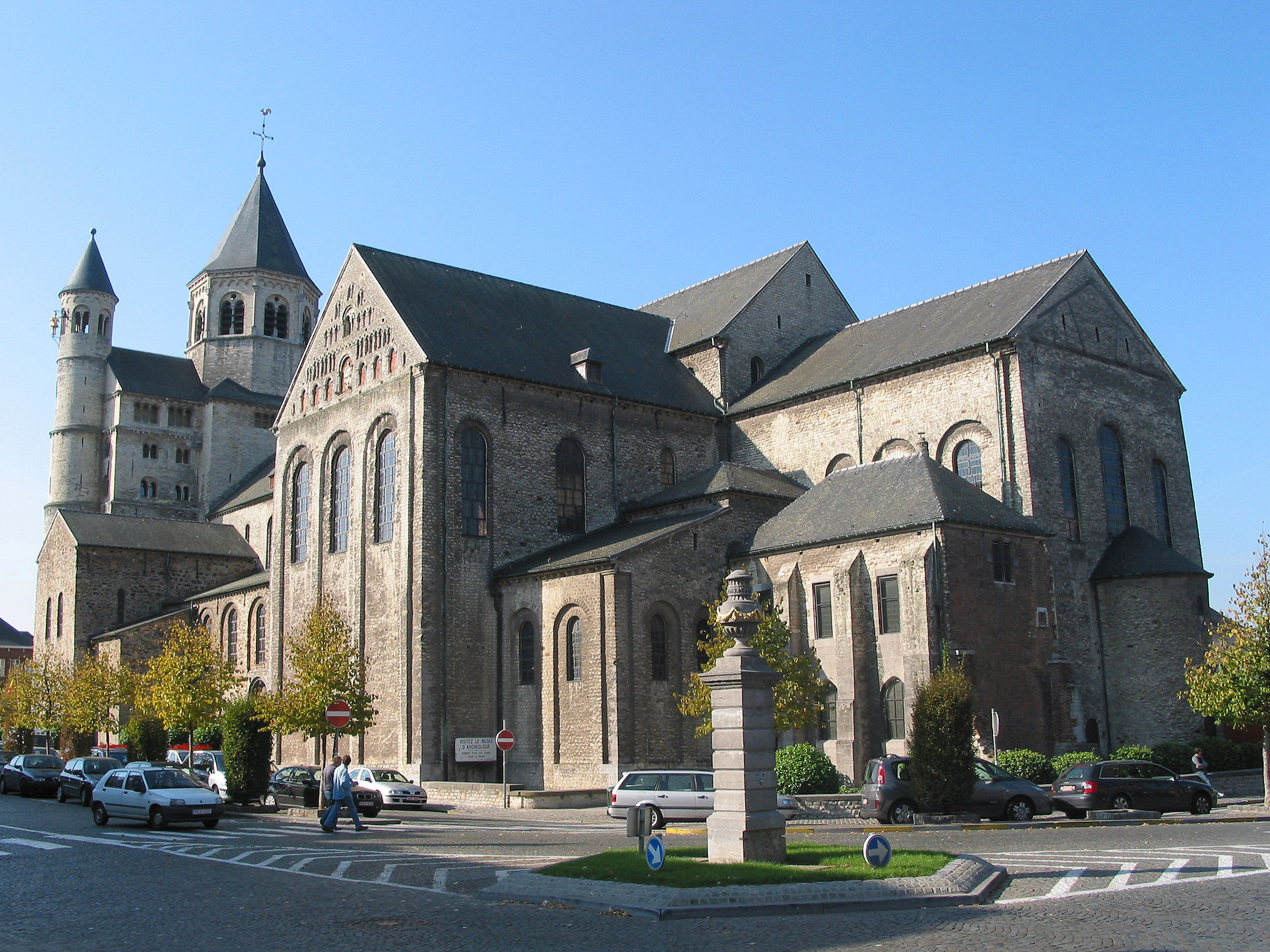
2005 : ancienne abbaye de Nivelles partiellement détruite.
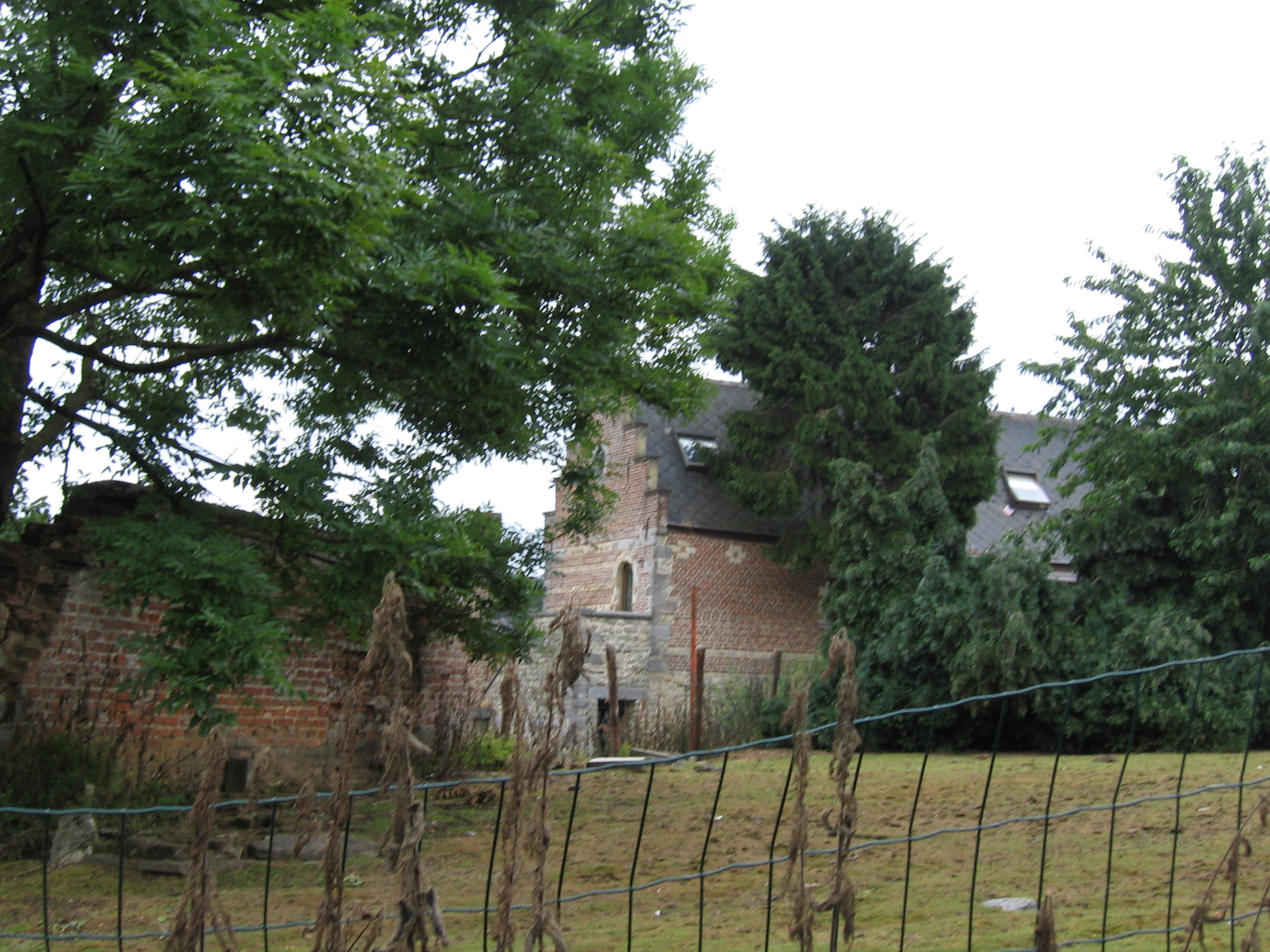
2010 : ferme de l'ancienne abbaye de Nizelles en ruines.

## O
- Prieuré d'Oignies (hameau d'Oignies, Aiseau-Presles, Province de Hainaut), monastère de quatre frères de Walcourt reconnu par les chanoines de Saint-Augustin en 1192.
- Abbaye de l'Olive (Morlanwelz, Province de Hainaut), monastère fondé en 1218.
- Abbaye d'Orp-le-Grand (section Orp-le-Grand, Orp-Jauche, Brabant wallon), monastère fondé dans les dernières années du VIIe siècle.
- Abbaye Notre-Dame d'Orval (section Villers-devant-Orval, Florenville, Province de Luxembourg), monastère de moines cisterciens-trappistes, fondé en 1070 par des bénédictins et passant à l'ordre de Citeaux en 1131.
- Monastère d'Ostende (Ostende, Flandre-Occidentale), monastère fondé en 1862 par des moniales Colettines.
- Abbaye d'Oudenburg (Oudenburg, Flandre-Occidentale), monastère de moines bénédictins fondé en 1084 par Arnoult de Soissons.

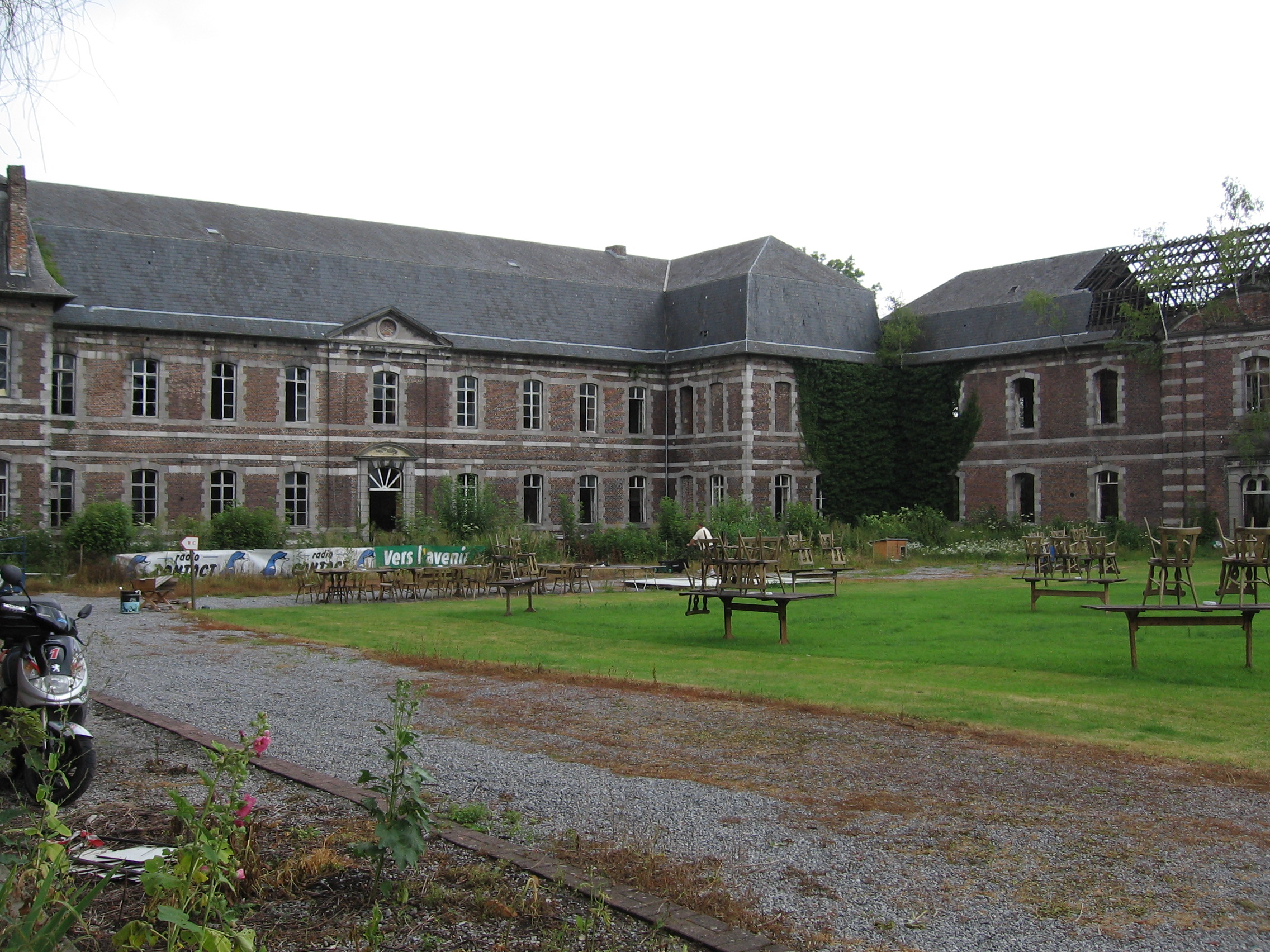
2008 : cour intérieure de l'ancien prieuré d'Oignies partiellement détruit.
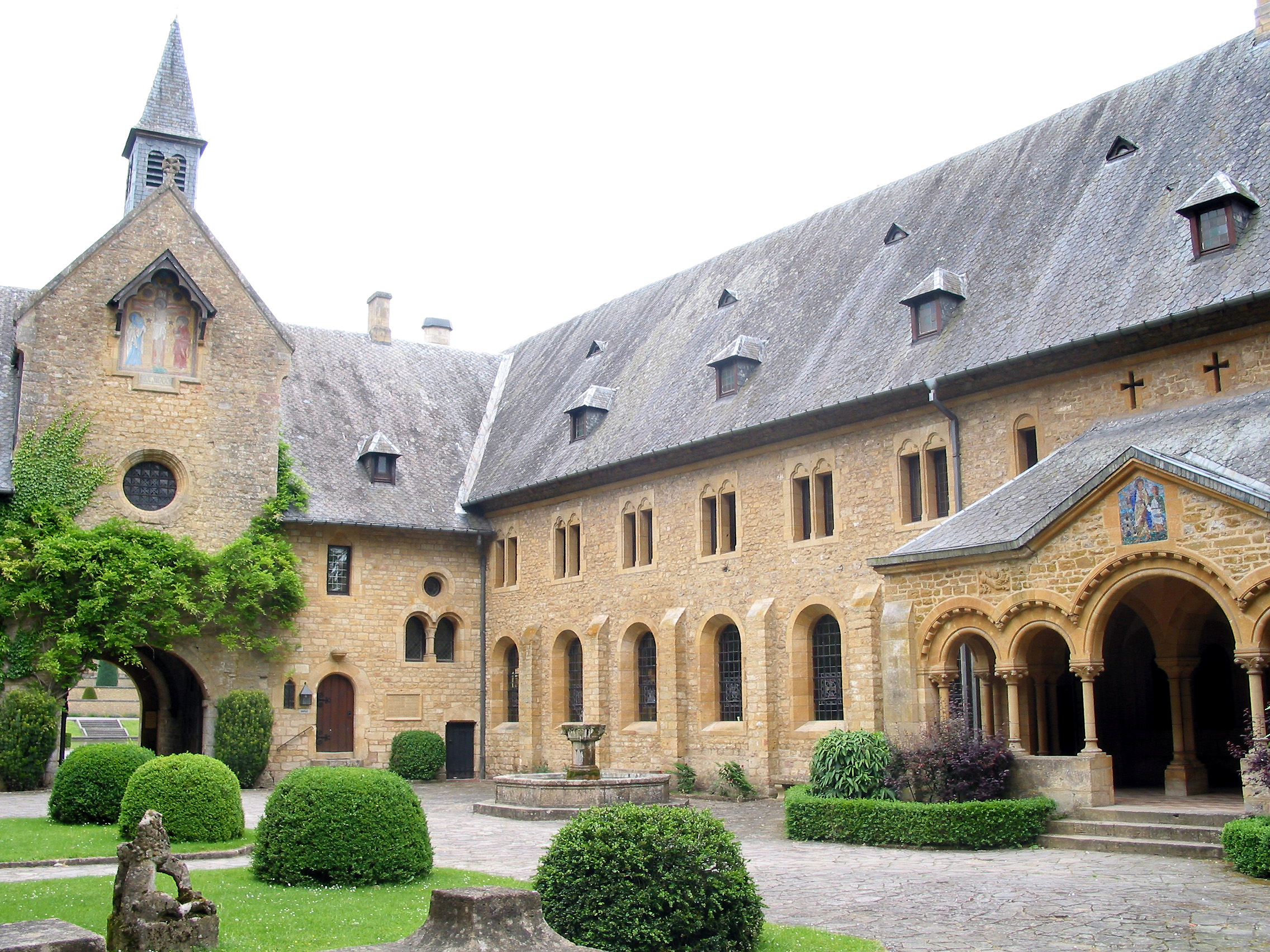
2005 : abbaye Notre-Dame d'Orval en activité.
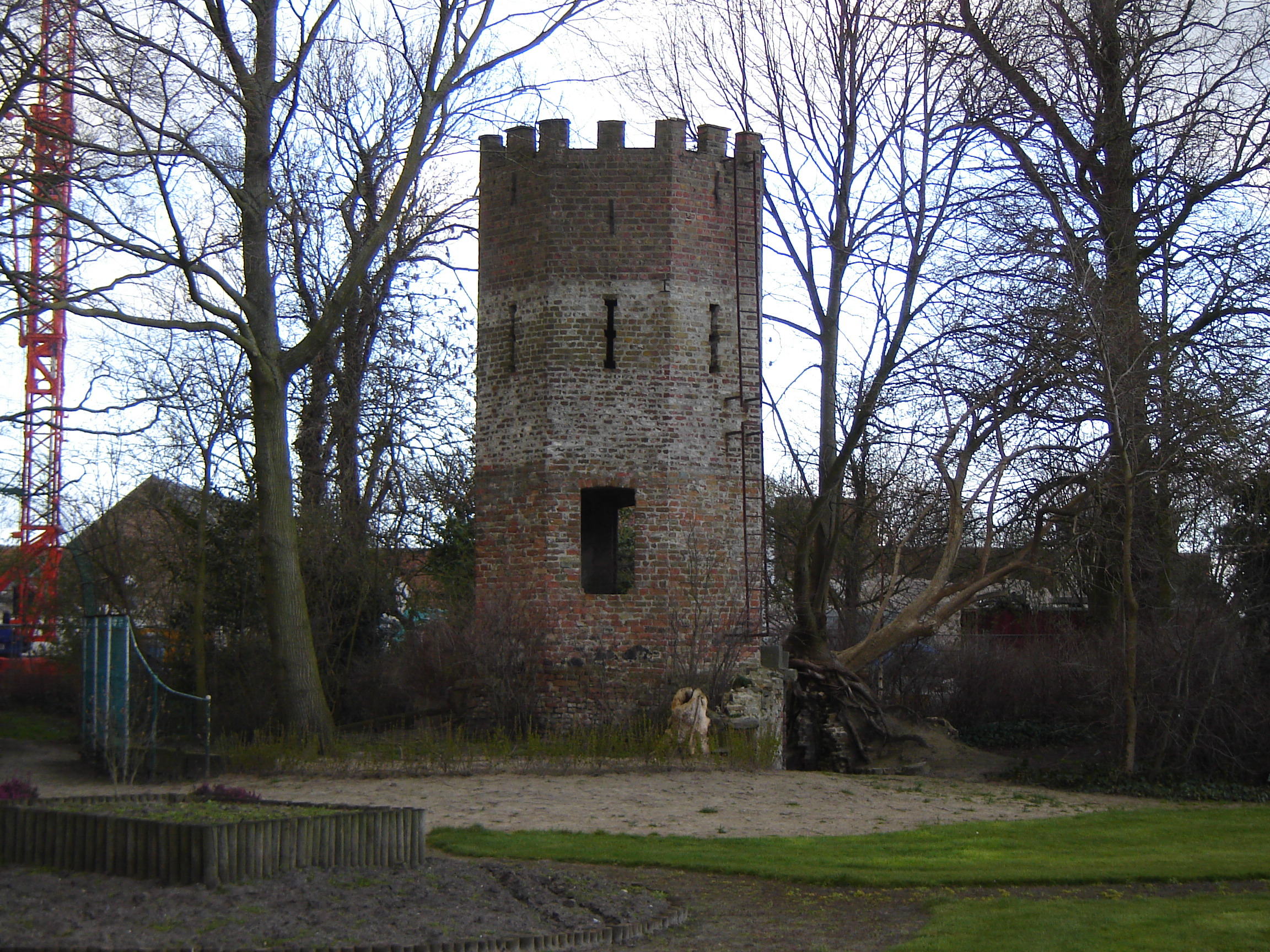
2007 : tour en ruine dans le jardin de l'ancienne abbaye d'Oudenburg.

## P
- Abbaye de la Paix-Dieu (section Jehay, Amay, Province de Liège), monastère de moniales cisterciennes fondé vers 1242.
- Abbaye de Parc (Heverlee, Brabant flamand), monastère de chanoines prémontrés fondé en 1129.
- Abbaye de Parc-les-Dames (section Wezemaal, Rotselaar, Brabant flamand), monastère de moniales augustiniennes puis cisterciennes fondé au XIIe ou XIIIe siècle.
- Abbaye Notre-Dame de Piété (Poperinge, Flandre-Occidentale), monastère de moniales bénédictines fondé en 1635.
- Abbaye de Postel (hameau Postel, Mol, Province d'Anvers), monastère fondé par les moines de l'abbaye de Floreffe en 1138.

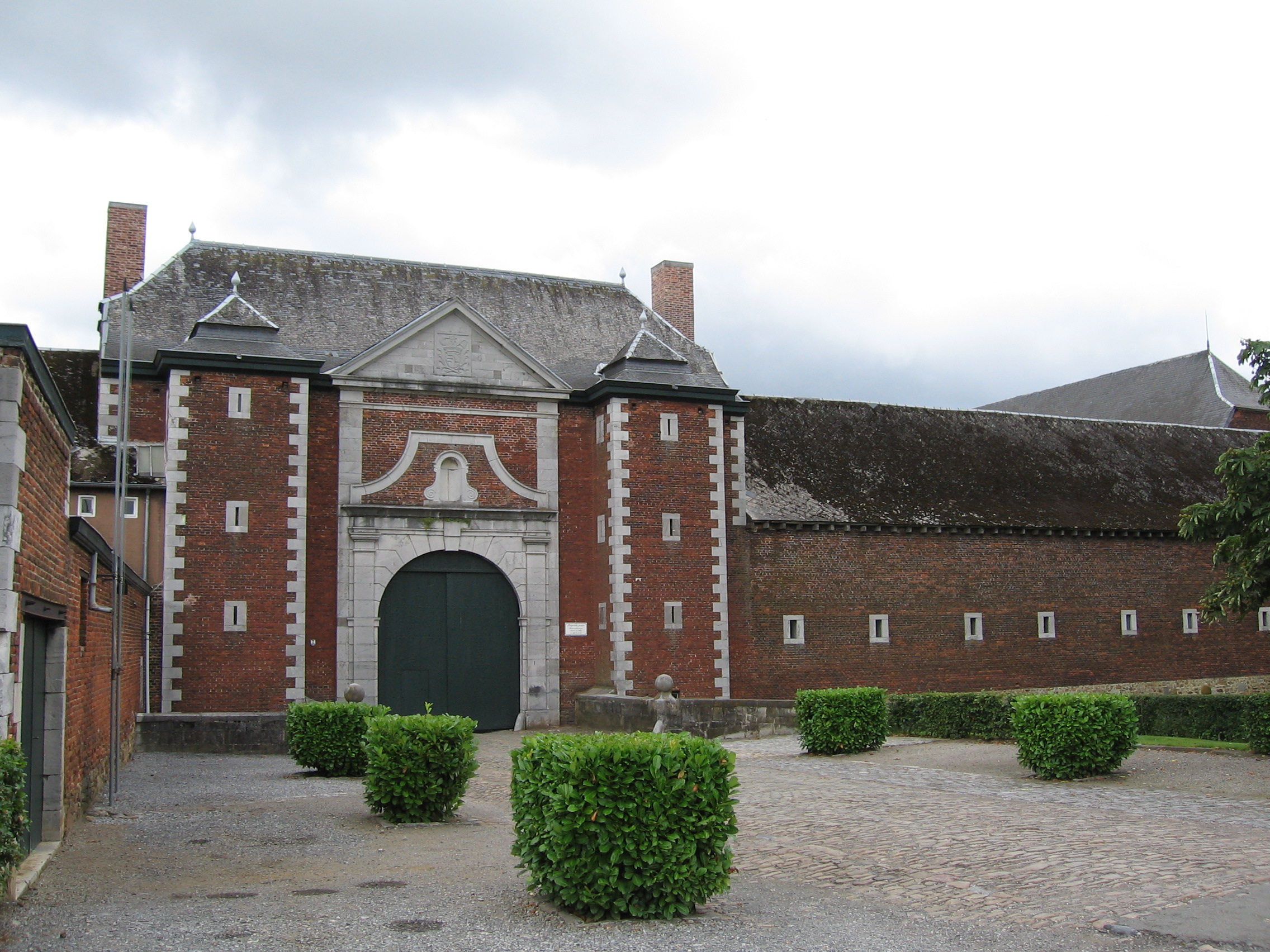
2008 : portail de l'ancienne abbaye de la Paix-Dieu désaffectée.
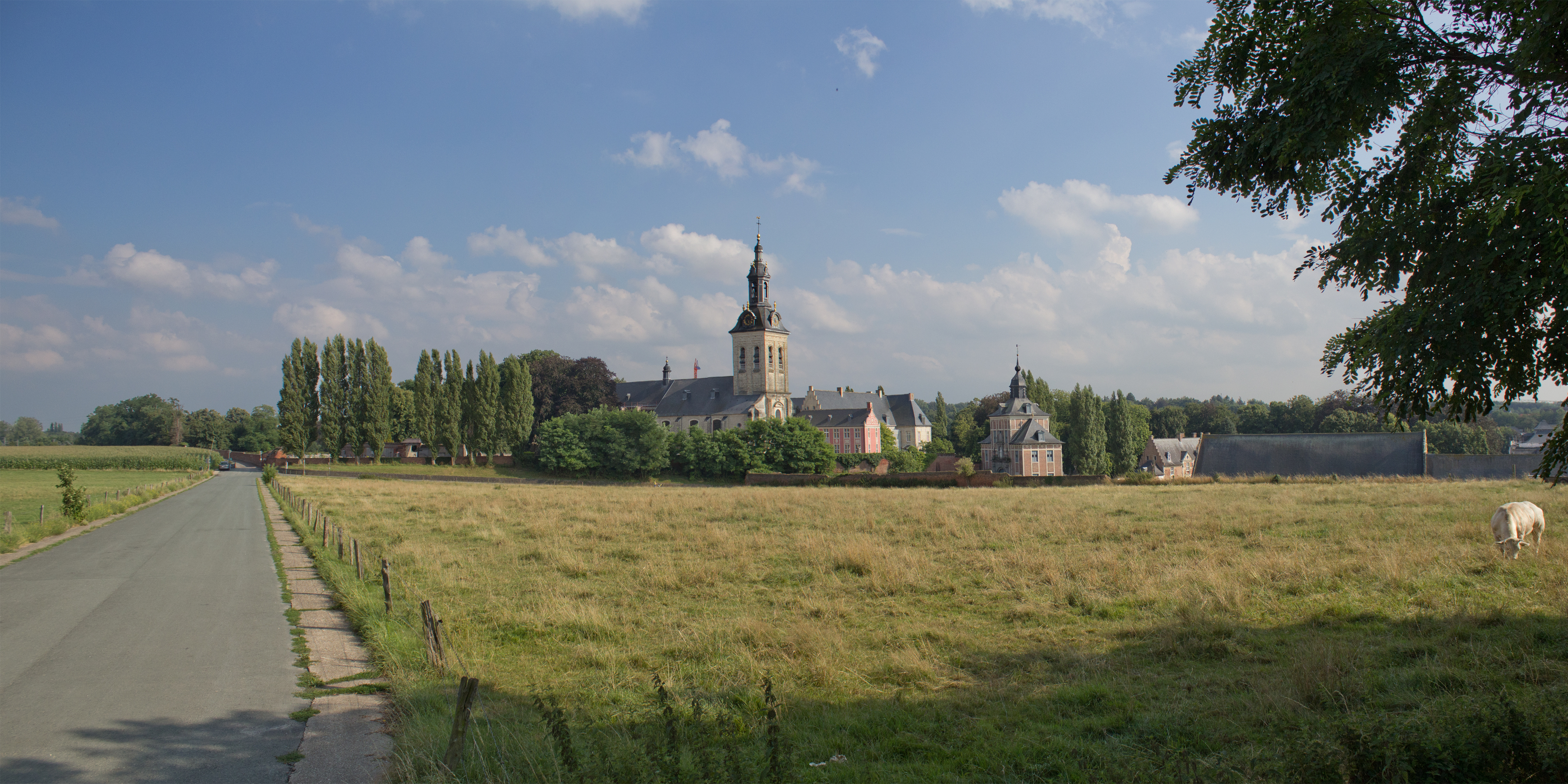
2013 : abbaye de Parc en activité.
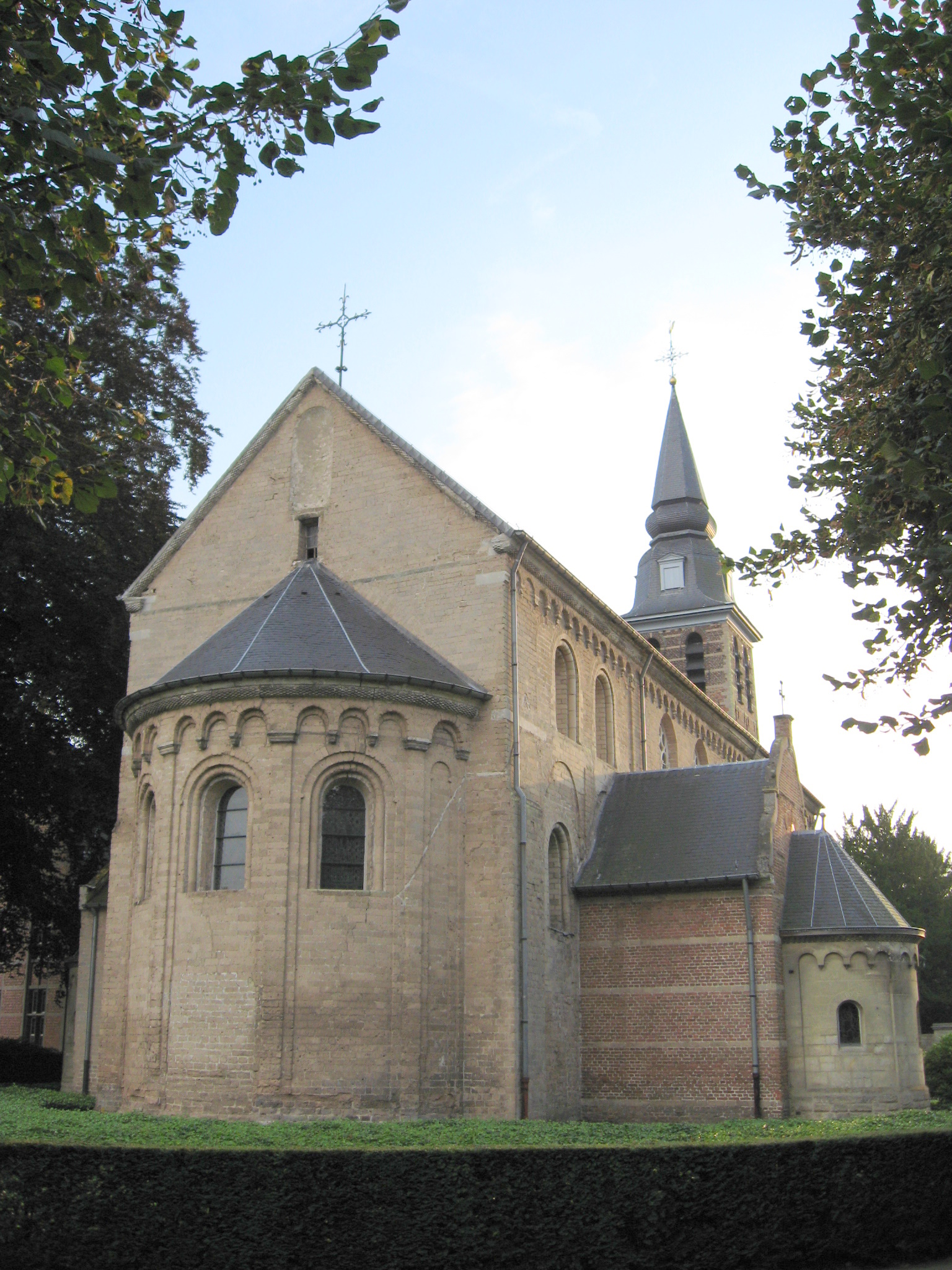
2008 : abbatiale Saint-Nicolas de l'abbaye de Postel en activité.

## Q
- Monastère de Quiévrain (Quiévrain, Province de Hainaut), monastère fondé en 1901 par des moniales Colettines.

## R
- Abbaye de la Ramée (section Jauchelette, Jodoigne, Brabant wallon), monastère de moniales cisterciennes fondé vers 1215.
- Monastère de Renaix (Renaix, Flandre-Orientale), monastère fondé en 1903 par des moniales Colettines.
- Prieuré-ferme de Renissart (section Arquennes, Seneffe, Province de Hainaut), ancien monastère remarquable par son corps de logis des XVIIe siècle et XVIIIe siècle.
- Prieuré de Rivière (section Rivière, Profondeville, Province de Namur), monastère d'origine remplacé, en 1762, par une grosse maison en pierre du pays.
- Monastère de Rixensart (Rixensart, Brabant wallon), monastère bénédictin ?...
- Abbaye de Robermont (Liège, Province de Liège)
- Abbaye Notre-Dame de Saint-Rémy de Rochefort (Rochefort, Province de Namur), monastère de moines trappistes fondé en 1230.
- Abbaye de Roosenberg (Waasmunster, Flandre-Orientale)
- Abbaye Saint-Feuillien du Rœulx (Le Rœulx, Province de Hainaut), monastère prémontré fondé en 1125.
- Monastère de Roulers (Roulers, Flandre-Occidentale), monastère fondé en 1867 par des moniales Colettines.
- Prieuré du Rouge-Cloître (Auderghem, Bruxelles-Capitale), monastère augustin dont le nom canonique était abbaye Saint-Paul en Soignes.

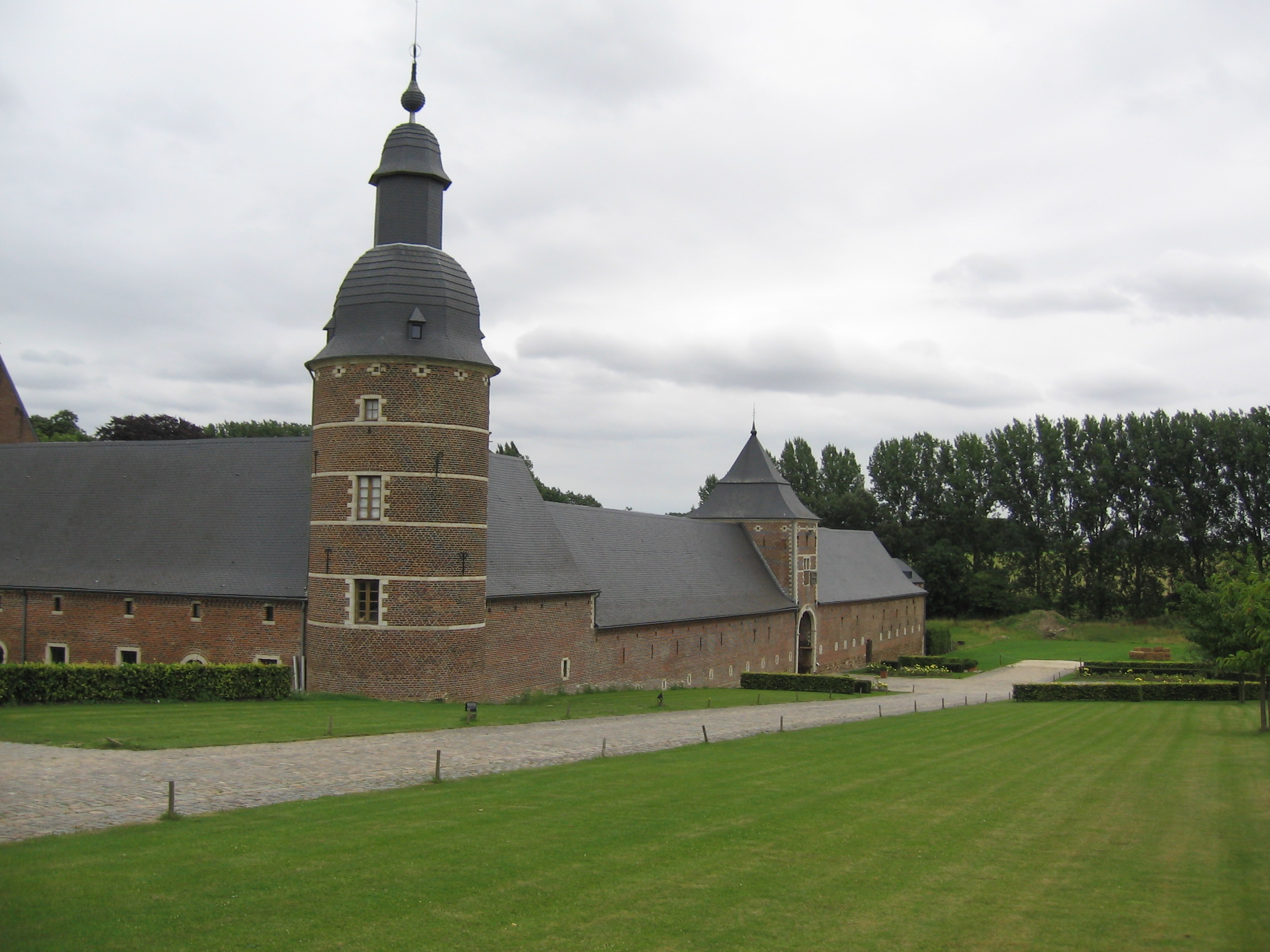
2008 : colombier et ferme de l'ancienne abbaye de La Ramée partiellement détruite.
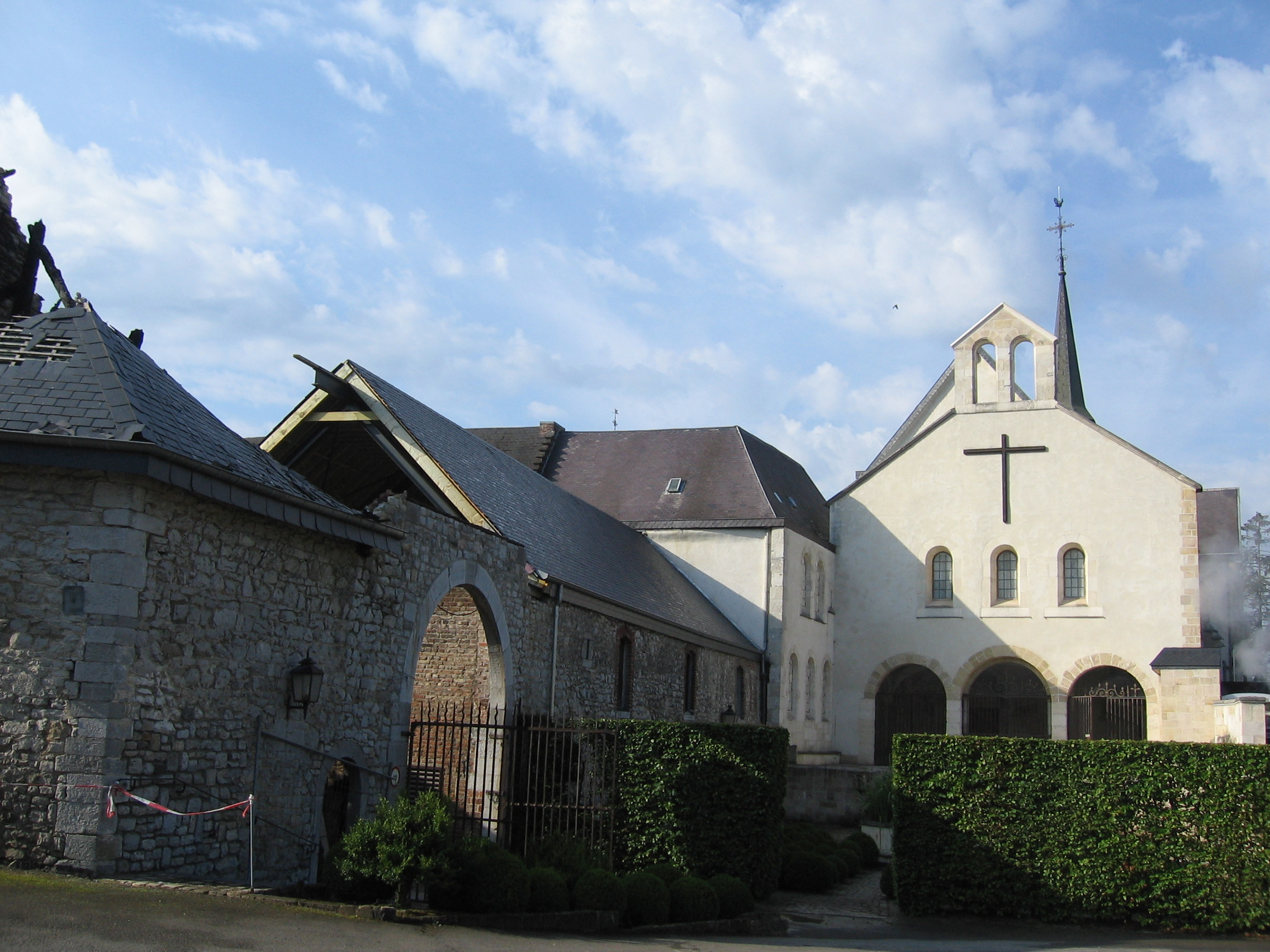
2011 : entrée de l'abbatiale de l'abbaye de Rochefort en activité.
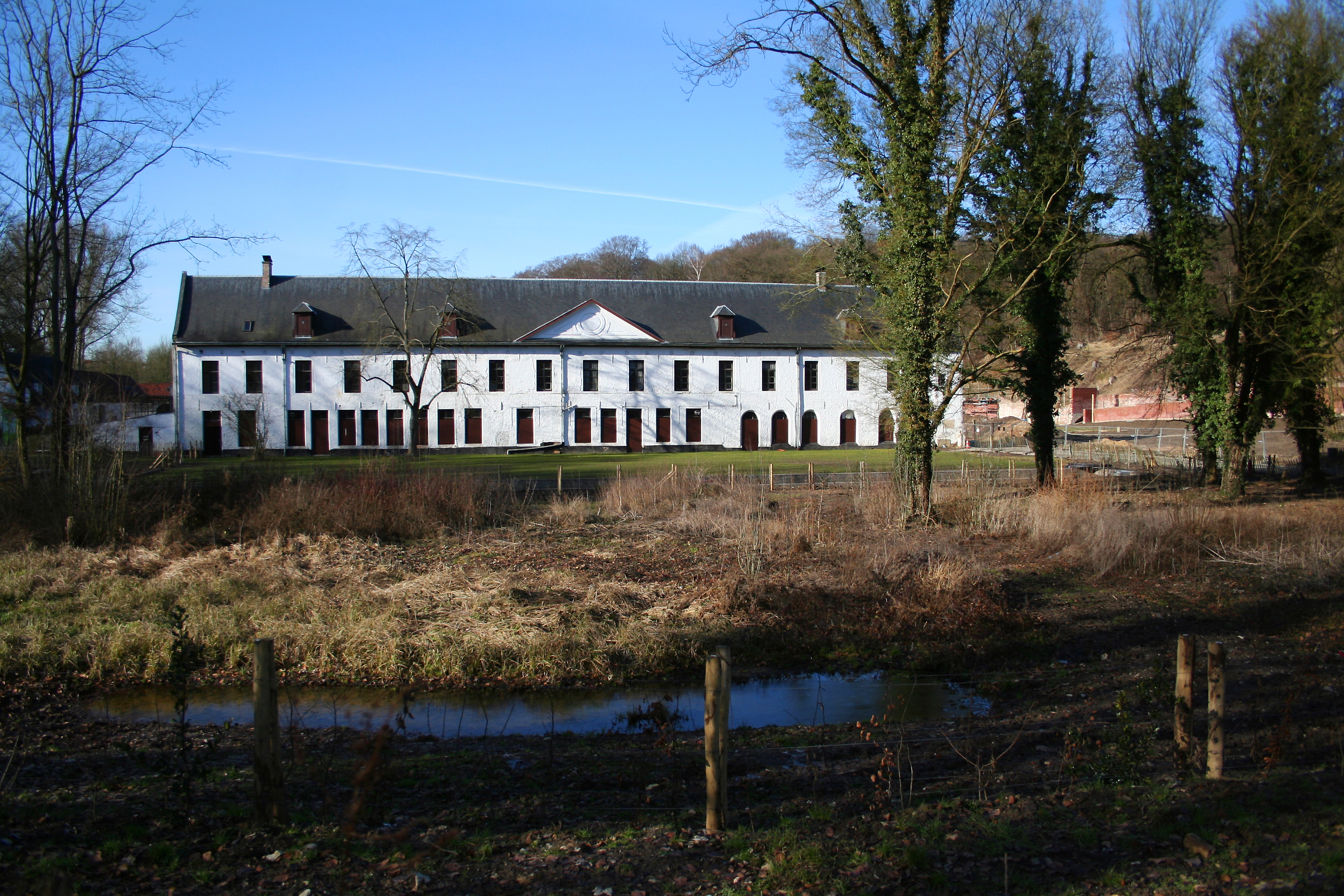
2009 : vue d'ensemble de l'abbaye du Rouge-Cloître, prieuré désaffecté.

## S
- Abbaye du Sacré-Cœur (quartier Steenbrugge, Bruges, Flandre-Occidentale), monastère fondé en 1878.
- Prieuré Saint-Michel de Sart-les-Moines (section Gosselies, Charleroi, Province de Hainaut), monastère fondé vers 1110 par trois moines bénédictins de l'abbaye de Liessies.
- Abbaye de Saint-Bernard-sur-l'Escaut ou de Lieu-Saint-Bernard (Hemiksem, Province d'Anvers), monastère de moines cisterciens fondé en 1243.
- Abbaye de Saint-Denis-en-Broqueroie (section Saint-Denis, Mons, Province de Hainaut), monastère de moines bénédictins fondé avant 886.
- Abbaye de Saint-Ghislain (Saint-Ghislain, Province de Hainaut), monastère fondé vers 650 par l'ermite saint Ghislain.
- Abbaye de Saint-Hubert (Saint-Hubert, Province de Luxembourg), monastère de clercs réguliers, bénédictins, fondé en 687 par Pépin de Herstal.
- Abbaye Saint-Nicolas-des-Près (Tournai, Province de Hainaut), monastère fondé en 1123.
- Monastère de Saint-Nicolas-Waes (Saint-Nicolas, Flandre-Orientale), monastère fondé en 1838 par des moniales Colettines.
- Chartreuse Sainte-Anne-au-Désert (section Sint-Andries, Bruges, Flandre-Occidentale), couvent de moniales fondé en 1348 devenu monastère de chartreuses en 1362
- Chartreuse Notre-Dame de Grâce de Scheut (quartier Scheut, Anderlecht, région de Bruxelles-Capitale), monastère fondé en 1455 par des moines chartreux.
- Prieuré Saint-Séverin (section Saint-Séverin-en-Condroz, Nandrin, Province de Liège)
- Abbaye de Saint-Trond (Saint-Trond, Province de Limbourg), monastère mérovingien fondé vers 657 par saint Trond.
- Monastère de Saint-Trond (Saint-Trond, Province de Limbourg), monastère fondé en 1851 par des moniales Colettines.
- Abbaye de Salzinnes (ou abbaye du Val-Saint-Georges) (village Salzinnes, Namur, Province de Namur), monastère de moniales cisterciennes fondé début XIIIe siècle.
- Abbaye du Saulchoir (section Kain, Tournai, Province de Hainaut), monastère de moniales cisterciennes fondé en 1233 sous le nom de Notre-Dame du Sart.
- Abbaye Notre-Dame de Scourmont (Forges, Province de Hainaut), monastère construit par des moines trappistes en 1850.
- Prieuré de Sept Fontaines (sur la frontière entre Brabant flamand et Brabant wallon), communauté de moines augustins de 1389, monastère fondé en 1418.
- Abbaye de Sinnich (section Teuven, Fourons, Province de Limbourg)
- Abbaye Saint-Pierre de Steenbrugge (quartier Steenbrugge, Bruges, Flandre-Occidentale)
- Abbaye de Soignies (Soignies, Province de Hainaut), monastère fondé vers 640.
- Abbaye Notre-Dame de Soleilmont (Fleurus, Province de Hainaut), monastère de moniales fondé en 1188, cistercien-trappiste à partir de 1237.
- Abbaye de Solières (section Ben-Ahin, Huy, Province de Liège), monastère de moniales augustiniennes du XIIe siècle se rattachant à l'ordre cistercien peu après 1229.
- Abbaye de Stavelot (Stavelot, Province de Liège), monastère de moines bénédictins fondé en 651 par saint Remacle.

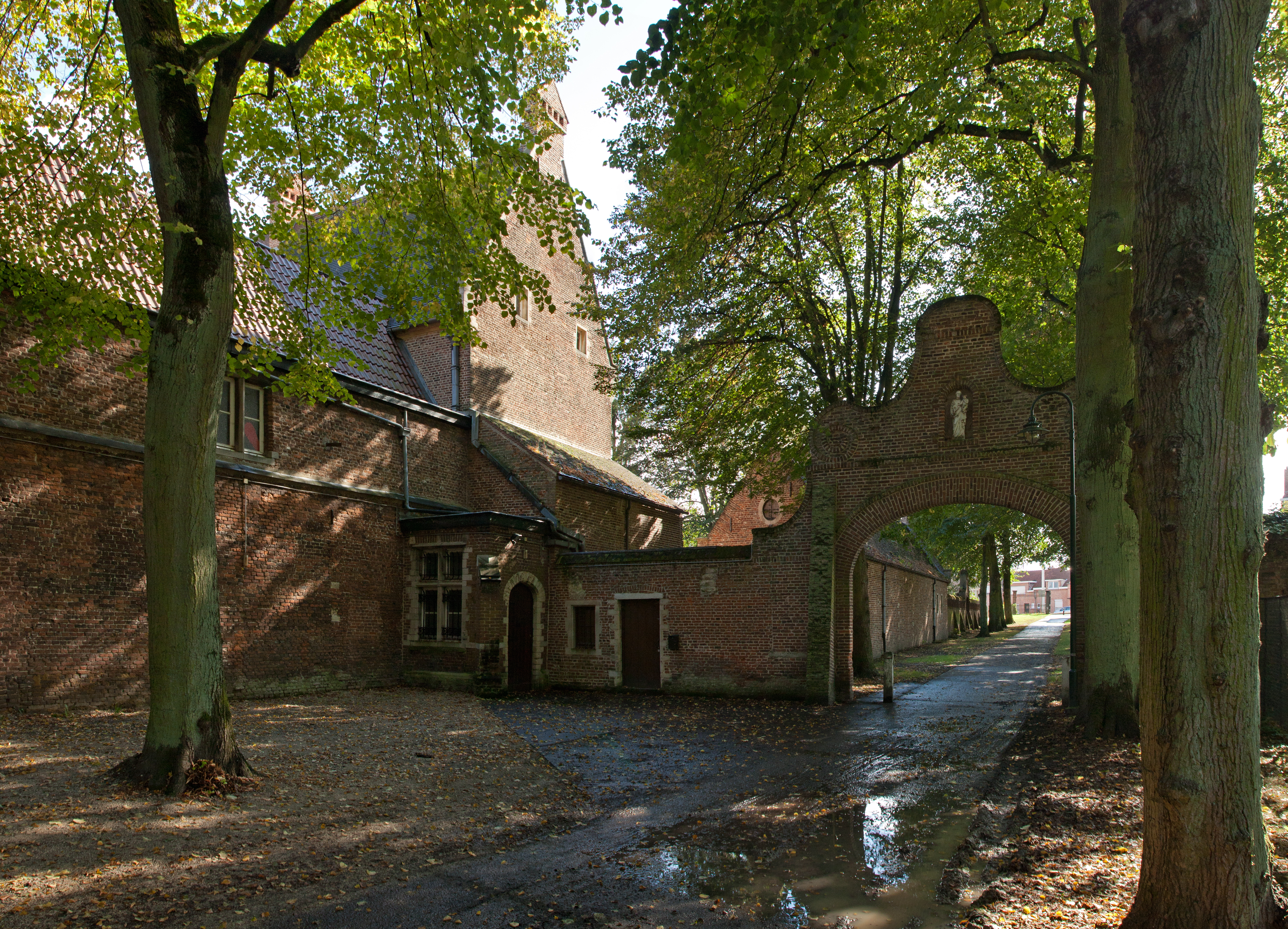
2012 : ancienne chartreuse Sainte-Marie-Madeleine-sous-la-Croix partiellement détruite.
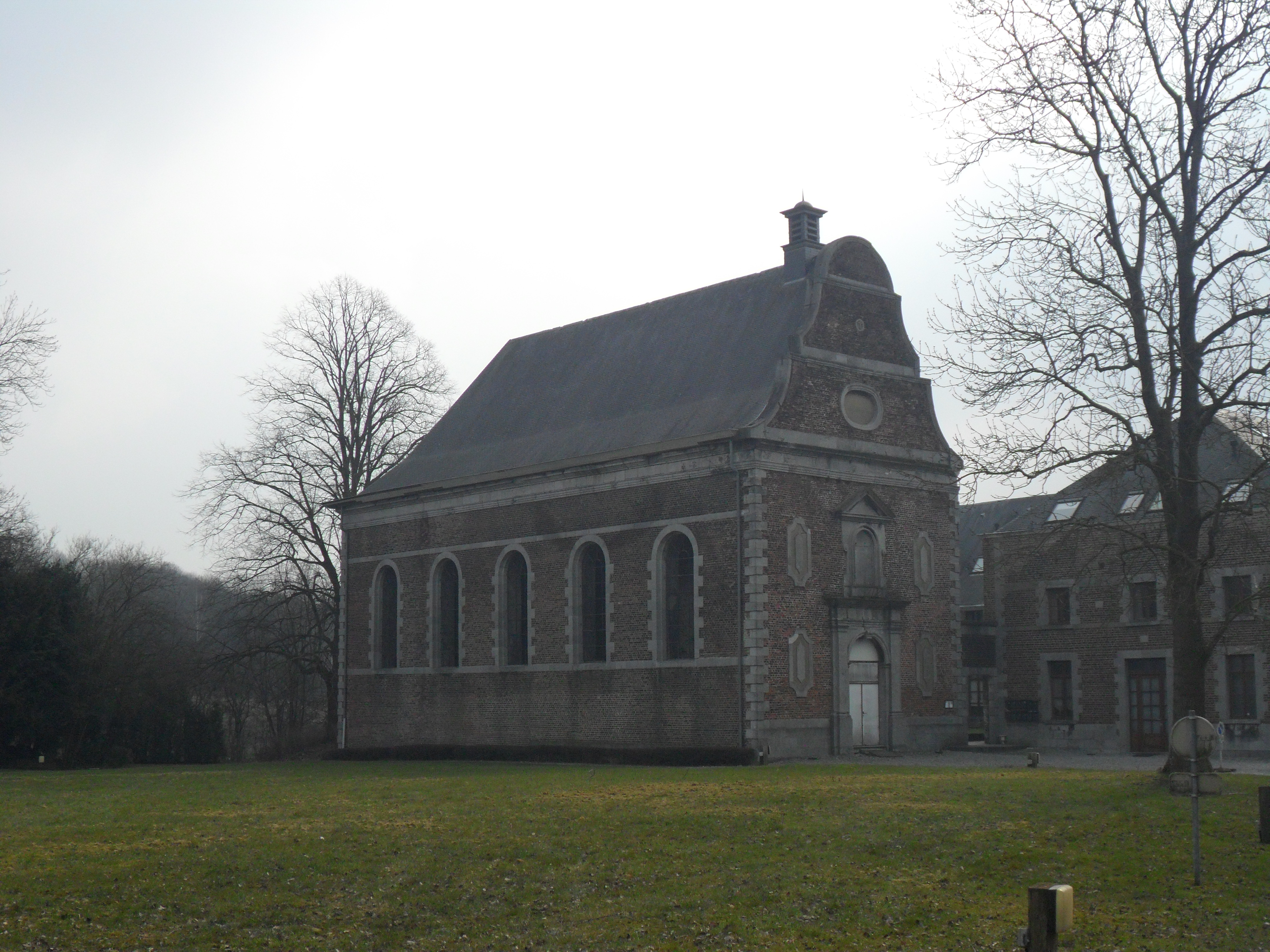
2013 : ancien prieuré Saint-Michel de Sart-les-Moines désaffecté.
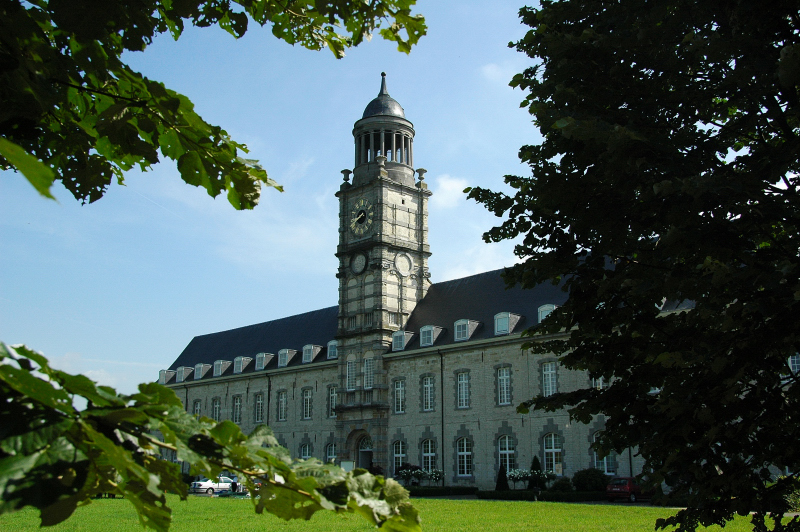
2006 : ancienne abbaye de Saint-Bernard-sur-l'Escaut désaffectée.
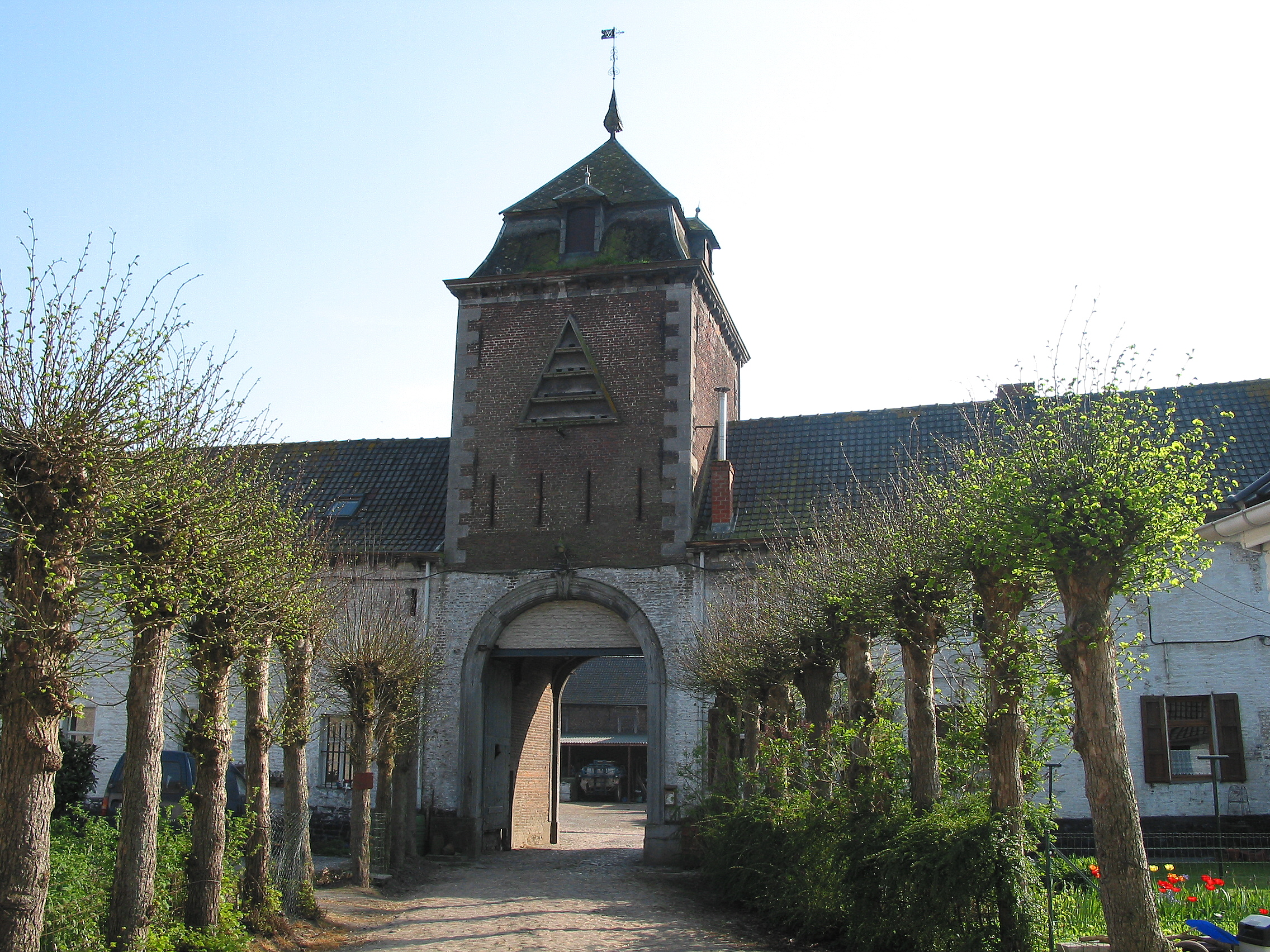
2007 : ferme de l'ancienne abbaye de Saint-Denis-en-Broqueroie partiellement détruite.
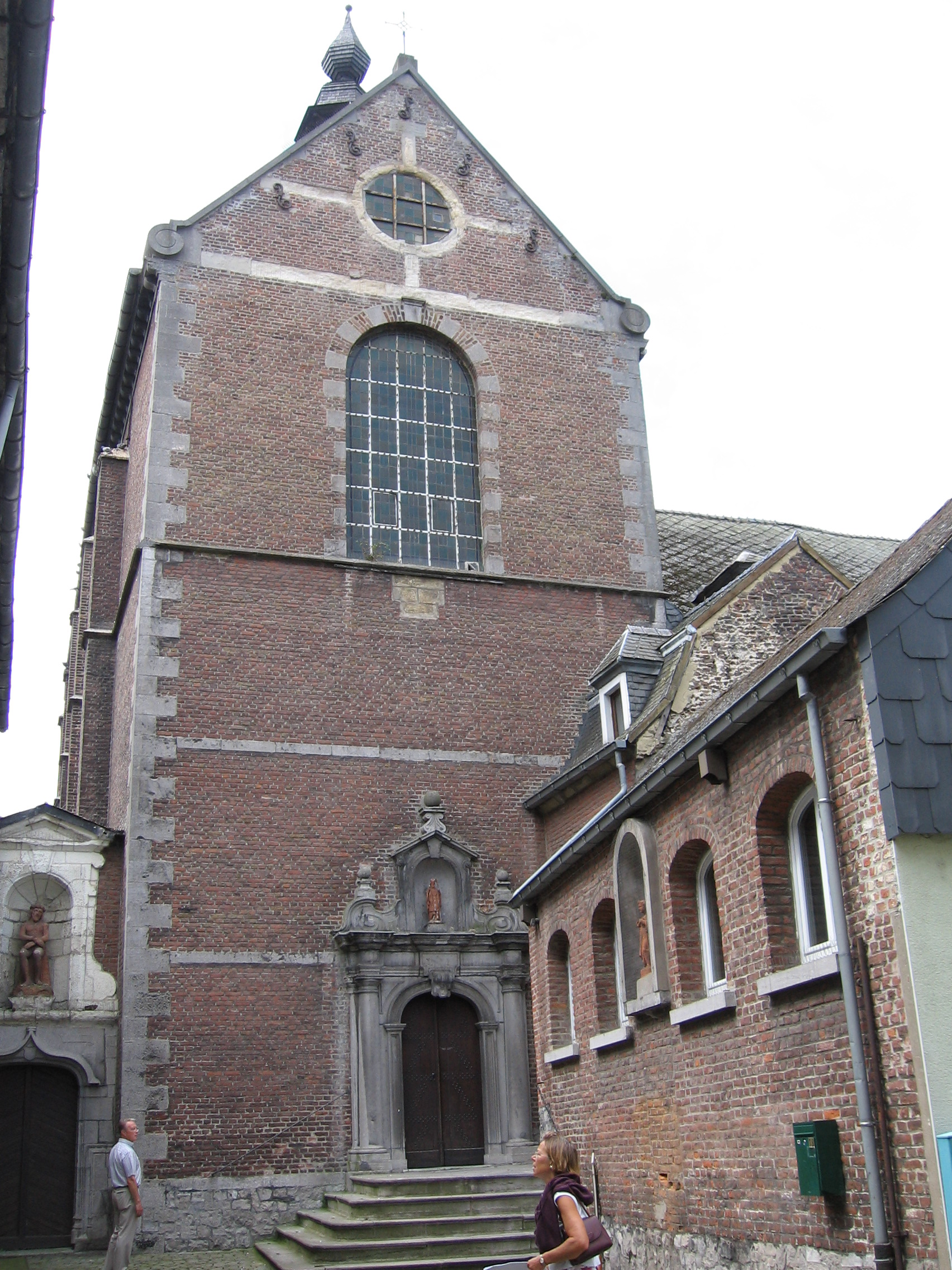
2009 : chapelle de l'hôpital, liée à l'abbaye de Saint-Ghislain partiellement détruite.
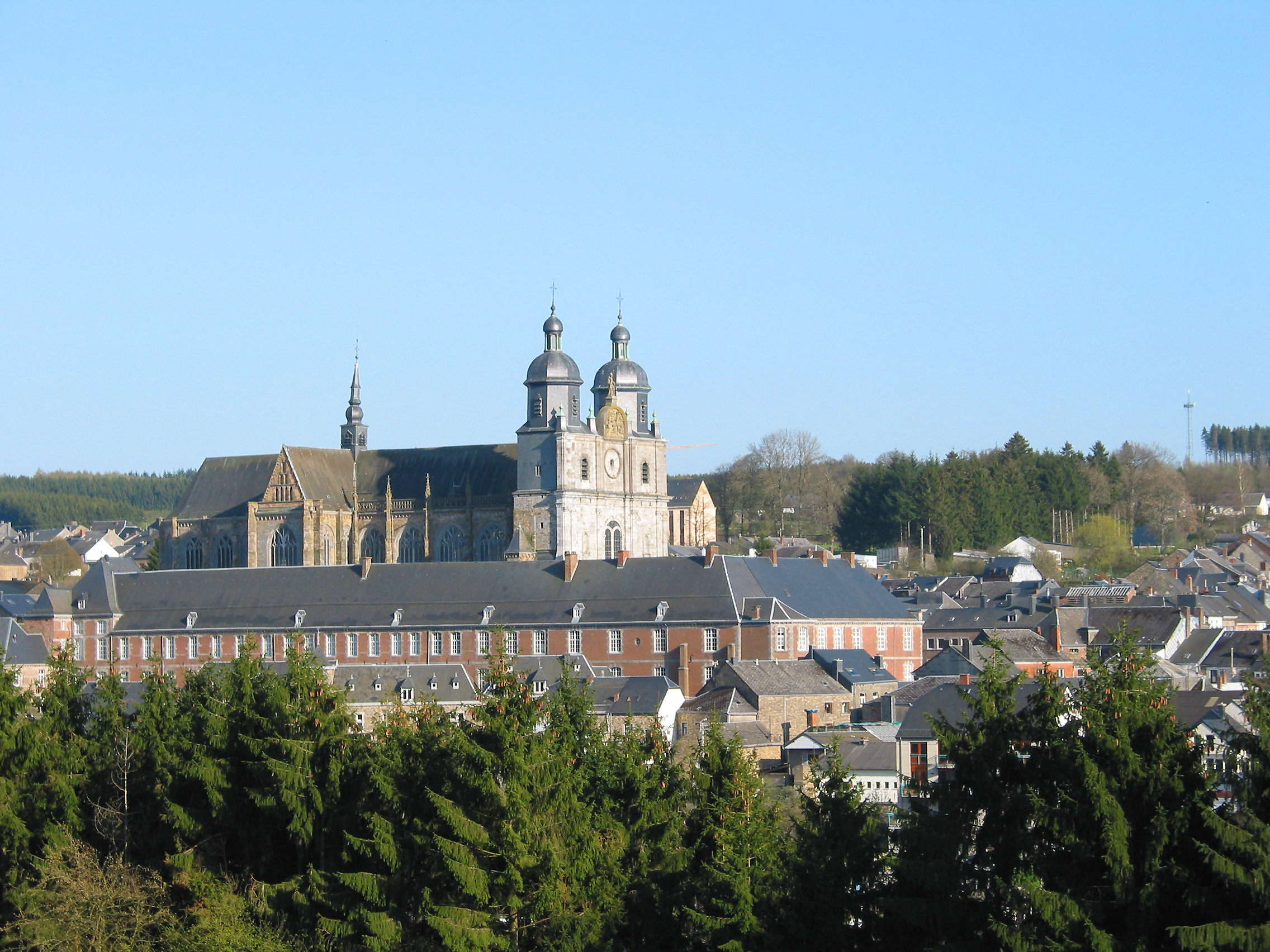
2005 : ancienne abbaye de Saint-Hubert partiellement détruite.
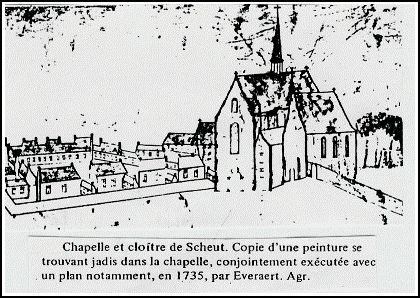
1735 : chapelle et cloître de l'ancienne chartreuse de Scheut disparue.
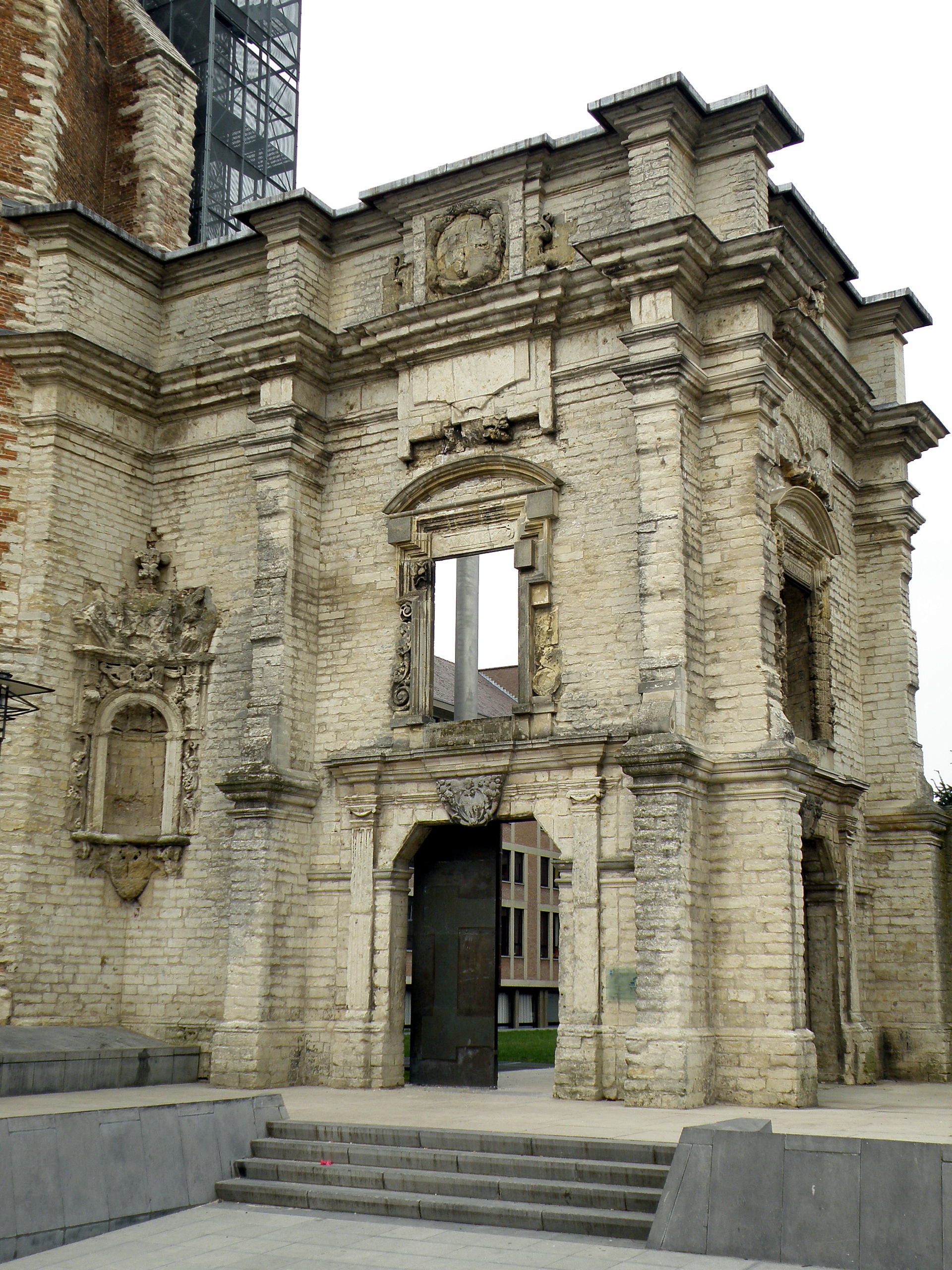
2013 : ce qui reste du portail de l'ancienne abbaye de Saint-Trond désaffectée.
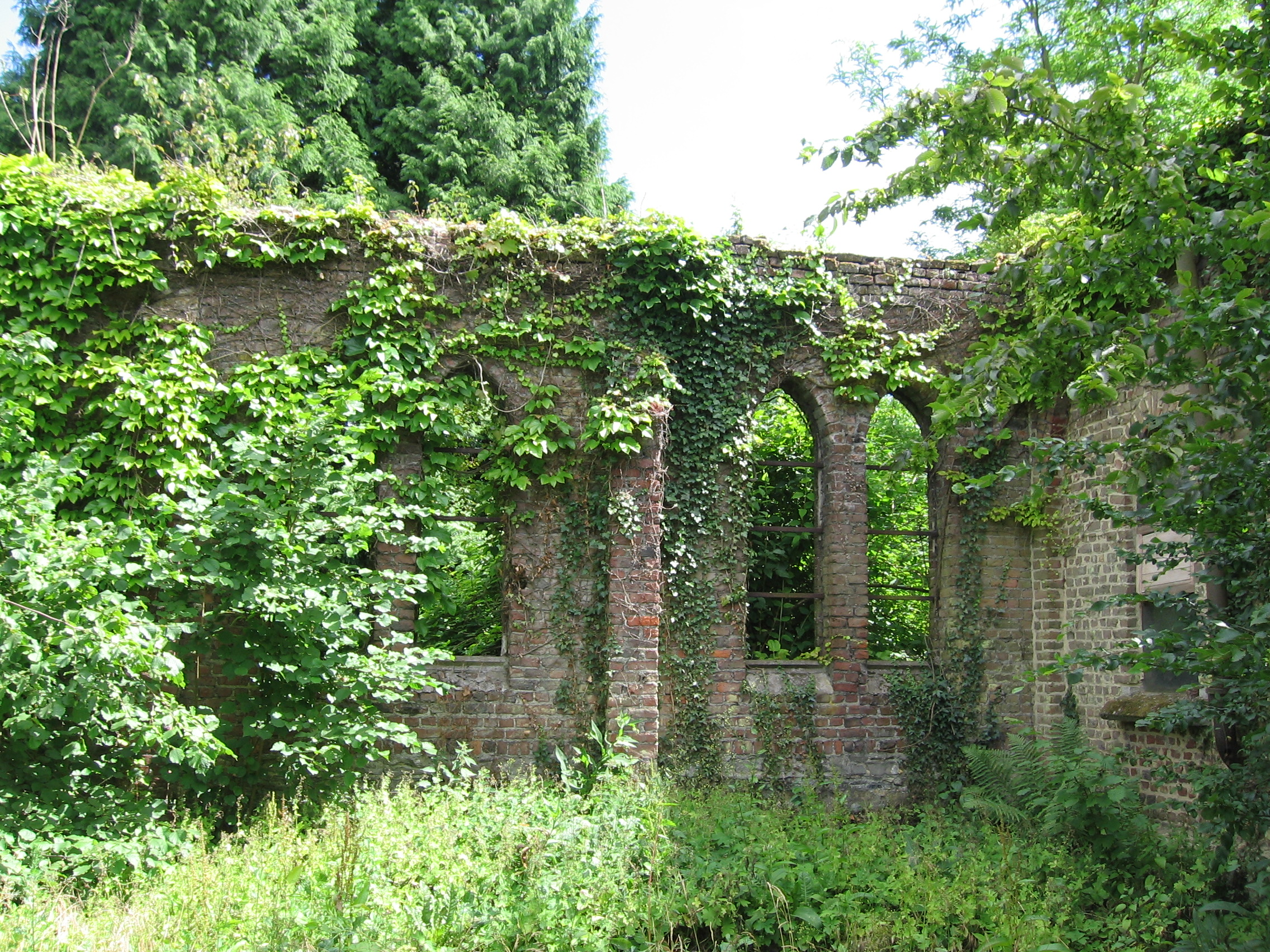
2010 : ruines de l'ancienne abbaye du Saulchoir.
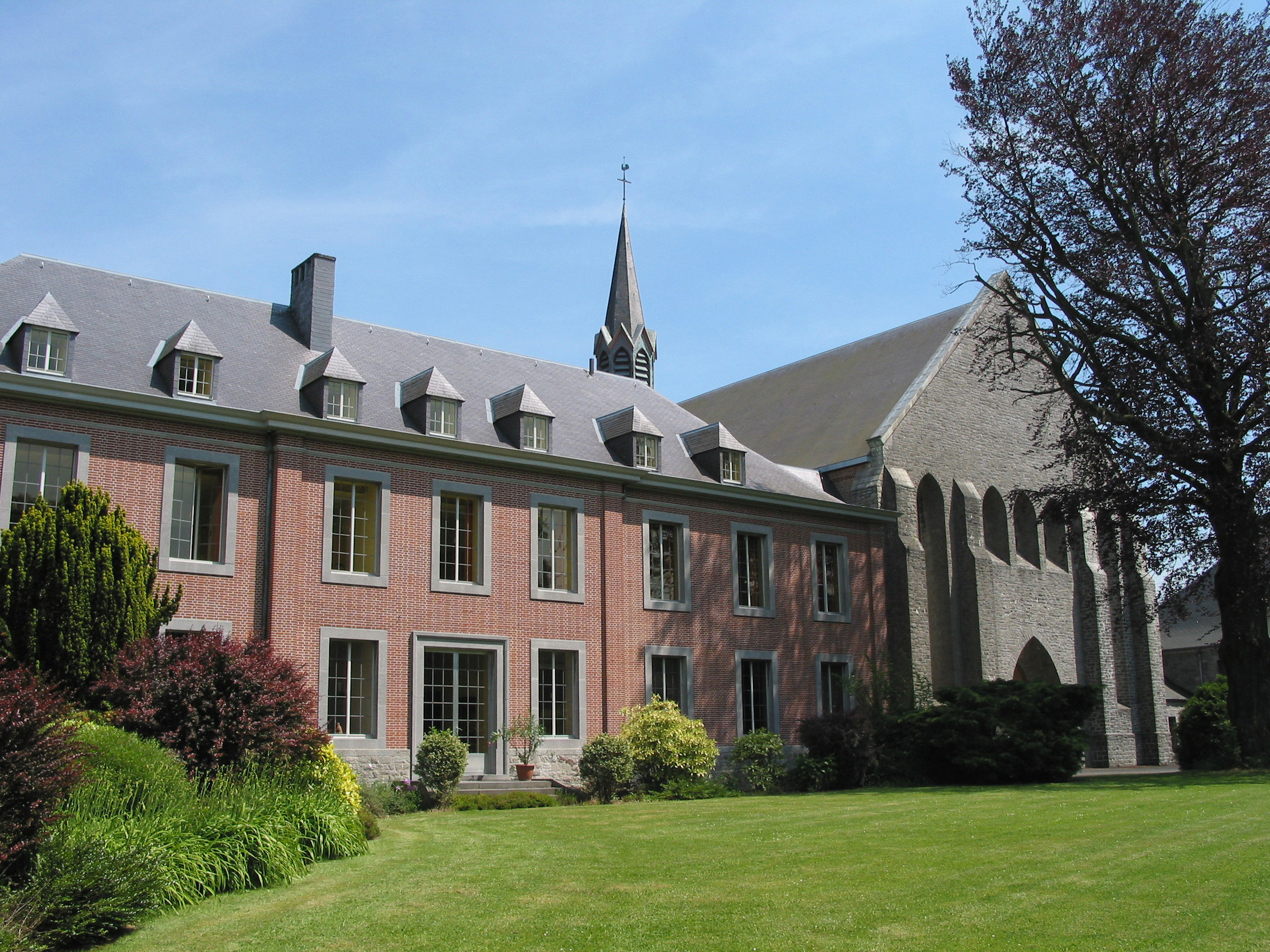
2005 : jardins, hôtellerie et église de l'abbaye Notre-Dame de Scourmont en activité.
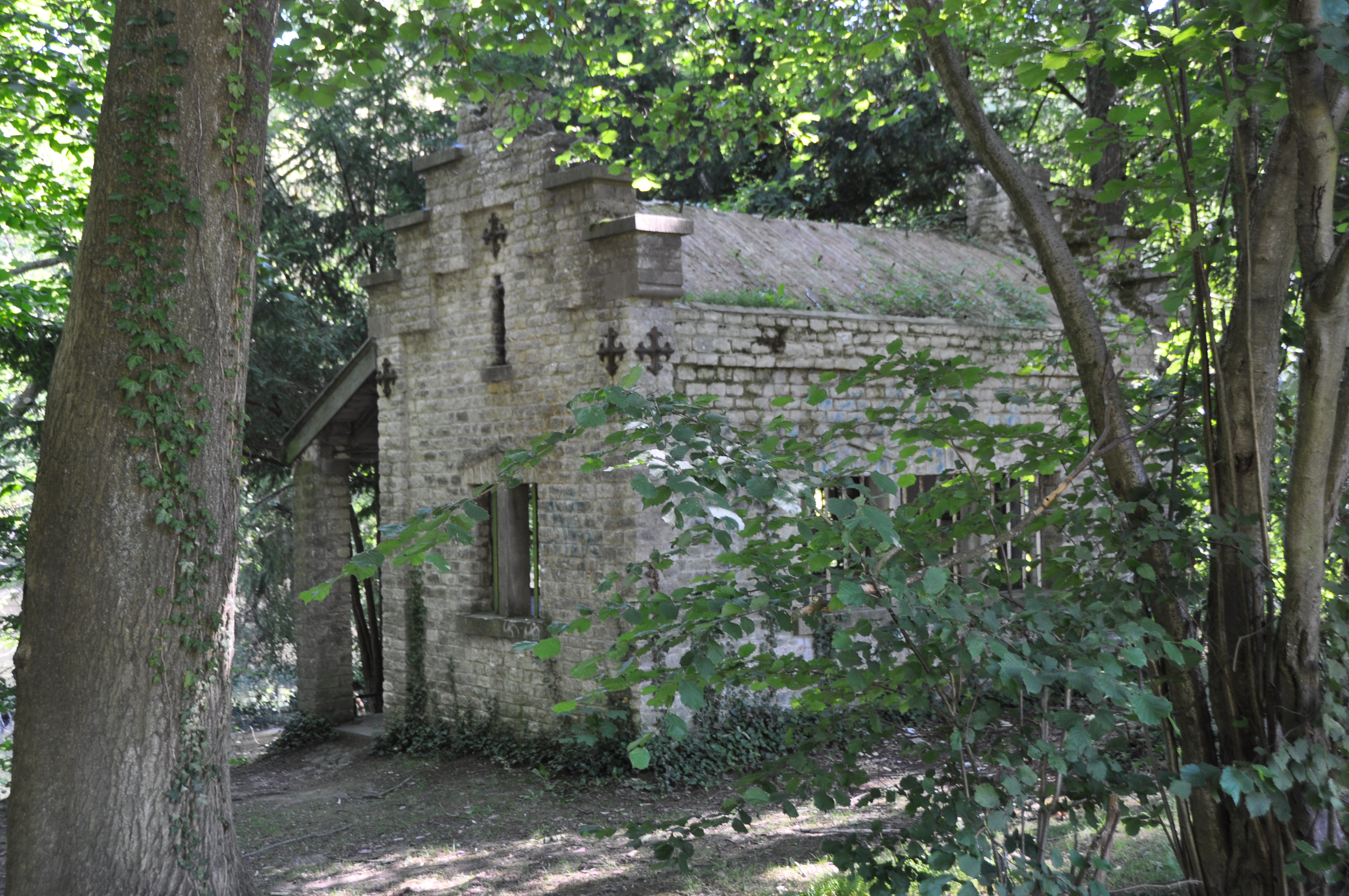
2010 : ancien prieuré de Sept Fontaines en ruines.
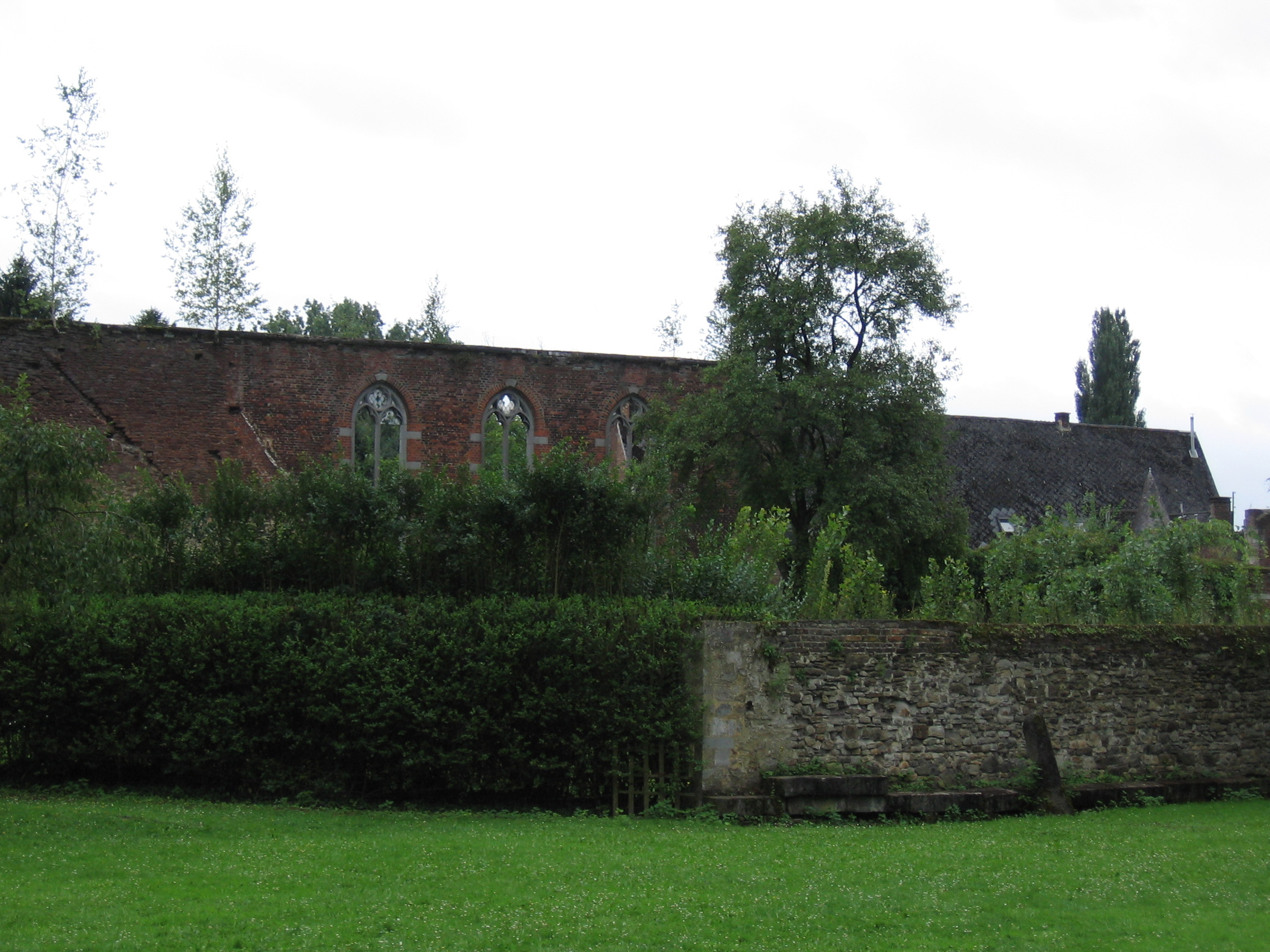
2008 : ruines de l'abbaye de Soleilmont reconstruite et en activité.
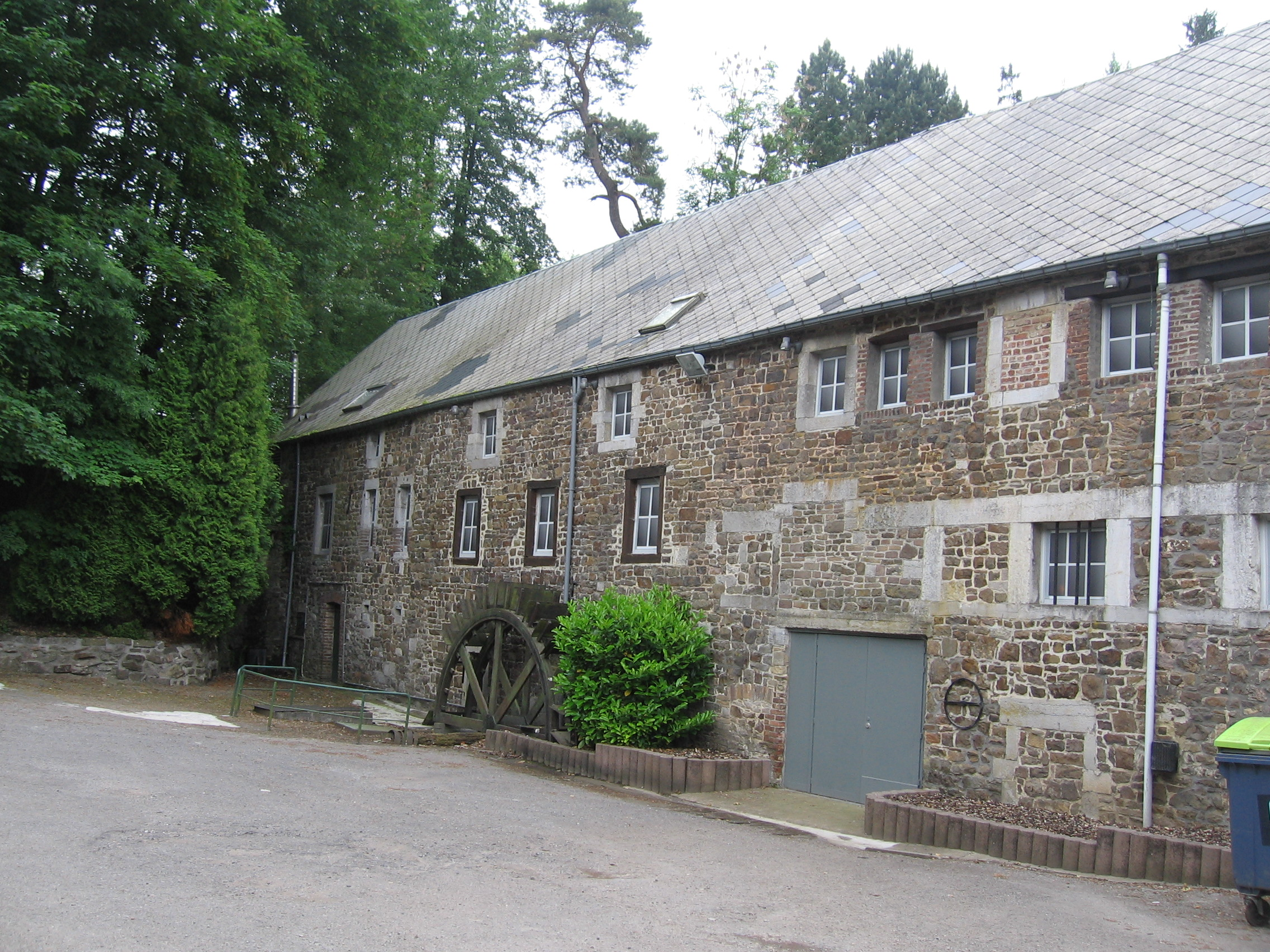
2013 : moulin à eau de l'ancienne abbaye de Solières partiellement détruite.
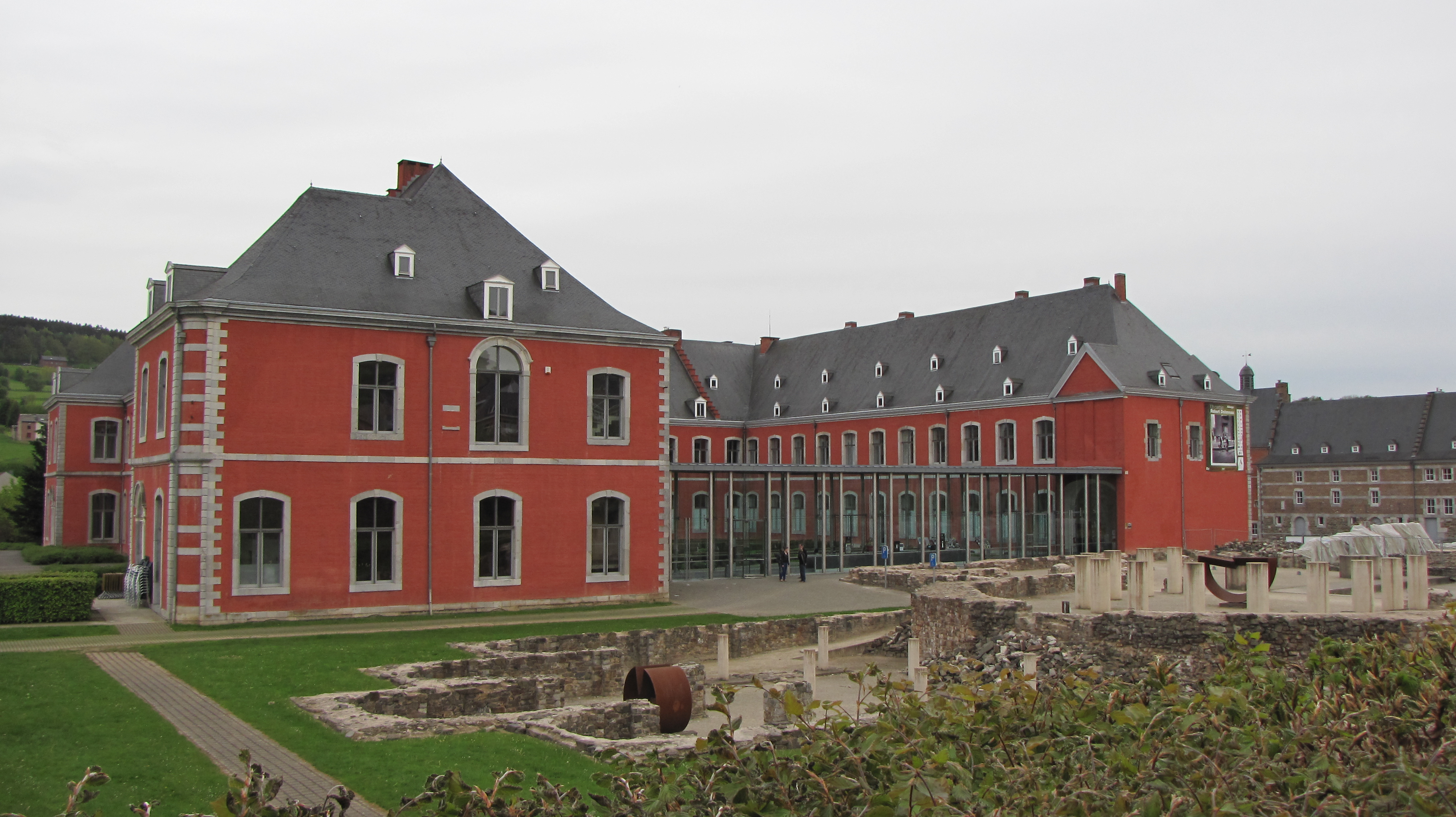
2012 : ancienne abbaye de Stavelot partiellement détruite.

## T
- Abbaye de Ter Doest (village et section Lissewege, Bruges, Flandre-Occidentale), monastère de moines bénédictins fondé en 1106.
- Monastère de Termonde (Termonde, Flandre-Orientale), monastère fondé en 1842 par des moniales Colettines.
- Abbaye des Saints-Pierre-et-Paul de Termonde (Termonde, Flandre-Orientale), monastère fondé en 1837 par Dom Veremundus D'Haens, moine bénédictin natif du lieu.
- Abbaye de la Thure (Marpent puis section Solre-sur-Sambre, Erquelinnes, Province de Hainaut), monastère de chanoinesses augustiniennes fondé au XIIIe siècle.
- Monastère de Tirlemont (Tirlemont, Brabant flamand), monastère fondé en 1629 par des moniales de l'Ordre de l'Annonciation de la Vierge Marie, supprimé en 1965.
- Abbaye de Tongerlo (village de Tongerlo, Westerlo, Province d'Anvers), monastère de chanoines prémontrés fondé en 1128.
- Monastère de Tongres (Tongres, Province de Limbourg), monastère fondé en 1845 par des moniales Colettines.
- Abbaye de Torhout (Torhout, Flandre-Occidentale), fondé au VIIe siècle, n'existe plus aujourd'hui.
- Chartreuse du Mont-Saint-André de Tournai (village section Chercq, Tournai, Province de Hainaut), monastère fondé en 1375 et connu aussi sous le nom Chartreuse de Chercq.
- Monastère de Tournai (Tournai, Province de Hainaut), monastère fondé en 1292 par des moniales Colettines.
- Abbaye Saint-Martin de Tournai (Tournai, Province de Hainaut), monastère fondé au VIIe siècle par saint Éloi, puis refondé au XIe siècle par Odon de Tournai.
- Abbaye Saint-Nicolas-des-Prés de Tournai (Tournai, Province de Hainaut), monastère fondé en 1123 par des chanoines réguliers de saint Augustin.
- Abbaye de Tronchiennes (village Tronchiennes, Gand, Flandre-Orientale), monastère de chanoines séculiers dont la fondation est liée à saint Amand, au VIIe siècle.
- Monastère de Turnhout (Turnhout, Province d'Anvers), monastère fondé en 1875 par des moniales Colettines.

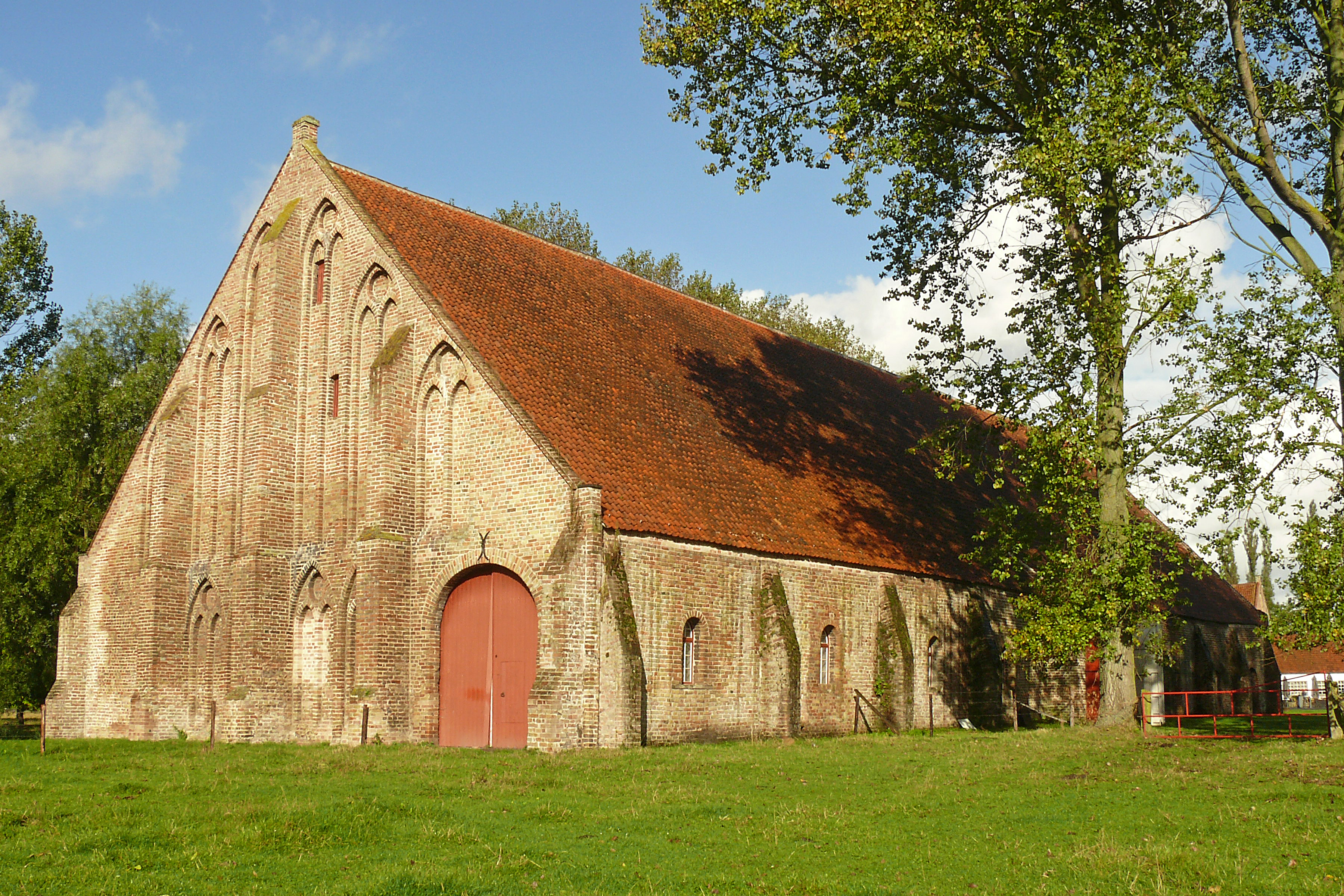
2012 : grange dîmière de l'ancienne abbaye de Ter Doest partiellement détruite.
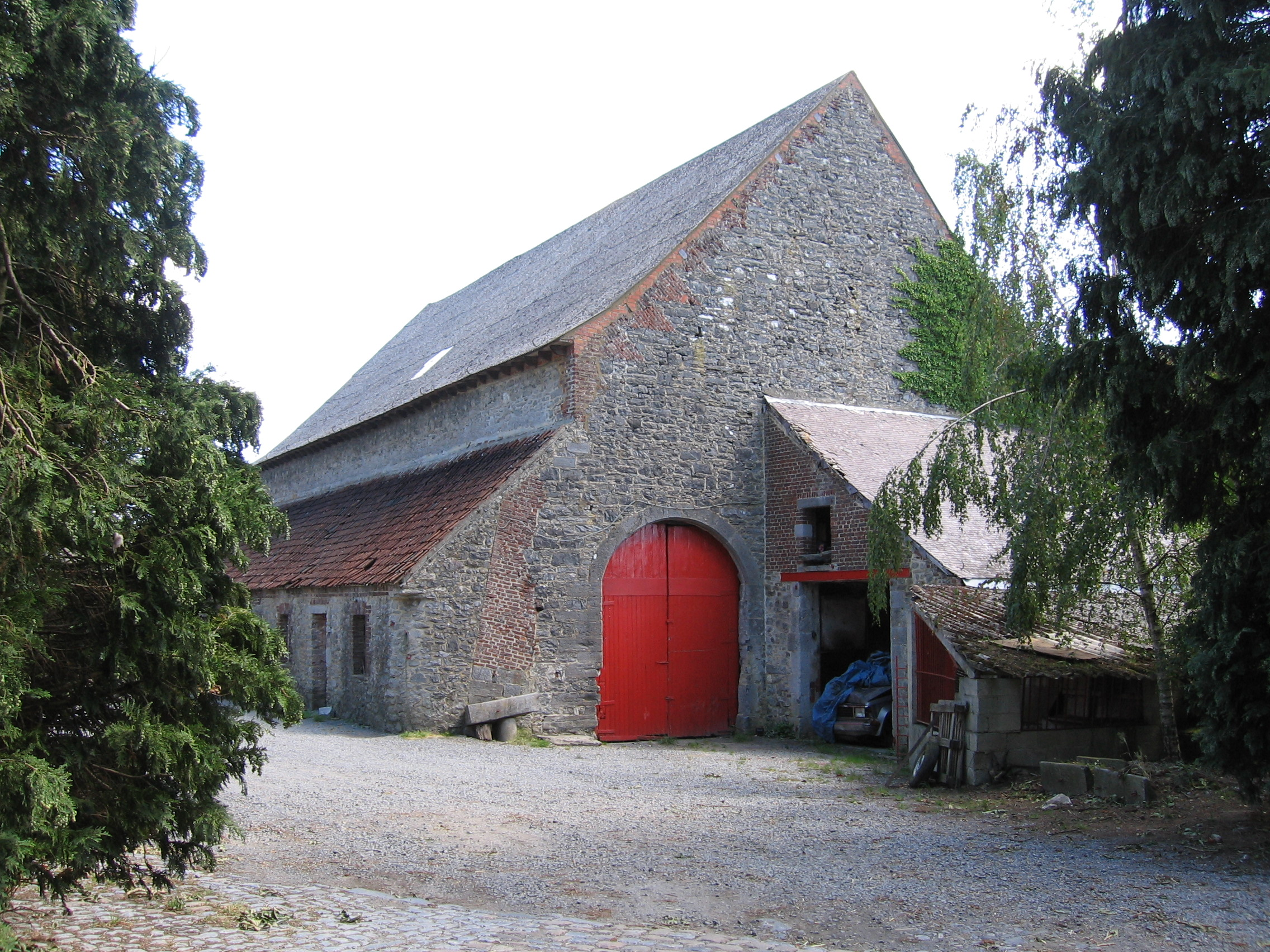
2010 : grange dimière, seul vestige de l'ancienne abbaye de la Thure en ruines.
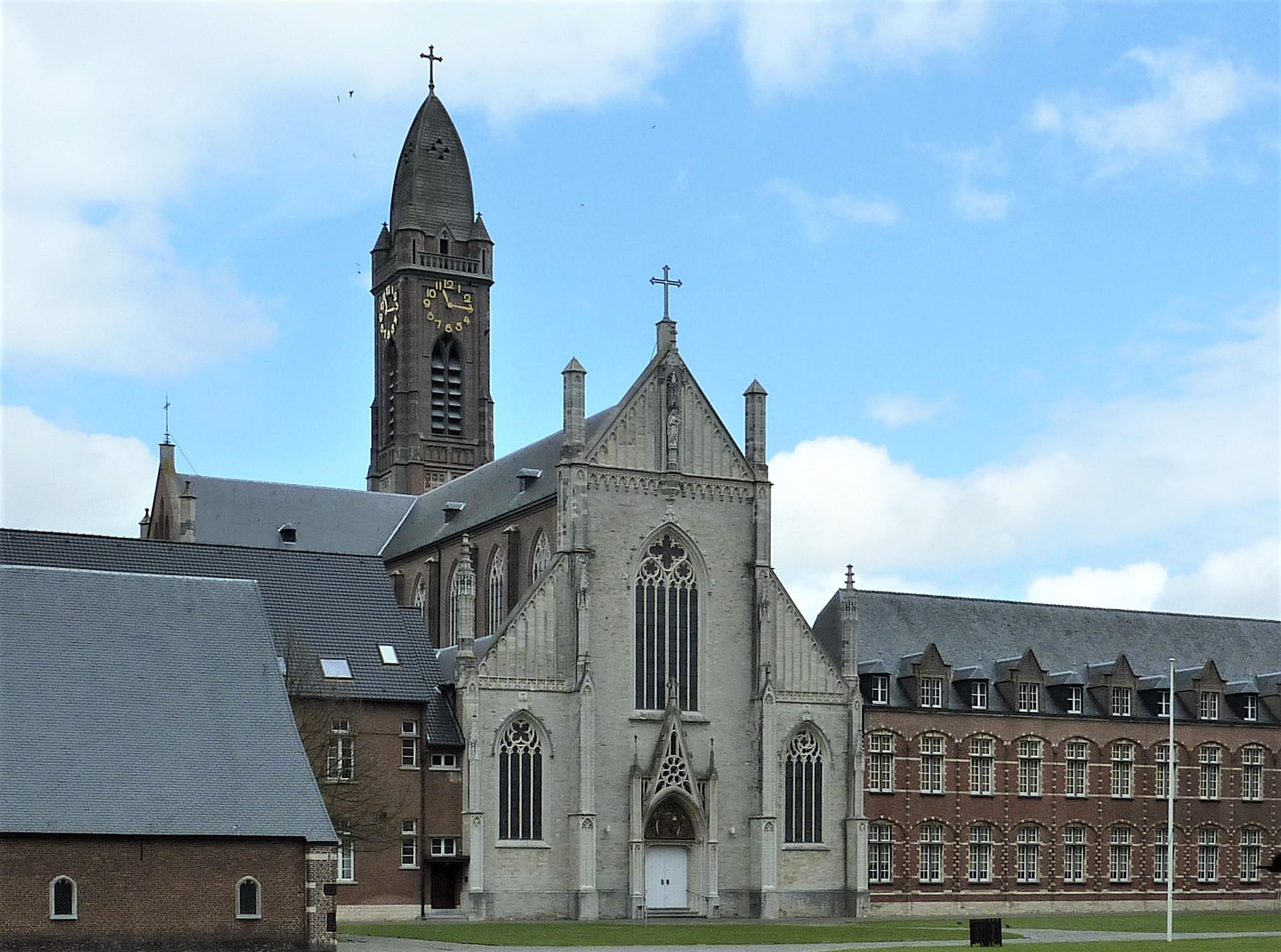
2012 : église de l'abbaye de Tongerlo en activité.
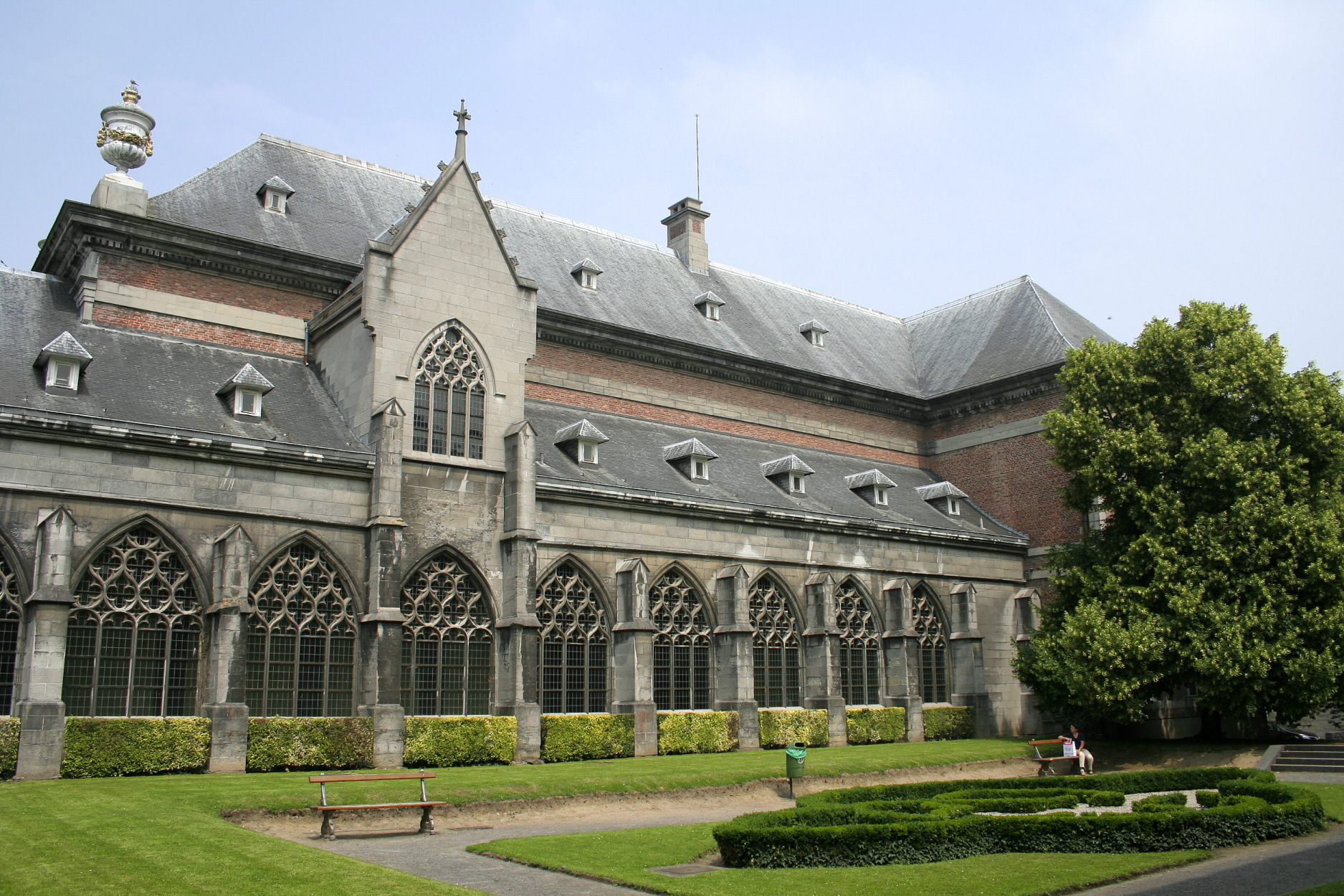
2007 : cloître de l'ancienne abbaye Saint-Martin de Tournai partiellement détruite.
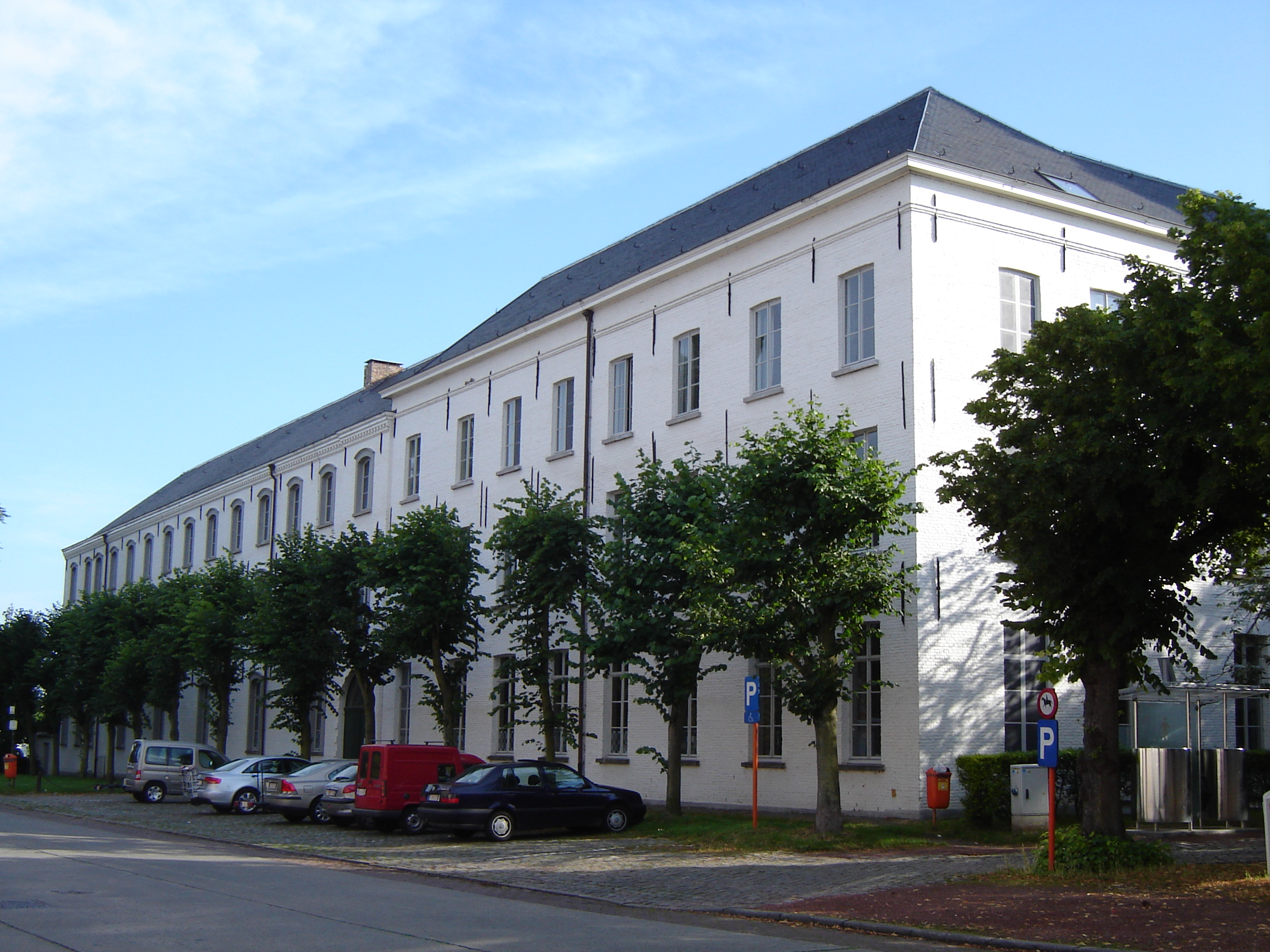
2008 : demeure de l'abbé de l'abbaye de Tronchiennes partiellement détruite.

## V
- Abbaye du Val-Benoît (site Val-Benoît, Liège, Province de Liège), site à l'abandon ayant abrité autrefois un monastère cistercien.
- Abbaye du Val-Dieu (Aubel, Province de Liège), monastère de moines cisterciens fondé aux environs de 1215 par des moines venu de l'abbaye de Hocht.
- Abbaye de Valduc (section Hamme-Mille, Beauvechain, Brabant wallon), monastère de moniales cisterciennes fondé en 1231 par Henri II de Brabant.
- Prieuré de Val Duchesse (Auderghem, Bruxelles-Capitale), monastère de dominicaines fondé en 1262 par la duchesse Adélaïde de Bourgogne.
- Abbaye du Val-Saint-Bernard (Diest, Brabant flamand), monastère de moniales cisterciennes fondé en 1235 par un vassal du comte Arnold IV de Looz dénommé Paul.
- Abbaye du Val-Saint-Lambert (Seraing, Province de Liège), monastère de moines cisterciens fondé en 1202.
- Monastère de Verviers (section Lambermont, Verviers, Province de Liège), monastère fondé en 1884 par des moniales Colettines.
- Monastère de la Vigne (voir à Béguinage de Bruges).
- Abbaye de Villers (Villers-la-Ville, Brabant wallon), monastère de moines cisterciens fondé en 1146.
- Abbaye de Vlierbeek (Kessel-Lo, Brabant flamand), monastère de moines bénédictins venus d'Affligem et fondé, en 1125, sur un terrain offert par Godefroid le Barbu.
- Abbaye de Voormezele (section Voormezele, Ypres, Flandre-Occidentale), monastère qui n'existe plus aujourd'hui.

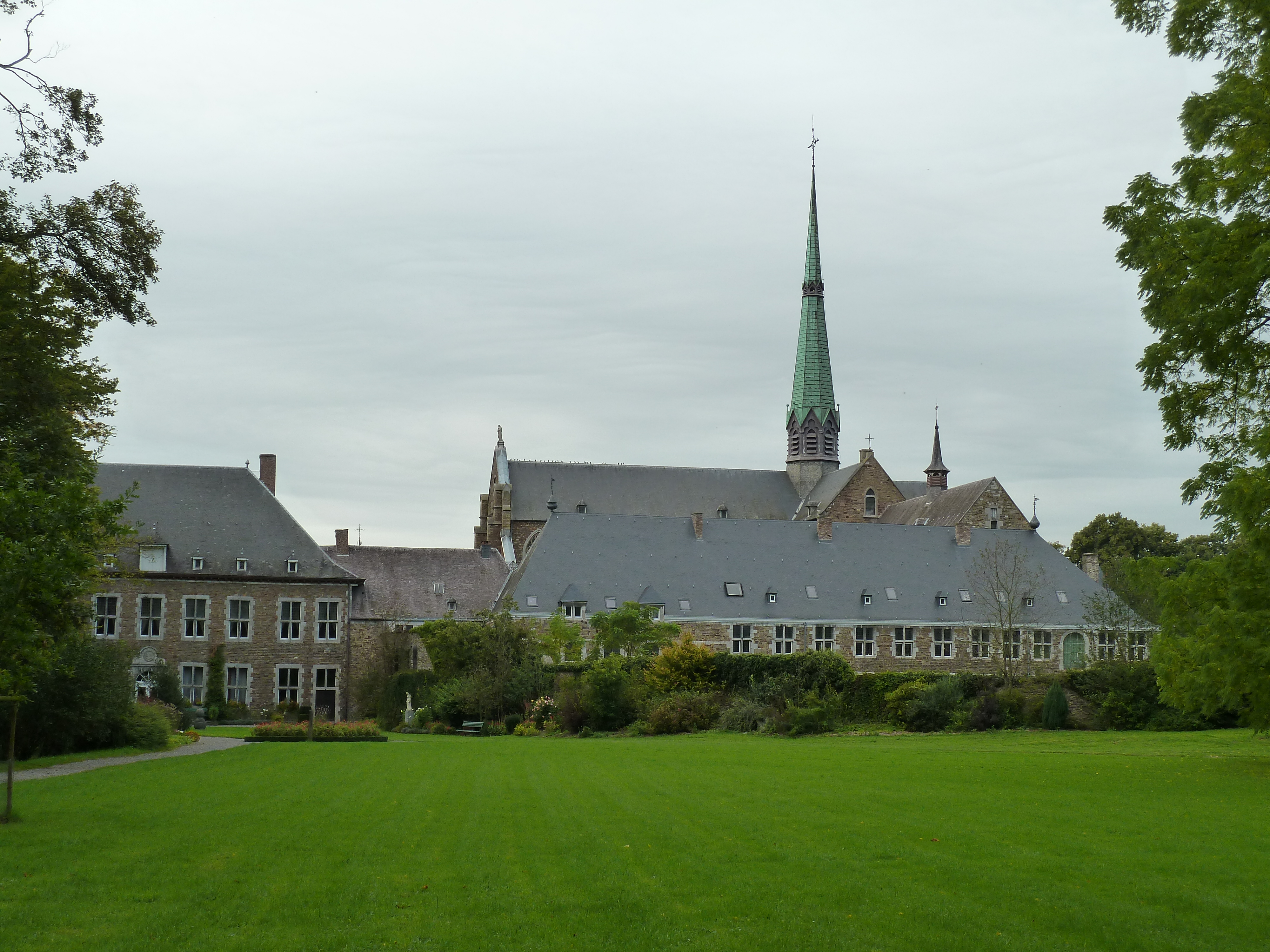
2014 : ancienne abbaye du Val-Dieu désaffectée.
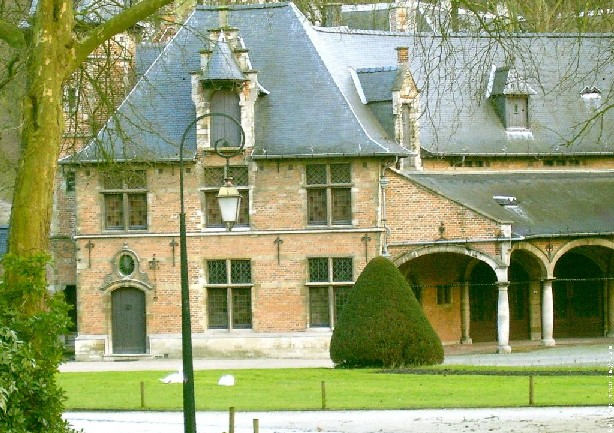
1999 : ancien prieuré de Val Duchesse désaffecté.
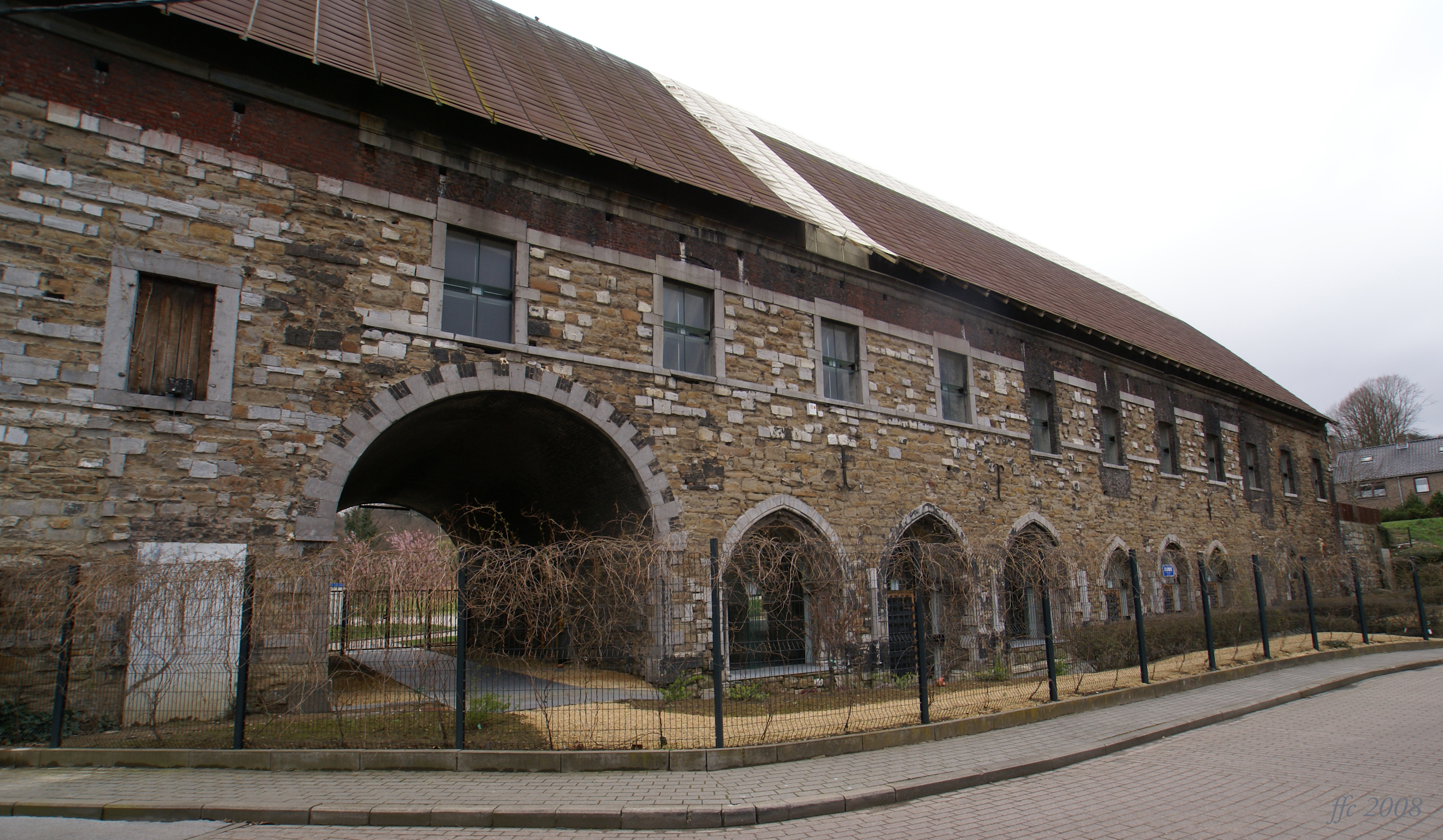
2008 : dortoir de l'ancienne abbaye du Val-Saint-Lambert partiellement détruite.
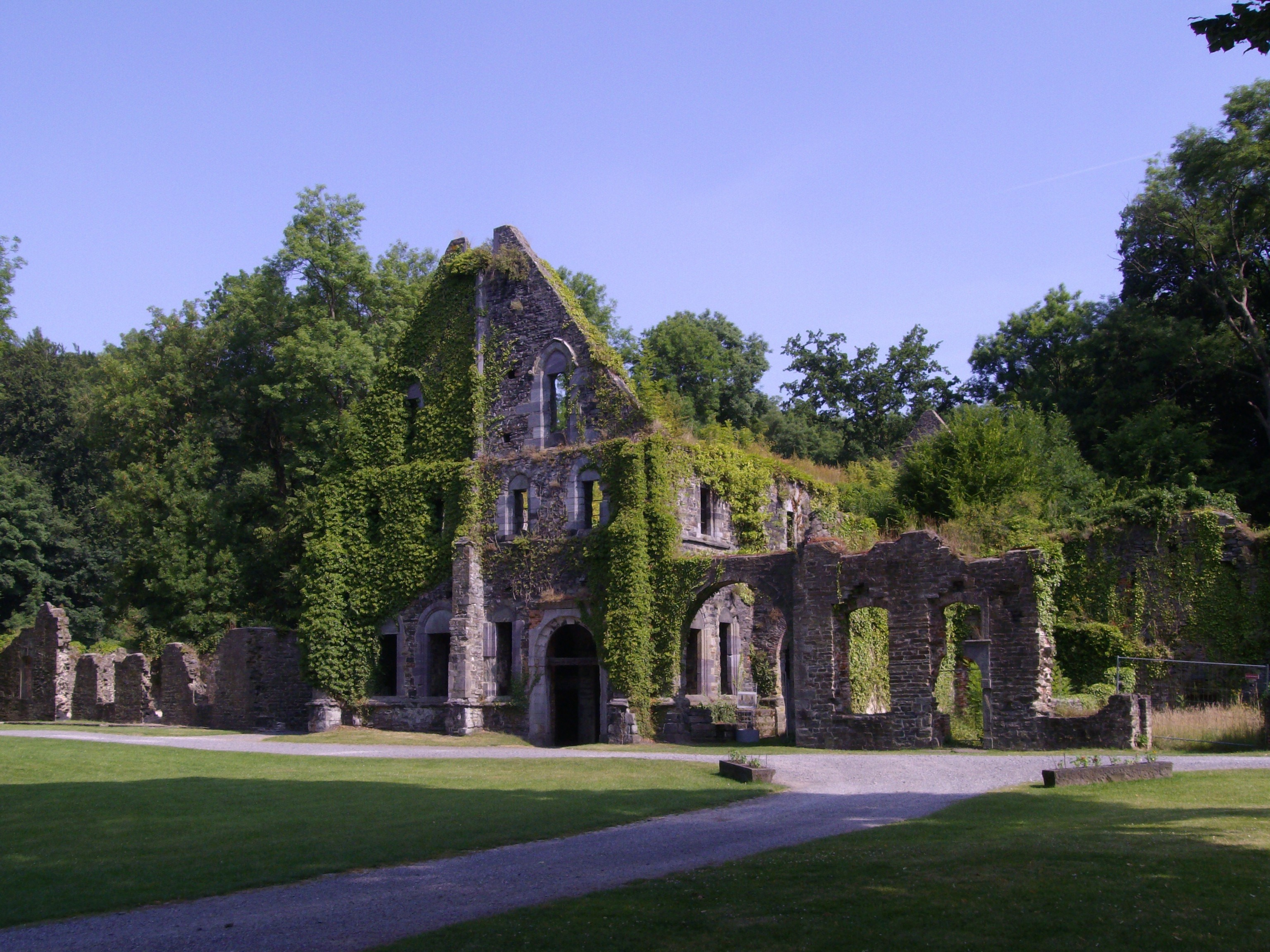
2009 : partie de l'ancienne abbaye de Villers-la-Ville en ruines.
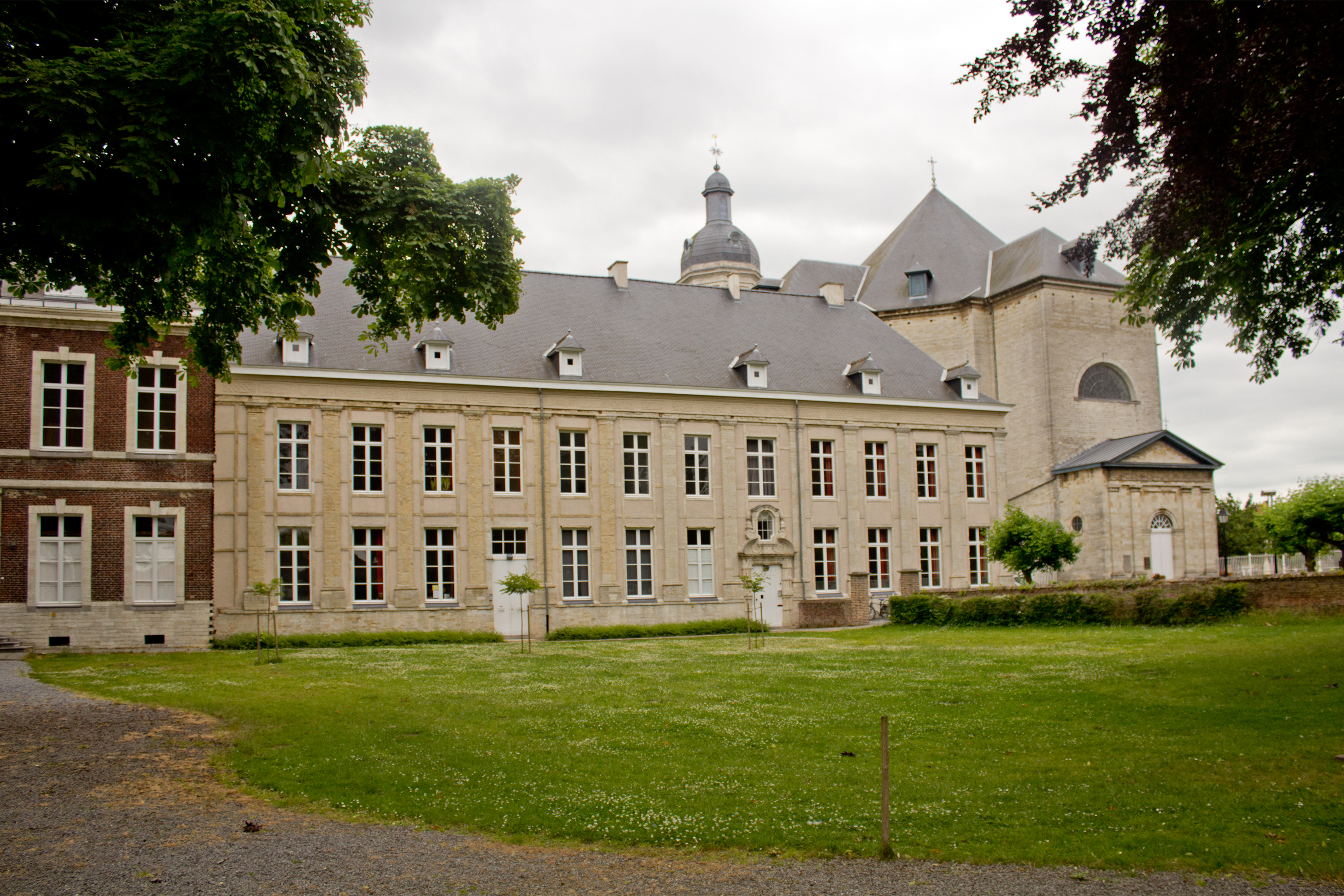
2013 : palais abbatial de l'ancienne abbaye de Vlierbeek désaffectée.

## W
- Prieuré de Wanze (section Wanze, Wanze, Province de Liège), monastère comprenant des bâtiments (XVIIe et XVIIIe siècles) et une chapelle (XIIIe siècle).
- Abbaye de Waulsort (Hastière, Province de Namur), monastère bénédictin fondé au Xe siècle par des moines irlandais venus d'Écosse pour évangéliser la région.
- Abbaye de Wauthier-Braine (section Wauthier-Braine, Braine-le-Château, Brabant wallon), monastère de moniales cisterciennes fondé au début du XIIIe siècle.
- Monastère de Wavre (Wavre, Brabant wallon), monastère fondé en 1902 par des moniales Colettines.
- Monastère Saint-Remacle de Wavreumont (hameau Wavreumont, Stavelot, Province de Liège), monastère fondé en 1950 par des moines bénédictins.
- Monastère de Westmalle (Westmalle, Province d'Anvers), monastère résultant de la fusion en 1965 des monastères de Tirlemont, Geel et Merksem.
- Abbaye de Westmalle ou abbaye de Notre-Dame du Sacré Cœur (section Westmalle, Malle, Province d'Anvers), monastère de moines trappistes fondé en 1794.
- Abbaye Saint-Sixte de Westvleteren (Westvleteren, Flandre-Occidentale), monastère de moines trappistes fondé en 1831.

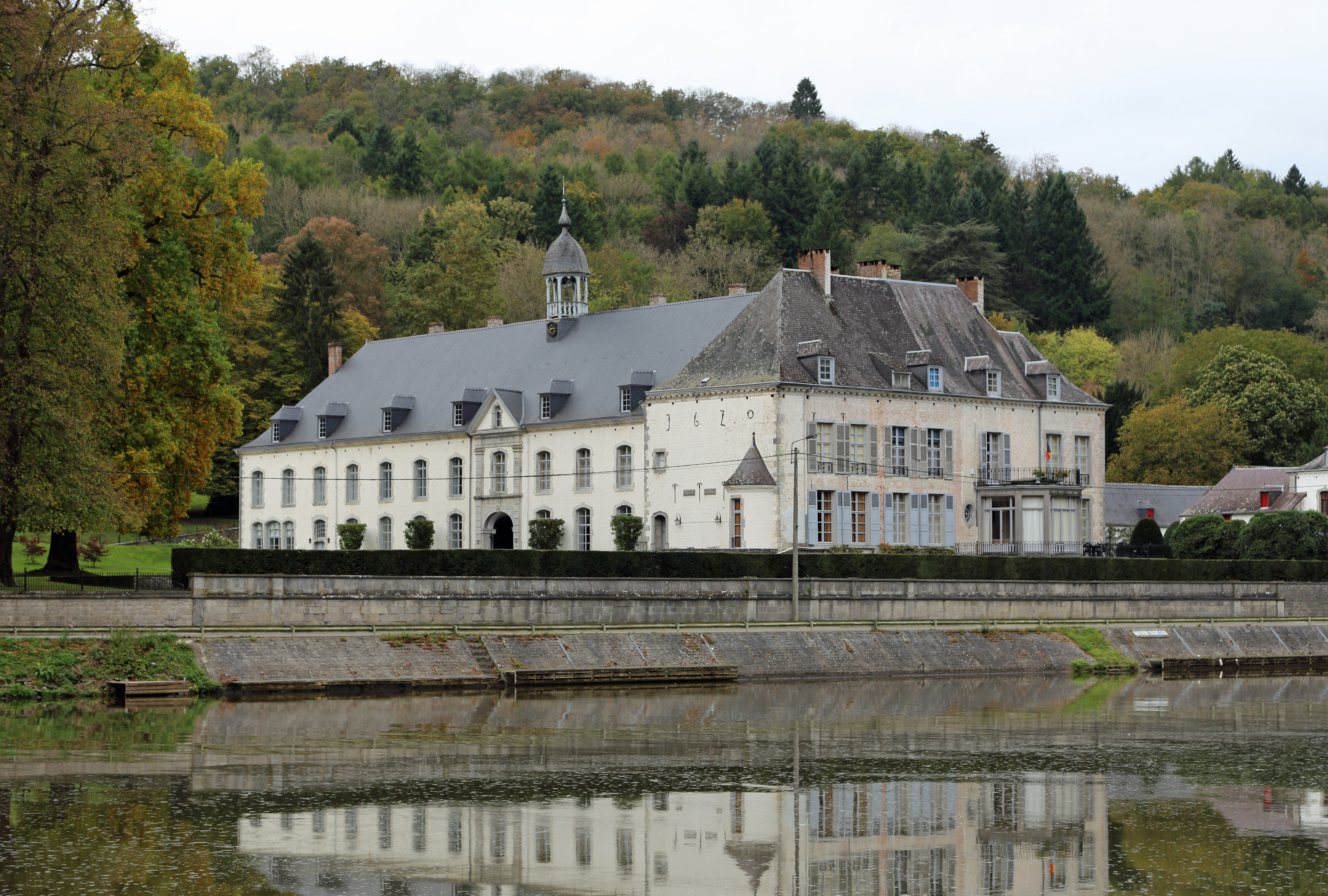
2014 : palais abbatial de l'ancienne abbaye de Waulsort désaffectée.
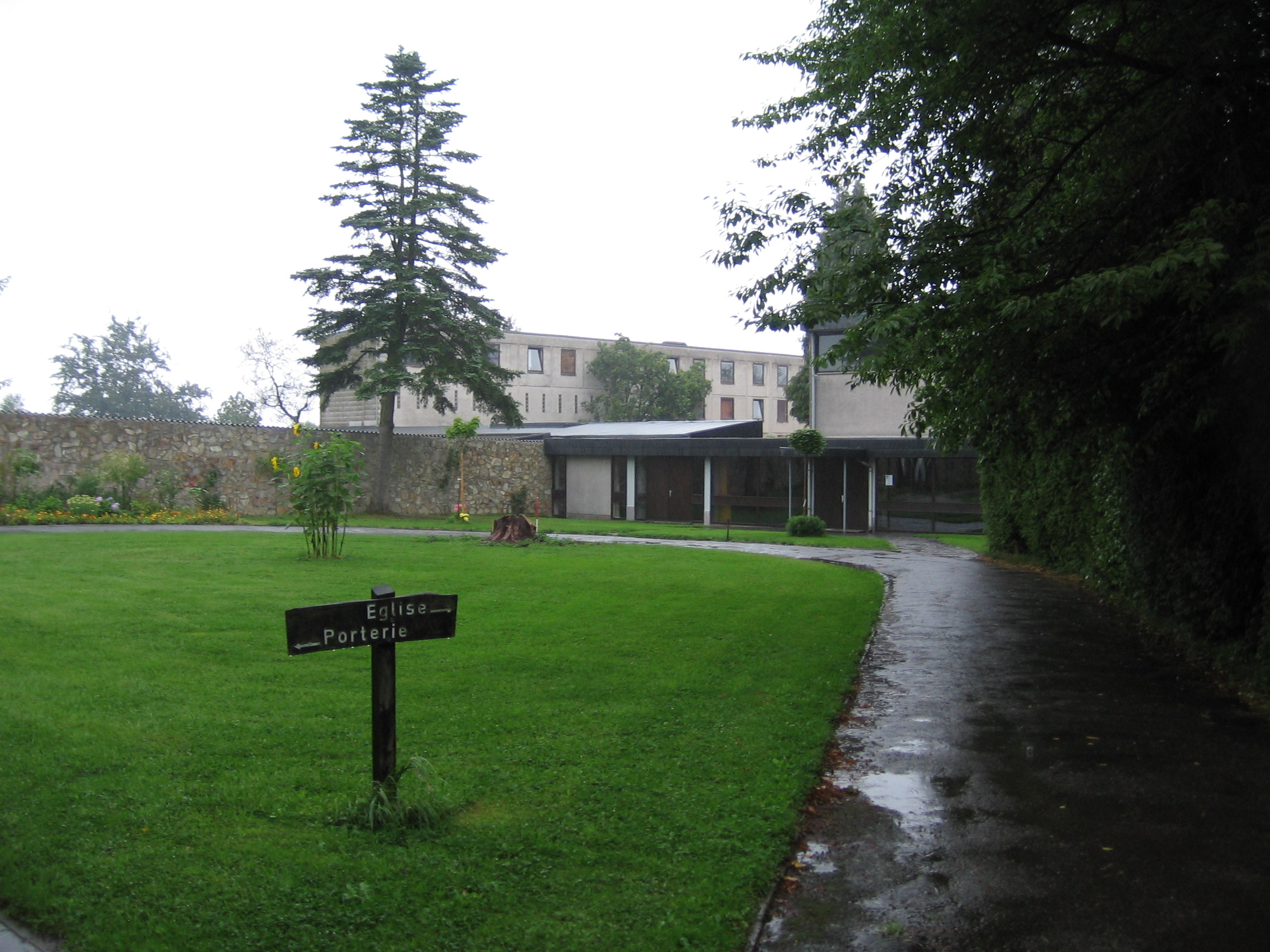
2010 : monastère Saint-Remacle de Wavreumont, prieuré en activité.
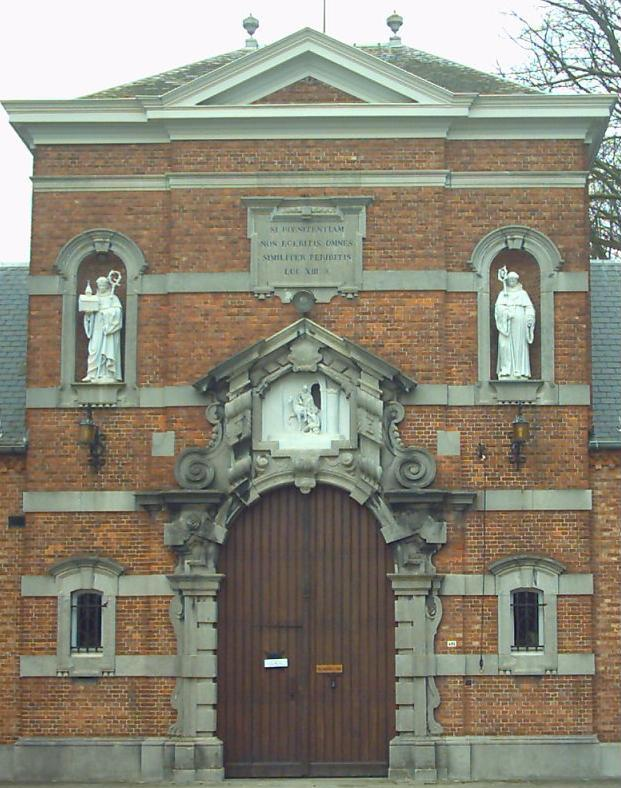
2007 : portail d'entrée de l'abbaye de Westmalle en activité.

## Y
- Monastère d'Ypres (Ypres, Flandre-occidentale), monastère fondé en 1260 par des moniales Colettines.

## Z
- Abbaye Saint-André de Zevenkerken (Loppem, Flandre-Occidentale), monastère bénédictin fondé à Bruges en 1100 par Robert II de Flandre.

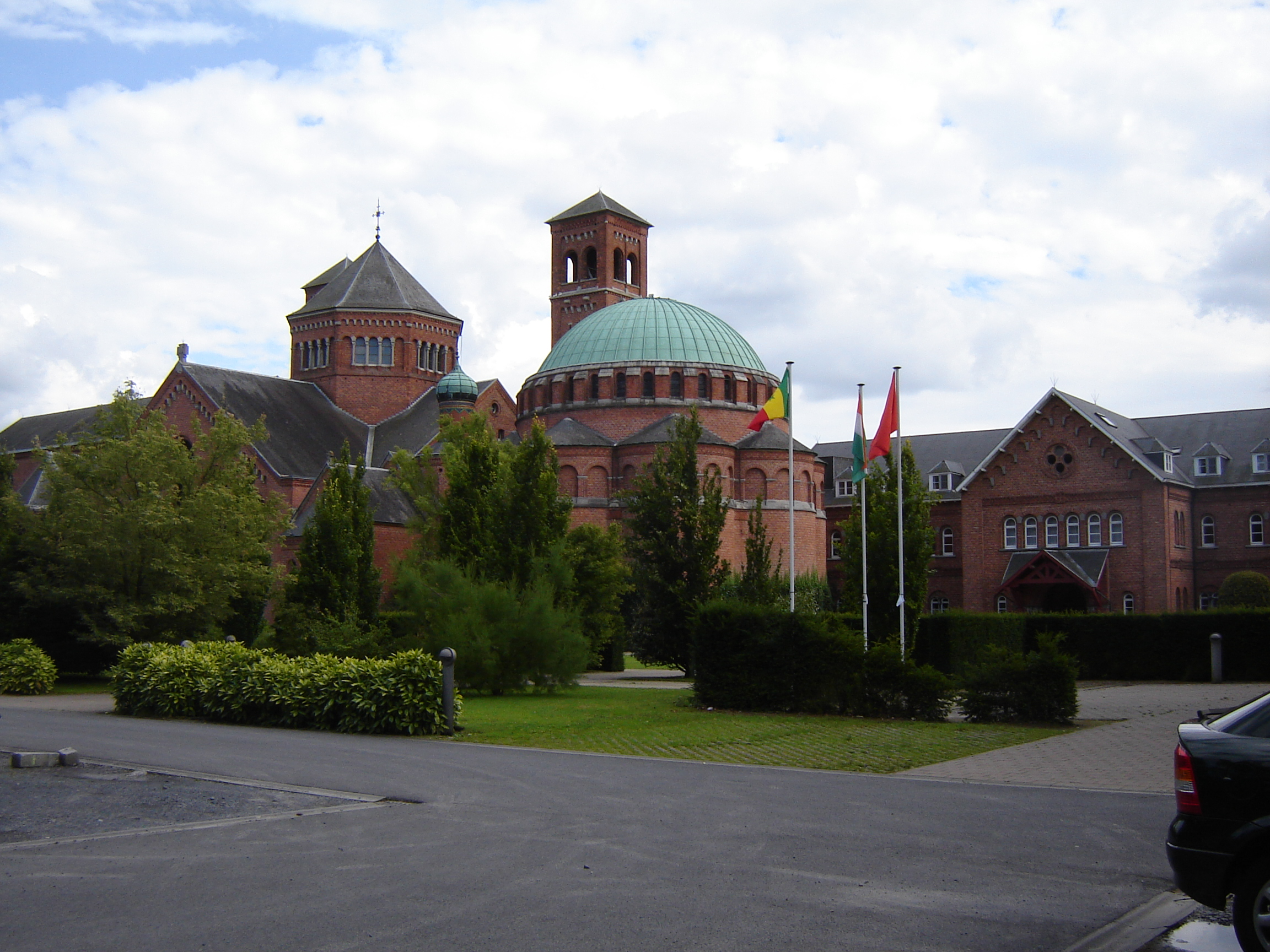
2007 : église de l'abbaye Saint-André de Zevenkerken en activité.

- Abbaye de Zoetendale située entre Middelburg et Maldegem dans la province belge de Flandre orientale, fondée à partir de l'abbaye d'Arrouaise en 1215 au profit des chanoines réguliers de Saint Augustin et dissoute en 1584.